# Museu del Louvre
El Museu del Louvre (en francès Musée du Louvre) o simplement el Louvre és un dels museus més importants i visitats del món. N'és també un dels més grans del món i el més gran de París per raó de superfície (210.000 metres quadrats, dels quals 60.600 es dediquen a exposicions). Situat al cor de la vila, entre la riba dreta del Sena i el carrer Rivoli, al districte primer, l'edifici és un antic palau reial, el Palau del Louvre. L'estàtua eqüestre de Lluís XIV de França constitueix el punt de partida de l'eix històric, però el palau no està alineat sobre aquest eix. El Louvre té una llarga història de conservació artística i històrica de França, des dels reis capets fins avui.

## Varietat d'obres exposades
Museu universal, el Louvre abasta una cronologia i una àmplia zona geogràfica, des de l'antiguitat fins al 1848, d'Europa occidental a l'Iran, amb Grècia, Egipte i l'Orient Mitjà. Consta de vuit departaments: antiguitats orientals, antiguitats egípcies, gregues, etrusques i romanes, art islàmic, escultures, objectes d'art, pintures, gràfics, i presenta 35.000 obres en 60.600 m2 de sales. Gairebé totes les obres exposades estan disponibles a internet en la base Atlas.
Les obres del museu són de naturalesa variada: pintures, escultures, dibuixos, ceràmiques, col·leccions arqueològiques i d'art, entre d'altres. Entre les peces més famoses trobem el Codi d'Hammurabi, la Venus de Milo, la Mona Lisa de Leonardo da Vinci, i La llibertat guiant el poble d'Eugène Delacroix (obra transferida al Louvre-Lens el 2012). El Louvre és el museu més visitat al món, amb 8,5 milions de persones el 2010.
A París, diversos museus públics complementen les col·leccions del Louvre.

## El palau Reial

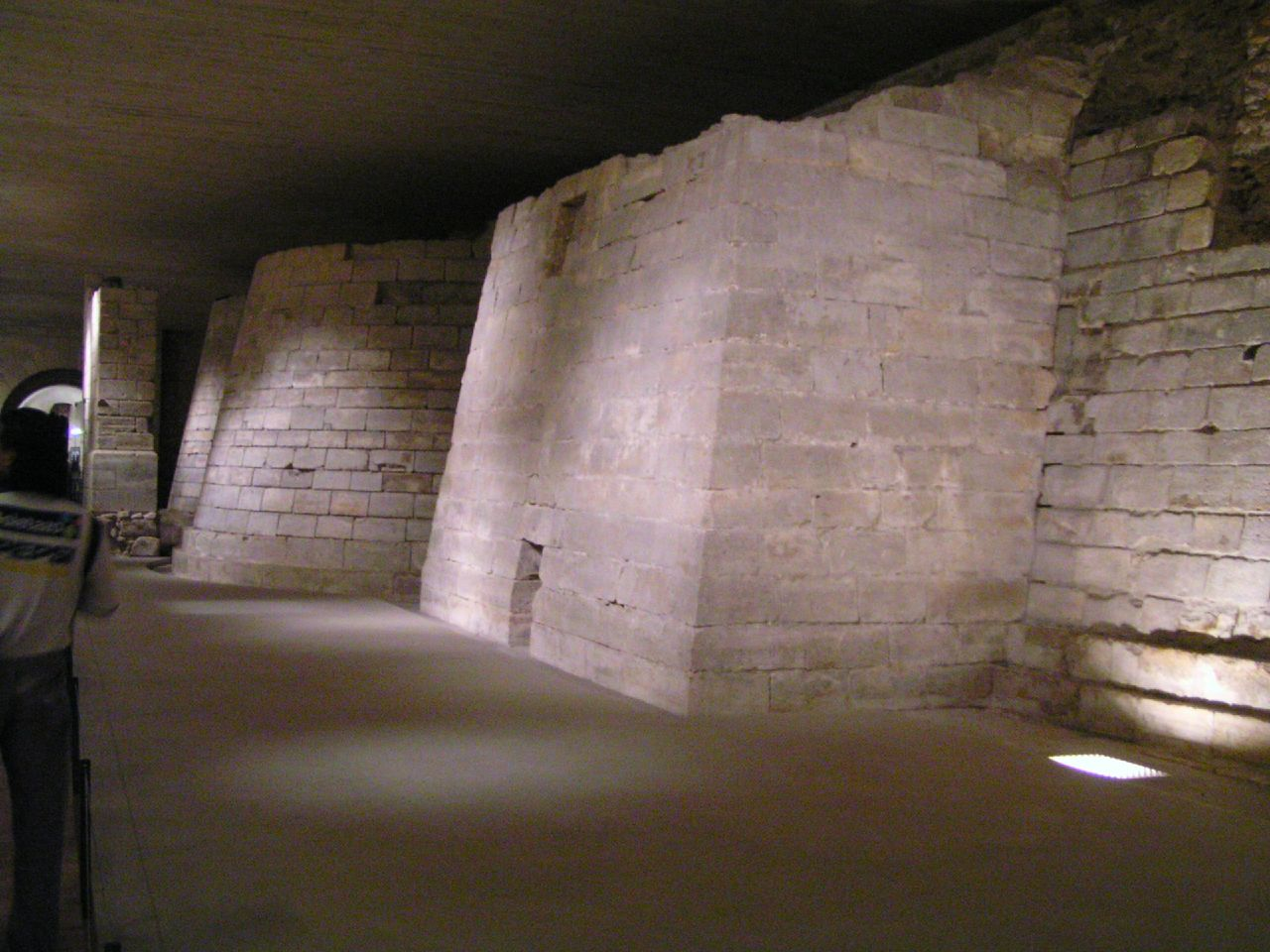
Restes de l'antic castell medieval del Louvre, encara visibles al subsòl del Pavelló Sully del museu

Originàriament, el Louvre era un castell, fet construir per Felip II de França el 1190, que ocupava el quadrant sud-oest de l'actual pati quadrat (Cour Carrée). El pla de la fortalesa era un rectangle d'uns 70 a 80 m de costat, flanquejat per torres i amb dues entrades; al centre hi havia una torre de l'homenatge, la torre del Gran Louvre, de la qual depenien tots els feus de França. Una de les seves principals tasques era supervisar la part baixa del Sena, una de les vies tradicionals durant les invasions i incursions des de l'època dels vikings. Amb la transferència de la propietat de l'Orde del Temple a l'Orde de Sant Joan de Jerusalem, el Tresor Reial prèviament emmagatzemat a la Maison du Temple de París es transportà el 1317 al Louvre. Carles V de França feu del castell una residència reial.
Esdevinguda obsoleta, la Gran Torre fou destruïda per Francesc I el 1528. El 1546, el rei comença la transformació de la fortalesa en residència luxosa, en fer enderrocar la part oest de la muralla medieval, que farà reemplaçar per una ala d'estil Renaissance erigida per Pierre Lescot. Aquests treballs prossegueixen sota el regnat d'Enric II i de Carles IX: la part sud de la muralla del «vell Louvre» fou també demolida per deixar pas a una ala d'estil Renaissance.
El 1594, Enric IV decidí d'unir el Louvre al Palau de les Teuleries que havia fet construir Caterina de Mèdici: és el "Grand Design", el primer pas n'és la Gran Galeria que uneix el Pavelló de Lesdiguières (en honor de François de Bonne de Lesdiguières, darrer conestable de França) al Pavelló Trémoïlle (en honor de Henri III de la Trémoille (1598-1674), mestre de camp de cavalleria lleugera de França).
El pati quadrat fou construït pels arquitectes Lemercier i Le Vau, durant els regnats de Lluís XIII i Lluís XIV, i quadruplicà la mida de l'antic pati renaixentista (la qual cosa va requerir la demolició de la resta de muralles medievals). La decoració i el mobiliari del palau foren llavors dirigides per artistes com Poussin, Romanelli i Le Brun. Però això s'interrompé abruptament quan Lluís XIV trià Versalles com a centre de poder i residència reial el 1678. El Louvre restà durant molt de temps igual. No va ser sinó fins al segle xviii quan nous projectes, dirigits principalment per Gabriel i Soufflot, simplement continuaren per acabar el "Grand Design". Un d'aquests nous projectes fou el de la transformació del palau en museu. La idea sorgí amb Lluís XV, però només culminaria amb la Revolució.

## Història del museu

### Els començaments

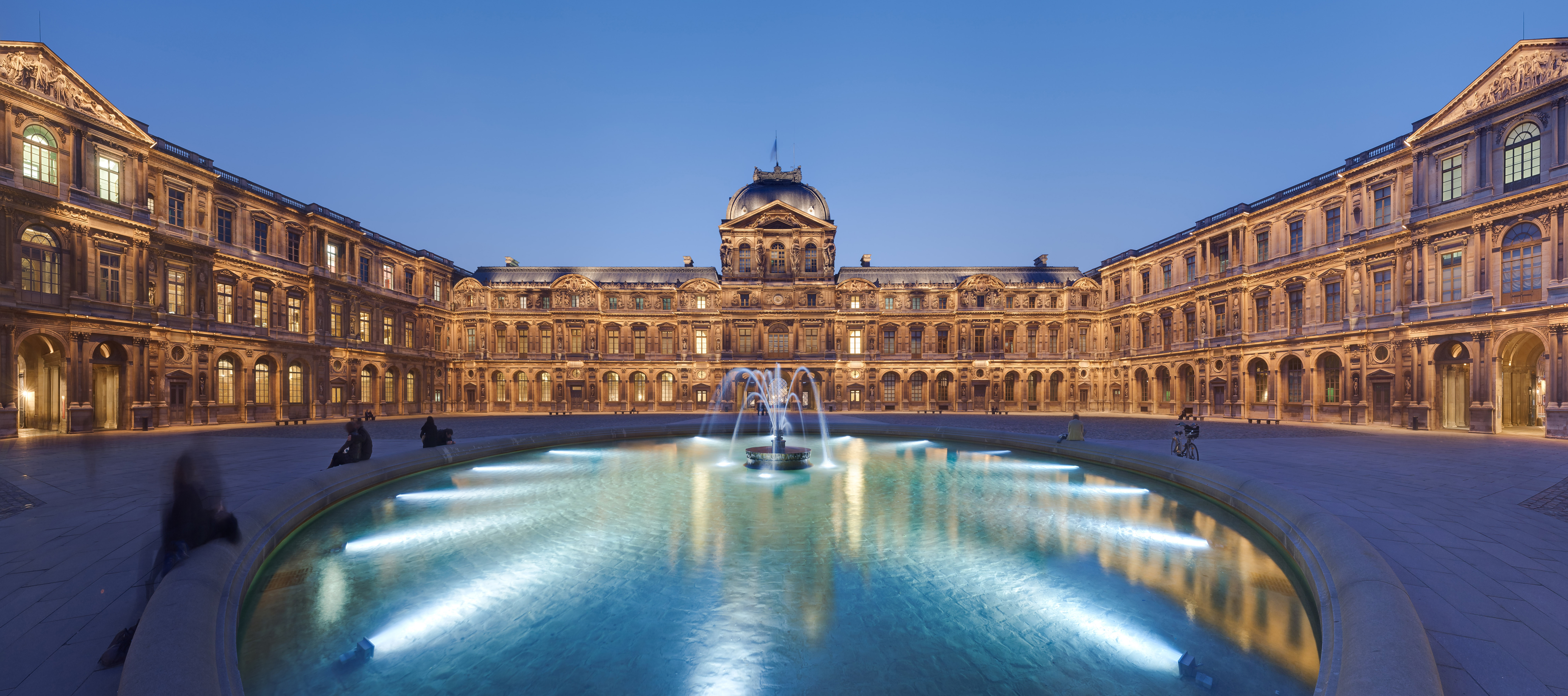
Pati quadrat i pavelló del Rellotge

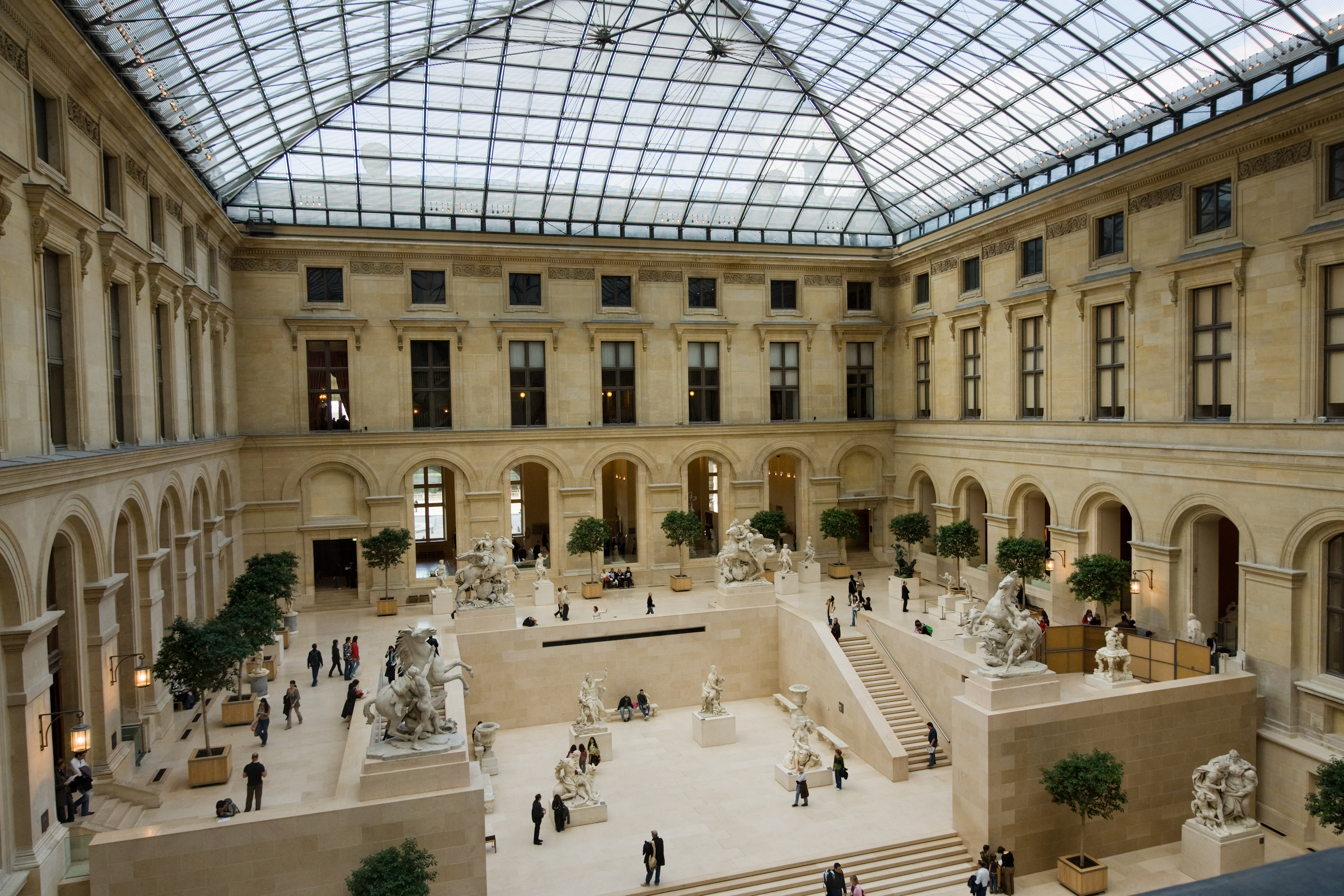
Interior del Louvre

#### La col·lecció de la corona

##### Primeres col·leccions reials i principesques
Des de Carles V i els seus germans, Lluís d'Anjou, rei de Nàpols i Sicília, Joan I de Berry, Felip el Temerari, duc de Borgonya, es desenvoluparà un gust pel luxe que dona lloc a les comandes de llibres il·luminats, teixits i peces d'orfebreria de molts artistes.
Les obres que pertanyien als prínceps, en la major part es donaren a institucions religioses després de la seva mort. Van entrar al Louvre per compres de col·leccionistes o convulsions revolucionàries.
Lluís XII va adquirir les primeres pintures italianes de la col·lecció de la corona. Leonardo de Vinci li envià una Madonna el 1507, que va desaparèixer. Fou potser el primer propietari de la Mare de Déu de les Roques. El quadre de fra Bartolomeo Noli me tangere és probablement el que Domenico Perini va comprar el 1506 amb una Nativitat, perduda, i que s'enviaren a França.
- Carles V:
Revestiment Mural de Narbona
- Felip II de Borgonya:
Jean Malouel
Grande Piéta ronde
- Jacquemart de Hesdin
Grandes Heures de Jean de Berry
El carregament de la Creu
- Lluís XII:
Fra Bartolomeo
Noli me tangere

##### Francesc I i el primer gabinet de quadres
Francesc I és el primer rei de França que constitueix un «gabinet de quadres», és a dir, una col·lecció de pintures de cavallet (per oposició a pintura mural) no lligades a la decoració de residències reials i que podien ser exposades independentment. Havent aconseguit el rei que en vinguessin a França el 1516, comprà els quadres, que Leonardo da Vinci posseïa, al seu marmessor, Francesco Melzi, després de la mort de l'artista, el 2 de maig del 1519:
- Mare de Déu de les Roques
- La Mare de Déu i l'Infant amb santa Anna
- La Gioconda
- La Belle Ferronière
- Sant Joan Baptista
- Bacus

Dos quadres de Leonardo sortiren de la col·lecció en dates i per raons desconegudes. El primer, La Mare de Déu i l'infant amb santa Anna, fou recomprat per Richelieu i donat al rei; el segon Sant Joan Baptista, recomprat per Giulio Raimondo Mazzarino, i després per Jabach, que el ven al rei el 1662. Hi ha rumors que assenyalen que un quadre que representava Leda va desaparèixer, probablement destruït, així com El rapte de Prosèrpina.
El rei farà venir d'Itàlia gràcies a consellers artístics —Battista della Palla, Giovan Battista Puccini i Pietro Aretino— altres artistes per assegurar la decoració dels seus castells, en particular el castell de Fontainebleau, on es crearà la primera escola de pintura, l'escola de Fontainebleau. És gràcies a la intervenció de Puccini que Andrea del Sarto arriba a França el 1518, on pintarà, segons Giorgio Vasari, nombrosos quadres, actualment desapareguts en la major part, abans del seu retorn a Florència el 1520.
El rei també farà comprar quadres. El papat i els principats italians, coneixedors del seu gust per l'art italià, li van oferir obres d'art com les escultures dels esclaus de Miquel Àngel ofertes pel papa:
- Jean Clouet
Retrat de Francesc I de França
- Ticià
Retrat de Francesc I de França
- Andrea del Sarto
Caritat
- Sebastiano del Piombo
La Visitació
- Rafael
Retrat de Joana d'Aragó
- Miquel Àngel
L'esclau moribund

Els quadres conservats en l'apartament dels Banys, sota la galeria Francesc I del castell de Fontainebleau van patir humitats.

##### D'Enric II a Enric III
Els conflictes religiosos que comencen a aparèixer a la fi del regnat d'Enric II limitaran les compres d'obres d'art. Aquest període estarà marcat sobretot per la construcció de nous castells i palaus, com el principi de la transformació del palau del Louvre en museu. La part essencial dels quadres que entren en la col·lecció de la corona són retrats de François Clouet i la seva escola, o bé de Corneille de Lyon.

##### Enric IV i Maria de Mèdici durant la minoria d'edat de Lluís XIII
Cal esperar a les guerres de religió amb Enric IV per contemplar la represa de la compra de quadres i el desenvolupament d'una segona escola a Fointainebleu. El rei feu construir la Gran Galeria del palau per unir-la amb la Petita, construïda en època de Caterina de Mèdici, on hi preveia d'allotjar artistes que treballessin per a ell. Nomena «guarda de quadres» el pintor Jan de Hoey, net de Lucas van Leyden, el 1608, per «les pintures dels vells quadres de sa majestat al castell de Fontainebleau, tant per restaurar les que estan gastades, pintures a l'oli sobre fusta o tela, com per netejar els marcs dels altres frescos de les cambres, sales, galeries, gabinets d'aquest castell...». A la seva mort, el 1615, el càrrec passa al seu fill Claude d'Hoey (1585-1660), i després al seu net, que va seguir els quadres de Fontainebleau quan aquests s'instal·len al palau del Louvre. Jan de Hoey fou guarda del gabinet de pintures del Louvre entre el 1618 i el 1623. Es coneixen les obres que es troben al castell de Fontainebleau pel testimoniatge de Cassiano dal Pozzo, el 1625, i del pare Pierre Dan, que va escriure, el 1642, un llibre titulat Trésors des merveilles de la maison royale de Fontainebleau.
La regència de Maria de Mèdici fou l'ocasió de fer realitzar les pintures de la galeria Mèdici per al palau de Luxemburg per part de Peter Paul Rubens, primer pintor flamenc que entrà en la col·lecció de la corona. Aquesta galeria fou inaugurada l'11 de maig del 1625 pel matrimoni d'Enriqueta de França amb Carles I d'Anglaterra i d'Escòcia.

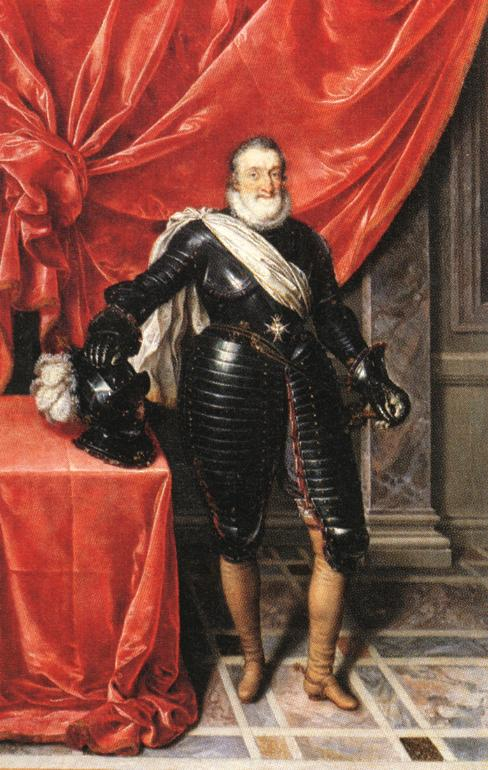
Frans Pourbus el Jove Retrat d'Enric IV amb armadura
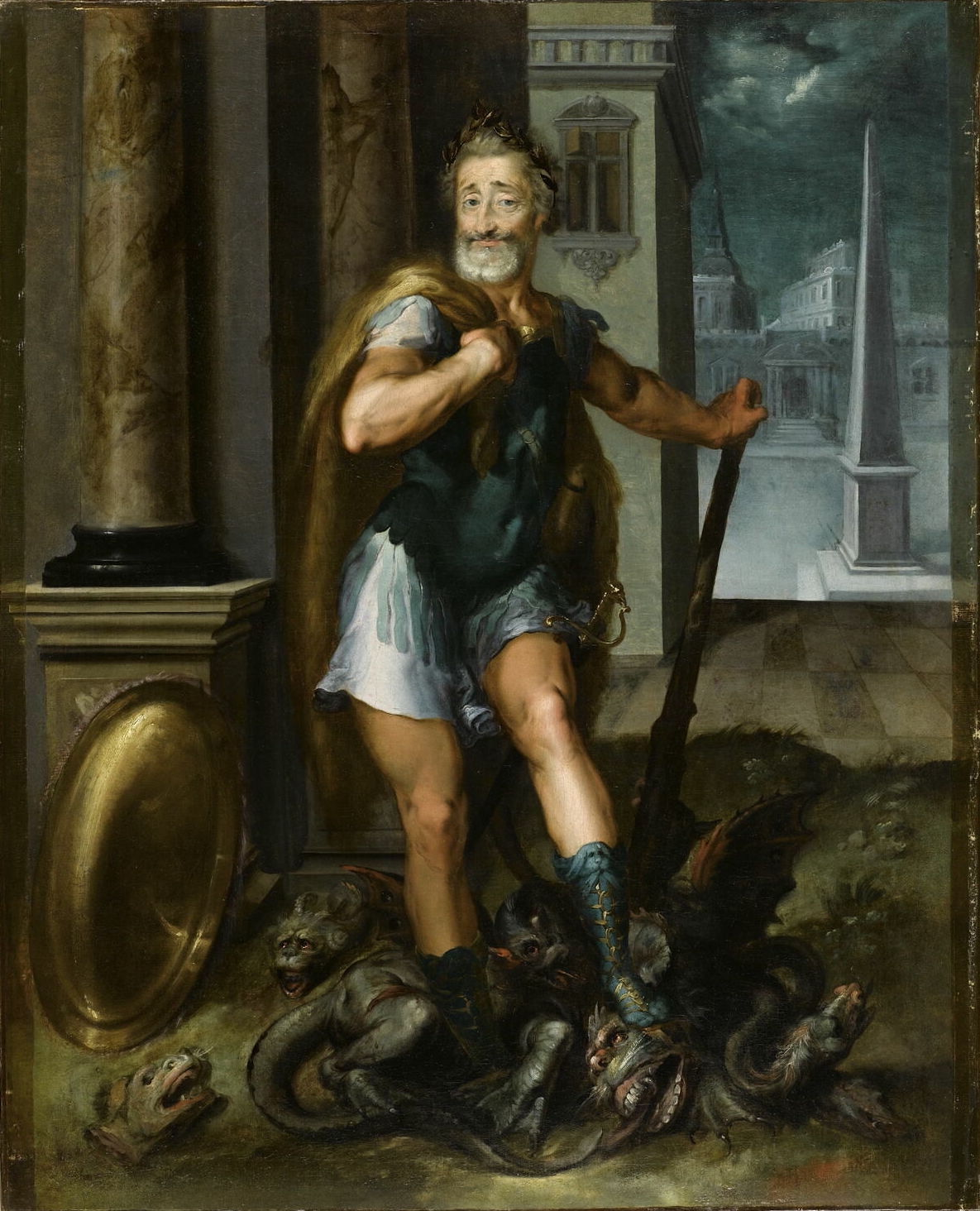
Toussaint DubreuilEnric IV i Hèracles matant l'Hidra de Lerna
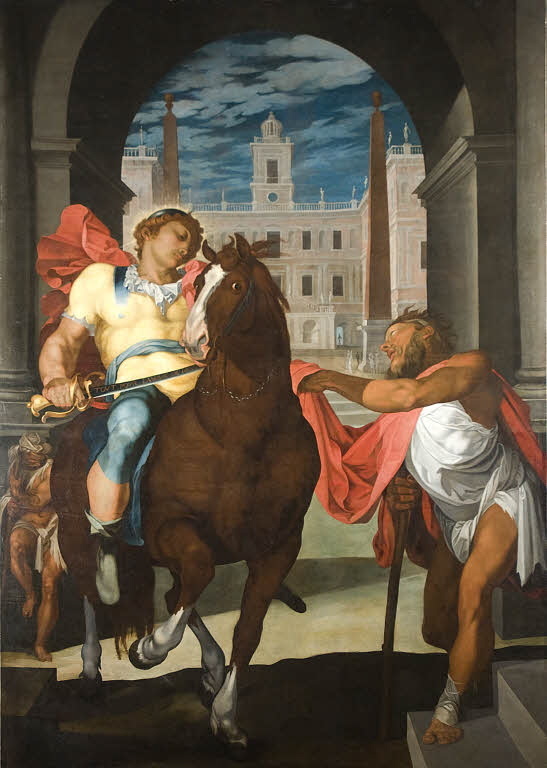
Martin Fréminet La caritat de Sant Martí
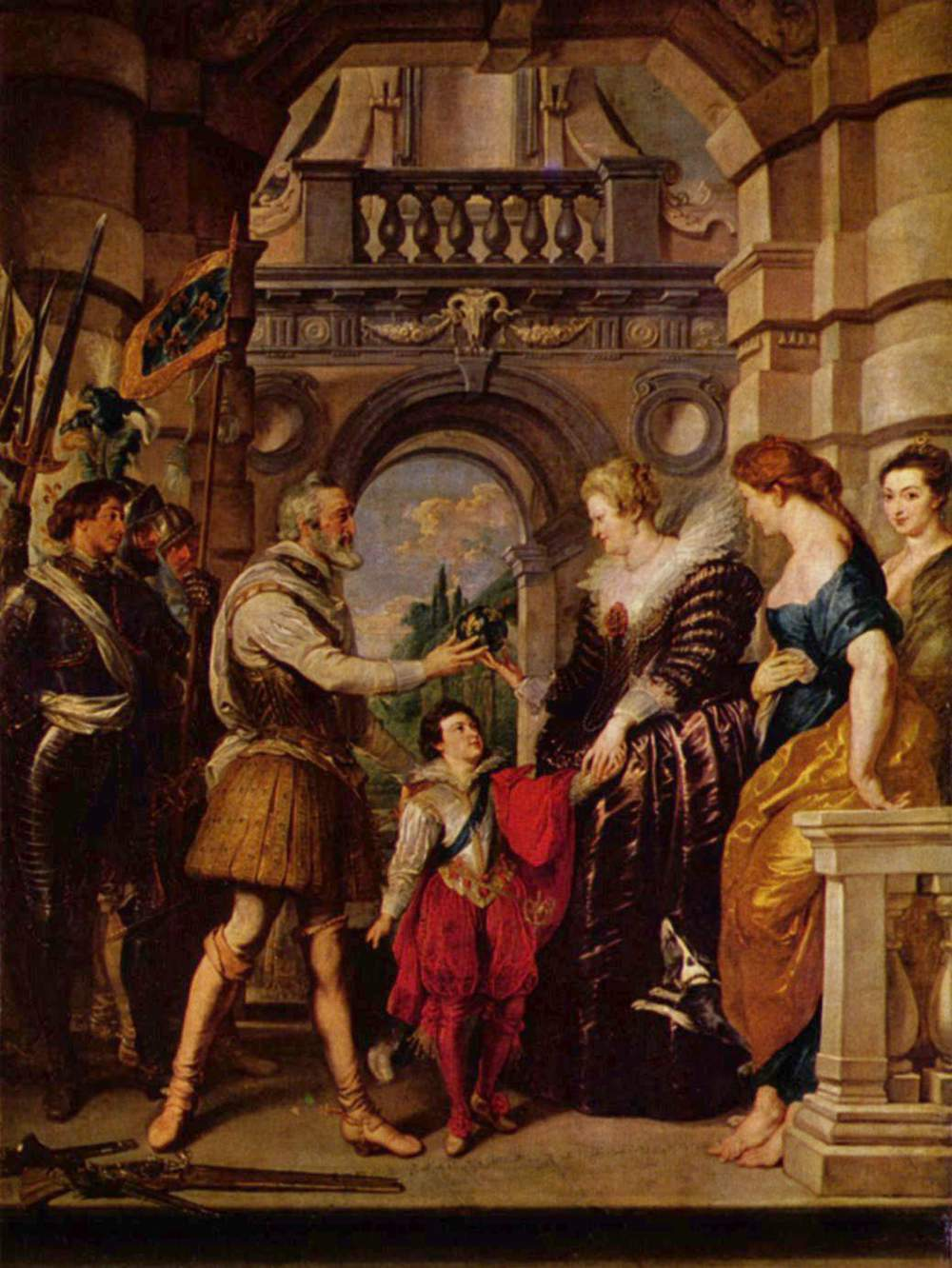
Peter Paul Rubens Galeria Mèdici Enric IV transmet la Regència

##### Lluís XIII, Richelieu i Mazarin durant la minoria d'edat de Lluís XIV
Lluís XIII no té pas un interès particular per la pintura o l'escultura. Fa venir Nicolas Poussin de Roma per decorar la nova ala del palau del Louvre el 1641. Però els seus desacords amb Simon Vouet i Jacques Lemercier el fan tornar a Roma el 1642.
L'essencial de les obres d'art d'aquest període que arriben a la col·lecció de la corona ho fan amb les col·leccions aplegades per Richelieu i Mazarin. Una part de la col·lecció de Richelieu fou adquirida amb la donació del palau Cardenal i tot el seu contingut al rei. Una altra part entra al museu quan es produeixen les confiscacions revolucionàries. Mazarin és un col·leccionista apassionat. S'aprofitarà de la venda de les millors col·leccions de quadres, com la de Carles I, decidida per Cromwell, que adquirí per mitjà del banquer Everhard Jabach, pintures que va col·locar a galeria Mazarin, construïda per François Mansart, que actualment és el departament Richelieu de la Biblioteca Nacional de França. La galeria de pintures fou gestionada llavors pel seu secretari, Jean-Baptiste Colbert.
- Col·lecció de Lluís XIII 
 Simon Vouet 
La riquesa ~ 1640
- Col·lecció de Luís XIII 
Simon Vouet
 Al·legoria de la Virtut
- Col·lecció de Lluís XIII
Llegats de Richelieu al rei
Nicolas Poussin
El Temps sostreu la Veritat a l'assoliment de l'enveja i la discòrdia
- Col·lecció de Lluís XIII
Leonello Spada
Enees i Anquises ~1615
- Col·lecció de Lluís XIII
Compra al duc de Créquy
Paolo Veronese
El Sopar d'Emaús ~1559

##### Lluís XIV
A partir de l'arribada al poder de Lluís XIV, el 1661, l'enriquiment de la col·lecció de la corona esdevindrà l'objecte d'una atenció particular. La compra d'una part de les obres d'art de la col·lecció de Mazarin als seus hereus fou un dels primers actes de Lluís XIV. Mazarin mor el 9 de març del 1661. Per ordre del rei, l'inventari dels seus béns mobles comença el 31 de març del 1661 i acaba el 22 de juliol. L'inventari donà com a resultat 546 quadres originals: 283 de l'escola italiana, 77 de l'escola alemanya i dels Països Baixos, 77 de l'escola francesa i 109 d'altres escoles. Els experts en obres d'art van valorar la col·lecció en 224.573 lliures torneses. A tot això cal afegir-hi 92 quadres, còpies de mestres, i 241 retrats dels papes. La col·lecció de Mazarin contenia també 130 escultures. Lluís XIV comprà 196 bustos antics i moderns. El valor de les escultures es calculà en 50.309 lliures i els bustos en 46.920 lliures torneses. Tot i que Mazarin hagués comprat els quadres al banquer Jabach uns anys abans, la col·lecció no incloïa obres d'Albano, Guerchin, Paolo Veronese, Claude Lorrain i Nicolas Poussin. Colbert tractarà d'omplir aquests buits.
Així entren en la seva col·lecció el Baltasar Castiglione, el Sant Jordi i el Sant Miquel de Rafael, la Venus del Pardo de Ticià, l'Al·legoria dels vicis, la Venus i Cupidell amb un sàtir (o Júpiter i Antíope) i El matrimoni místic de santa Caterina de Correggio, el Diluvi d'Agostino Carracci i una Història de David de Hans Sebald Beham.
- Rafael
Baltasar Castiglione
- Rafael
Sant Jordi i el drac
- Rafael
Sant Miquel aclaparant el dimoni
anomenat el Petit Sant Miquel
- Antonio da Correggio
Al·legoria dels vicis

- Ticià
Júpiter i Antiope
o Venus del Pardo
- Agostino Carracci
El Diluvi

El 1665, la col·lecció s'enriquí amb pintures comprades al duc de Richelieu: 13 de Nicolas Poussin, dos quadres de Claude Lorrain, diversos altres, incloent-hi la Verge del conill de Ticià. Aquesta venda hauria estat conseqüència d'una partida perduda al jeu de paume pel duc contra el rei.

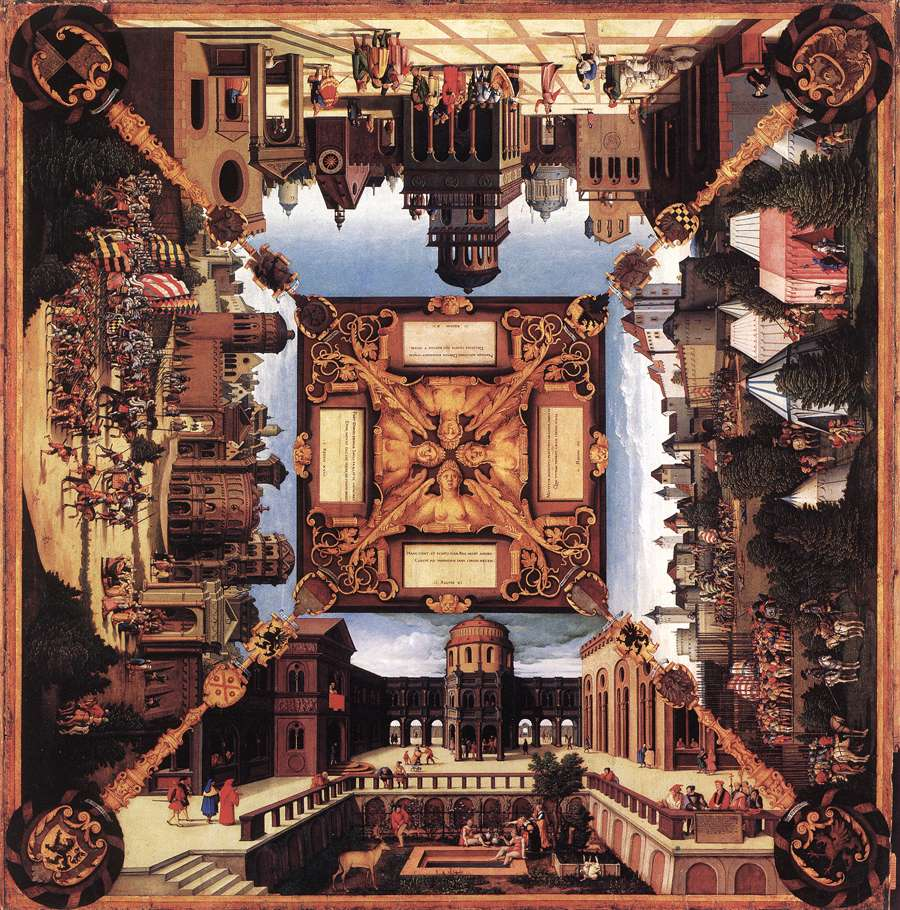
Hans Sebald Beham Història de David
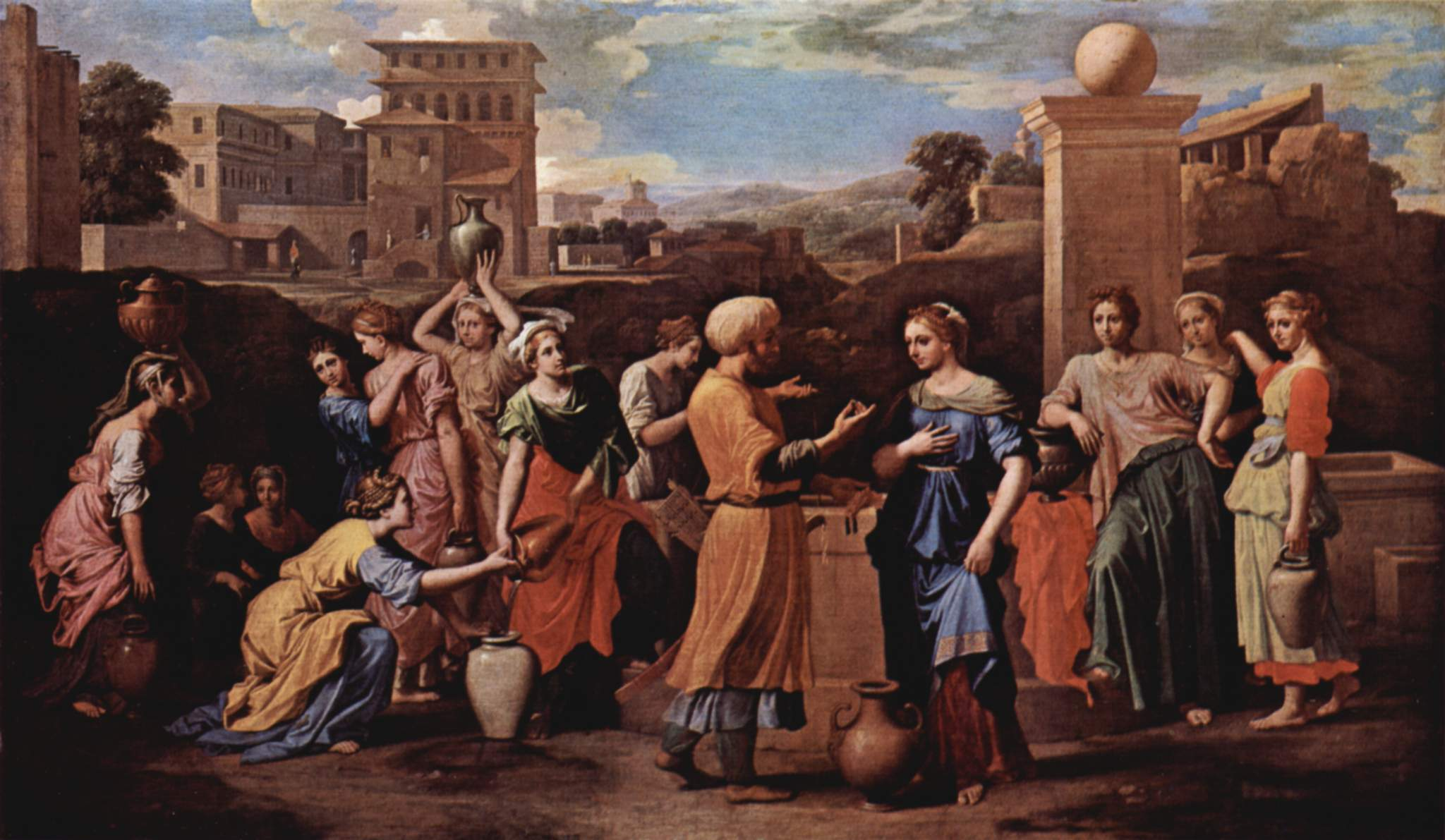
Nicolas Poussin Rebeca i Eliezer
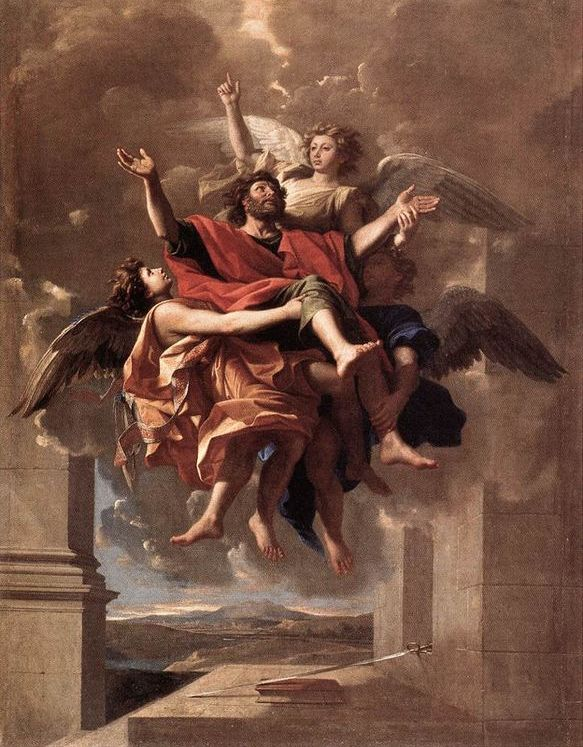
Nicolas Poussin L'èxtasi de Sant Pau

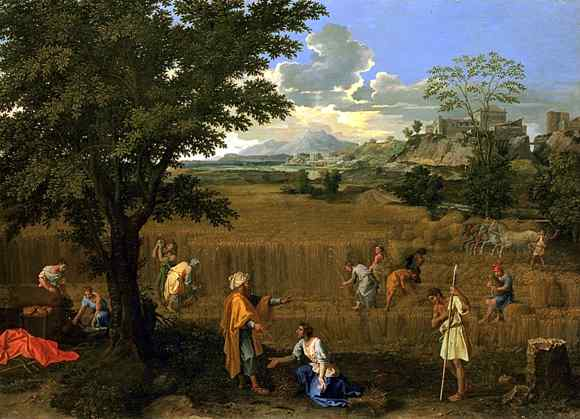
Nicolas Poussin Les Estacions L'estiu o Rut i Booz
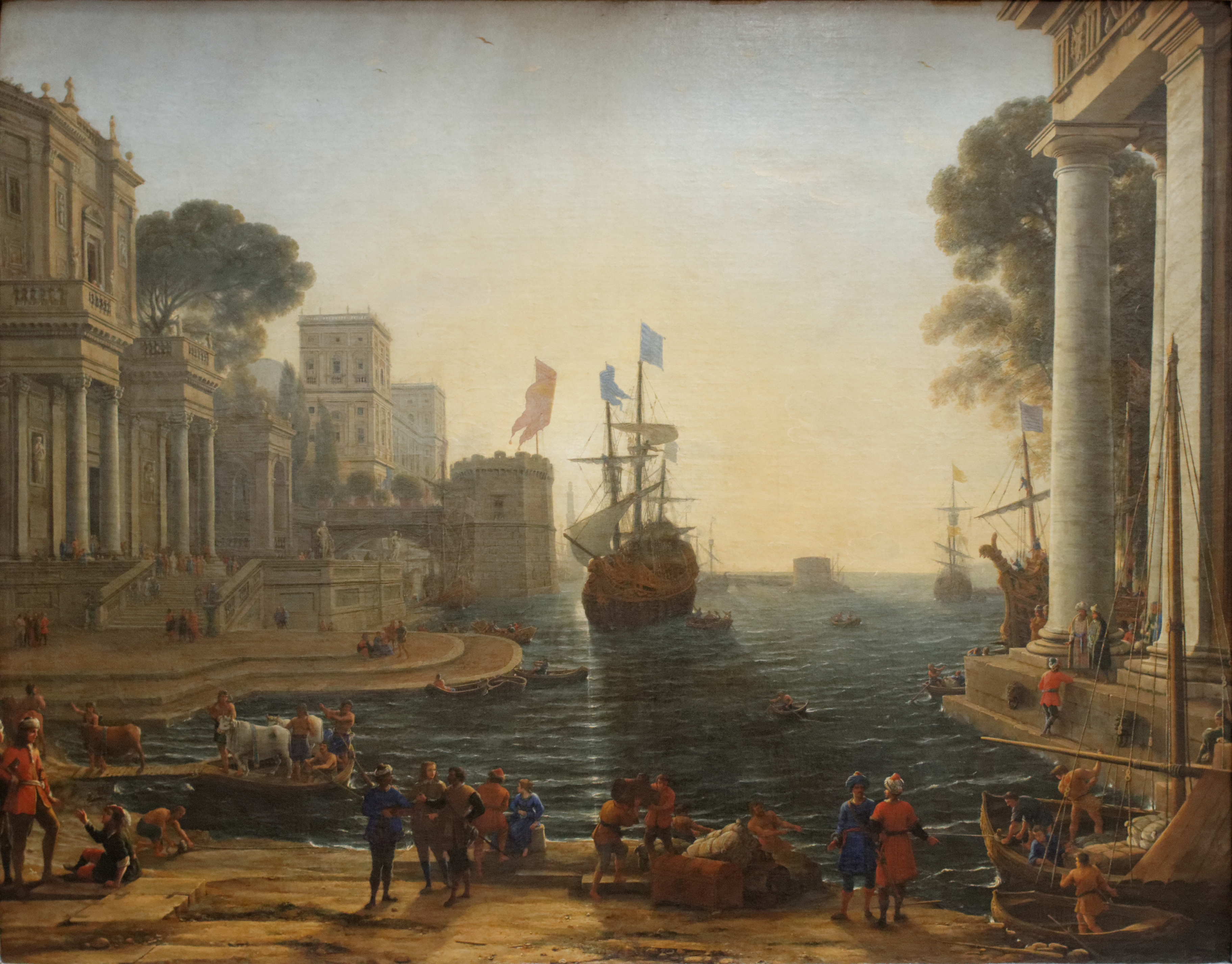
Claude Lorrain Ulisses lliura Criseida al seu pare
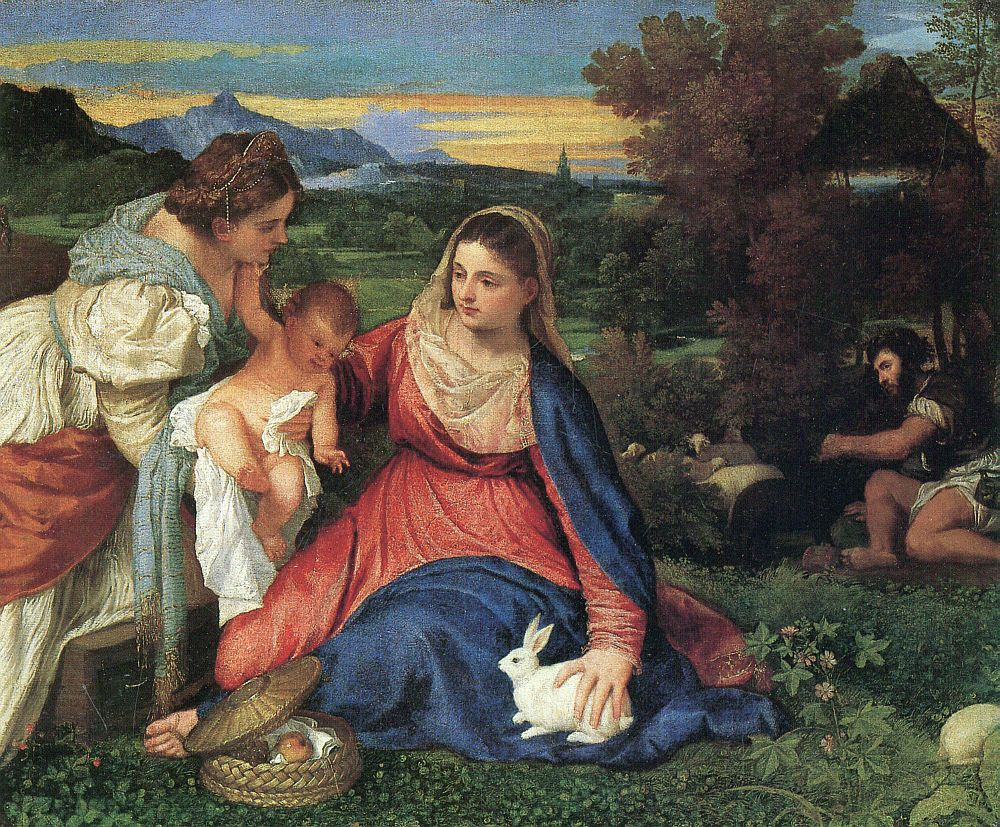
Ticià La Verge del conill

Va comprar a Loménie de Brienne la Presa del pas de Suze i el Setge de La Rochelle de Claude Lorrain.
El 1671 es crea a la col·lecció reial, una secció especial dedicada a dibuixos. Aquesta secció és l'avantpassat del Departament d'Arts Gràfiques del Louvre. Jabach decideix de vendre la seva col·lecció. Escriu el 10 de març del 1671 a Gédéon Berbier du Mets (1626-1709), conseller del rei, intendent i controlador general dels mobles de la corona entre el 1663 i el 1711: «Considereu que, en nom de Déu, em trobo entre l'espasa i la paret i que he de bregar amb gent que no té cap mena de consideració.» Segons l'estimació que li'n van fer valia 581.025 lliures i ell n'havia demanat 450.000. Després de llargues discussions, l'11 de març del 1671, Colbert fa comprar per al rei 5.542 dibuixos i 101 pintures de la col·lecció Jabach per la suma de 220.000 lliures. Jabach es queixa, car aquest no era pas el mateix preu que n'havia pagat per la compra. Tanmateix, el col·leccionista Mariette fa remarcar el 1741: «El senyor Jabach, el nom del qual subsistirà durant molt de temps amb honor en la curiositat, en vendre al rei els seus quadres i dibuixos, s'havia reservat una part dels dibuixos i aquests no eren pas els menys bells». La col·lecció es troba al palau de Gramont (actual Hotel Ritz) al costat del Louvre, comprada el 1665 pel rei, el 4 de gener del 1672; els 2.631 dibuixos d'ordenança enganxats i daurats, i el 27 de maig del 1676, els 2.911 dibuixos no enganxats, que són el rebuig de la meva (Jabach) col·lecció. En els dibuixos d'ordenança, hi ha 69 pàgines que provenen del Libro de'disegni de Giorgio Vasari que Jabach va fer enganxar sobre un cartró, tot afegint-hi una banda daurada.

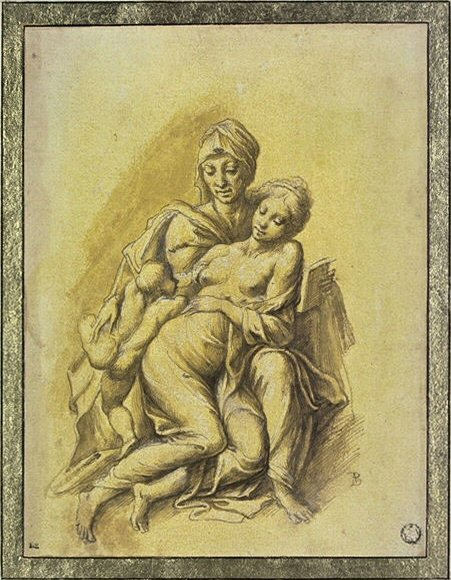
Biagio Pupini, Verge i el Nen
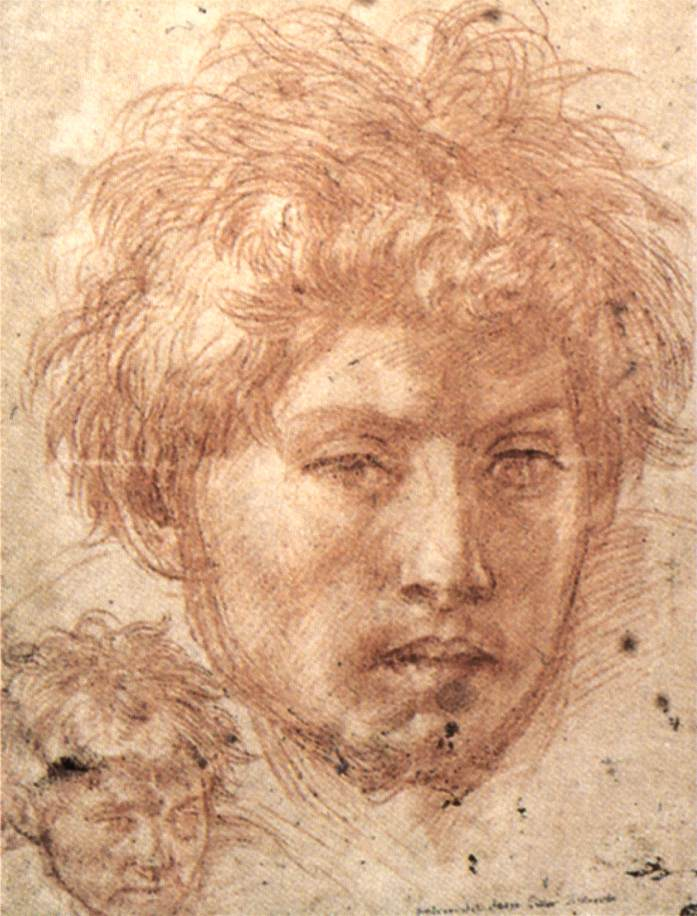
Andrea del Sarto, Cap d'home
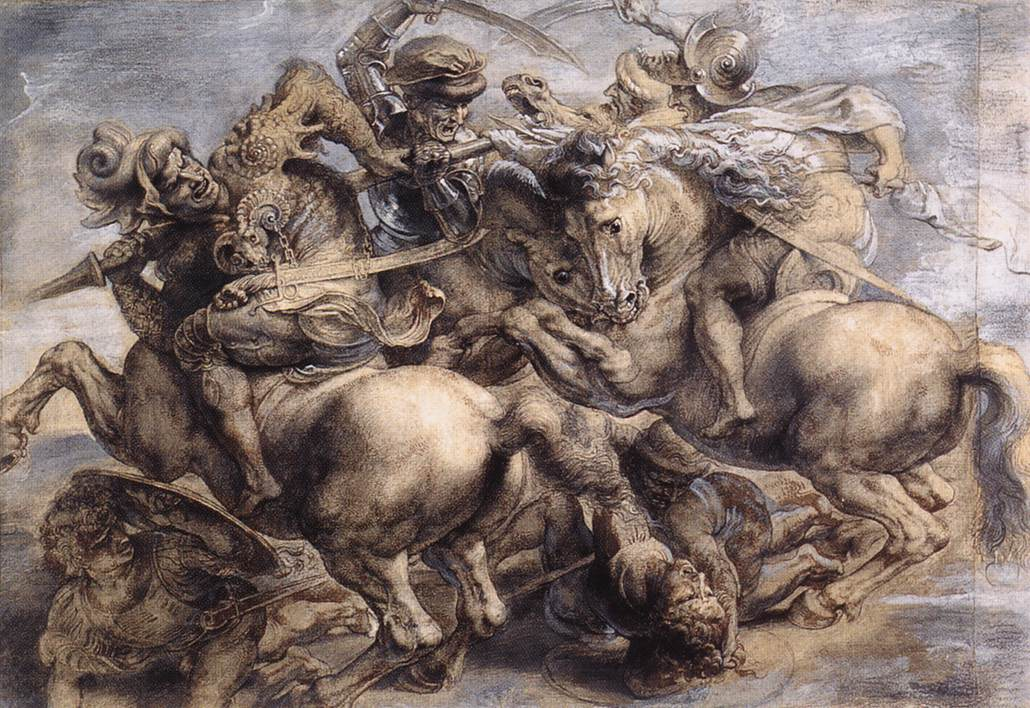
Peter Paul Rubens, La batalla d'Anghiari segons Leonardo da Vinci
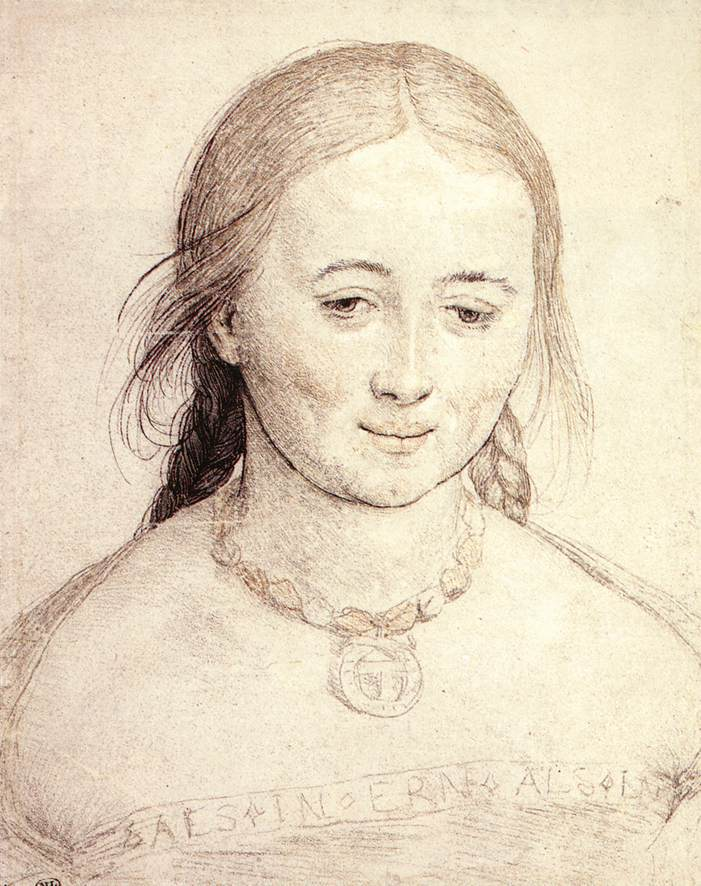
Hans Holbein, Retrat d'una dona jove
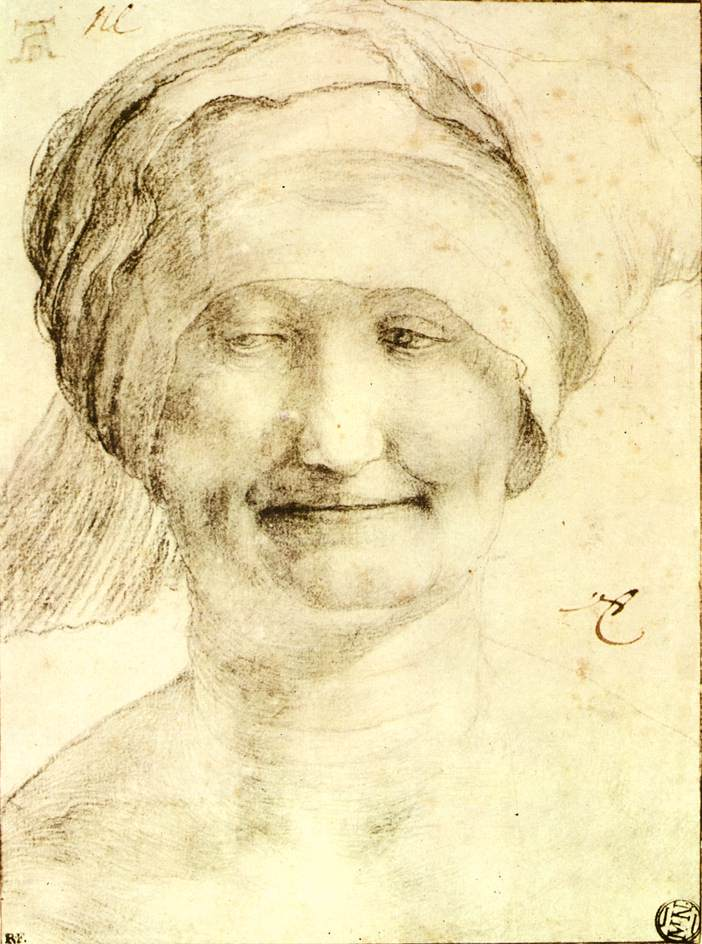
Matthias Grünewald, Retrat d'una dona gran

Sembla que les més belles pintures de la col·lecció Jabach ja havien estat adquirides: l'Home amb un guant, l'Enterrament, el Sopar d'Emmaús, l'Al·legoria d'Alfonso de Ávalos, Dona davant el mirall de Ticià, el Repòs de la Sagrada Família de Gentileschi, el Concert pastoral de Giorgione, la Mort de la Verge de Caravaggio, l'Alegria de les virtuts de Correggio, les Gestes d'Hèrcules de Guido Reni. En efecte, un document trobat després del decés entre els papers de Jabach és una «còpia de l'ordre al senyor Bartillat de la suma de 330.000 lliures pel pagament de pintures, busts i bronzes que el Sr. Jabach havia venut a Sa Majestat en data de 20 d'abril del 1662».

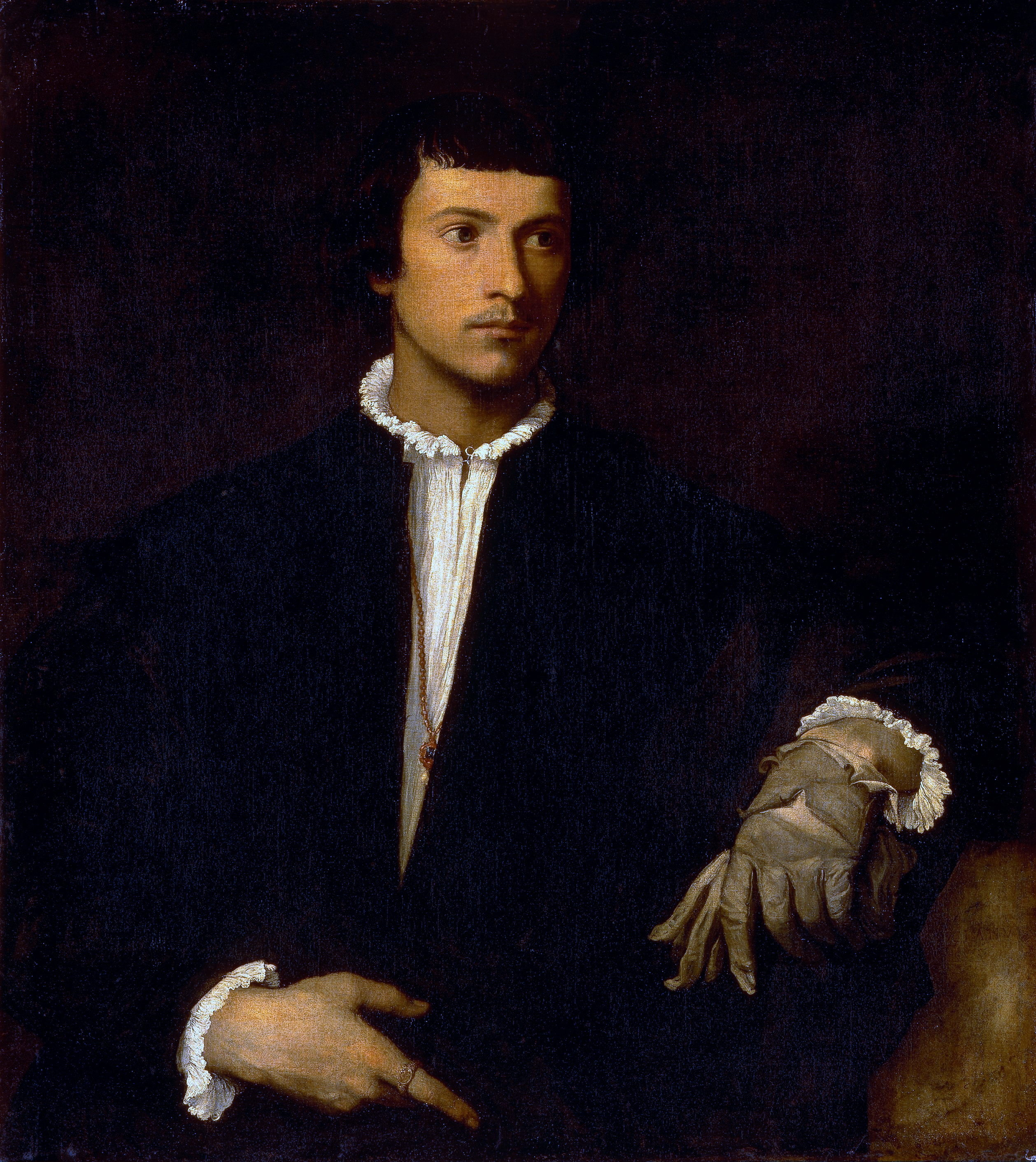
Ticià L'home amb un guant
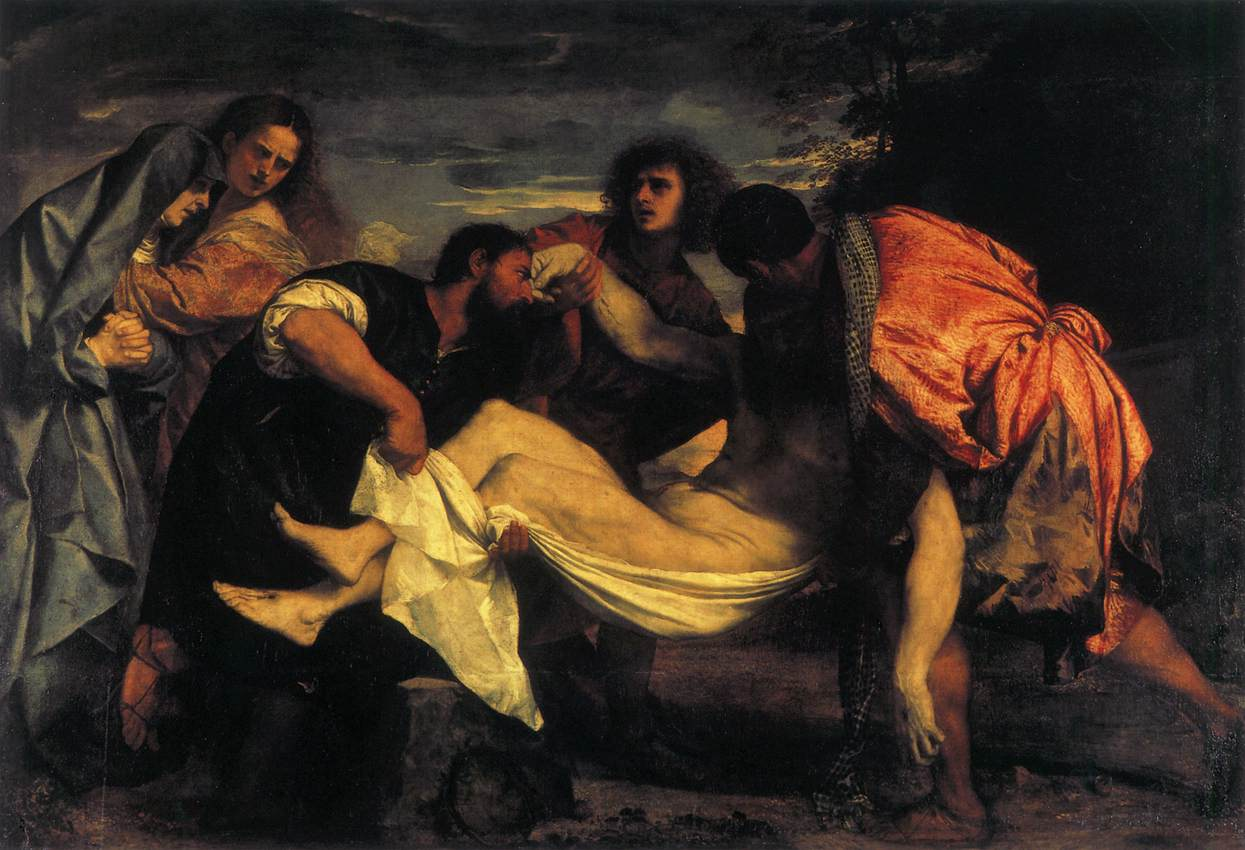
Ticià L'enterrament
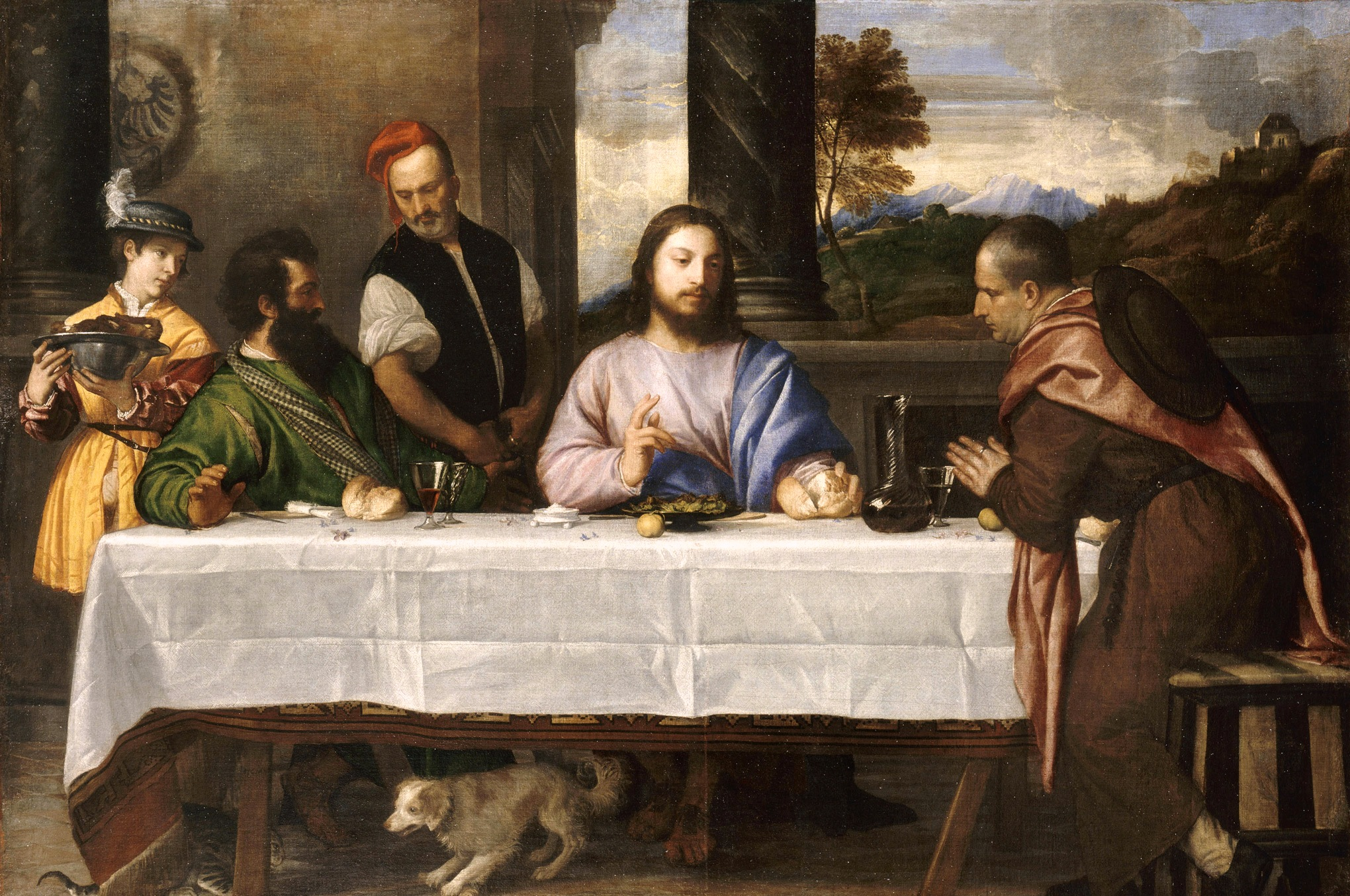
Ticià El sopar d'Emmaús

Ticià Dona davant el mirall
Giorgione Concert pastoral
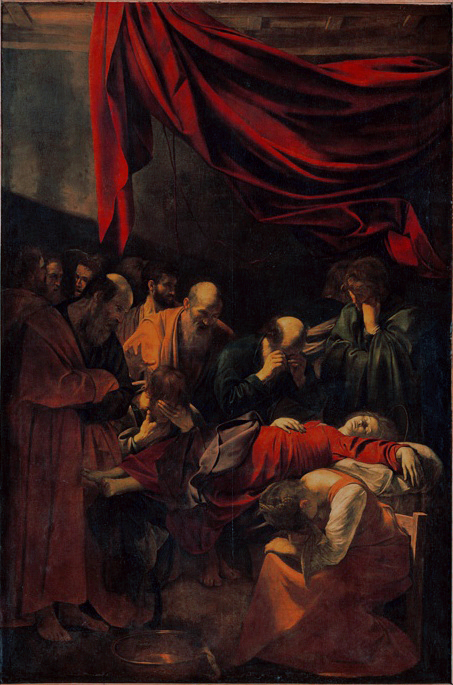
Caravaggio Mort de la Verge

Després de la Guerra de Devolució, els combats de la qual es van desenvolupar als Països Baixos espanyols, la pintura flamenca ja no serà considerada com un art inferior a l'art italià. Aquest gust s'incrementarà en la segona meitat del regnat de Lluís XIV. El duc de Richelieu, després d'haver venut els seus quadres de Poussin al rei, compra diversos quadres de Rubens. Vers el 1680 sorgeix una polèmica sobre el dibuix i el color. Els antics defensen el dibuix, de Rafael a Poussin, i els moderns defensen el color i advoquen pel realisme de la pintura flamenca. Els primers qualifiquen la pintura de Rubens de vulgaritat amb el seu «gran aire flamenc» i «els déus grassos». Els partidaris de Rubens lloen les beutats del color, de la llum.
Les col·leccions reials llavors s'enriquiran amb obres flamenques. El rei compra, el 1671, l'Autoretrat de Rembrandt vell i la Vida dels sants innocents de Rubens al marquès de La Feuille i, el 1685, la Kermesse de Rubens al marquès de Hauterive. El 1681, el Mercure galant menciona 14 quadres de Van Dyck emmagatzemats al Louvre, a la galeria construïda per Le Vau després de l'incendi del 1661, duplicant la petita galeria al costat de la cort de la reina.

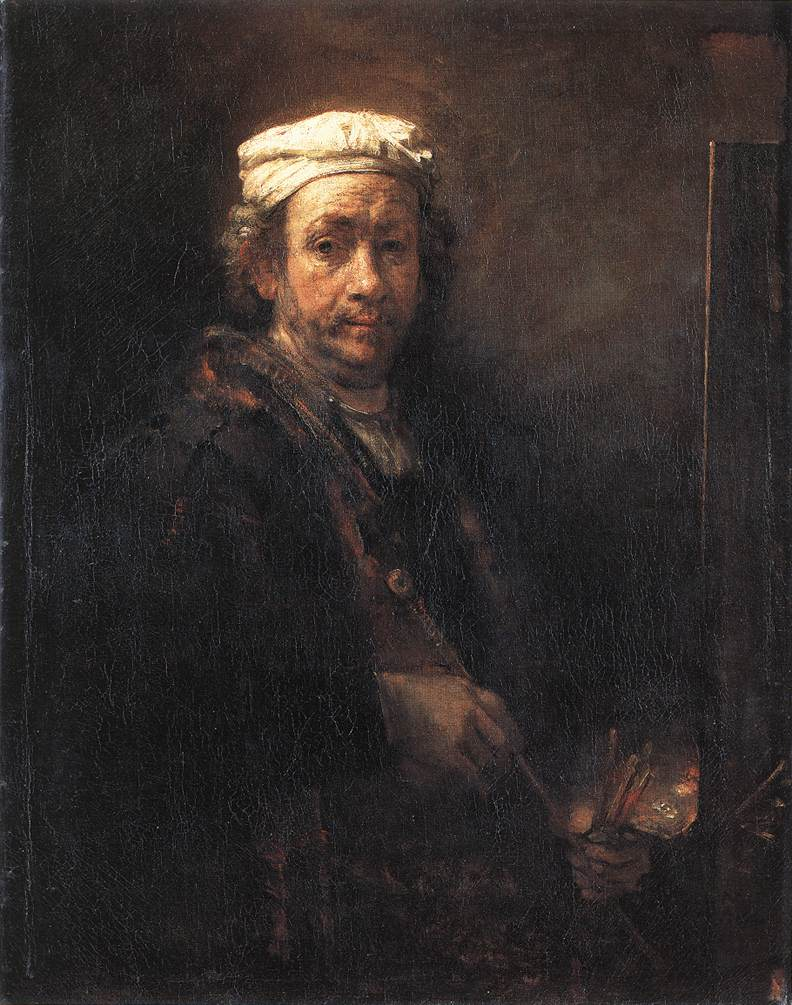
Rembrandt Autoretrat de vell
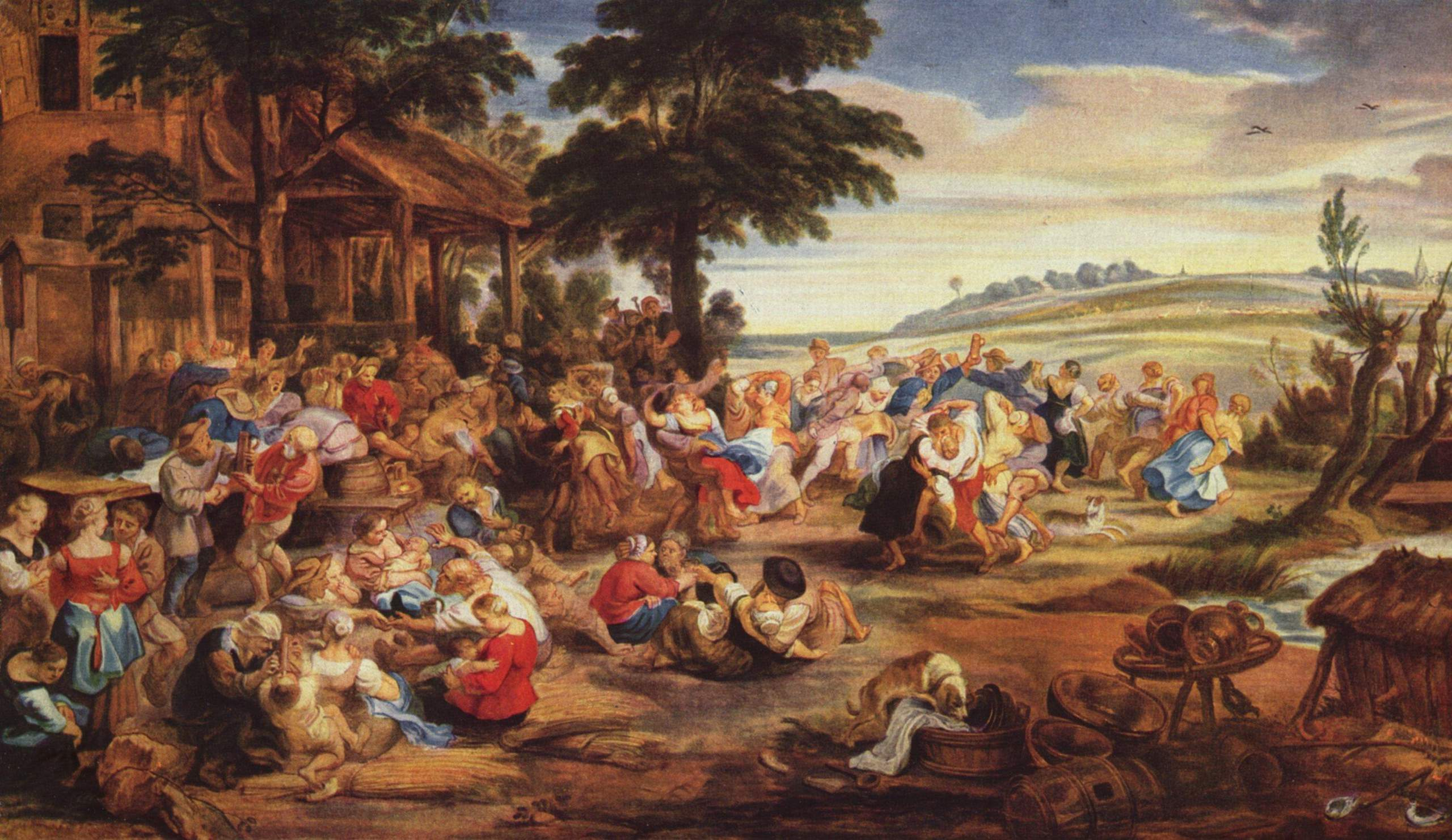
Rubens Kermesse

Entre els 101 quadres de la col·lecció Jabach n'hi ha una vintena de l'escola flamenca, Rubens, Van Dyck, Paul Brill, Joos de Monper, Hendrik van Steenwijk II. Hi havia també quadres de les escoles del Nord, en particular obres de Holbein: Erasme, el Bisbe Warham, Nicolas Kratzer, Sir Henry Wyatt, Anna de Clèves.

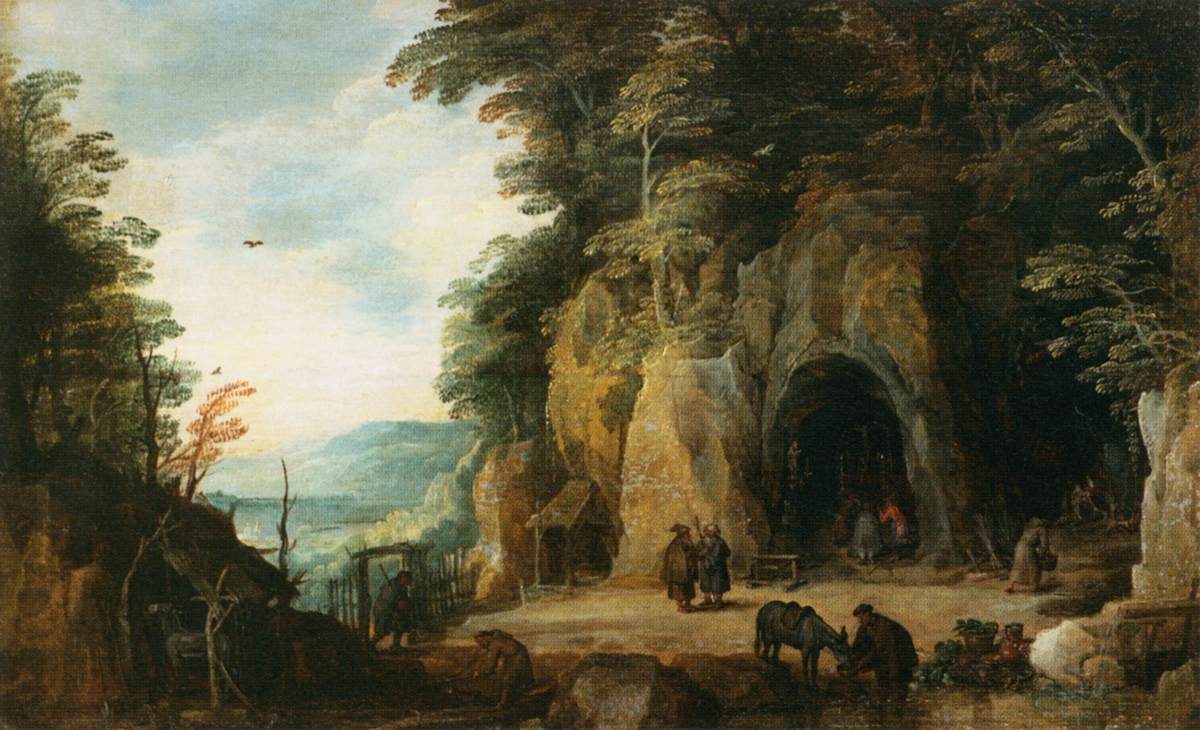
Joos de Momper Paisatge a l'ermitatge
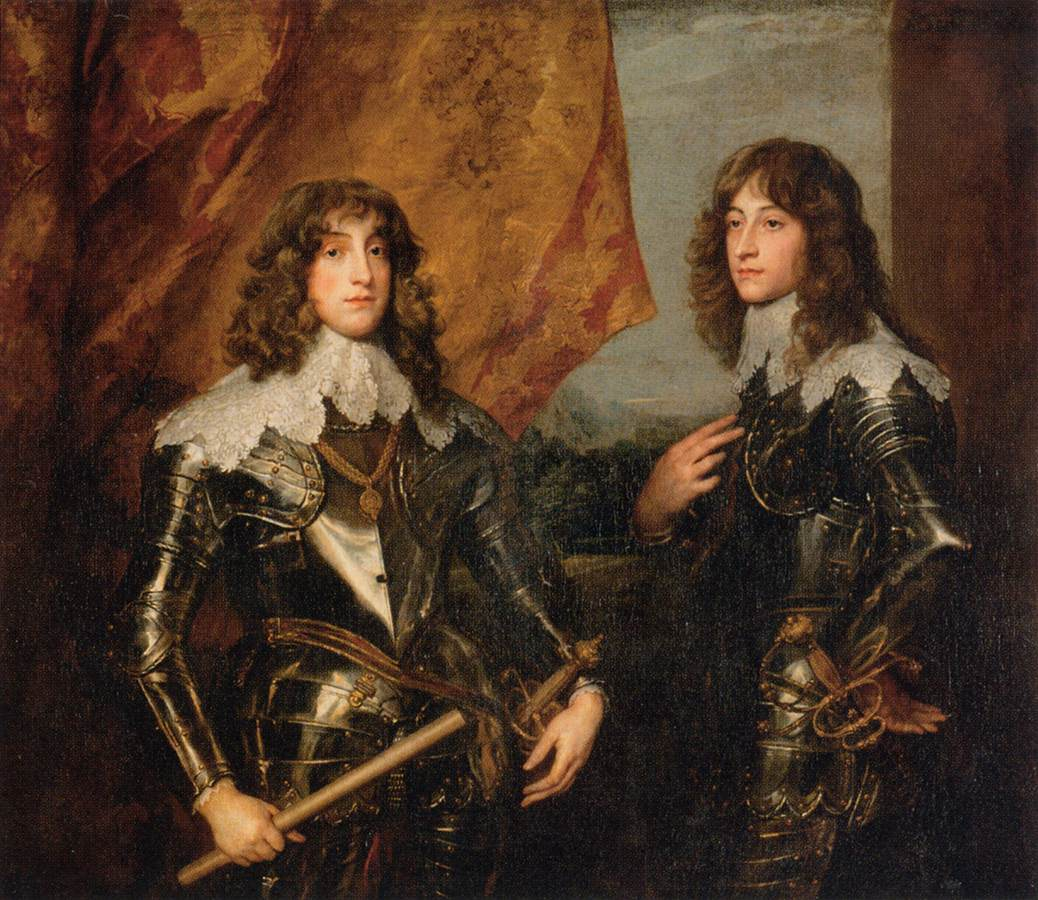
Van Dyck Retrat de Carles-Lluís, duc de Baviera, i el seu germà Robert
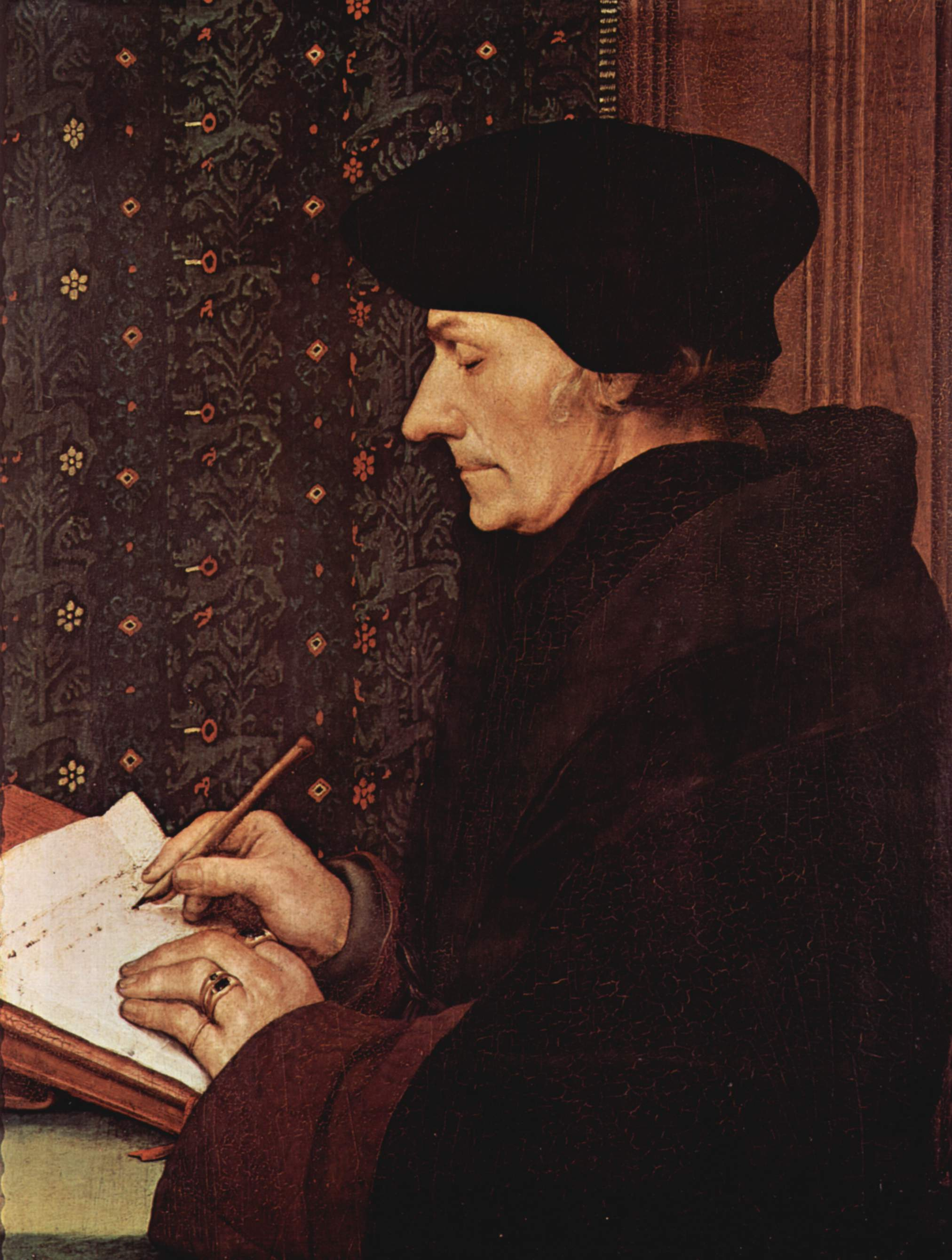
Hans Holbein Retrat d'Erasme
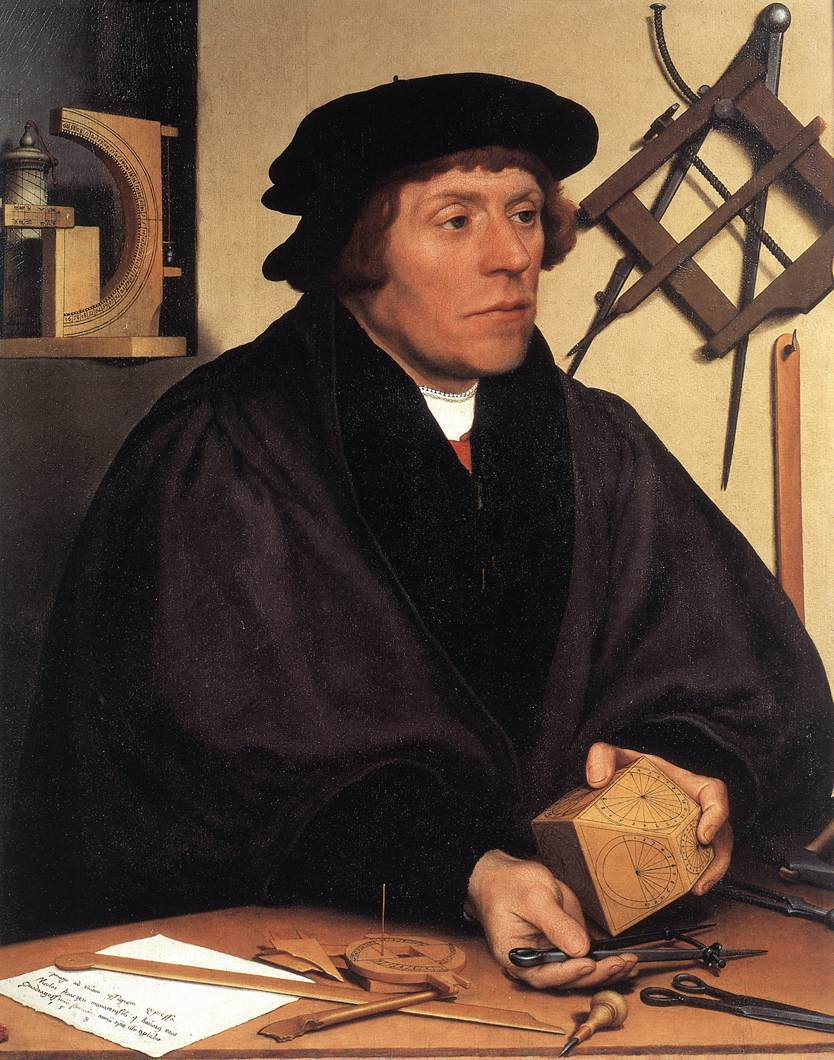
Hans Holbein Retrat de Nicolas Kratzer

El 1685, Gabriel Blanchard és enviat als Països Baixos per comprar quadres de les escoles nòrdiques en nom del rei. Els inventaris i els comptes no permeten saber quines teles s'adquiriren.
Als quadres comprats s'afegeixen els oferts com a regals diplomàtics, com ara el Sopar a cal Simon de Veronese ofert per la República de Venècia, o pels cortesans que volien entrar en bona gràcia del sobirà. André Le Nôtre ofereix tres pintures de Poussin, dos de Claude Lorrain, i els seus Albani. El príncep Pamfili encarrega a Bernini de portar al rei la Caça i la Pesca d'Annibale Carracci, la Verge dels sants Maurici, Esteve i Ambrosi de Ticià, La bonaventura de Caravaggio, dels Albani. Els prelats italians li ofereixen retaules, com monsenyor Cordini amb la Batalle de Salvator Rosa. El quadre Diana i Cal·listo de Paul Brill és ofert el 1674 pel cardenal Fabrizio Spada, el Sant Francesc en èxtasi de Gerard Seghers és un regal de l'ambaixador del rei de Dinamarca, el 1682.

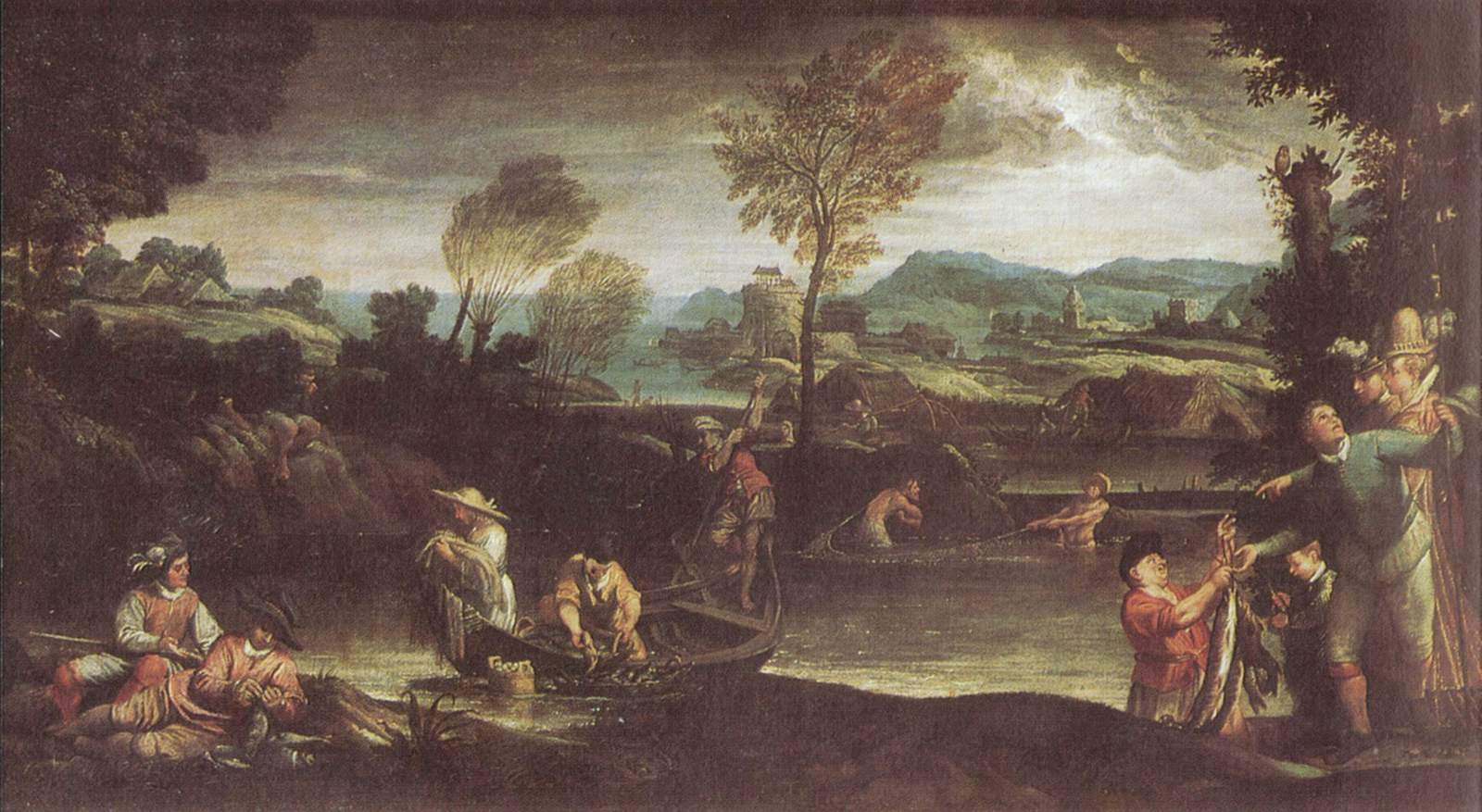
Annibale Carracci La Pesca
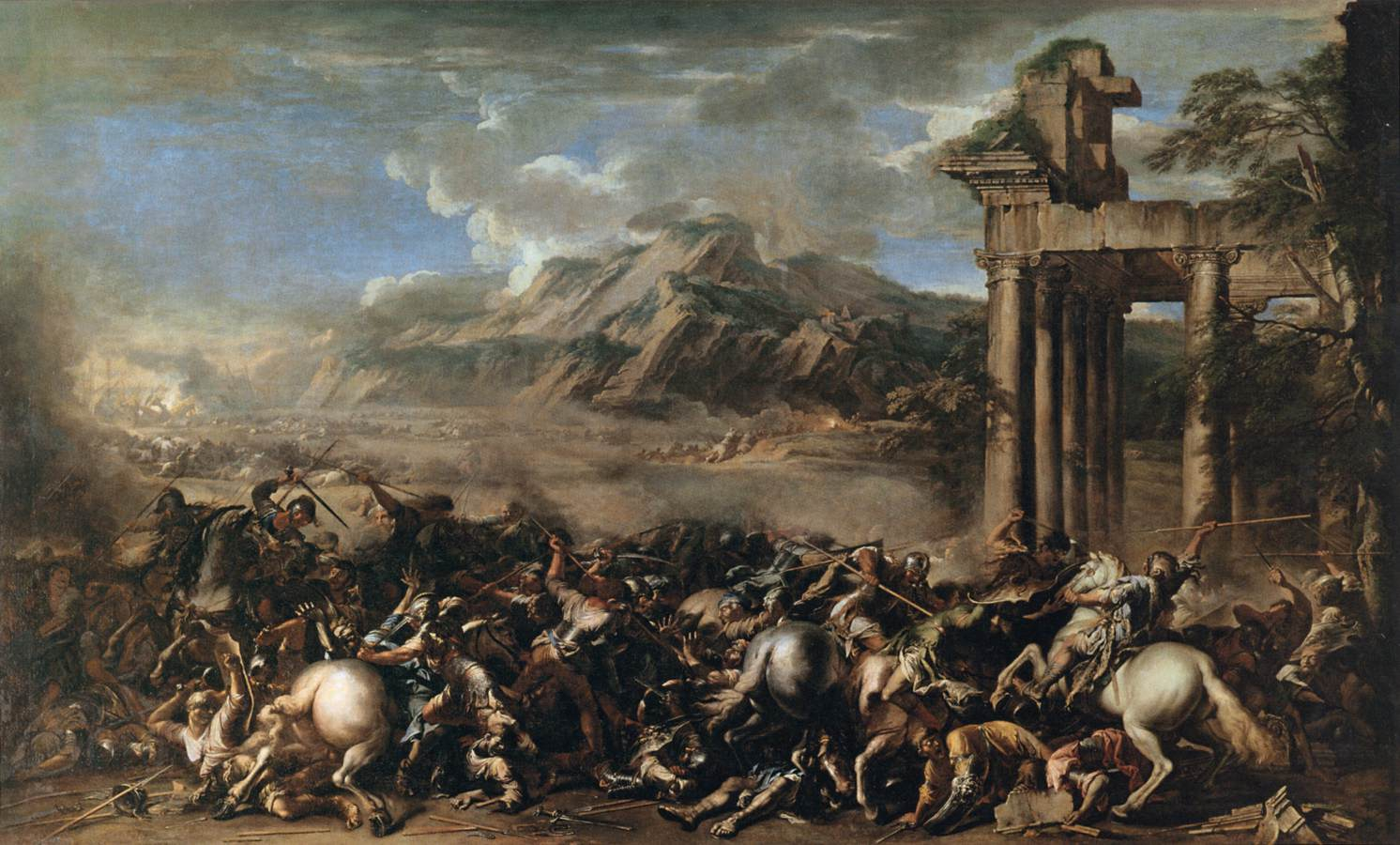
Salvator Rosa Batalla
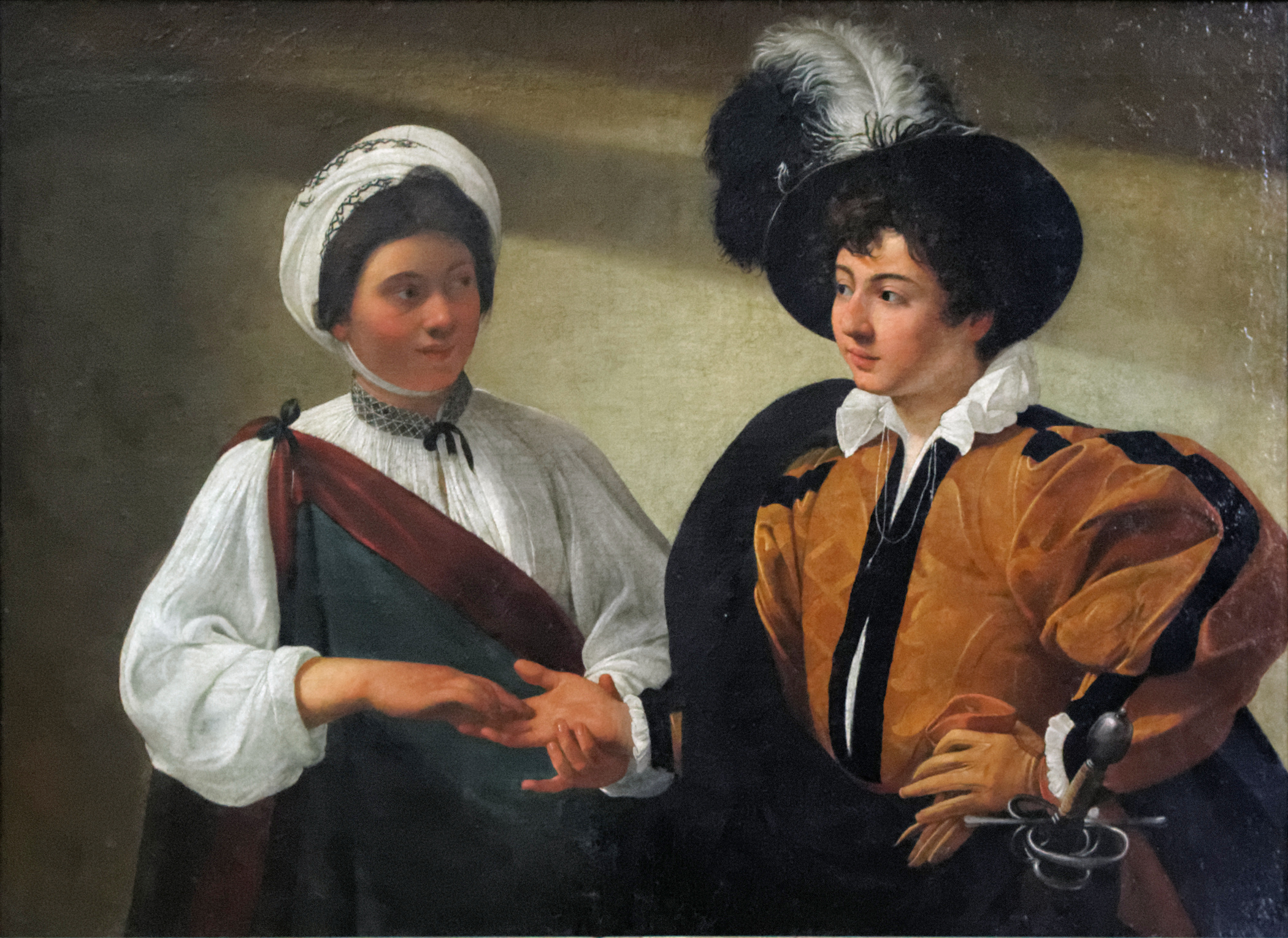
Caravaggio La bonaventura

L'encàrrec de "la gestió i la cura general del Gabinet de pintures i dibuixos de sa majestat" s'assigna primer à Charles Le Brun mitjançant brevet de l'1 de juliol del 1664. Quan ell mor, el 1690, retorna a Pierre Mignard. Quan Mignard mor, el 1695, se'n divideix en dos, un per als objectes de col·leccions que es troben al Louvre, l'altre per a les col·leccions del Palau de Versalles i les mansions reials. Després de la partida del rei de Versalles, el Louvre només és un dipòsit. És el pintor René-Antoine Houasse qui tindrà la custòdia dels quadres del Louvre. Nomenat per a l'Acadèmia de França a Roma, el 1699, és reemplaçat per Gabriel Blanchard. A la mort de Blanchard, el 1704, Houasse demana de reprendre el seu càrrec i el conserva fins a la seva mort, el 1710. Antoine Coypel li succeeix amb el títol de director de quadres i dibuixos de la corona. Quan Houasse pren possessió del càrrec, el 1690, tan sols hi ha 86 pintures. Durant el segle xviii, totes les pintures sortiran del Louvre, on només resta el gabinet de dibuix.
El 5 de desembre del 1681, «el rei honorà París amb la seva presència i visità les seves col·leccions». Amb Le Brun, en companyia del delfí i de monsenyor, «Sa Majestat, després d'haver vist els quadres de les set grans sales del Louvre, anà a veure els que es troben en les quatre sales del vell palau de Gramont».
Le Brun va escriure un «Inventari dels quadres del Gabinet del Rei», datat del 18 d'octubre del 1683, que esmenta 426 quadres, 65 dels quals són flamencs. En l'inventari fet per Nicolas Bailly, encarregat dels quadres de Versalles i de les mansions reials, el 1709-1710, s'hi compten 2.376 obres, que comprenen 1.478 quadres, dels quals 369 són d'escoles italianes, 179 de les escoles del Nord, i 930 de l'escola francesa.
A la mort del primer pintor del rei, Charles Le Brun, el rei decideix de considerar totes les obres que es troben al seu estudi com a propietat de la corona. Louvois fa transportar també al palau de Gramont les obres anteriors a la seva entrada al servei del rei i les obres que li havien estat ofertes malgrat les molt humils protestes de la seva vídua a Louvois. Lluís XIV va utilitzar el mateix procés per als tallers de Van der Meulen, el 1690, i de Mignard, el 1695.

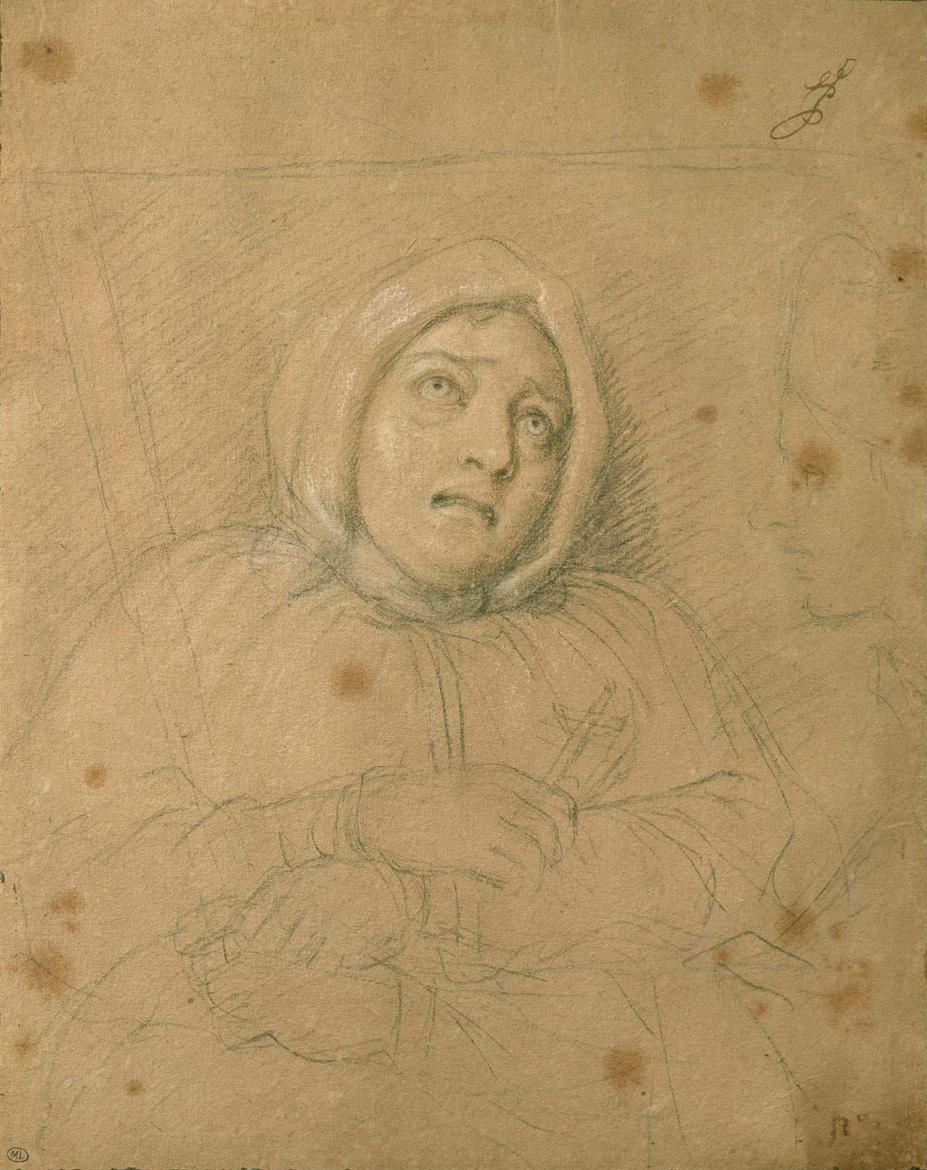
Charles Le Brun Retrat de la marquesa de Brinvilliers
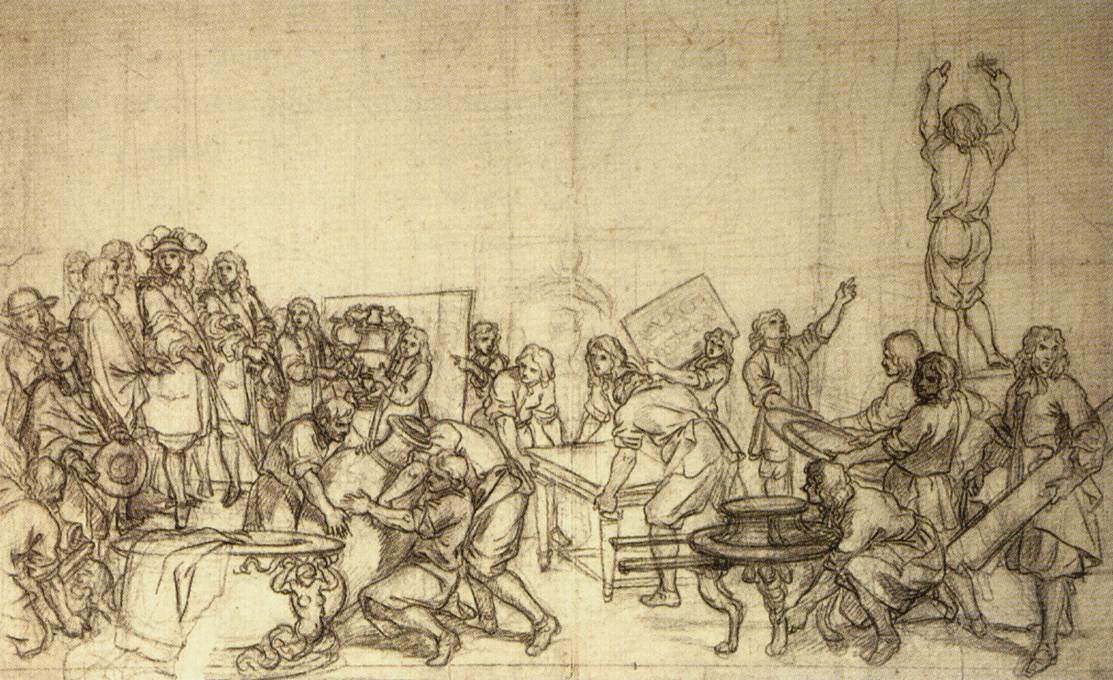
Charles Le Brun Lluís XIV visitant els Gobelins
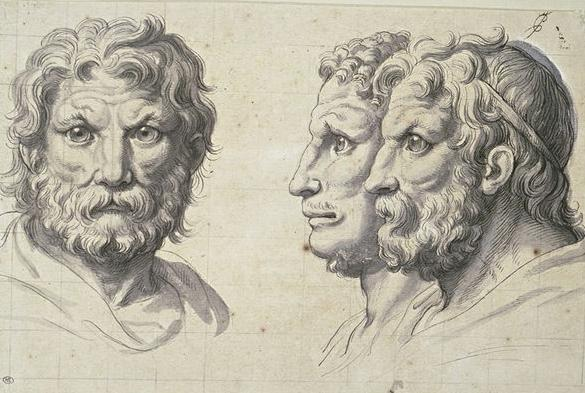
Charles Le Brun Tres caps dels homes en relació amb el lleó

Al mateix temps que el gabinet del rei s'enriqueix amb nombrosos quadres, les compres de dibuixos continuen. Colbert comprengué ràpidament que el gravat podia ser un mitjà per fer conèixer i per conservar per a posteritat les empreses i victòries del rei. Fa prendre al rei, el 1660, quan es trobava a Sant Joan Lohitzune, una posició que dona als gravadors un estatut d'artistes independents dels gremis d'oficis. El 1667, el rei acorda la seva protecció als gravadors que treballen als Gobelins. Colbert començarà a gravar les planxes per André Félibien per representar les mansions reials, Daniel Marot, Robert Bonnart, Van der Meulen i Israël Silvestre per donar vistes dels països novament conquerits. Claude Mellan, Gilles Rousselet i Girard Audran havien de copiar els quadres i estàtues antics que pertanyien al rei; François Chauveau, els ornaments de les Teuleries… En ser el cost del gravat elevat, Colbert decideix el 1679 comercialitzar els gravats. Aquesta operació fou ràpidament rendible. El conjunt de planxes gravades del Gabinet del Rei foren dipositades a la Calcografia del Louvre durant la Revolució.

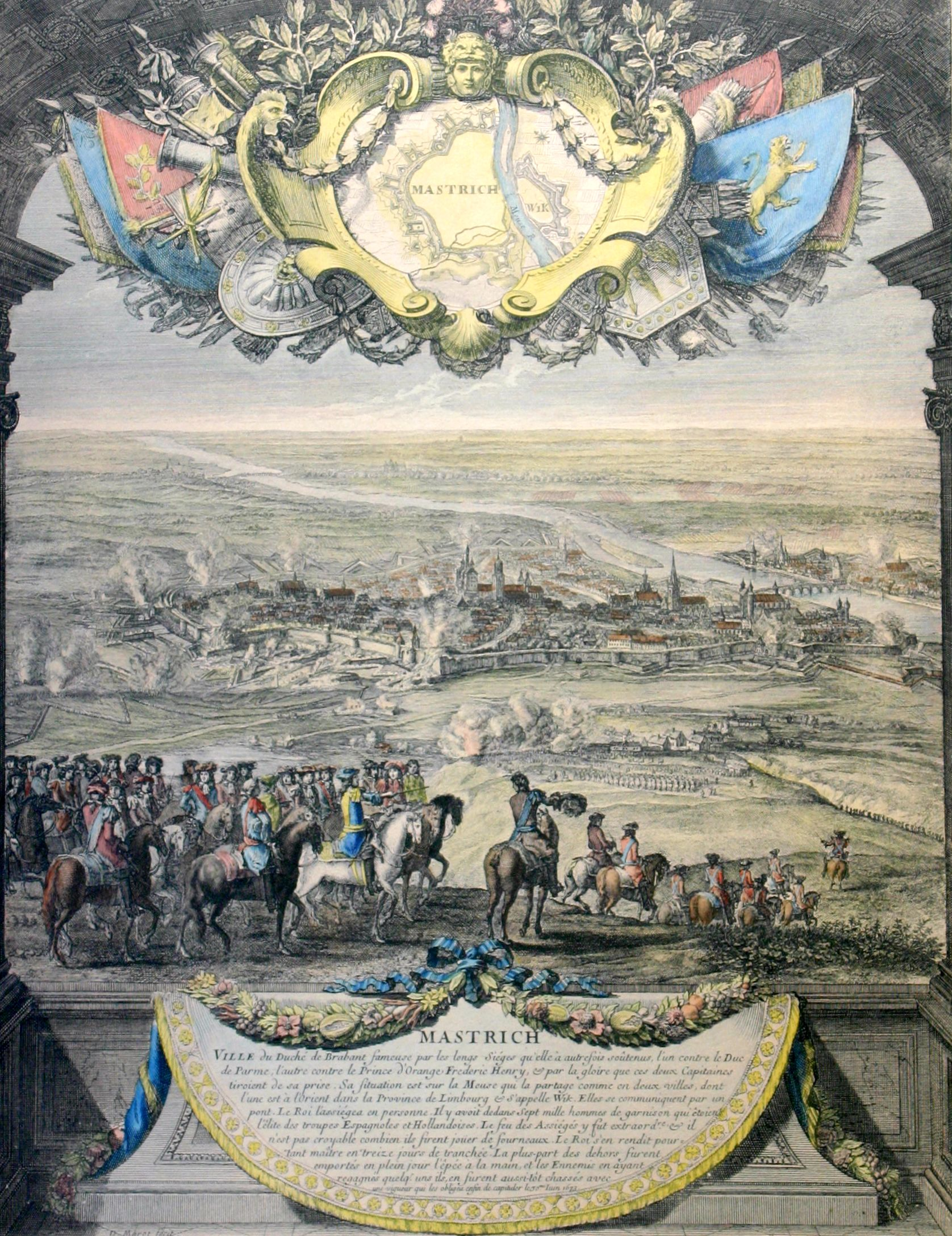
Daniel Marot Setge de Maastricht
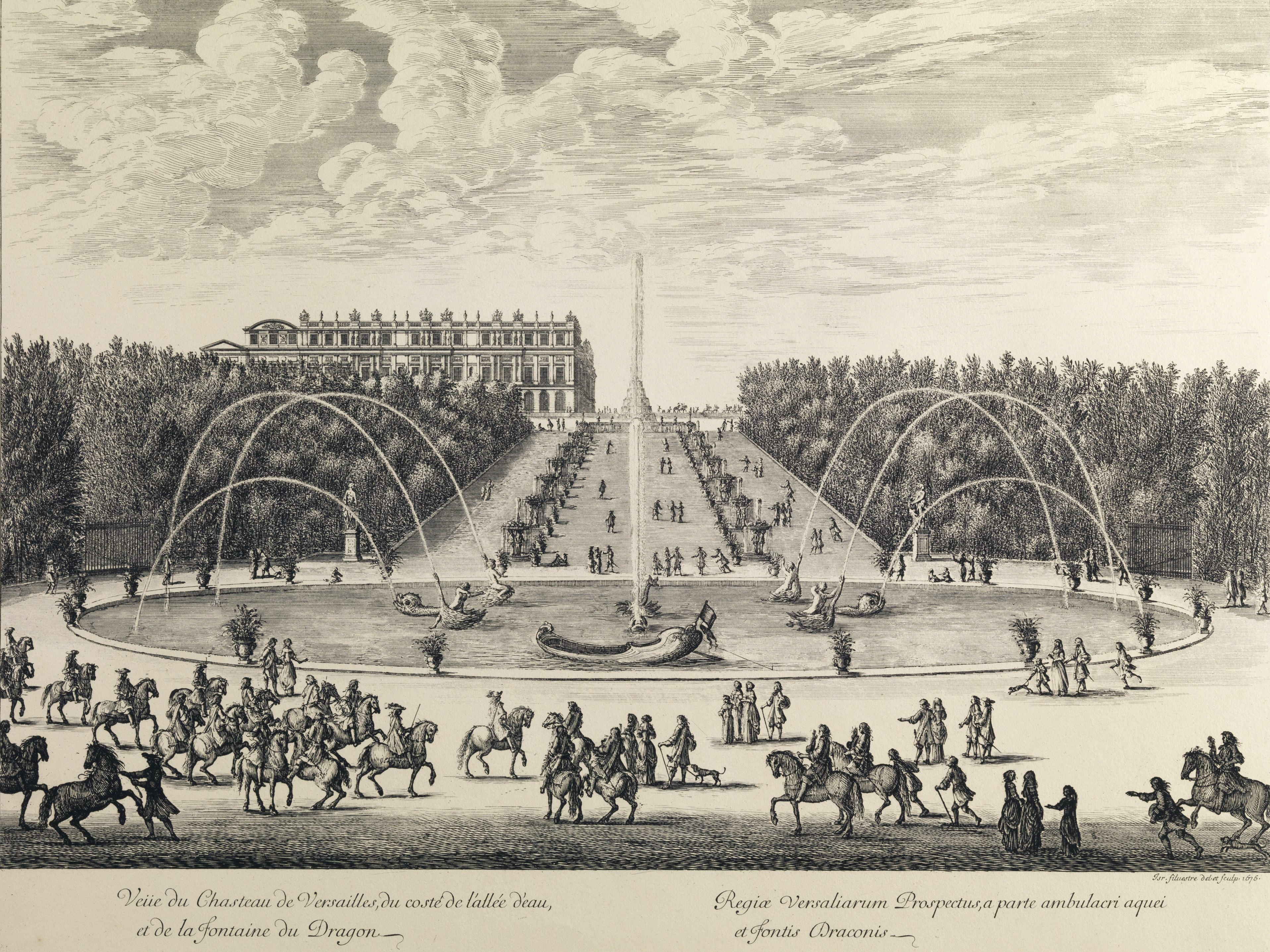
Israël Sivestre Vista del palau de Versalles, des del cantó del passadís d'aigua i la font del drac
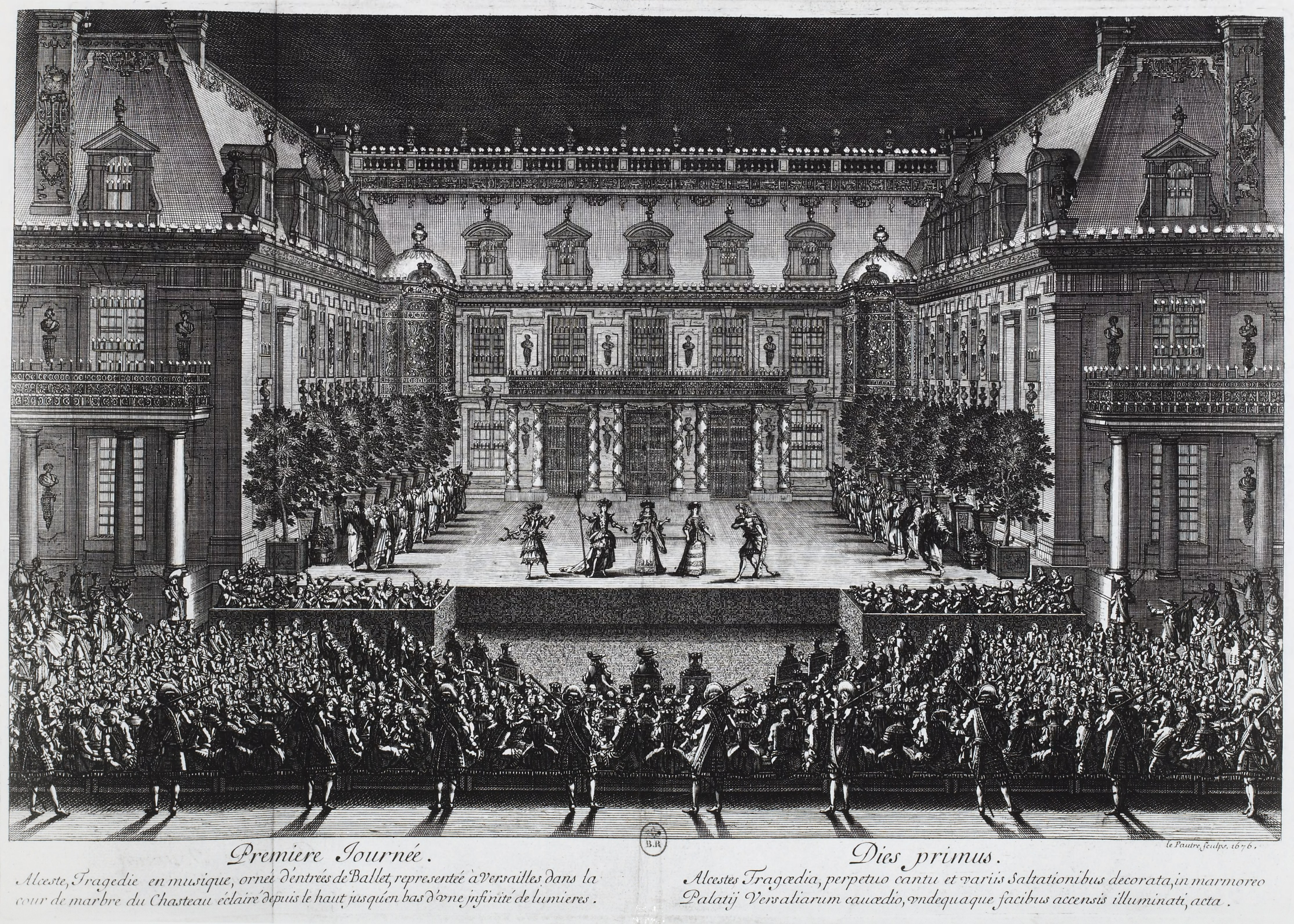
Jean Le Pautre Representació d'Alceste al pati de marbre
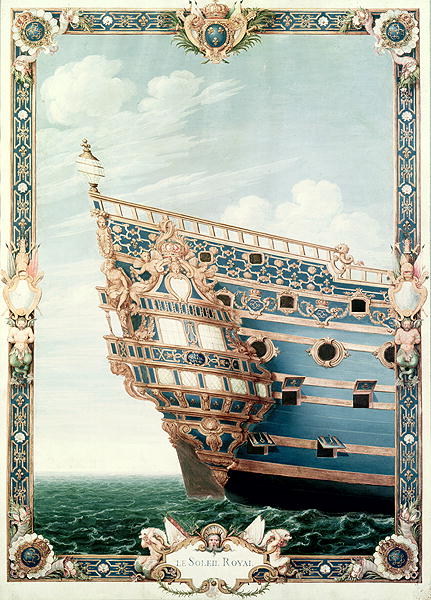
Jean Bérain Popa del Sol Reial

La rèplica romana de la Venus Genitrix s'exposà al Palau de les Teuleries el 1678. El 1685, el rei adquireix a Roma, per Poussin, els antics Hermes cordant-se la sandàlia i Estàtua de Marcel. S'afegeixen a l'anomenada Diana de Versalles, donada a Enric II pel papa Pau IV el 1556, a l'Amazona ferida adquirida per Lluís XIV, en la successió de Mazarino, i a la Venus d'Arles, oferta pels regidors provençals el 1683.

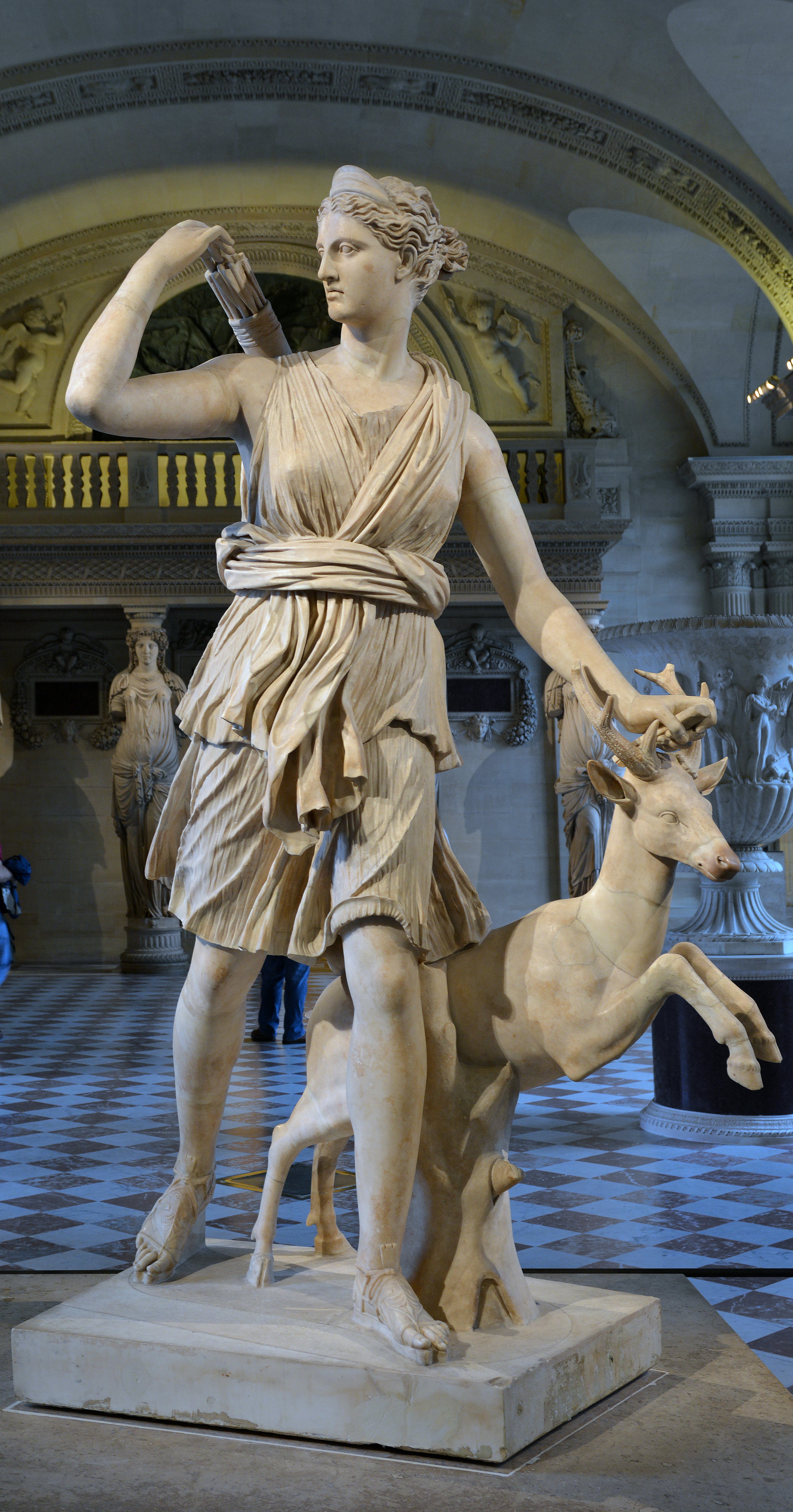
Diana de Versalles
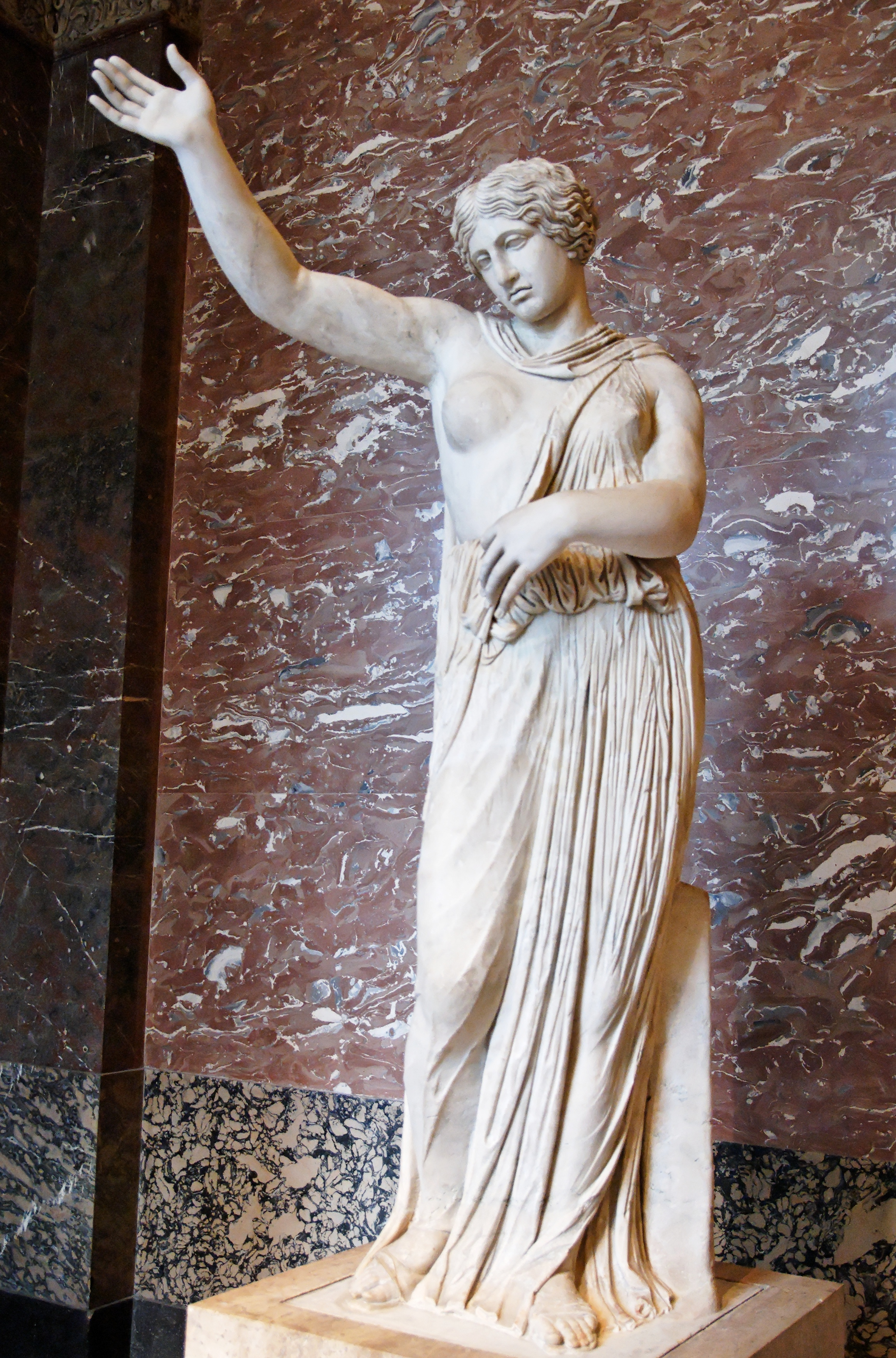
Amazona ferida
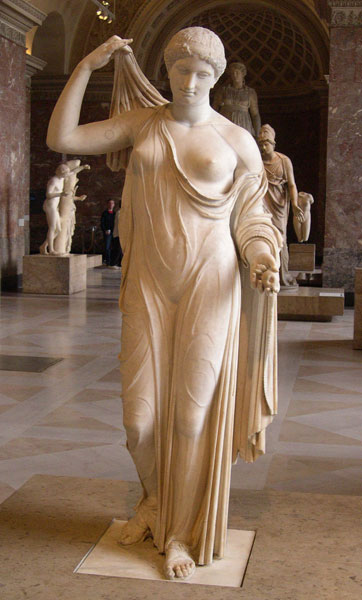
Venus Genitrix
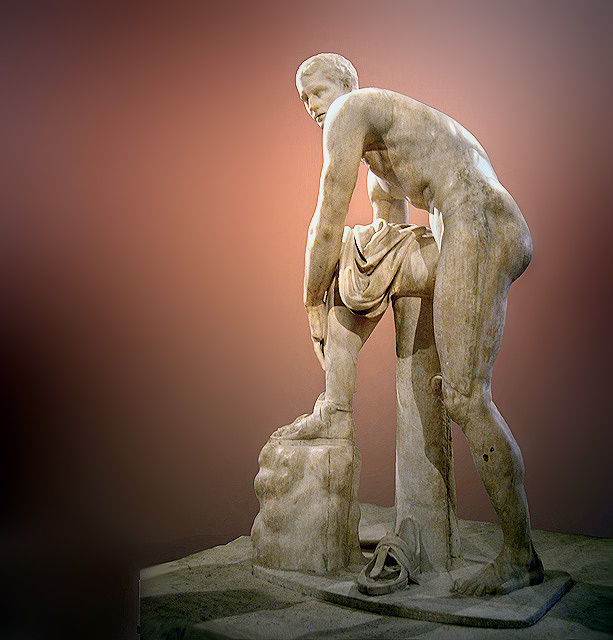
Hermes cordant-se la sandàlia
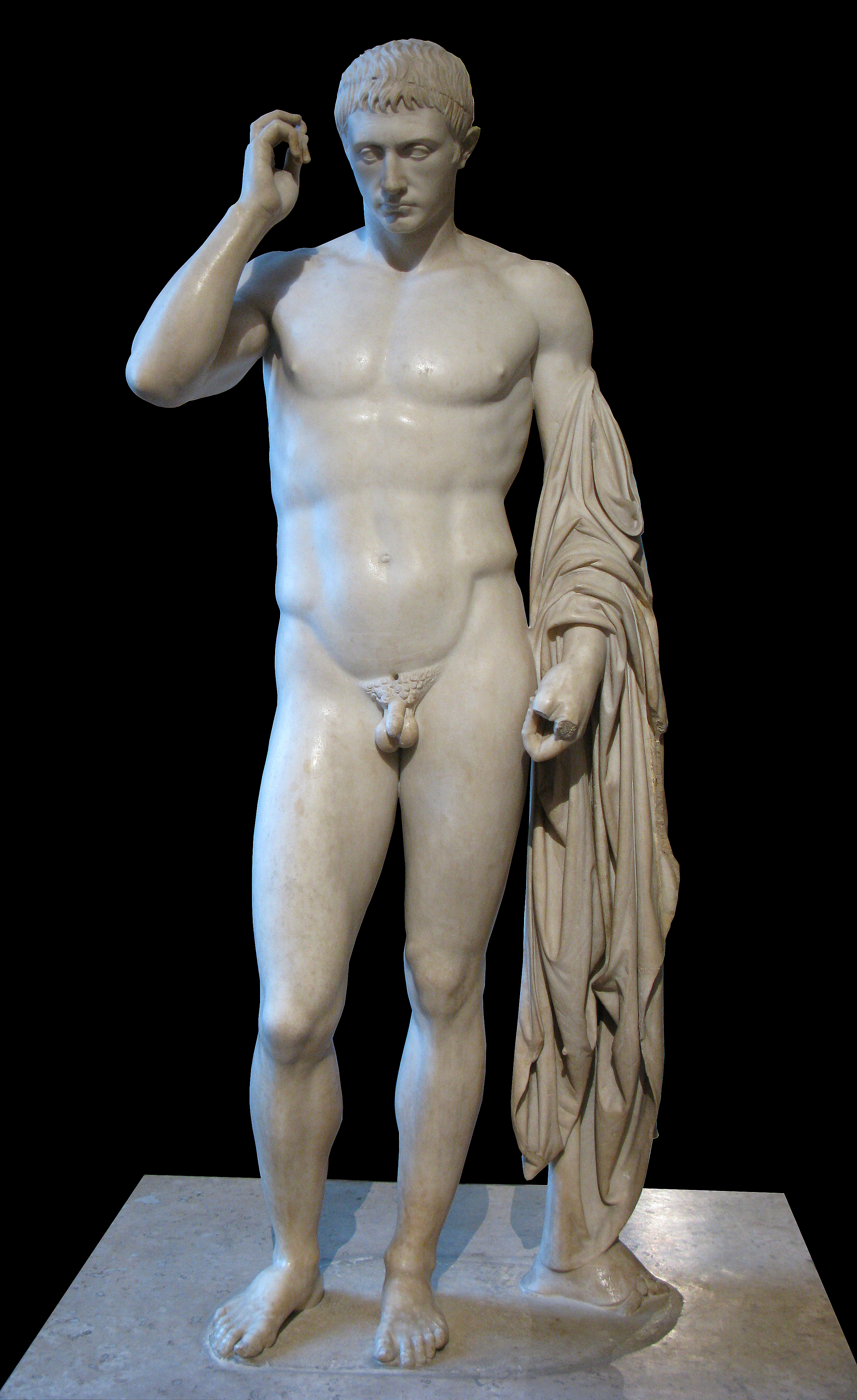
Estàtua de Marcel

El rei, va escriure Saint-Simon, «estimà en tota l'esplendor, la magnificència, la profusió». El seu gust personal va crear estil.
La creació de l'Acadèmia de Pintura va fer néixer un art oficial que se separà progressivament dels artistes més innovadors.
Certament Lluís XIV va estimar la pintura i fou un gran col·leccionista per nombre i qualitat de les seves obres. Els quadres es compraren al principi per decorar els castells reials, i el més gran de tots, el Palau de Versalles, on va fer transportar, després del 1681, els quadres que es trobaven al Louvre, tal com han demostrat els estudis d'Arnauld Brejon de Lavergnée i d'Antoine Schnapper.
Aquests castells estan moblats. André-Charles Boulle fou ebenista, escultor i daurador del rei entre el 1672 i el 1732; desenvolupà un tipus de marqueteria característica de l'estil Lluís XIV. El 1689, hagué de fondre el seu mobiliari d'argent per finançar la Guerra de Successió del Palatinat. Després de la mort de Charles Le Brun, les arts decoratives evolucionarien vers l'estil Regència.
Lluís XIV va constituir una col·lecció de nombrosos atuells de pedra dura o gemmes i de bronzes. Va enriquir la col·lecció de joies de la corona. Les gemmes i les joies en l'actualitat estan exposades en la galeria d'Apol·lo.

##### Lluís XV
Lluís XV augmenta gradualment les col·leccions reials. El 1717, el regent col·loca el retrat de Joan II el Bo, el quadre més antic que representa un personatge de perfil, a la biblioteca del rei. Entra en les col·leccions del Louvre el 1925. El 1757, fa transportar al Louvre el Retrat de Carles VII, que es trobava a la Santa Capella de Bourges.
Va adquirir obres el 1742 amb la successió de Víctor-Amadeu I de Savoia-Carignano, príncep de Carignano: el Tornès, la Fuga de Lot de Rubens, l'Arcàngel Rafael deixant Tobies i la seva família de Rembrandt, la Verge amb vel de Rafael, la Verge amb el coixí verd de Solario, pintures barroques.

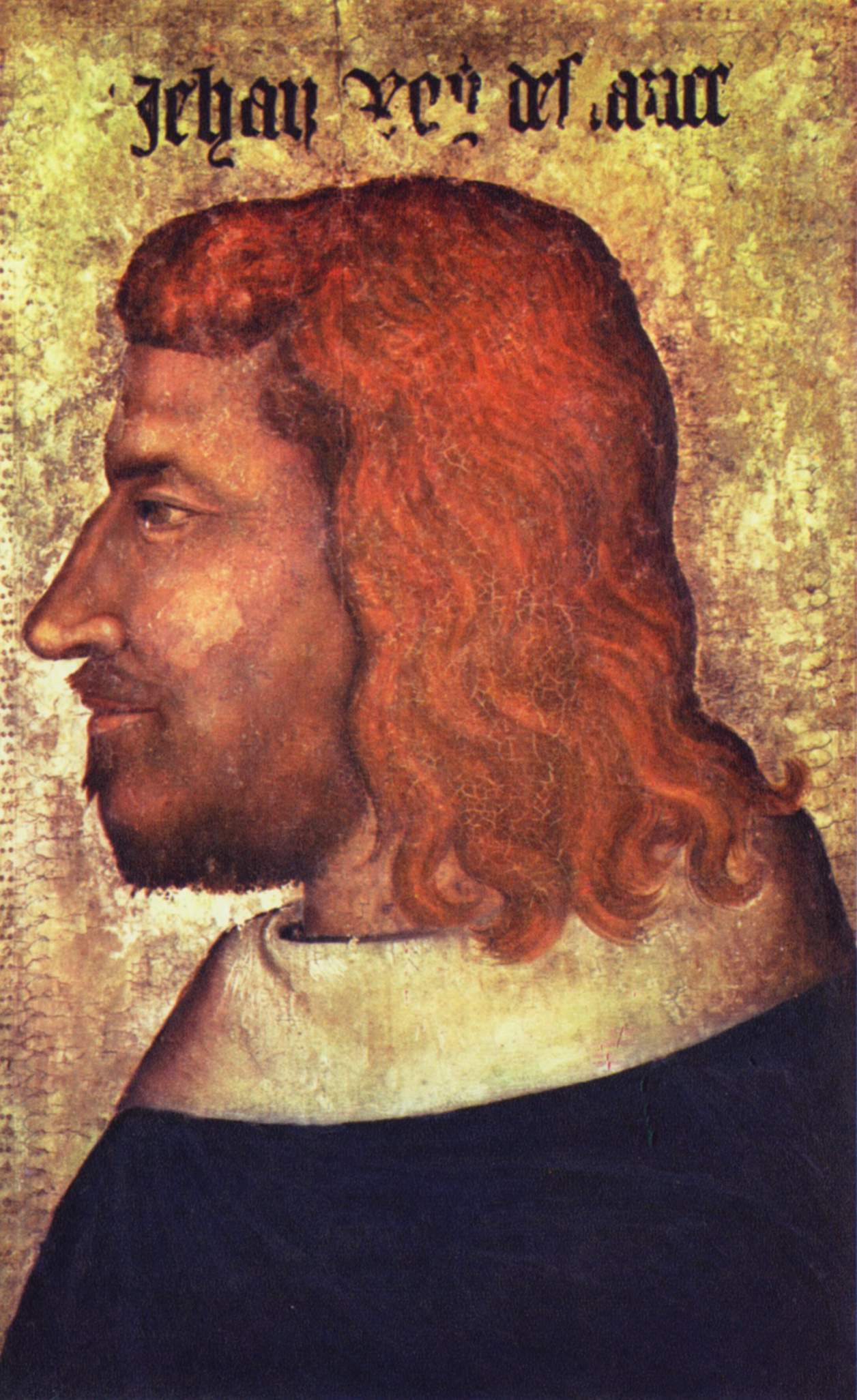
Girard d'Orléans (?) Retrat del rei Joan II el Bo (vers 1350)
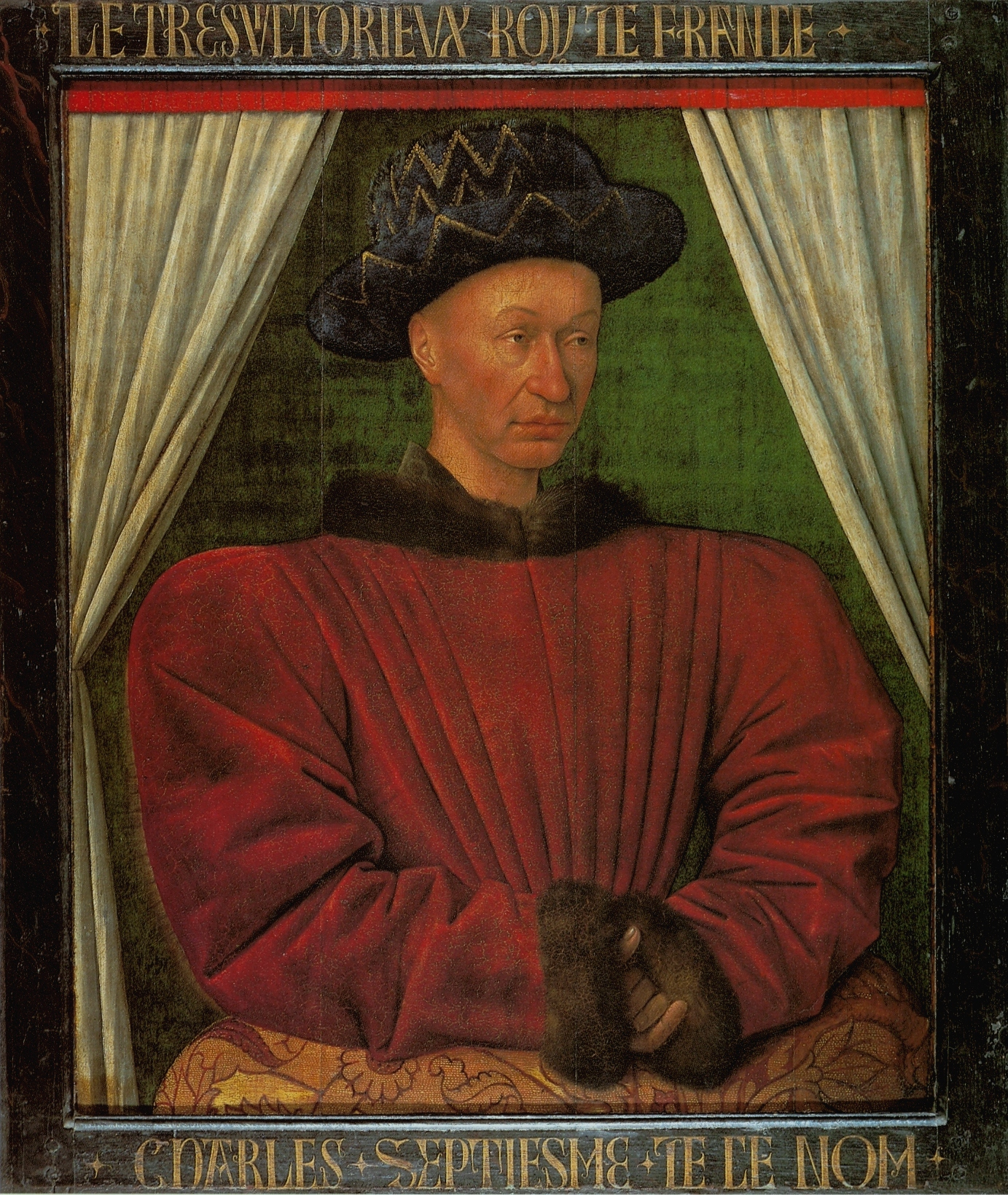
Jean Fouquet Retrat de Carles VII, rei de França
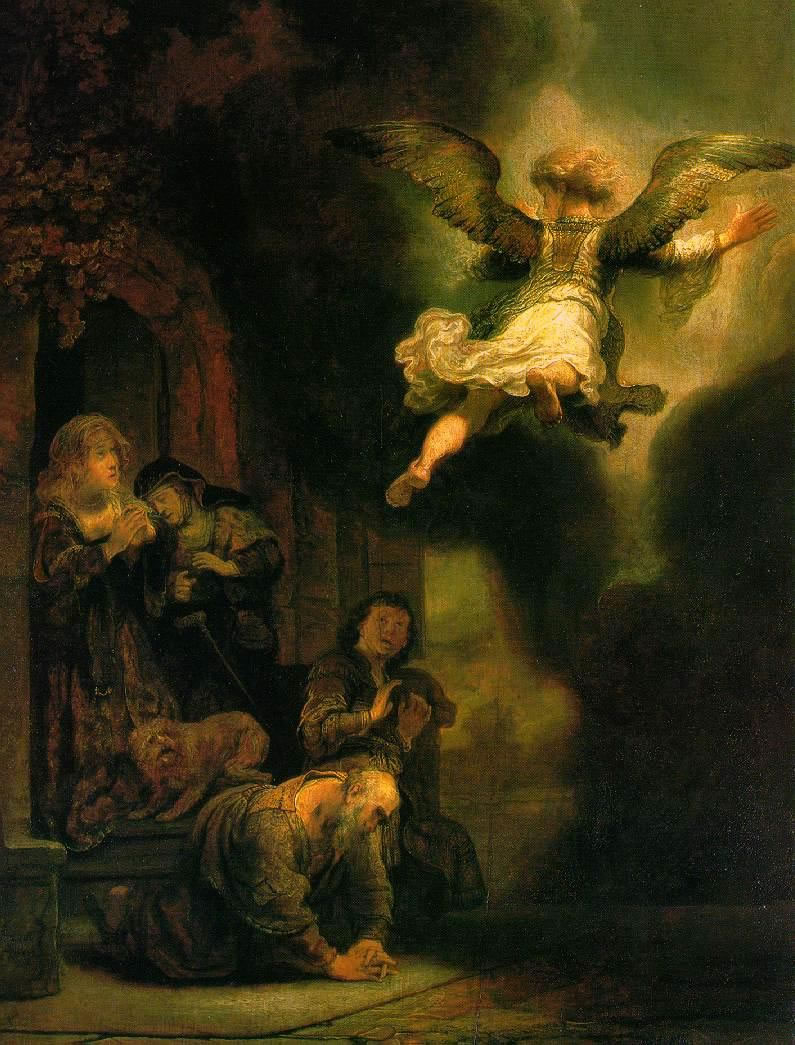
Rembrandt L'Arcàngel Rafael deixant Tobies i la seva família
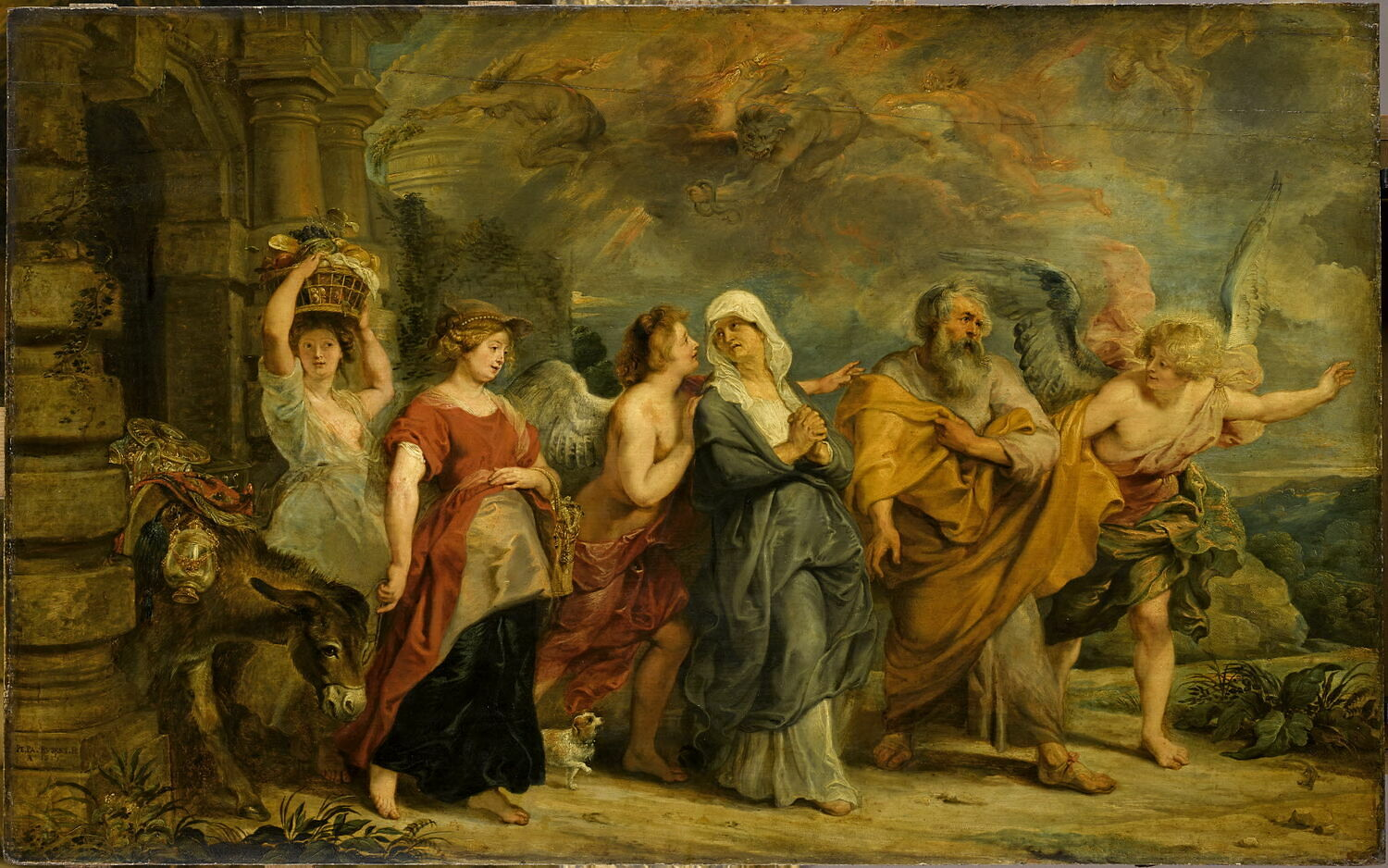
Pierre Paul Rubens Fugida de Lot
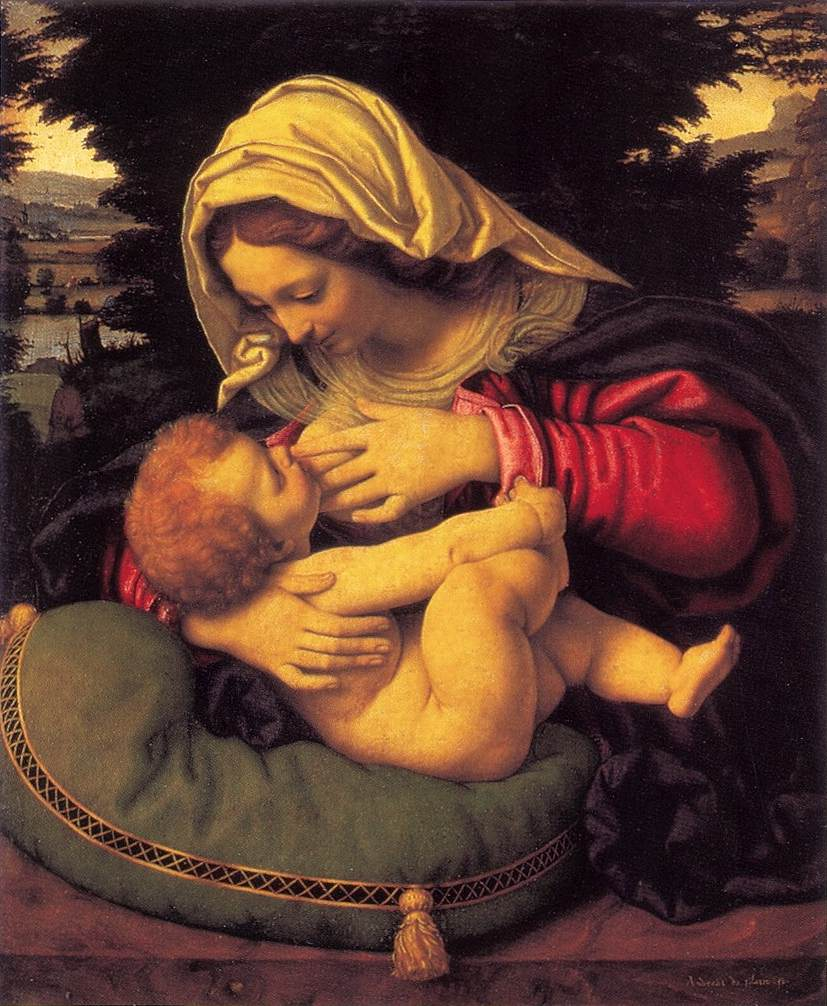
Andrea Solario Verge amb el coixí verd
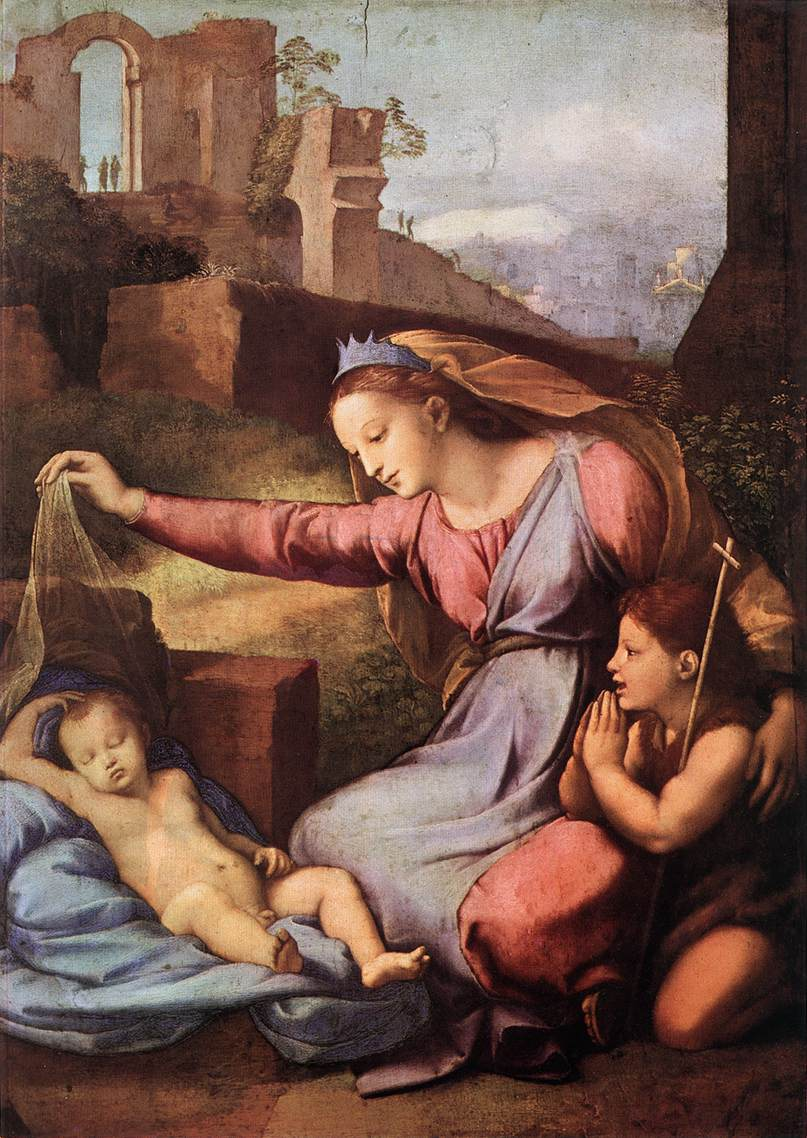
Rafael Verge amb vel

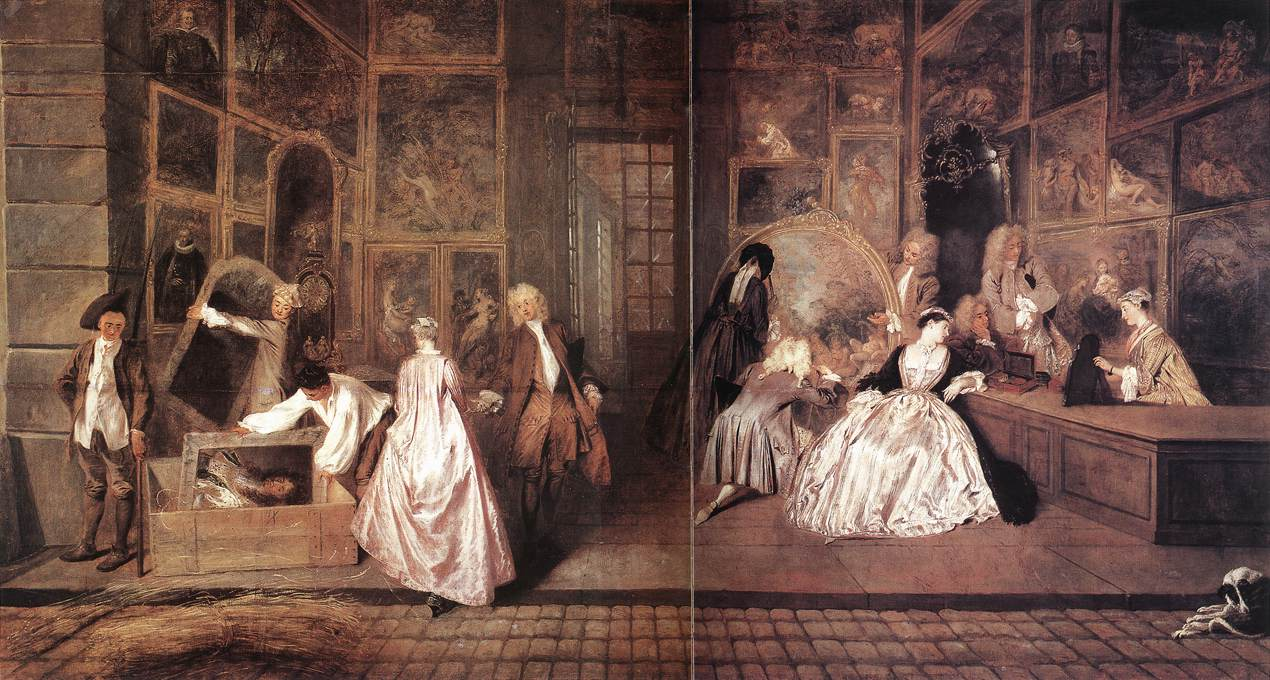
Jean Antoine Watteau, La mostra de Gersaint, castell de Charlottenburg, Berlín

El 1704, Pierre Crozat instal·la la seva col·lecció de 19.000 dibuixos i 400 quadres a la seva residència del carrer Richelieu. El gust ha canviat. Les grans pintures de l'escola de Charles Le Brun ja no són convenients per a la decoració de les mansions particulars. La burgesia canvia els gustos vers els quadres més petits per als apartaments reduïts decorats amb fusta clara. Per contraposició a la pompa del Gran Segle, es prefereixen els temes amorosos, els petits mestres holandesos i flamencs. Els holandesos van crear el mercat d'art. Alguns marxants com Edme-François Gersaint van anar a estudiar el sistema de subhasta d'obres d'art a Holanda. París i Amsterdam són els dos mercats de quadres més grans d'Europa.
Les despeses de les guerres impediran la compra de cap tela de la col·lecció de Pierre Crozat i de la del comte de Thiers. S'augmentarà la col·lecció de l'emperadriu Caterina II de Rússia, un fet que deplora l'expert Rémy en la venda de la col·lecció Tallard, el 1756. L'emperadriu Caterina II té com a venedor a París Denis Diderot. El baró Stròganov hi comprà quadres que van enriquir la col·lecció d'obres d'art del palau Stròganov.

##### Lluís XVI
És Lluís XVI de França qui reprendrà les compres de quadres per a les col·leccions reials.
Després del 1775, el comte d'Angivillier, nomenat director de Patrimoni el 1774, emprèn la tasca de comprar quadres per a la col·lecció de la corona, a fi i efecte d'omplir els buits per poder mostrar al públic un conjunt al més complet possible de les escoles de pintura. Compra, des del 1775, a madame Du Barry, el quadre Retrat de Carles I de van Dyck. El principal proveïdor de quadres és Jean-Baptiste Pierre Le Brun (1748-1813), marit de madame Vigée-Lebrun. Aportarà al rei dos quadres, El rei beu i Els joves xisclen com canten els vells. Ven al rei, el 1782, el quadre de Bartolomé Esteban Murillo El captaire jove. Lluís XVI compra diversos quadres de Murillo, La Sagrada Família anomenat La Verge de Sevilla, La pregària al jardí de les oliveres i El Crist a la columna i sant Pere. D'Angivillier s'aprofitarà de la supressió dels establiments dels jesuïtes als Països Baixos austríacs, per comprar quadres que s'havien posat a la venda. La compra, per un tal Bosschaert, del quadre L'adoració dels mags de Peter Paul Rubens a les Dames Anunciades necessitarà la intervenció de l'ambaixador de França a Brussel·les per obtenir l'autorització de l'exportació. Va comprar al comte de Vaudreuil, el 1784, quatre quadres de l'escola flamenca: Peter Paul Rubens, Retrat d'Hélène Fourment i dels seus fills, Jacob Jordaens, Quatre evangelistes, Anton van Dyck, Retrat de Jean Richardot i del seu fill, David Teniers el Jove, L'Arxiduc Leopold a la caça del bernat. Fa entrar també pintures de mestres francesos que el gust acadèmic havia menyspreat: Le Nain, La farga, Philippe de Champaigne, El sopar, Le Sueur, La vida de sant Bru, comprat als cartoixans el 1776, més la Cambra de les muses i el Gabinet de l'amor, que es trobaven a la mansió Lambert (Versalles).
- Anton van Dyck
Retrat de Carles I d'Anglaterra
- Jacob Jordaens
Els quatre evangelistes
- Peter Paul Rubens
L'adoració dels Reis Mags
- Peter Paul Rubens
Hélène Fourment i els seus fills
- Bartolomé Esteban Murillo
El pollós
- Le Nain
La farga

Els gustos en art depenen de l'època i les orientacions socials. La crítica d'art pot variar, sobre una obra o sobre un pintor, des dels epítets més elogiosos fins a les crítiques més malsonants. S'havia retret a Lluís XV la seva indiferència envers els béns públics. Sota Lluís XVI l'administració encarregada de les Belles Arts es preocupa de l'educació virtuosa de les persones. Monsenyor Hautecœur feu remarcar que el comte d'Angivillier «mostrava cap a la virtut un zel tan meritori que no desmereixia pas les seves altes funcions». Comprà quadres de Greuze, Vernet, Vien, per «reviure les virtuts i sentiments patriòtics». Jacques-Louis David rebé el 1784 l'encàrrec del rei per al Jurament dels Horacis.

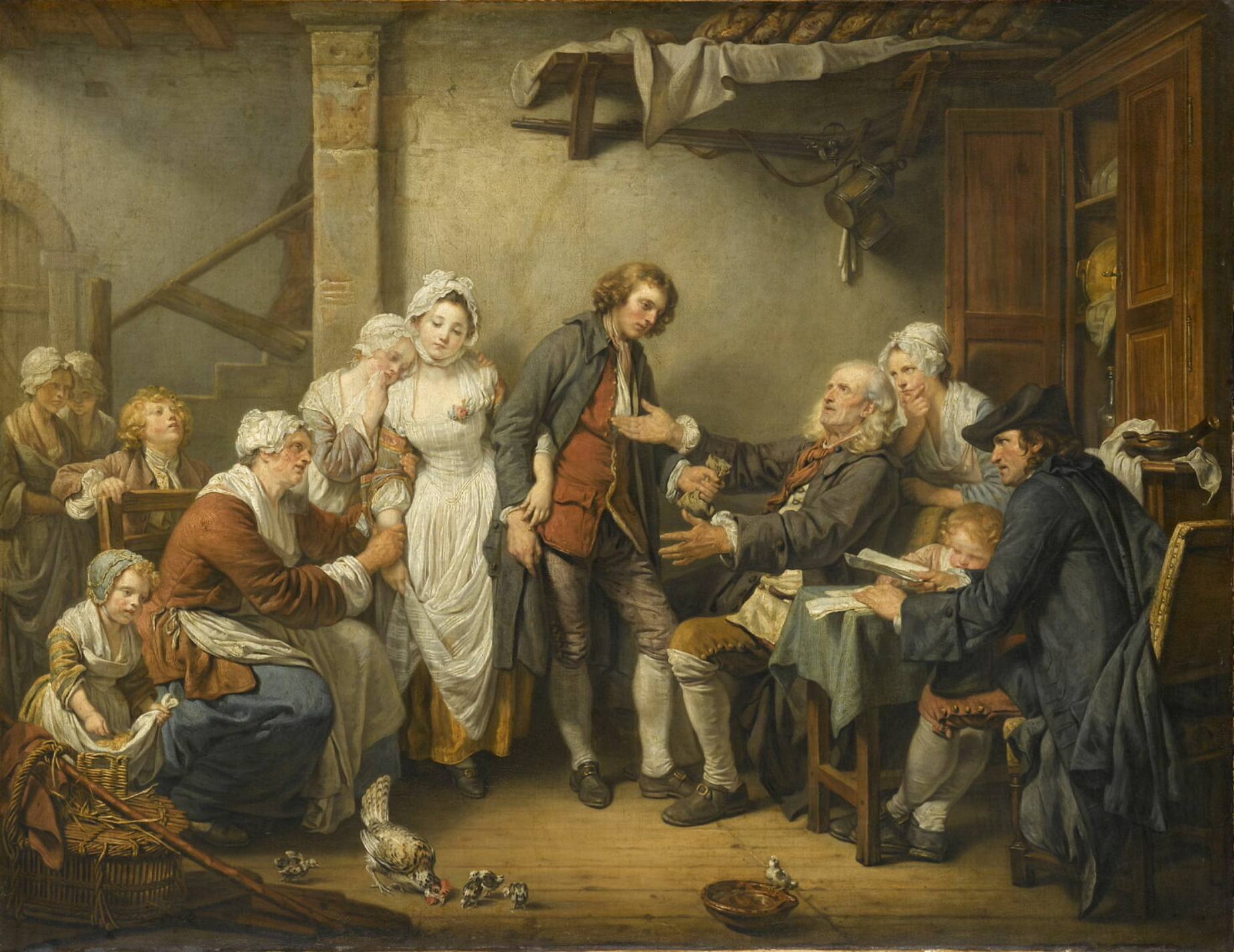
Jean-Baptiste Greuze El prometatge del poble
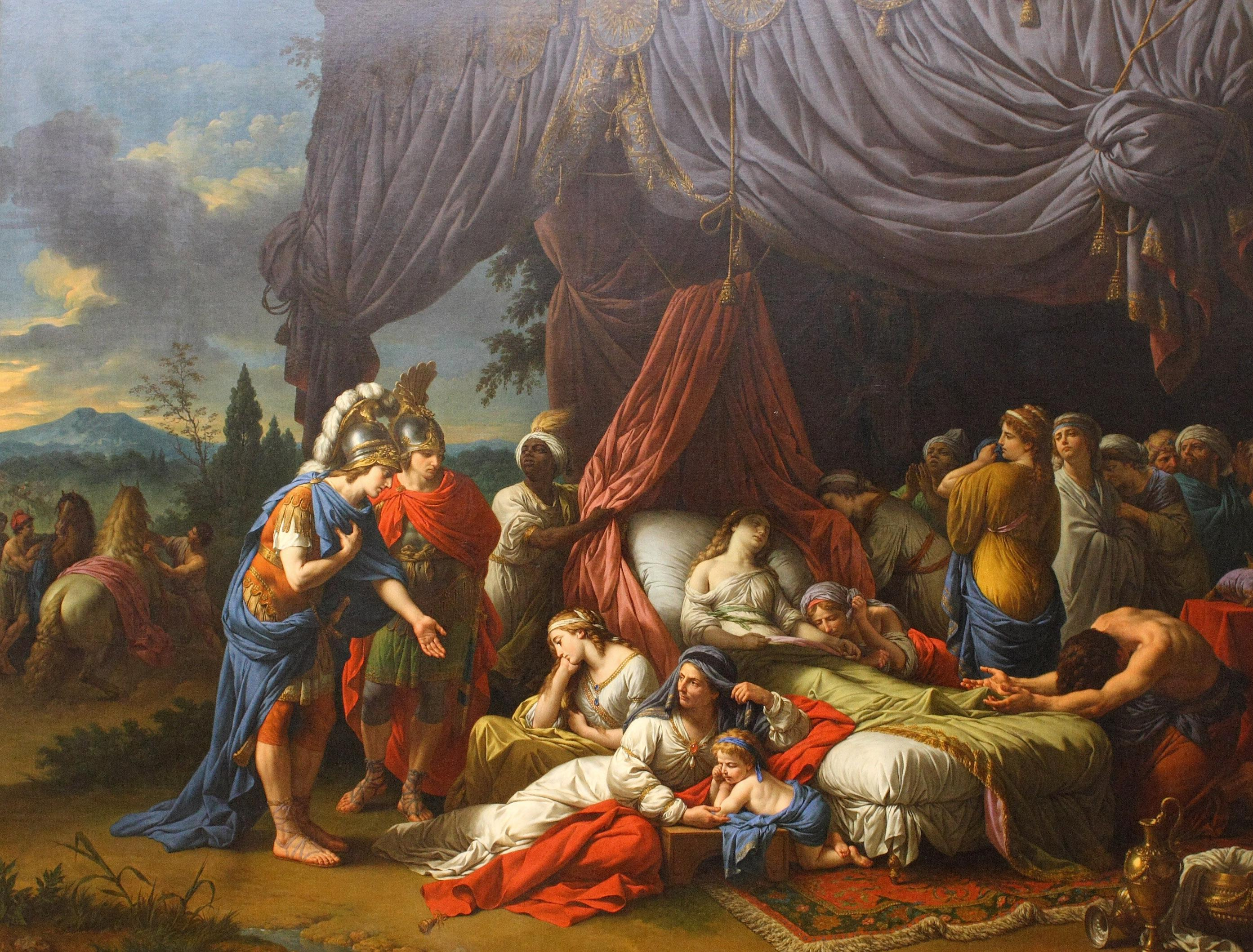
Louis Jean François Lagrenée La mort de la dona de Darios
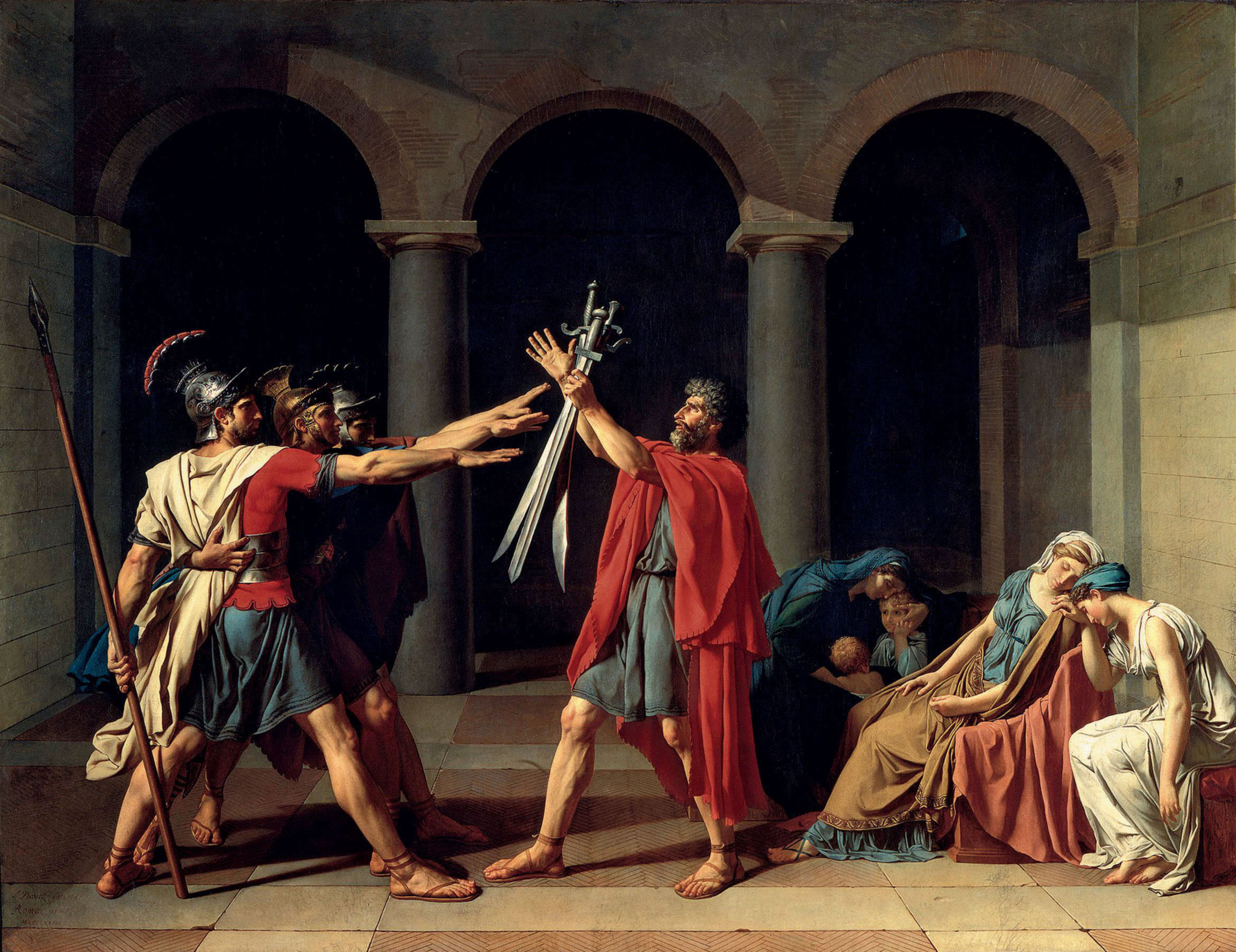
Jacques-Louis David El jurament dels Horacis

El gust retorna als pintors italians del seicento, Guido Reni, Procaccini, Crepi, Domenico Fetti…
El comte d'Angivillier també va dur a terme una política de restauració d'objectes d'art. Feu restaurar els marcs dels quadres sobre els quals hi havia indicat el nom del pintor i el tema. Alexandre Lenoir li va retre justícia: «D'Angivillier els havia fet fer un marc sense augmentar-ne el valor, els va donar una guspira».
No es passà per alt l'ocasió de comprar dibuixos per enriquir el Gabinet del Rei. Quan es va vendre la col·lecció Mariette el rei no n'havia comprat la totalitat, però mercès al consell de Charles-Nicolas Cochin, conservador dels dibuixos del Gabinet, trià més de 1.000 peces per una suma total de 52.000 lliures.

#### Primers intents de fer-ne un museu
És sota el regnat de Lluís XIV que neix la idea de fer del palau del Louvre un dipòsit d'obres d'art pertanyents a la corona. Malgrat que el rei es trasllada al palau de Versalles, el 1681, quatre-centes pintures continuen al palau del Louvre, al saló del Dôme i dins la galeria d'Apol·lo i les antiguitats i amb els motlles enviats per residents de l'Académie de France à Rome són dipositats a la sala de les Cariàtides. Per bé que eren propietat del rei, els aficionats i artistes que haguessin presentat la sol·licitud podien veure les col·leccions.
El 1746, Étienne La Font de Saint-Yenne es plany de la impossibilitat de veure els quadres de la col·lecció del rei. El 1947, en les Reflexions sobre algunes causes de l'estat present de la pintura a França de les principals obres exposades al Louvre, aquest mes d'agost de 1746, aparegudes el 1747, demana la creació d'un museu accessible per a tots. Aquestes protestes comportaran el transport dels quadres del dipòsit de la Superintendència de construccions a Versalles al palau de Luxemburg, el 1750.

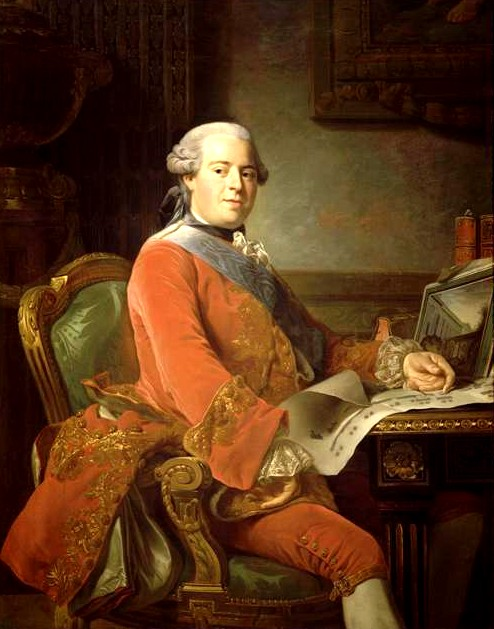
El marquès de Marigny, per Alexander Roslin

Tot comença amb una exposició provisional dels quadres més bells de la col·lecció reial, que té lloc a la galeria Reial de pintura instal·lada al palau de Luxemburg del 1750 al 1779 i que resulta ser un gran èxit. El marquès de Marigny demana a Jacques Bailly (vers 1700-18 de novembre del 1768), pintor i conservador dels quadres del rei a Versalles (fill de Nicolas Bailly (3 de maig de 1659-13 de novembre del 1736) i pare de Jean Sylvain Bailly, tots dos conservadors dels quadres de la corona), d'acomodar l'apartament de la reina d'Espanya al palau de Luxemburg per exposar-hi de manera rotativa 110 quadres i dibuixos. Aquest museu s'obre el 14 d'octubre del 1750. La galeria es pot visitar dimecres i dissabte de cada setmana, al matí des del mes d'octubre fins al mes d'abril, i a la tarda la resta de l'any. La galeria Mèdici s'obre en els mateixos horaris. El 1778, el palau de Luxemburg es dona en apanatge al comte de Provença. L'exposició es tanca el 1779. Els quadres es reenvien en dipòsit a la Superintendència de construccions a Versalles, on Louis Jean-Jacques Durameau, pintor ordinari del rei, en fa l'inventari el 1784.
El 1765, al volum IX de l'Encyclopédie dirigida per Denis Diderot i D'Alembert, en l'article Le Louvre, després d'haver-se lamentat dels edificis sense acabar, ofereix un programa per a un futur museu:
| « | L'acabament d'aquest majestuós edifici, executat amb la més gran magnificència, deixa molt a desitjar. Hom voldria, per exemple, que tot el paviment del terra de l'edifici fos netejat i recobert amb pòrtics. Aquests pòrtics servirien per a emmagatzemar les més belles estàtues del regne, per a aplegar aquest tipus d'obres valuoses, escampades als jardins on ningú ja no passeja, i on l'aire, el temps i les estacions, els malmeten. A la part sud, podem posar tots els quadres del rei, que estan amuntegats actualment junts i tots els guardamobles, on ningú no en gaudeix. Hom posaria al nord la galeria dels plànols, si no hi hagués cap obstacle. També transportaria a altres llocs del palau els gabinets d'història natural i el de les medalles. | » |

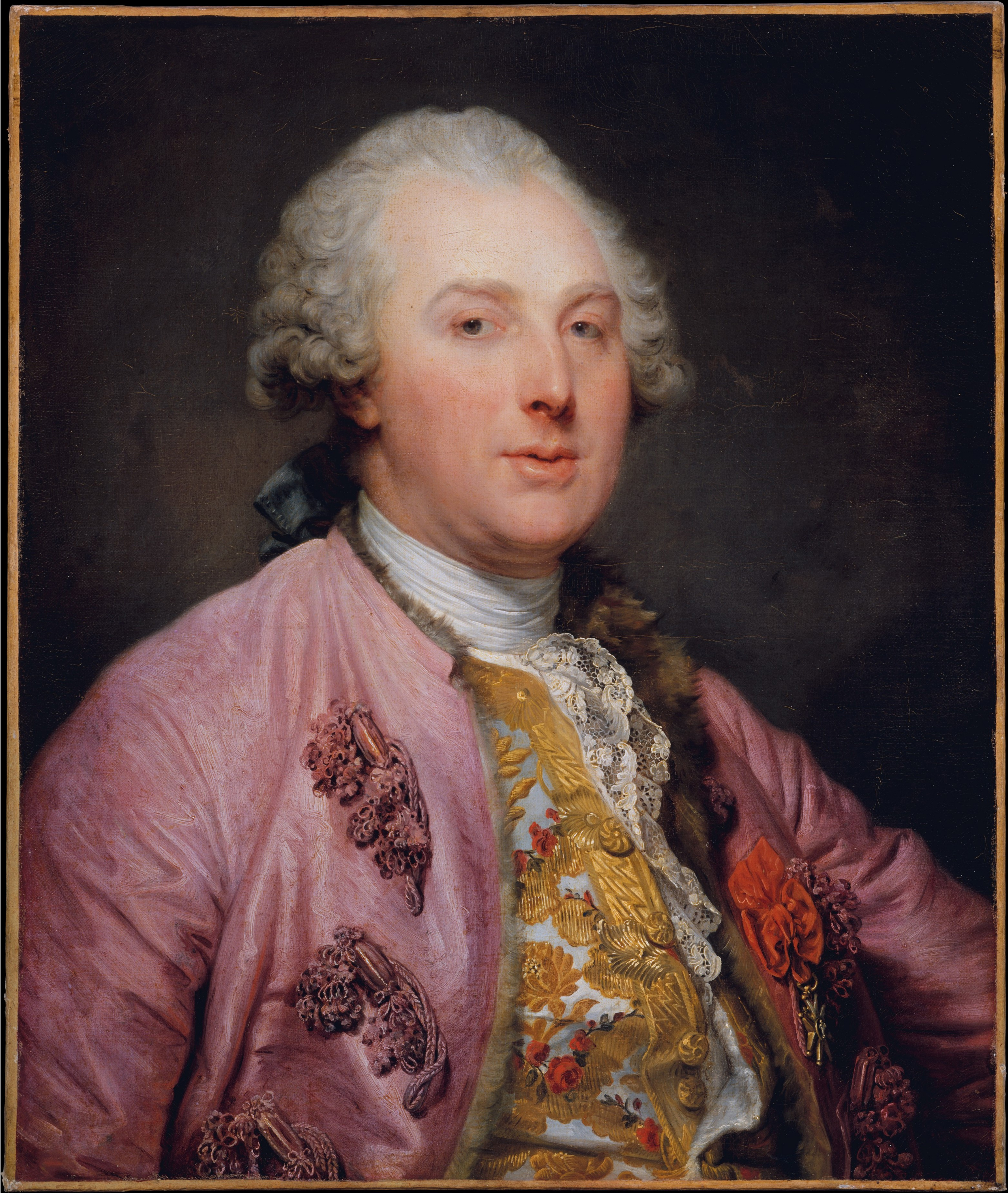
El comte d'Angiviller, de Jean-Baptiste Greuze

El marquès de Marigny, director general de Bâtiments du roi i el seu successor el 1775, el comte Angiviller, elaboren llavors el projecte de fer del Louvre un museu permanent. El 1780, quan es tanca la galeria del palau de Luxemburg, el comte Angiviller planeja de reagrupar en la Gran Galeria del Louvre els objectes d'art de la col·lecció de la corona.
El 1777, la col·lecció de plànols en relleu de les fortaleses del regne que era a la Gran Galeria des del 1697 s'havia eliminat.
Els quadres que es trobaven al palau de Luxemburg s'hi van dipositar el 1780. Jacques-Germain Soufflot va fer els plànols per a una nova escala que accedís a la Gran Galeria, construïda per Maximilien Brébion a partir del 1781. Proposa una il·luminació zenital. Jean Sylvain Bailly, que havia substituït el seu pare el 1754 com a conservador de quadres de la corona, astrònom i no pintor, va haver de renunciar al seu càrrec el 1783 en favor del primer pintor del rei, Jean-Baptiste Marie Pierre. Hubert Robert, un dels pintors del rei, és designat llavors per fer-se'n càrrec. El 1785, els quadres comencen a arribar de Versalles per dipositar-se tal com mostra el catàleg que se'n va preparar.
Des del 1725 l'Acadèmia de Pintura presenta els quadres dels membres en la gran sala del Louvre anomenada Saló Quadrat, que donà nom a l'exposició. El Saló esdevé bianual el 1751. El problema plantejat per la Gran Galeria és el de la il·luminació. La il·luminació zenital es va considerar la millor, per la qual cosa, a manera de prova, es va fer així al Saló Quadrat (Salon Carré).
Tot i que les col·leccions de la corona havien estat poc enriquides durant el regnat de Lluís XV, el regnat de Lluís XVI serà un dels períodes més fecunds en l'augment de les col·leccions. Per permetre la instrucció del poble, el comte d'Angiviller comprarà sàviament quadres de totes les escoles per compensar les escoles poc representades en les col·leccions de la corona. Els quadres s'adquiriren a particulars, comerciants i sobretot en vendes públiques.
El 1787, els parisencs esperen l'obertura del museu, com es mostra en la Guide des amateurs et étrangers à Paris de l'abat Thierry: «Aquesta galeria està destinada a ser un museu en què col·locar els quadres que pertanyen al rei, que també estan exposats als magatzems del Louvre i a l'edifici de la superintendència de Versalles. Podem veure l'execució d'un projecte tan gloriós i ben fet per immortalitzar qui l'ha concebut: monsenyor el comte de La Billarderie d'Angiviller.»

### Museu central de les arts de la República
El projecte es transforma en llei el 27 de juliol del 1979, i la inauguració, prevista inicialment el 10 d'agost del 1793, té lloc finalment el 8 de novembre del 1793; el museu s'anomenà Muséum central des arts de la République ('Museu central de les arts de la República'). Quan es va obrir, només comprenia la Gran galeria al llarg del Sena,, on estaven exposades les col·leccions del rei apropiades per la nació després de l'abolició de la monarquia un any abans i les obres confiscades de les cases dels nobles emigrats o de les esglésies.

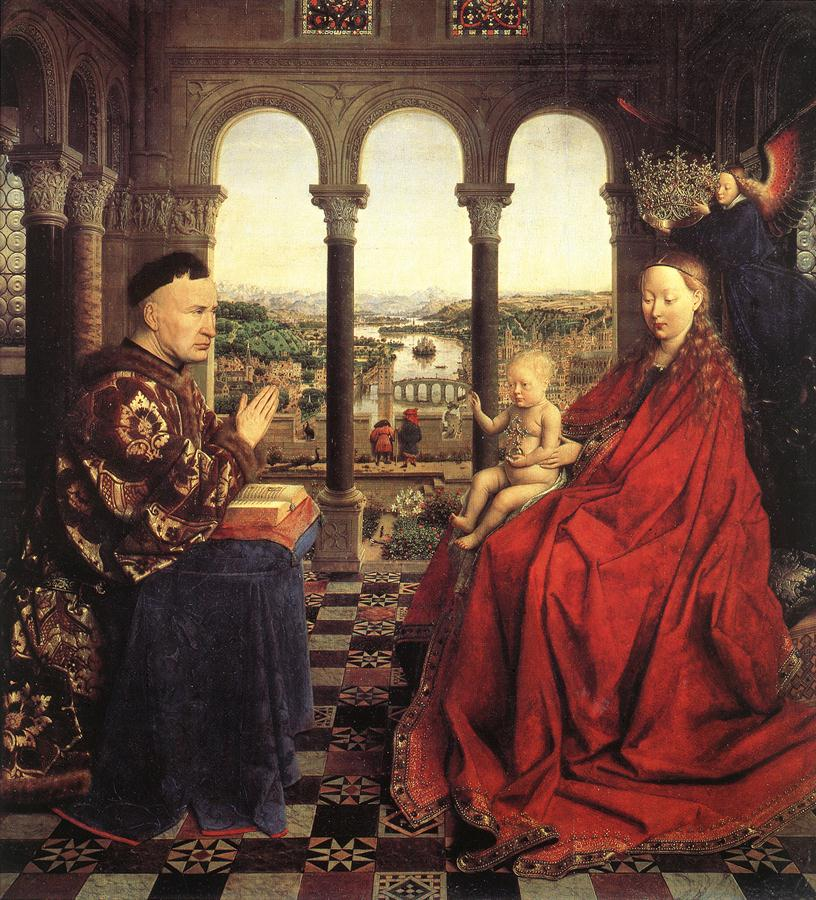
Jan Van Eyck
La Mare de Déu del canceller Rolin
Inscrit a la col·legiata de Nostra Senyora du Châtel d'Autun el 1793, presentat al Museu del Louvre el 1800

La llei del 2 de novembre 1789, redactada a iniciativa de Mirabeau, havia declarat que «el clergat no és un propietari com els altres, perquè els béns de què gaudeix i no en pot disposar li han estat donats no per a l'interès de les persones, sinó per al servei de les funcions». Els béns eclesiàstics foren declarats béns nacionals i remesos a les administracions del departament i del districte. La pretensió inicial de reduir el dèficit públic amb aquests ben aviat es posà en qüestió, a partir d'octubre del 1790; calia considerar exclusivament com a mercaderies les obres d'art que havien entrat en possessió de la nació? Pren cos la idea que l'estat ha d'actuar com a conservador d'aquestes obres en nom de la història o de la instrucció de les generacions venidores. El 13 d'octubre del 1790, Talleyrand vota un decret per l'Assemblea per tal que els departaments fessin inventari i conservessin aquestes obres. El novembre del 1790 es crea una Comissió dels Monuments formada per artistes i erudits que envia, entre desembre del 1790 i juliol del 1791, les quatre primeres instruccions que codifiquen les normes de l'inventari i de la conservació de les obres a protegir. El maig del 1791, el diputat Bertrand Barère demana que «la galeria del Louvre… esdevingui un museu cèlebre, i que s'hi exhibeixin els nombrosos quadres de Rubens i d'altres pintors il·lustres». El 26 de maig del 1791, l'Assemblea decreta: El Louvre i les Teuleries, junts, seran el Palau Nacional destinat a la casa del rei i la reunió de tots els monuments de les arts i les ciències i les principals institucions d'educació pública.
Els tresors de l'Església desapareixen. Els objectes que resten als tresors de la Sainte-Chapelle i del tresor de Saint-Denis són recuperats el 1791 i dipositats al gabinet de Medalles de la Biblioteca del Rei. Són remesos el 1793 al nou Museu Nacional.

Andrea Mantegna,
El Parnàs, Studiolo d'Isabelle d'Este
adquirit del castell de Richelieu el 1792

La llei del 8 d'abril de 1792 declara que els béns dels emigrats són confiscats. Venen a afegir-se als béns de la corona i als de l'Església.
La insurrecció del 10 d'agost del 1792 comportarà la destrucció d'obres lligades a l'antiga monarquia. Un decret d'11 d'agost institueix una comissió «per a la recerca de quadres, estàtues i altres objectes preciosos, dependents del mobiliari de la corona». D'altra banda, la comissió, sota l'autoritat del ministre de l'Interior, ha de «proposar els treballs relatius a l'establiment i la conservació del museu, vetllar per l'execució d'aquests treballs, i dirigir l'emplaçament dels objectes». El 14 d'agost del 1792, l'Assemblea vota un decret en què declara «que els principis sagrats de la llibertat i la igualtat ja no permeten deixar durant molt de temps sota els ulls del poble francès els monuments erigits a l'orgull, al prejudici i a la tirania».
Tots els béns de la monarquia han de ser destruïts, però el 22 d'agost, per iniciativa del diputat Cambon, la causa de la conservació de les obres d'art és defensada tot preveient de posar aquest «patrimoni de la nació» als museus per salvar-lo i arrecerar-lo.
El ministre de l'Interior Roland fa votar el 19 de setembre del 1792 un decret que «ordena el transport al dipòsit del Louvre dels quadres i altres monuments relatius a les belles arts que es trobin a les mansions reials». El 3 de novembre demana als departaments de reprendre la tasca d'inventari i conservació. El mateix dia, la vila de Versalles presenta una petició a la Convenció Nacional en què demana que es retornin a Versalles els quadres de les escoles antigues que se n'havien endut i els que es trobaven al palau de Luxembourg. L'1 d'octubre es crea el Comitè del Museu, format per artistes i un matemàtic, per preparar l'arranjament del museu. Aquest proposà l'obertura el 10 d'agost del 1793 per festejar la caiguda de la reialesa.
Per satisfer la municipalitat de Versalles, el decret del 24 de novembre del 1793 crea al palau un "museu especial de l'escola francesa". Hi deixen els quadres que es consideren poc dignes de ser presentats al costat de les obres mestres del museu i les obres presentades per a la recepció d'acadèmics. Aquest museu serà despullat progressivament dels quadres per moblar les residències oficials a partir del 1800.
Si bé es decidí de seguida de posar a recer, primer al guardamobles de la corona, i després al museu, els bronzes, les pedres dures i les joies de la corona, per contra, el mobiliari dels apartaments reials fou posat en venda. Només per al palau de Versalles, la subhasta va durar des del 25 agost del 1793 fins a l'11 d'agost del 1794. El mobiliari reial es troba dispers en col·leccions de tot el món. Les necessitats financeres van conduir a cremar a la Monnaie les tapisseries teixides amb fils d'or i d'argent per recuperar-ne el metall.
Aquest primer museu estava essencialment consagrat a la pintura, per bé que s'havien col·locat algunes escultures antigues a les taules, «despulles precioses dels nostres tirans o altres enemics de la pàtria». Però la galeria hagué de ser tancada per fer-hi reparacions urgents i no es reobrí fins al 8 de novembre del 1793, en els primers trams orientals de la Gran Galeria, cinc dies per dècada per als copistes, tres per al públic i deu per a la neteja. El museu s'obre al públic cada dia el 1794. La galeria ha de ser tancada de nou el 26 d'abril de 1796 per permetre la realització dels treballs duts a terme per l'arquitecte Jean-Arnaud Raymond. Una primera part fou reoberta el 7 d'abril del 1799, i la seva totalitat el 14 de juliol del 1801.
D'entrada el museu es crea com a lloc de formació per als artistes de l'època, els quals eren els únics, fins al 1855, que hi podien entrar els dies de cada dia, mentre que el públic en general només hi era admès el diumenge. Quan es va obrir, com que el museu en principi estava destinat als artistes, els quadres no estaven exposats per escola o per època, sinó per donar una harmonia general en la presentació, per donar plaer als visitants i per ajudar-los en les seves creacions.
El Catàleg dels objectes de la Galeria del Museu Francès decretat per la Convenció Nacional el 27 juliol 1793, el segon any de la República Francesa enumera 537 pintures en exhibició i dona aquesta justificació:
| « | ...moltes raons massa llargues inferir han impedit que hom no classifiqués els quadres per escoles...Hom no ofereix, de moment, altra cosa que una disposició provisional; quan hom tindrà la possessió de la totalitat que ha de conformar el museu, quan el projecte d'il·luminar l'enorme nau des de dalt serà realitzat...llavors les discussions dels artistes, dels savis, dels afeccionats, hauran aportat una massa de llum suficient per a finalitzar definitivament el mode d'arranjament que reunirà més avantatges... | » |

La Gran Galeria només estava il·luminada per les grans finestres del costat del Sena i no oferia la millor disposició per veure els quadres. Tots els artistes estigueren d'acord en sol·licitar una il·luminació zenital (claraboia). Hubert Robert, que havia estat nomenat conservador dels quadres del rei el 1784 i encarregat d'estudiar l'arranjament de la Gran Galeria entre 1784 i 1792, i després novament entre 1795 i 1802, va donar les imatges d'aquesta Gran Galeria.

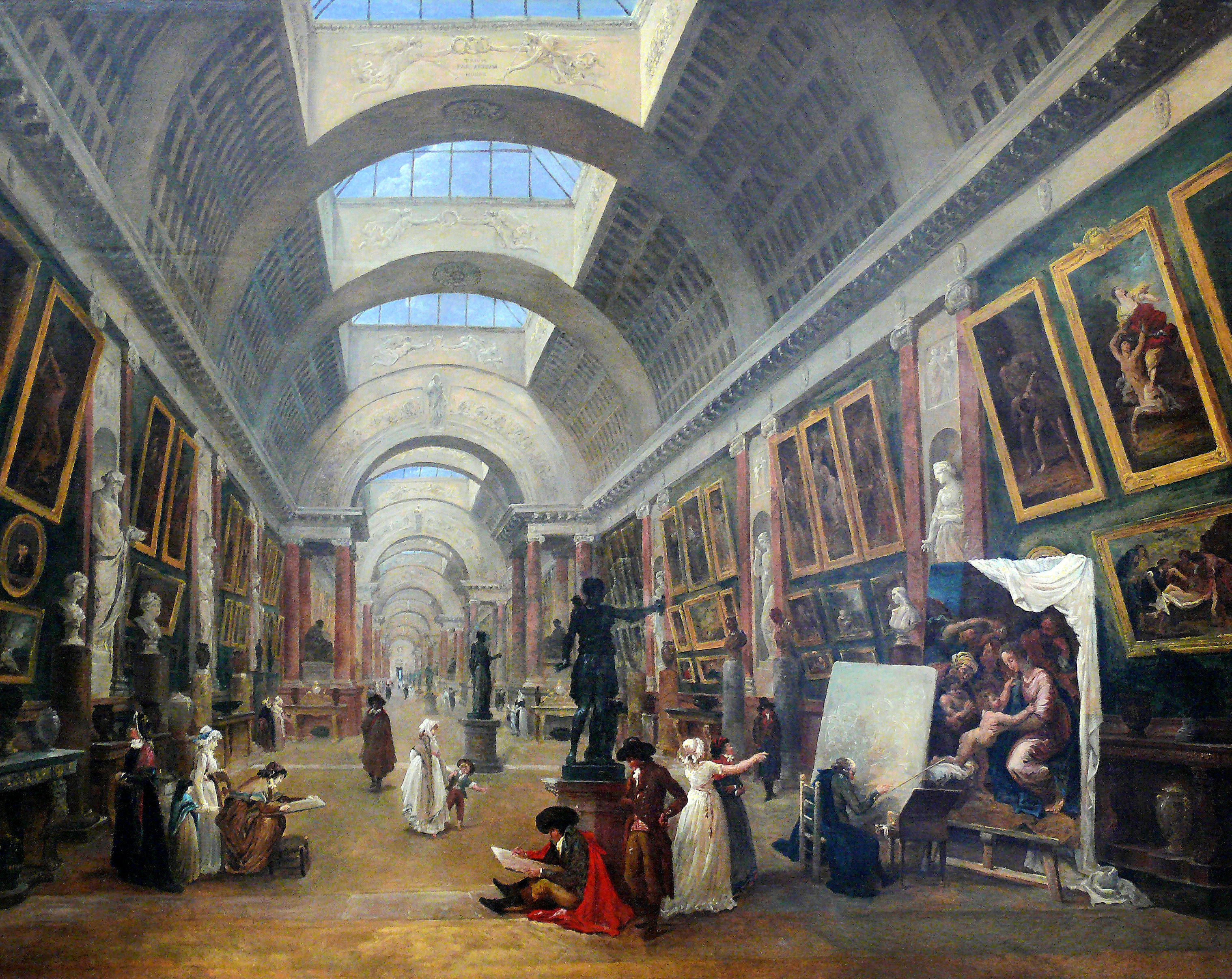
Projecte de desenvolupament de la Gran Galeria del Louvre (1796)
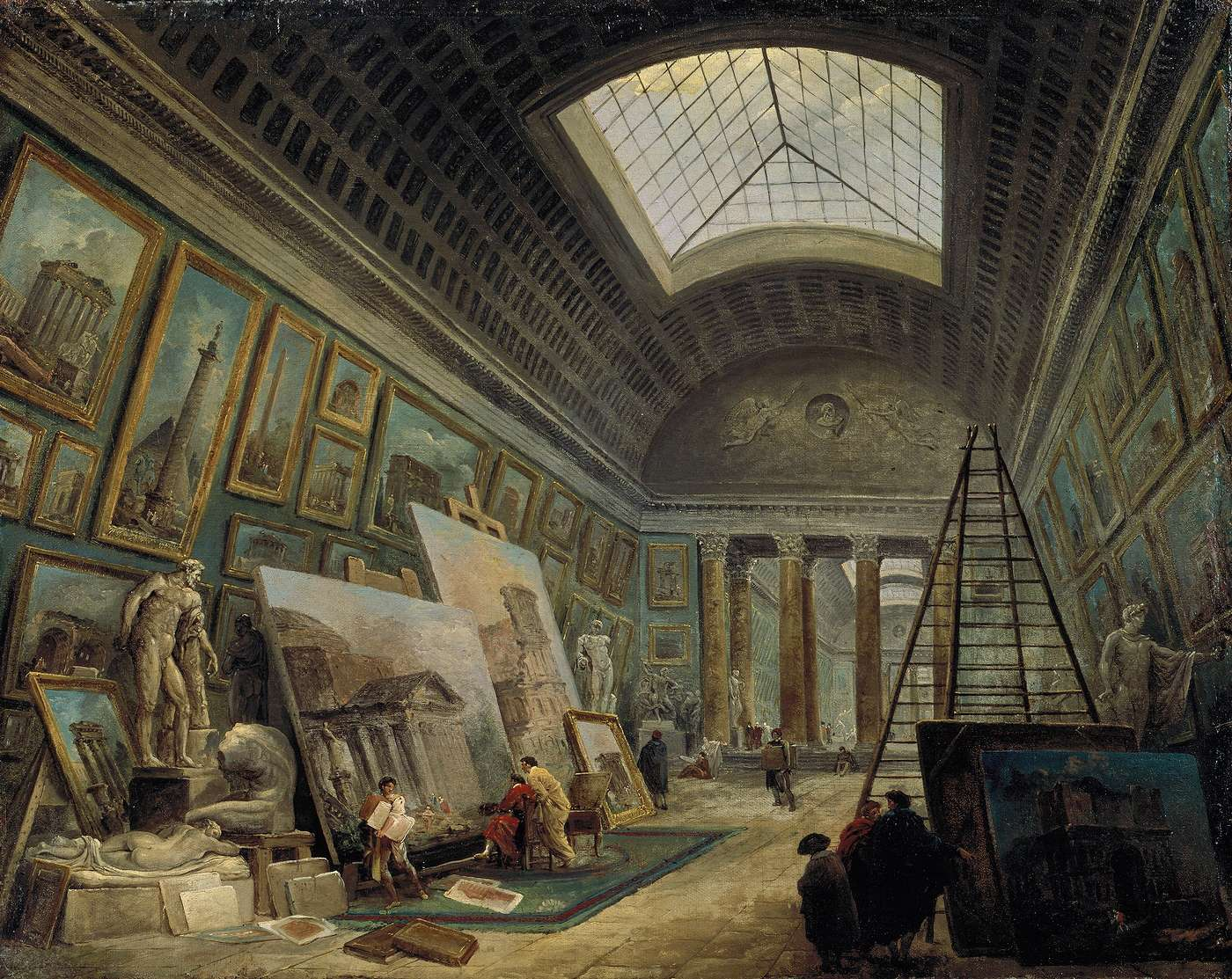
Una galeria del museu
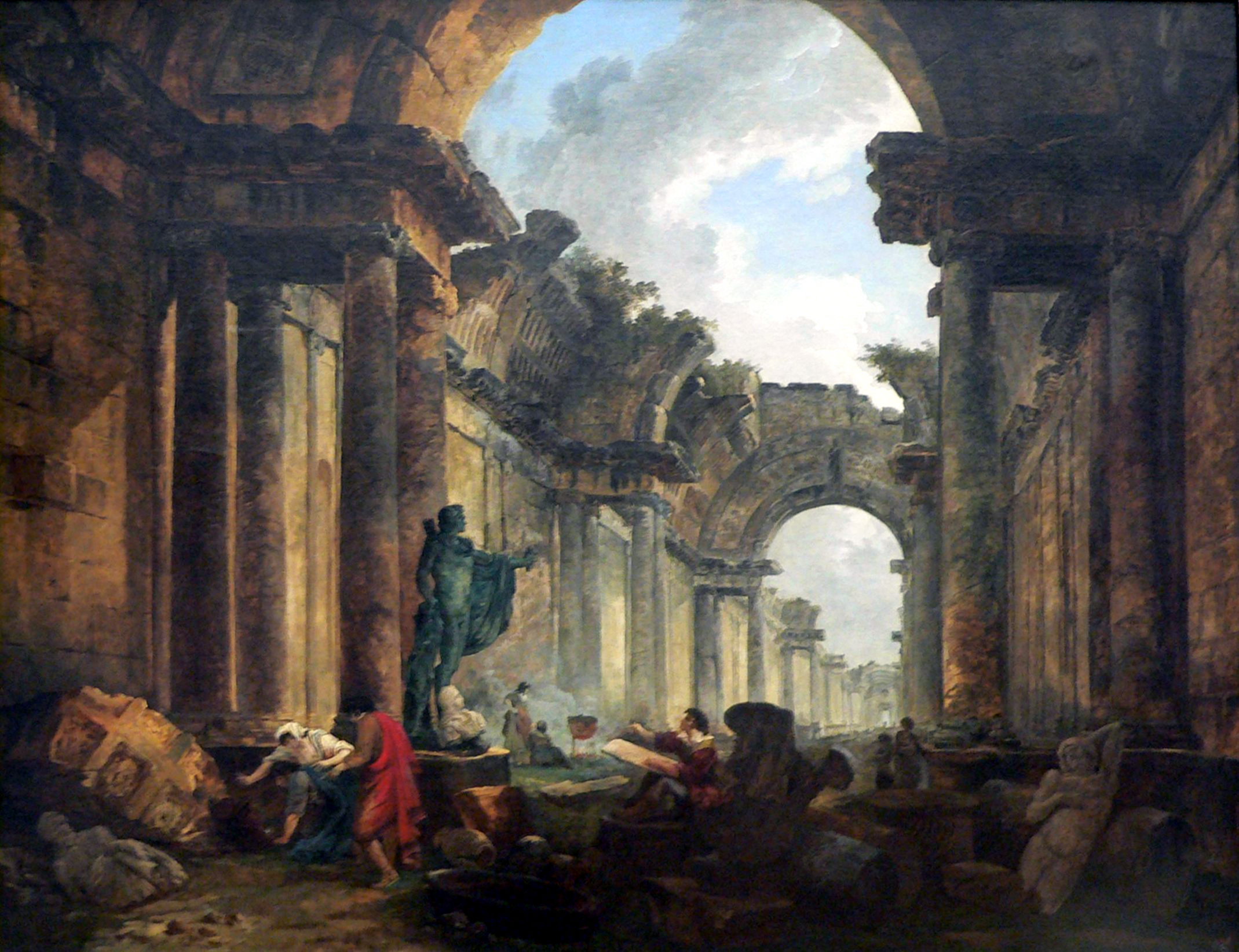
La Gran galeria en ruïnes
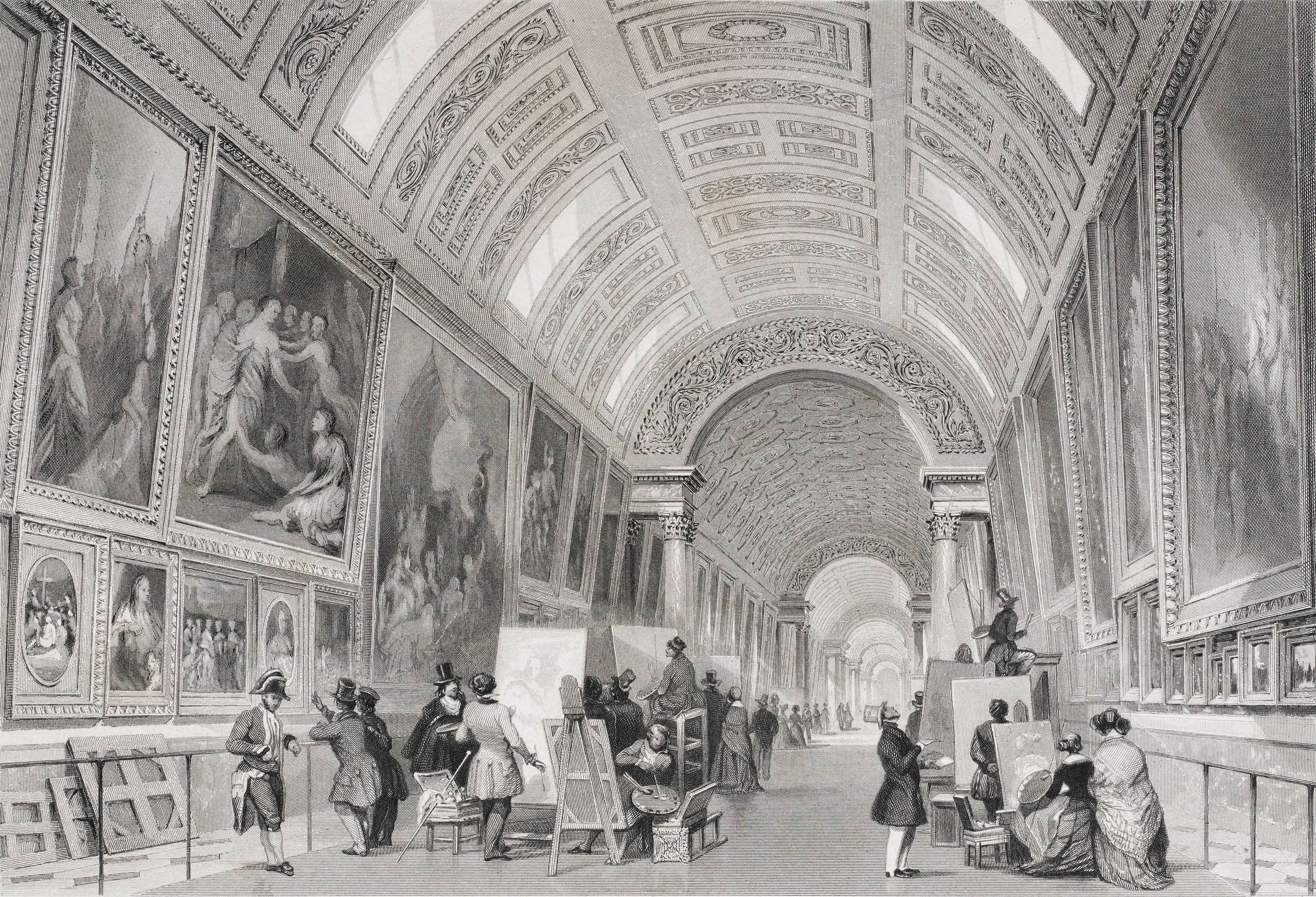
La Gran Galeria, per Thomas Allom (vers 1844)

L'estiu del 1793, la Revolta de La Vendée i la pressió dels exèrcits aliats a les fronteres de França crea una greu crisi que conduirà l'Assemblea a votar mesures de destrucció de tot allò que recordava la monarquia: destrucció de les tombes reials de l'abadia de Sant Denís, i les estàtues de la galeria dels reis de Notre-Dame de París.
L'abat Grégoire denunciarà el vandalisme de les destruccions. Declara «Inscrivim, doncs, sobre tots els monuments i gravem en els cors aquesta frase: els bàrbars i els esclaus detesten les ciències i destrueixen els monuments de les arts; els homes lliures els estimen i els conserven». El decret de 24 d'octubre del 1793 condemna els abusos i preveu que «els monuments públics transportables, que interessen les arts i la història, que porten alguns dels signes proscrits, que hom no podria fer desaparèixer, sense causar-los un dany real, seran transferits al museu més proper per tal de ser-hi conservats per a la instrucció nacional».
El 16 de gener del 1794, la comissió dels Monuments és reemplaçada per un Conservatori, format al principi per deu membres, pintors, escultors, arquitectes, restauradors i historiadors. El seu nombre es veurà posteriorment reduït a set i finalment a cinc. La seva funció era l'administració del museu i la selecció de les obres a presentar.
El 7 de ventós de l'any II (25 de febrer del 1794), el pintor i diputat Antoine Sergent recomana al comitè d'instrucció pública: «Els romans, en despullar Grècia, ens van conservar superbs monuments: imitem-los». Ja en un informe remès el 28 de gener de 1794, Jean-Baptiste Wicar fa de la República francesa l'hereva de les obres mestres de l'art grec. El 29 de gener, és l'inspector de mines Alexandre Charles Besson (1725-1809) qui presenta a la Comissió temporal de les arts «una memòria que conté observacions sobre la col·lecció dels prínceps palatins» amb vista a la seva confiscació per part de la República. L'abat Grégoire va més lluny quan declara: «Si els nostres exèrcits victoriosos penetren a Itàlia, l'apropiació de l'Apol·lo del Belvedere i l'Hèrcules Farnese seria la conquesta més brillant. És Grècia qui va decorar Roma; però les obres d'art de les repúbliques gregues han de decorar els país dels esclaus? La República francesa hauria de ser llur darrer domicili». Aquestes intervencions es duran a terme.
El març deĺ 1794 es publica Instrucció sobre la manera d'identificar i mantenir en tot el territori de la República, tots els objectes que poden ser utilitzats per a l'art, la ciència i l'educació, llibre escrit per Félix Vicq d'Azyr.
Casimir Varon (1761-1796) critica la presentació confusa dels quadres i presenta davant el Comitè d'Instrucció Pública, el 7 de pradial de l'any II (26 de maig del 1794), un informe que defineix el que hauria de ser el museu: una enciclopèdia de Belles Arts. Els quadres han de ser organitzats per escoles i èpoques. El catàleg ha de ser descriptiu i donar tots els detalls sobre la vida i obres d'artistes famosos. Es crearà una biblioteca especialitzada. El museu ha de ser "un santuari on la gent s'elevarà en conèixer la bellesa."

Des de l'estiu del 1794, les victòries dels exèrcits de la República li donaran ocasió d'apropiar-se d'obres d'art en els territoris ocupats. El 8 de messidor de l'any II (8 de juliol del 1794), Brussel·les és ocupada. Lazare Carnot escriu en nom del Comitè de Salvació Pública als representants en missió a l'estat major el 13 de juliol: 
| « | Afanyeu-vos… No us oblideu de les produccions d'obres d'art que poden embellir aquesta vila de París; feu passar aquí les superbes col·leccions de quadres que tan abundoses són en aquest país; es trobaran sens dubte feliços de no haver de suportar les imatges. | » |

 Deu dies més tard, els representants dels exèrcits que «informats que, en el país on els exèrcits victoriosos de la República francesa acaben de caçar les hordes d'esclaus a sou dels tirans, hi ha peces de pintura i escultura, i altres produccions del geni; tenint en compte que llur veritable dipòsit, per l'honor i el progrés de les arts, és a la sala i a les mans dels homes lliures» i donen la llista d'obres d'art que s'han de transportar a París. Els combois de pintura flamenca arriben a París l'octubre amb els quadres de Rubens. El pintor Jacques-Luc Barbier-Walbonne presenta a la Convenció, el 20 de setembre del 1794, els primers Rubens arribats de Bèlgica mentre declara que «és en el si dels pobles lliures que ha de restar el record dels homes cèlebres; els plors de l'esclau són indignes de llur glòria i els honors dels reis torben la pau de llur tomba» i afegeix que els pintors flamencs es troben «a la pàtria de les arts i del geni, a la pàtria de la llibertat i de la igualtat santa, en la República francesa». A continuació vindran les col·leccions holandeses de pintura, i després les dels principats renans.

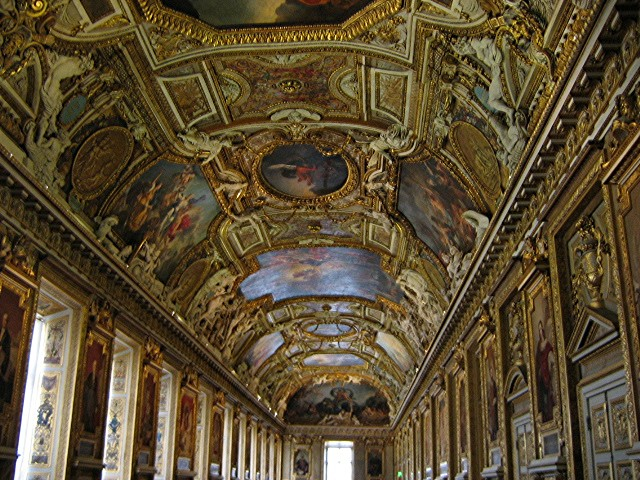
La galeria d'Apol·lo

El 1796, la galeria d'Apol·lo decorada durant el regnat de Lluís XIV per Charles Le Brun rep els dibuixos i els objectes d'art.

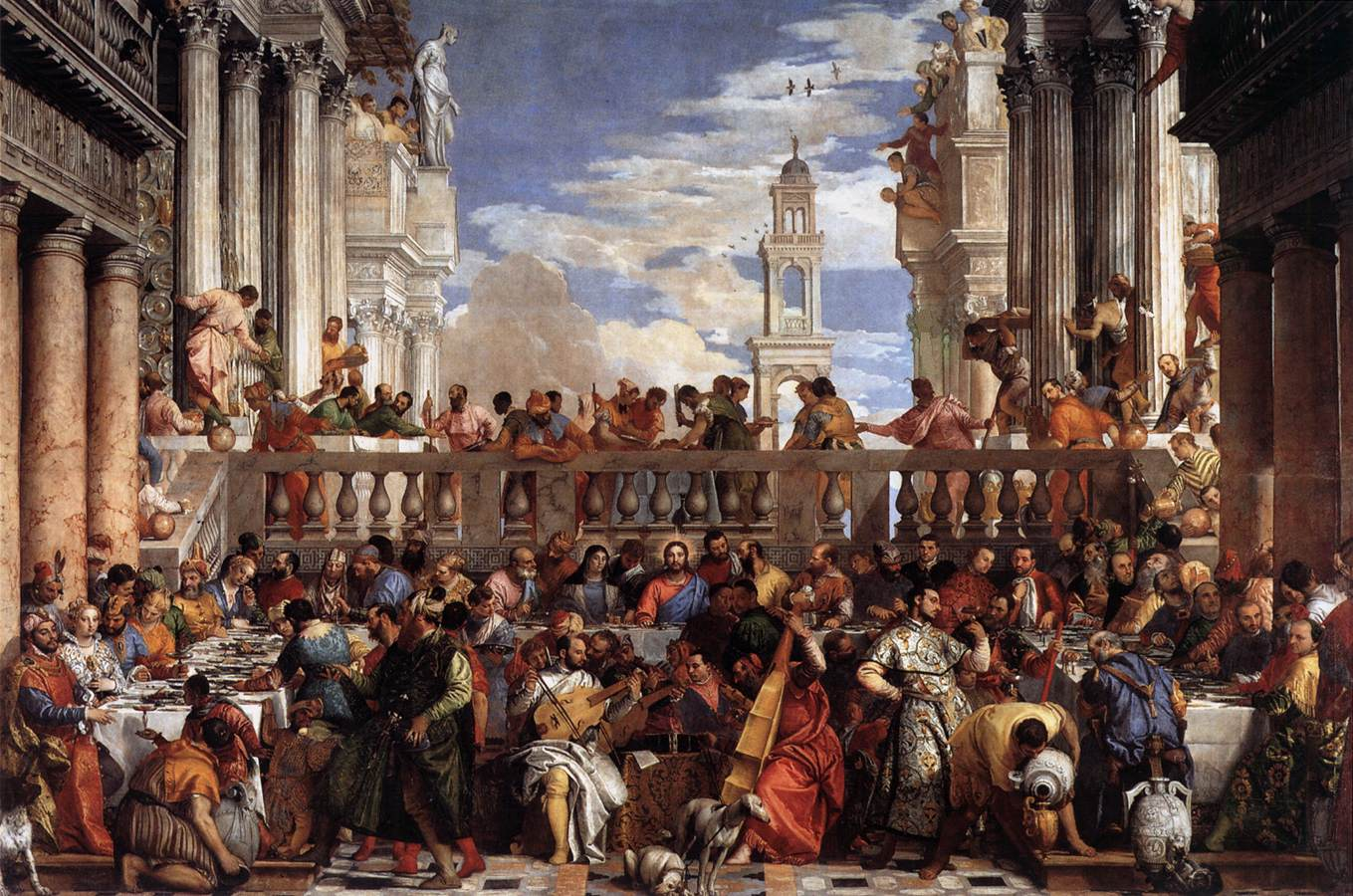
Paul Véronèse
Les noces de Canà
Arrabassat de Venècia el 1797 pels comissaris francesos i intercanviat el 1815 per un quadre de Charles Le Brun

Napoleó Bonaparte és nomenat general en cap de l'exèrcit d'Itàlia el 2 de març del 1796 i en pren el comandament el 27 de març. Bonaparte signa els armisticis amb els ducs de Piacenza i Mòdena, els dies 9 i 27 de maig del 1796, a Bolonya amb el Papa, el 8 de juny del 1796, i posteriorment el tractat de Tolentino amb el Papa, el 19 de febrer del 1797, i el Tractat de Campo Formio amb els Àustries, el 18 d'octubre del 1797. Aquests dos tractats preveuen en llurs clàusules la transferència a París de les obres d'art més cèlebres: quadres de Rafael, Mantegna, Veronese, Ticià, antiguitats del Vaticà i del Capitoli… Les confiscacions es fan el maig Parma, Mòdena i Milà, el juny, a Cremona i Bolonya, després a Màntua, Verona i Venècia. Les duu a terme una commission des Sciences et des Arts nomenada pel Directori que rep l'encàrrec de «dur a França tots els monuments de les ciències i les arts que creuran dignes d'entrar en els nostres museus i les nostres biblioteques». La comissió està formada, entre d'altres, pel matemàtic Monge, el químic Berthollet, els botànics Thouin i La Billardière i el pintor Berthélémy. Algunes veus s'alcen contra aquestes confiscacions, sota l'impuls de Quatremère de Quincy que declara: 
| « | Especejar els museus d'antiguitats de Roma seria una bogeria de conseqüències irreparables. | » |

Condemnava «l'esperit de conquesta» i el qualificava de «totalment subversiu de l'esperit de la llibertat.»
El 22 de gener del 1797, el conservador és reemplaçat per un administrador, Léon Dufourny, assistit per un consell d'artistes. Rep l'encàrrec de disposar a les galeries del Louvre les obres d'art portades dels territoris conquerits.
Per festejar l'arribada de les obres d'art que venen d'Itàlia, el Directori adopta un decret el 26 d'abril del 1798 per organitzar una cerimònia espectacular per celebrar el «triomf conjunt de les arts i de la llibertat». La festa va tenir lloc el 9 de termidor de l'any VI (27 de juliol del 1798). Un estendard precedeix les antiguitats amb aquests mots:
Grècia les cedí, Roma les ha perdudes
Llur sort canvià deu cops, ja no canviarà més
L'arribada de totes aquestes obres d'art al Louvre fa necessària llavors la reorganització de la presentació de les col·leccions i exigeix d'engrandir el museu que ha esdevingut massa petit. La Gran Galeria es transforma.

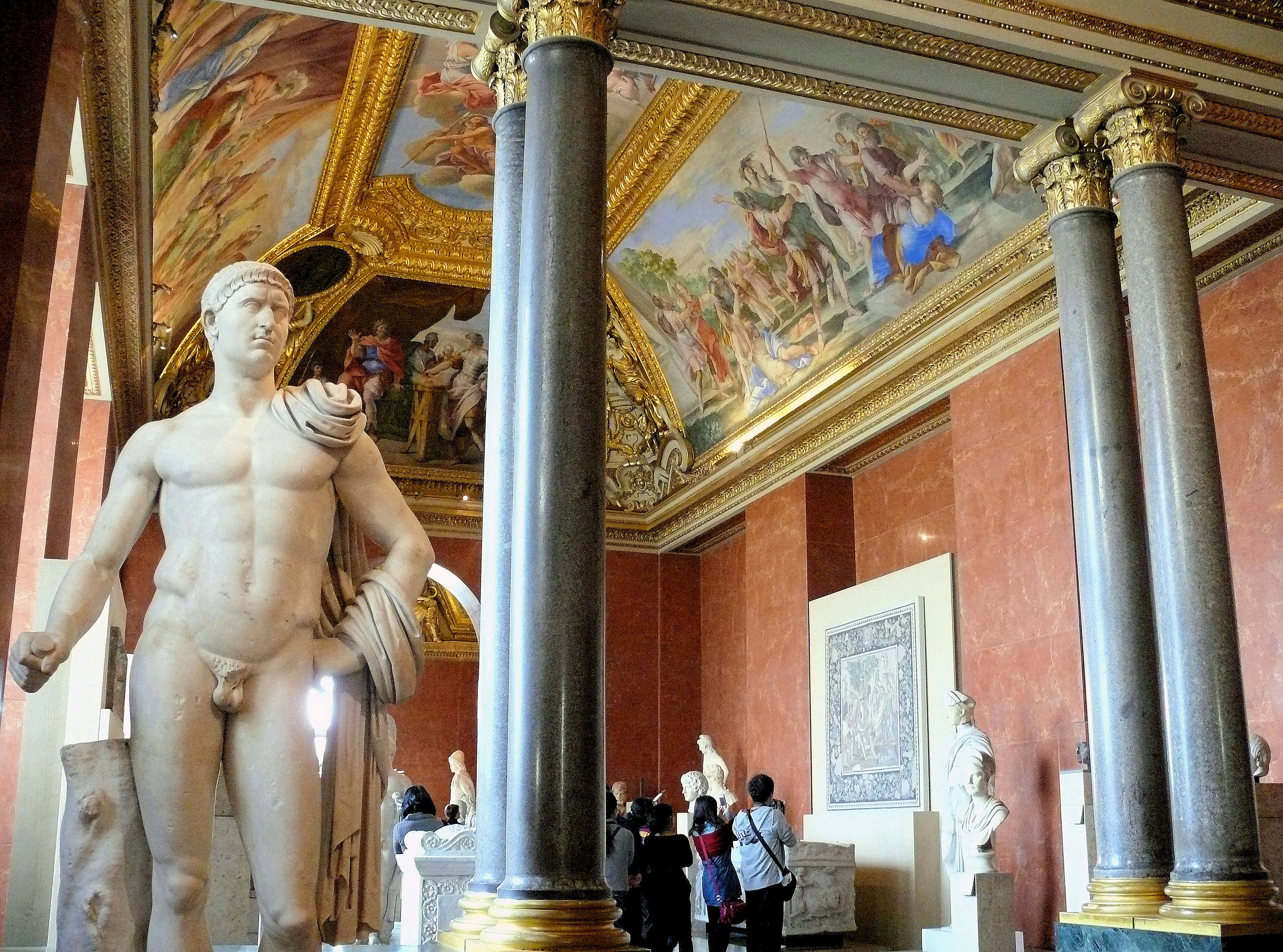
Els apartaments d'estiu d'Anna d'Àustria
Museu de les Antiguitats

L'arquitecte Auguste Cheval de Saint-Hubert (1755-1798), i després de la seva mort Jean-Arnaud Raymond transformen l'antic apartament d'Anna d'Àustria on hom havia enderrocat els envans i disposat les columnes per encabir-hi el museu de les antiguitats, que va ser inaugurat el 18 de brumari de l'any IX (9 de novembre de 1800). Hom hi pot veure l'Apol·lo del Belvedere, el Laocoont, la Venus de Mèdici provinent de Florència però també les antiguitats de la col·lecció de la Corona.
Al mateix temps que es confisquen obres als països conquerits, hom continua comprant obres als mercats.

En el seu informe als cònsols del 13 de fructidor de l'any IX (31 d'agost del 1801), el ministre de l'Interior Chaptal constata que 
| « | el Museu de les arts presenta en aquest moment la col·lecció més rica de quadres i d'estàtues antigues que hi ha a Europa. Allà es troben aplegades totes les riqueses que es trobaven disperses abans de la Revolució… 1390 quadres d'escoles estrangeres… 270 de l'antiga escola francesa… més de 1000 de l'escola moderna… 20000 dibuixos… 4000 planxes gravades… 30000 estampes… 1500 estàtues antigues. | » |

 Proposa llavors de repartir una part d'aquesta col·lecció entre 15 viles franceses on ja s'hi han format embrions del museu amb les obres confiscades.

### Museu Napoleó

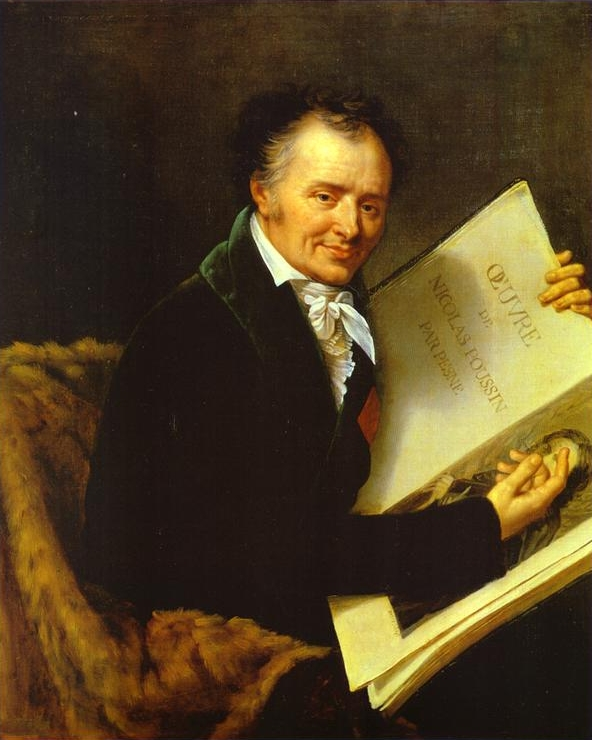
Vivant Denon

El 1800, Napoleó Bonaparte decideix fer fora del Palau del Louvre tots els marxants que ocupen els passadissos. Fa demolir les barraques situades al llarg de les façanes i patis. El 20 d'agost del 1801, són els artistes que segueixen allotjats al vell Louvre (com ara David, Vernet, Isabey…) els que són expulsats. El desembre del 1801, els llogaters dels apartaments que es troben sota la Gran Galeria han de marxar. El 1806, durant una visita de Napoleó I es constata que els apartaments encara estan ocupats. L'endemà, arriben les ordres d'expulsió. L'abril del 1806, el Louvre per fi es troba buit de tot ocupant. L'emperador no pot suportar que algú pugui provocar un incendi en el seu museu. Es fa lloc per rebre les noves obres.
Des del Consolat, el 9 de novembre del 1802, el Louvre pren el nom de Museu Napoleó. À partir de Napoleó I fins a Napoleó III, excepte el període de la Segona República, el museu forma part de la llista civil del sobirà.
Dominique Vivant Denon n'és el primer director; el converteix en el museu més gran del món i presideix el seu desmantellament en la caiguda de l'emperador (en dues vegades). El museu és engrandit per Charles Percier i Pierre Fontaine, els quals construeixen l'ala de la rue de Rivoli.
Per exposar els tresors aplegats en les campanyes napoleòniques, Pierre Fontaine rep l'encàrrec d'acabar la reorganització dels apartaments d'hivern d'Anna d'Àustria i allarga aquesta part del museu entre el 1806 i el 1817 a l'ala sud del Pati Quadrat.
Realitza la il·luminació del sostre sobre una part de la Gran Galeria que havia imaginat Hubert Robert el 1796. Les pintures són presentades per escola. Stendhal, nomenat auditor al Consell d'Estat el 1810, i després inspector de la comptabilitat de les Construccions i del Mobiliari de la Corona, rep l'encàrrec d'inventariar les obres d'art del Museu Napoleó.

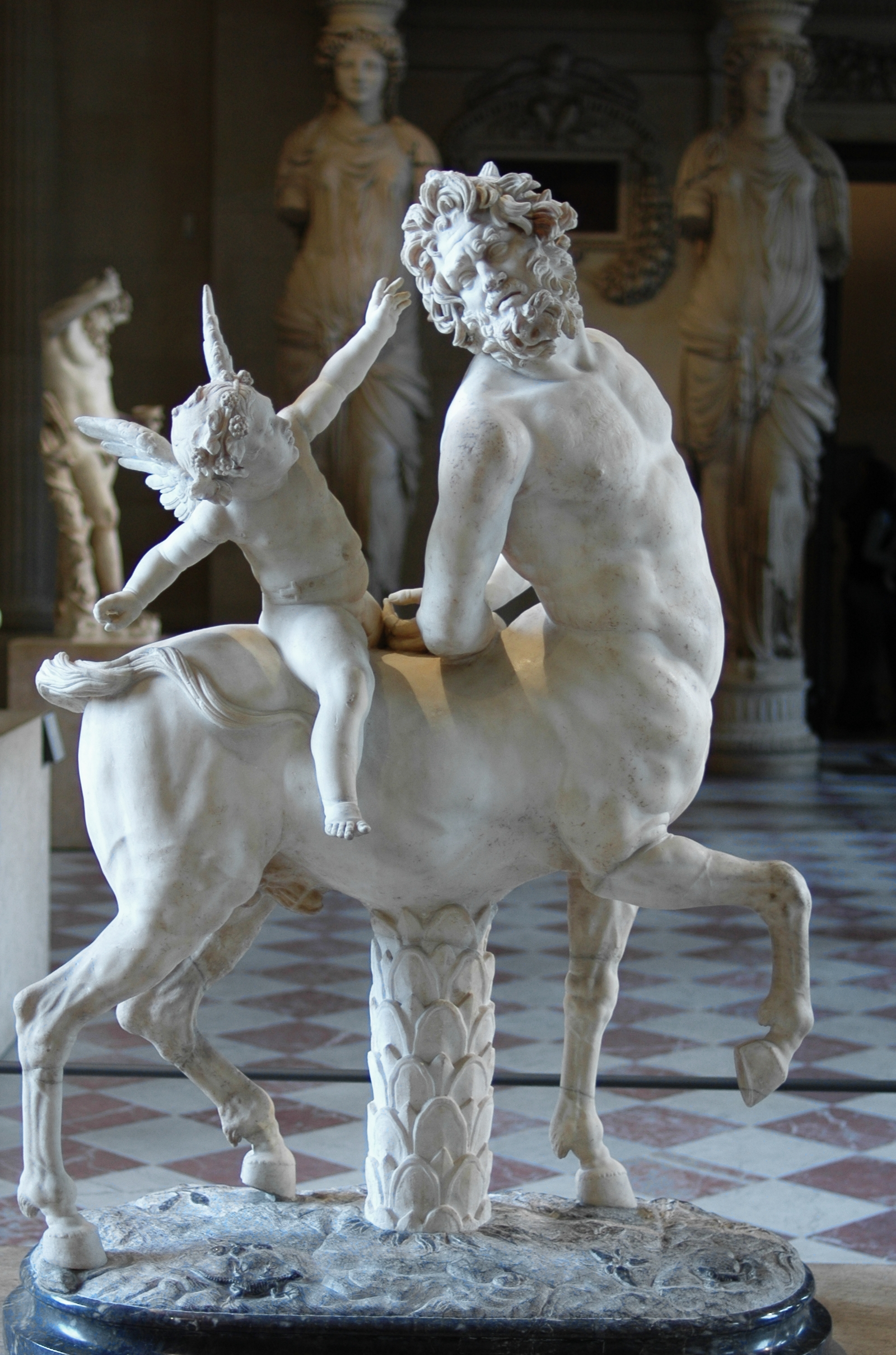
Centaure cavalcat per l'Amor
Col·lecció Borghese

El 1812, el Saló de Cariàtides està disposat per rebre la Col·lecció Borghese comprada per Napoléo al seu germanastre.
Després de les conquestes d'Alemanya, les obres arriben de Berlín, Potsdam, Cassel, Schwerin, Viena i el ducat de Brunswick del 1806 al 1807. Després del 1810, aquestes confiscacions disminuiran. Els quadres recollits a Espanya no van més enllà de Baiona, el 1814.
Vivant Denon continua omplint els buits al museu. El 1806, a Florència, va adquirir la col·lecció de dibuixos aplegada per Filippo Baldinucci.
Els particulars també fan donacions al museu.

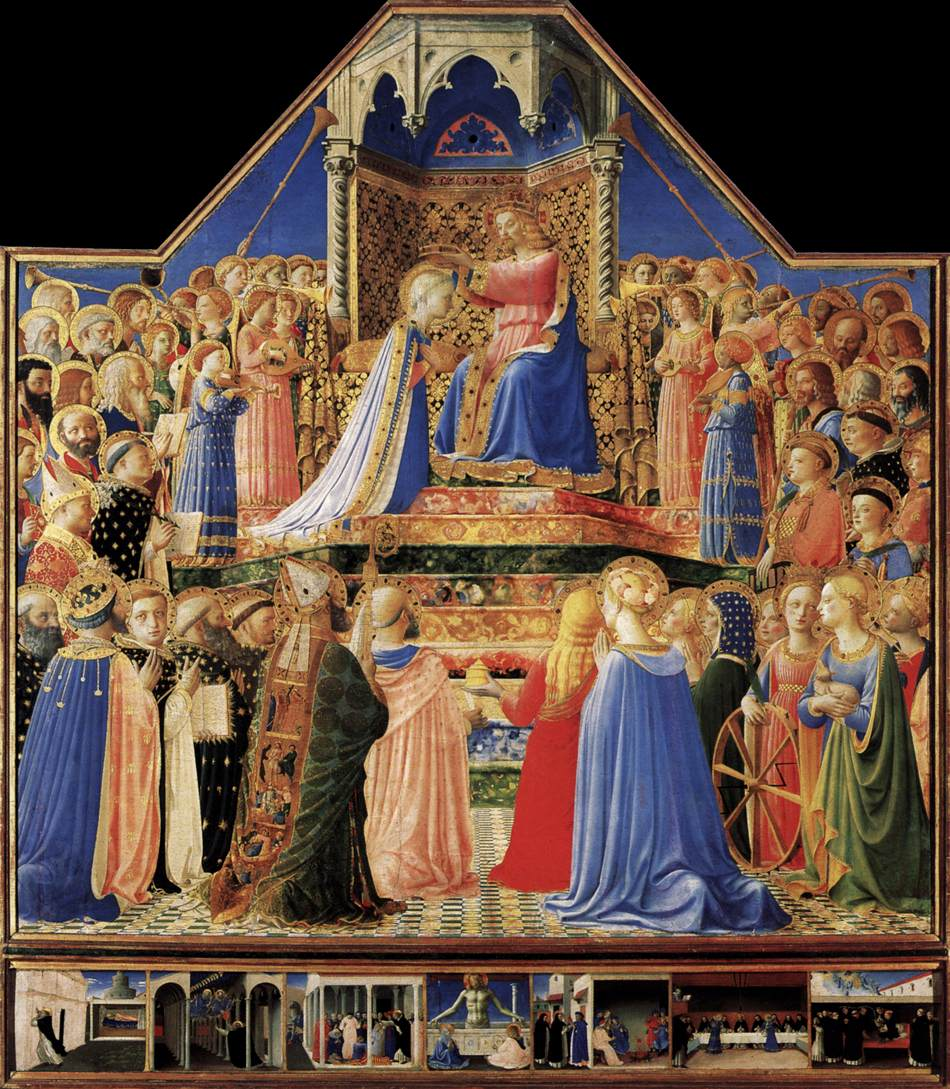
Fra Angelico
La coronació de la Verge
Missió del 1811

El 1811, realitza una missió especial a Itàlia per obtenir pintures dels començaments de les diferents escoles. Comprà alguns quadres i feu un mostreig dels béns dels monestirs suprimits. Procedí a intercanvis de quadres entre el Louvre i la galeria Brera. Les 123 pintures adquirides pel museu en el transcurs d'aquesta missió són l'objecte d'una exposició temporal al Saló Quadrat que va obrir les portes el 25 de juliol del 1814, després de la caiguda de l'imperi.
A aquesta política d'adquisició d'obres d'art per fer del Museu Napoleó un museu representatiu de totes les escoles de tots els temps, s'hi afegirà una voluntat de catalogació i de restauració de les obres que s'hi presenten. Antoine-Michel Filhol (1759-1812) i Joseph Lavallée elaboren els 10 volums del Cours élémentaire de peinture ou Galerie Napoléon (1804-1815), Charles-Paul Landon realitza, entre el 1801 i el 1809, els 16 volums dels Annales du Musée et de l'École des Beaux-Arts. Ennius Quirinus Visconti és responsable dels registres d'escultures. A aquests treballs s'hi afegeixen els 17 volums de l'Inventaire Napoléon publicats entre el 1810 i el 1815.
París és ocupada el 31 de març del 1814. Napoleó abdica el 12 d'abril. Les potències ocupants exigiren que els quadres no exposats i els requisats a Prússia sense tractat els fossin retornats. Algunes figures, com el baró Humboldt, Ministre de Prússia i amic de Denon, eren favorables al museu. El rei de Prússia i l'emperador d'Àustria visiten el museu i feliciten Vivant Denon per l'exposició de les obres. El tractat de París del 1814 no demana la restitució de les obres d'art requisades als països ocupats.
Després dels Cent Dies i Waterloo, l'actitud de les potències aliades canviarà. A més de la pèrdua de tots els augments de territori atorgats pel Tractat de París, els aliats exigiran la devolució de totes les obres d'art que havien estat confiscades als territoris ocupats. Algunes personalitats alemanyes, com Alexander von Humboldt, no es consideren prou actius per a reprendre el treball i desmantellar les col·leccions del museu. S'endeguen campanyes a la premsa alemanya per accelerar aquesta represa. Comença des del 13 de juliol del 1815. El novembre del 1815, 5203 obres d'art, entre les quals 2065 pintures, havien estat restituïdes. La major part dels quadres que havien estat enviats als museus de província s'hi quedaren. Denon aconseguí conservar un centenar de quadres, en particular els primitius italians que havia adquirit en la seva missió del 1811, les Noces de Canà de Veronese, i vuit-cents dibuixos.
Més de 300 quadres i 129 objectes d'art són restituïts també als establiments religiosos que els demanden, però Lluís XVIII dona l'ordre de conservar en els museus les obres confiscades als emigrats llevat de les que no s'havien exposat.
El 8 d'octubre del 1815, Vivant Denon presenta la dimissió al rei Lluís XVIII, que l'accepta. Escriu:
| « | Circumstàncies sense precedents havien erigit un enorme monument; circumstàncies no menys extraordinàries venen a enderrocar-lo. Havia calgut vèncer Europa per a formar aquest trofeu; havia calgut que Europa es reajuntés per a destruir-la. El temps repara els mals de la guerra, les nacions disperses es recomponen; però aquesta reunió, aquesta comparació d'esforços de la ment humana en tots els segles, aquesta cambra ardent on el talent era sempre jutjat pel talent, aquesta llum que brollava perpètuament de la fricció de tots els mèrits, aquesta llum finalment acaba d'apagar-se, i d'apagar-se sense retorn. | » |

El museu tanca el 15 de novembre del 1815.

### Museu reial del Louvre

#### El museu sota Lluís XVIII

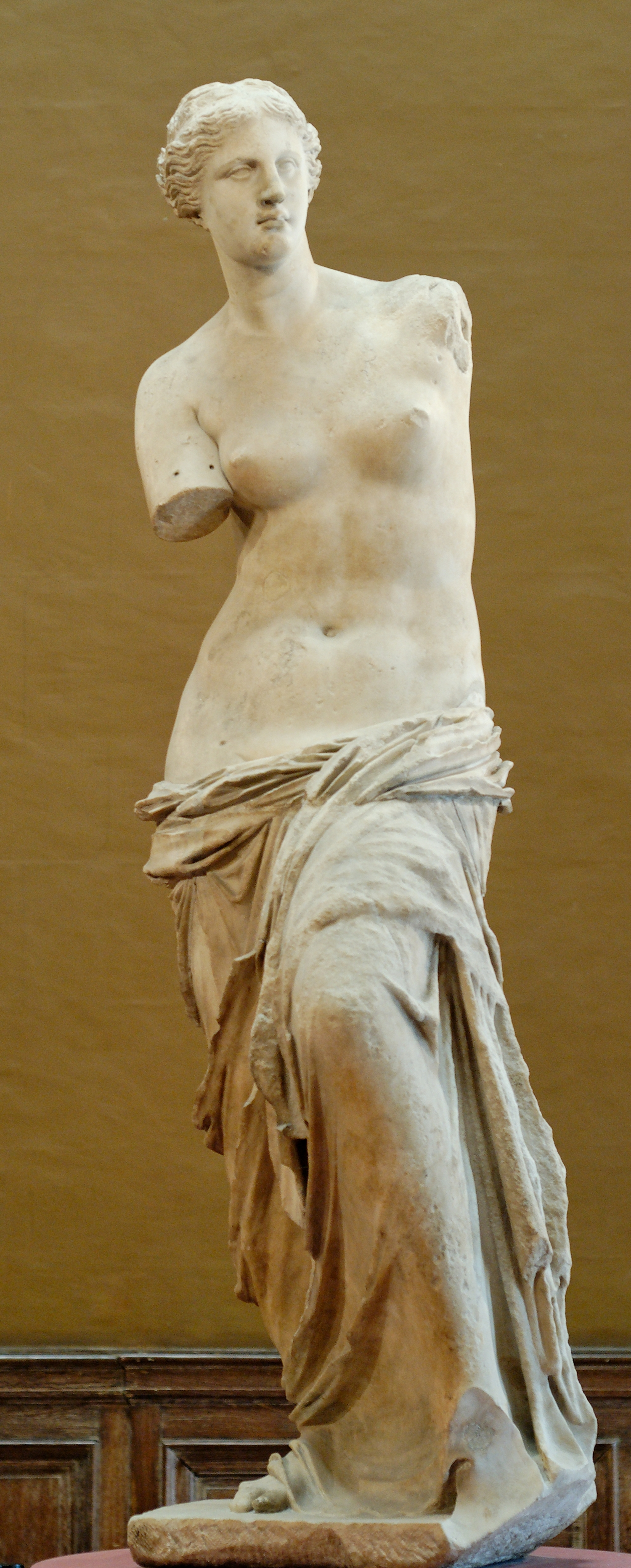
La Venus de Milo

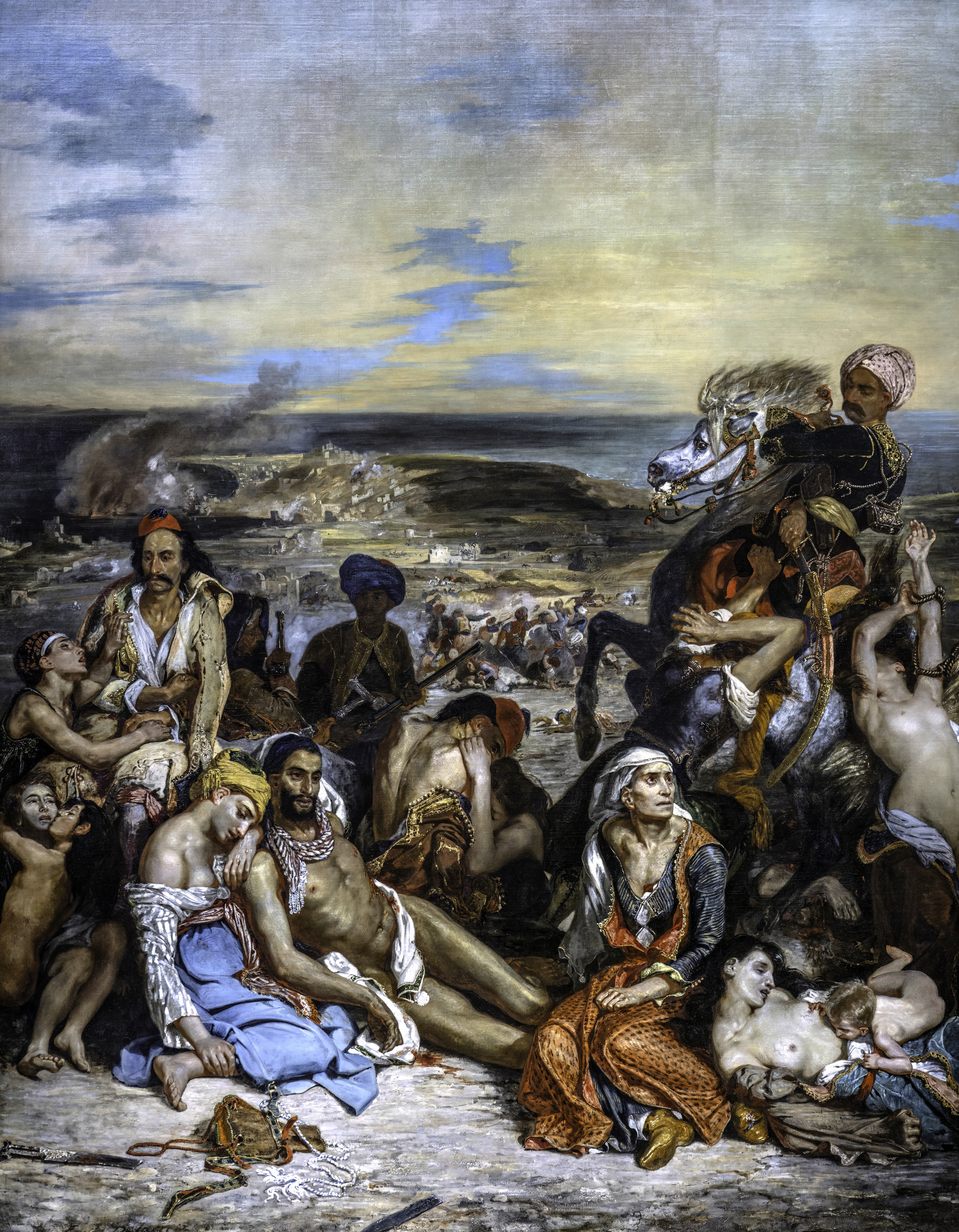
La massacre de Quios
d'Eugène Delacroix

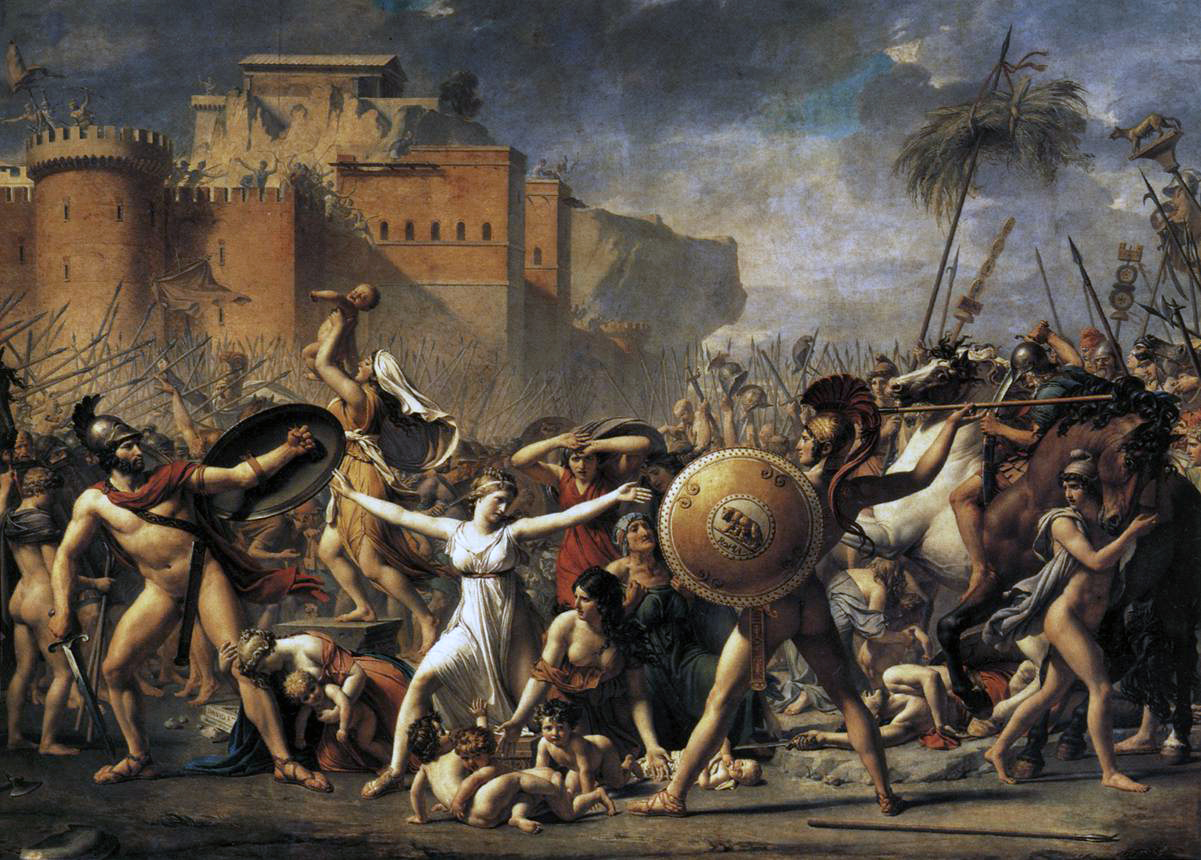
Les Sabines
de Jacques-Louis David

El museu reial del Louvre és fundat per ordenança del 22 de juliol del 1816 en la qual Lluís XVIII escriu:
| « | En voler, com els nostres predecessors, fer florir les arts que són la glòria de les nacions, especialment la pintura i l'escultura, l'esclat de la qual fou tan brillant a França ... Hem decidit de mantenir la Institució del Museu Reial actualment formada en el nostre palau del Louvre. | » |

Athanase Lavallée, secretari general del museu Napoleó, que havia succeït Vivant Denon és reemplaçat pel comte de Forbin.
El Louvre ja no pot enriquir-se sinó és a través de compres o donacions. En onze anys, la llita civil de Lluís XVIII només va permetre adquirir un centenar de quadres. D'altra banda, algunes peces restituïdes el 1815 van poder ser recomprades per Lluís XVIII abans de llur retorn com, per exemple, la dels marbres grecs que pertanyien al príncep romà Albani. El catàleg de les antiguitats elaborat el 1817 per Ennius Quirinus Visconti dona en aquesta data 355 articles. El 1817, s'inauguren tres noves sales al Louvre per encabir-hi les antiguitats: la sala de Melpòmene, la sala d'Isis i el passadís de Pan.
La peça més important adquirida pel Museu del Louvre és la Venus de Milo, donació del marquès de Rivière al rei. La compra de la col·lecció Tochon, el 1818, permet al Louvre d'augmentar la seva col·lecció de 574 vasos grecs, i dona lloc a la secció de ceràmica grega que s'exposa avui en dia a la galeria Campana.
El comte de Forbin està interessat en l'art egipci. Demana a Jomard d'anar al Museu Britànic per veure com s'emmagatzemen les col·leccions egípcies. El comte de Forbin compra peces isolades durant el viatge que fa a l'Orient Mitjà en els anys 1817-1818: a Atenes, la col·lecció de Louis François Sébastien Fauvel (1753-1838), a Alexandria, antiguitats egípcies: quatre Sekhmet fets de basalts, dos dels quals s'exposen a la sala de Melpòmene, i una tríada Osiris, Ptah, Horus. No obstant això, els acadèmics donaven la primacia a l'art grec: Quatremère de Quincy considerava l'art egipci com a bàrbar.
El 1822, el govern francès compra el Zodíac de Dendera a Sébastien Louis Saulnier que havia donat instruccions al seu home de confiança Claude Lelorrain de portar la pedra zodiacal d'Egipte, l'operació va costar la suma de 150.000 francs.
Bernardino Drovetti proposà també al rei de vendre-li la seva primera col·lecció d'antiguitats egípcies, però aquest últim refusà. Va ser comprada pel rei Carles Fèlix I de Sardenya.
Per omplir els buits deixats per les restitucions de les col·leccions de pintures, es tornen a portar els quadres que havien estat exposats al palau de Luxemburg des del 1802: la sèrie dels Ports de França de Vernet, la Vida de sant Bru de Lesueur i la Història de la vida de Maria de Mèdici de Rubens.
El rei comprà tres quadres als Salons, de Delacroix i de David, tanmateix exiliat a Brussel·les.
El tancament del museu dels monuments francesos, el 1816, va permetre al Louvre de recollir les peces més importants, llevat de les restituïdes o reemplaçades a Saint-Denis. Amb les escultures provinents del Palau de Versalles, es va poder obrir el 1824 un museu de l'escultura moderna instal·lat en cinc sales arranjades per l'arquitecte Fontaine en la galeria d'Angulema entre el pavelló del Rellotge i el pavelló de Beauvais.

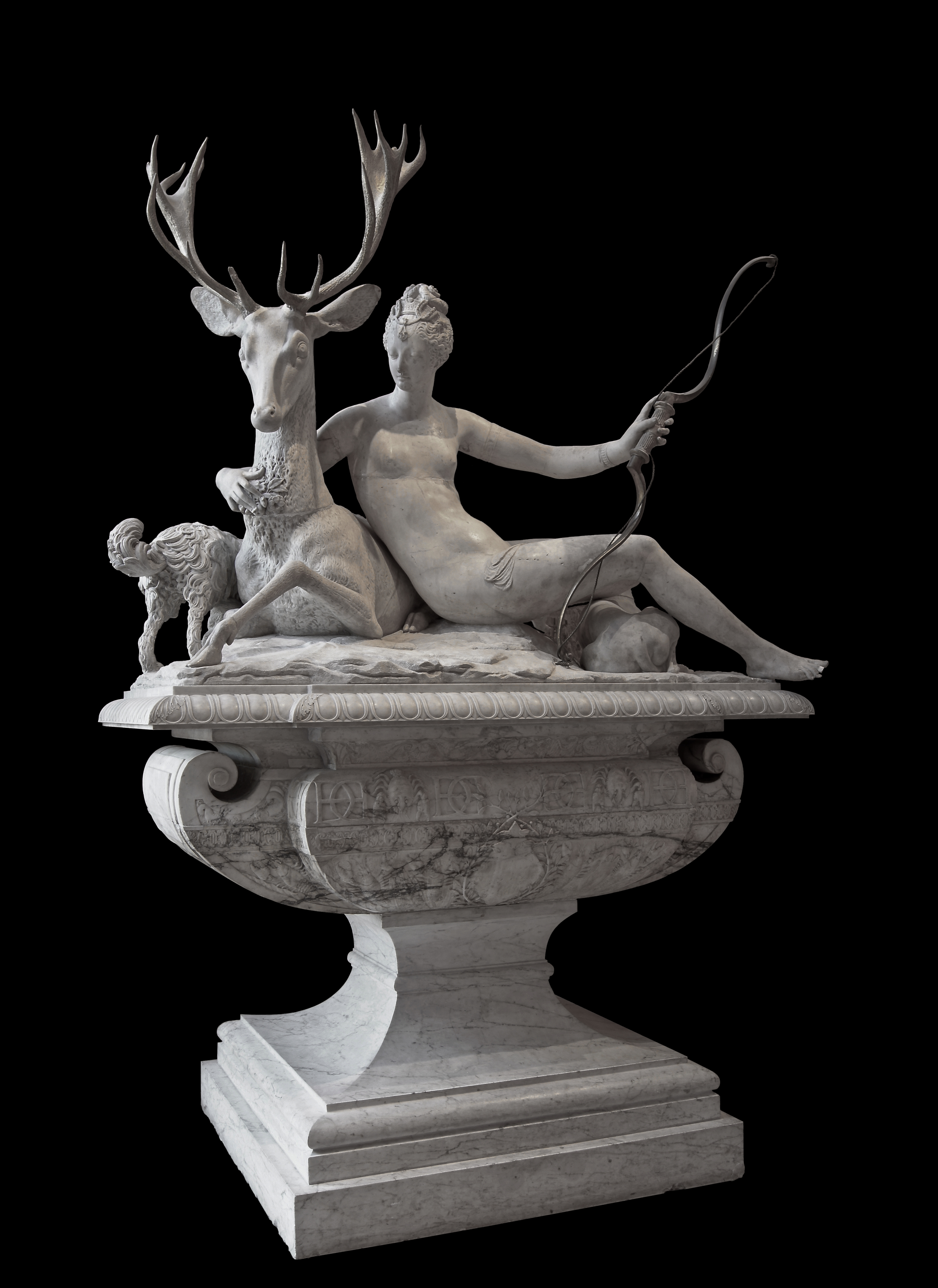
Autor desconegut Font de Diana del castell d'Anet
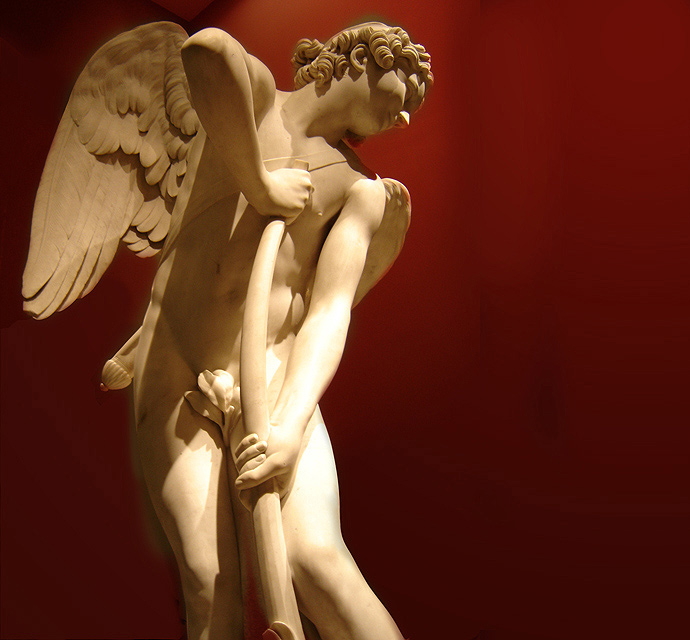
Edmé Bouchardon L'Amor fent-se un arc amb la maça d'Hèrcules
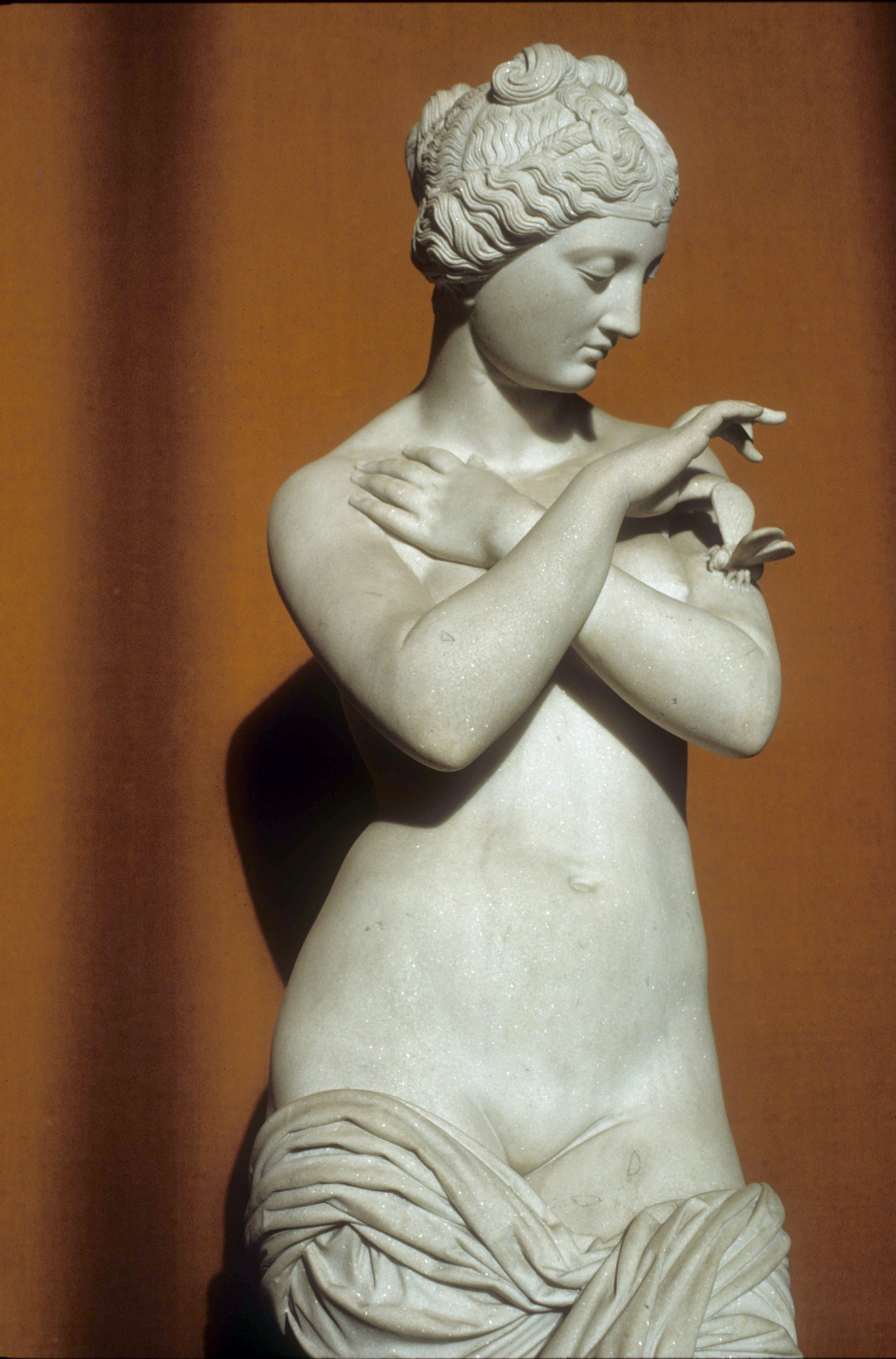
James Pradier Psyche
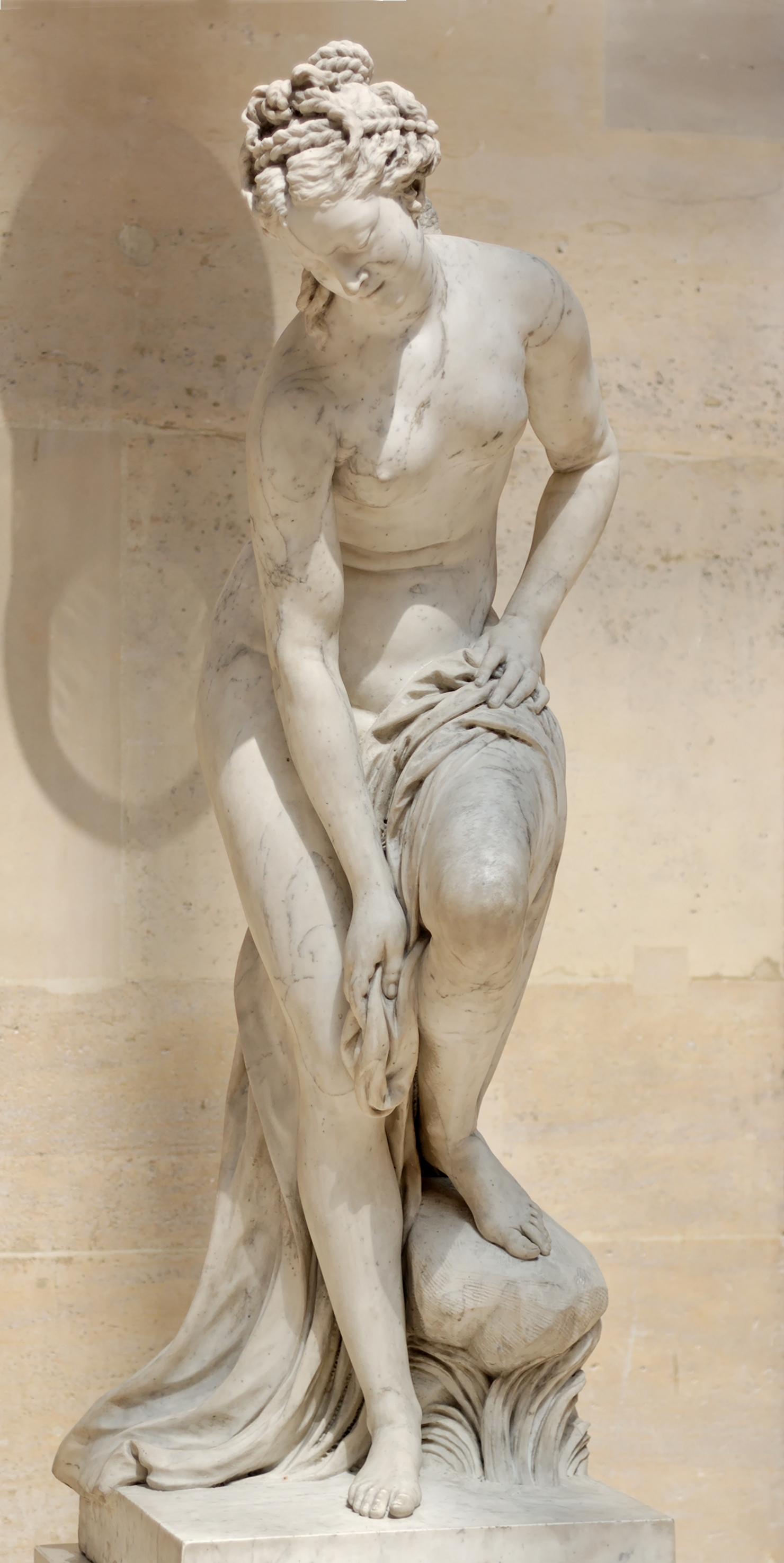
Christophe-Gabriel Allegrain Banyista, anomenada també Venus

No obstant això, la Gran galeria no era completament visible durant una gran part de l'any, car s'hi organitzaven els Salons. Durant tres mesos hom preparava la galeria per al Saló que durava tres mesos.

#### El museu sota Carles X

##### Museu Carles X

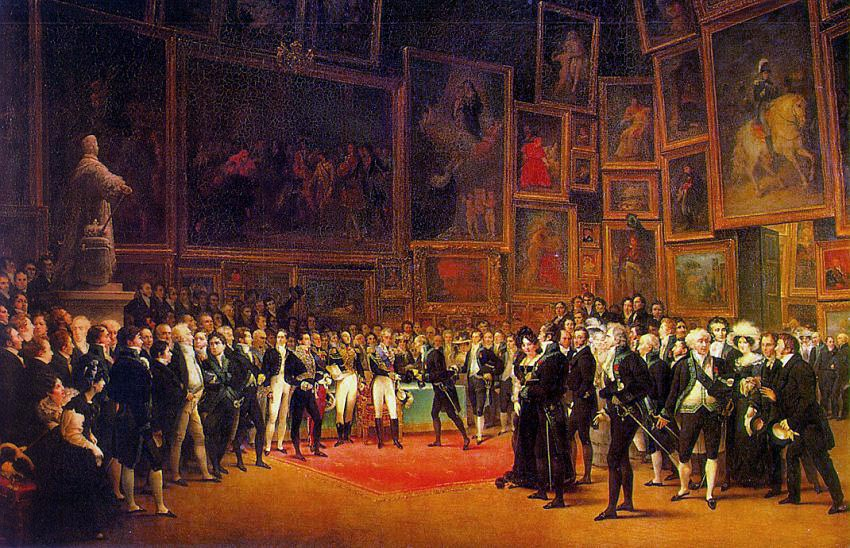
Francois-Joseph Heim
Carles X distribuint recompenses al Saló de 1824

Sota el regnat de Carles X es van realitzar altres importants modificacions al Louvre. El Gran Gabniet del rei Lluís XIV es converteix en el saló de la joieria, remodelat per l'arquitecte Fontaine i decorat pel pintor Jean-Baptiste Mauzaisse el 1822. S'hi exposen els objectes preciosos del Louvre.
Carles X està interessat en antiguitats i vol crear un museu reial. Drovetti tracta d'interessar-lo en les antiguitats egípcies i li ofereix en el seu ascens al tron un naos i presenta un sarcòfag de la dinastia XXVI.

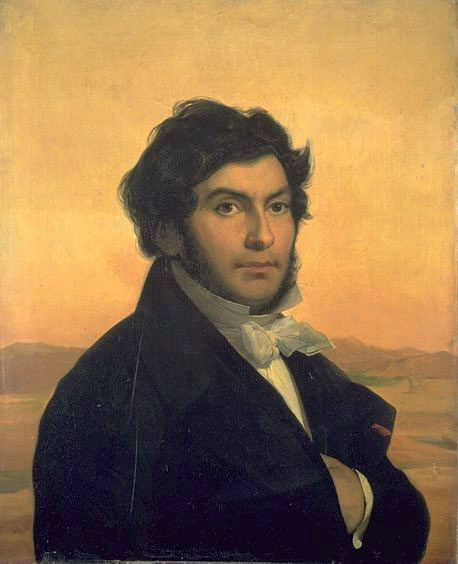
Jean-François Champollion

El rei compra la col·lecció del cavaller Edme-Antoine Durand (1768-1835) el 1825. Inclou, al costat d'antiguitats romanes i obres medievals, 2500 objectes egipcis que li permeten crear un museu amb el seu nom. El rei envia, el 1824, Jean-François Champollion al Museu Egipci de Torí on descobrirà l'art egipci. Champollion va descobrir a Itàlia la segona col·lecció Salt que el cònsol estava tractant de vendre.
Champollion persuadeix Carles X d'adquirir la segona col·lecció aplegada per Henry Salt, el 1826, per 10.000 lliures (250.000 francs). Inclou més de 4.000 peces. Amb la segona col·lecció Drovetti que comprèn més de 700 peces, comprada per Carles X en 1827 per 200.000 francs, constitueixen el primer fons de les col·leccions egípcies del Museu del Louvre. Champollion és nomenat conservador de la divisió dels monuments egipcis i orientals del museu Carles X el 15 de maig del 1826.
Aquest museu va ser creat en el primer pis de l'ala sud del Pati Quadrat, la part occidental del qual va ser construïda per Pierre Lescot i la part est per Louis Le Vau. Ocupa una fila de nou habitacions que eren els vells apartaments de les reines més les sales de l'Acadèmia d'Arquitectura. El condicionament interior de les sales s'havia iniciat sota Napoleó I per l'arquitecte Pierre-François-Léonard Fontaine. El treball principal es va completar el 1819. Entre el 1819 i el 1827, aquestes sales s'utilitzen per a les Exposicions de productes de la indústria i els Salons dels artistes vius. Les vitrines xapades de caoba són lliurades per Jacob Desmalter.
- Estàtua de Nakhthorheb agenollat
Col·lecció Sallier 1816
- Cullera cosmètica que representa un llaütista
Col·lecció Salt 1826
- Estela del sacerdot Djedkhonsuefankh
tocant l'harpa
Col·lecció Salt 1826
- Gran Esfinx de Tanis
Col·lecció Salt 1826
- Estàtua de Setau presentant la deessa-cobra Nekhbet
Col·lecció Salt 1826
- Copa del general Djehouty
Col·lecció Drovetti 1822

Les habitacions estan decorades amb sostres pintats que evoquen el país d'origen dels objectes que es presenten:
- sala 1 (35) : Homer deïficat anomenat L'apoteosi d'Homer (1826-1827), de Jean Auguste Dominique Ingres,[39]
- sala 2 (36) : El Vesuvi rebent de Júpiter el foc que consumeix Herculà, Pompeia i Estàbia (1826-1827), de François Joseph Heim,
- sala 3 (37) : Les Nimfes de Partènope, emportant-se lluny de llurs ribes els Penats, imatges de llurs déus, són conduïdes per la deessa de les Belles Arts sobre els marges del Sena (1826-1827), de Charles Meynier,[40]
- sala 4 (38) : Cíbele protegeix del Vesuvi les localitats de; Estàbia, Herculà, Pompeia i Resina, de François-Édouard Picot (1828-1832)
Aquesta pintura reemplaça una altra: Francesc I rebent les obres portades d'Itàlia, d'Alexandre-Evariste Fragonard, transferit a la galeria Campana,
- sala 6 (30) : L'Estudi i el Geni revelen l'antic Egipte a Grècia, de François-Édouard Picot, Nicolas Gosse i Auguste Vinchon,
- sala 7 (29) : Egipte salvat per Josep, d'Abel de Pujol,
- sala 8 (28) : Juli II ordenant les obres del Vaticà i Sant Pere, d'Horace Vernet i Abel de Pujol,
- sala 9 (27) : El Geni de França anima les arts, protegeix la Humanitat, d'Antoine-Jean Gros, Alexandre-Évariste Fragonard.

- La sala de les joies, en l'antic gran gabinet de Lluís XIV, amb les pintures de Jean-Baptiste Mauzaisse.
- Jean Auguste Dominique Ingres, Homer deïficat
- Charles Meynier
Les Nimfes de Partènope emportant-se lluny de llurs ribes els Penats; imatges de llurs déus, són conduïdes per la deessa de les Belles Arts sobre els marges del Sena
- Abel de Pujol
Egipte salvat per Josep

El museu Carles X és obert el 15 de desembre del 1827. La secció egípcia es trobava repartida en quatre sales: una sala dels déus, una sala civil i dues sales funeràries. Amb motiu de l'obertura del museu, Champollion redacta un anunci descriptiu dels monuments egipcis del Museu Carles X.
Champollion emprèn un viatge a les ribes del Nil entre 1828-1829. Va portar pocs objectes d'aquest viatge, no per falta de fons, sinó de qualitat. Champollion va morir prematurament el 1832. El departament egipci va perdre llavors la seva autonomia.

##### Museu Delfí, desprésMuseu de la Marina de París
El 1748, Henri Louis Duhamel du Monceau, fundador el 1741 de l'Escola de la Marina de París per a alumnes d'enginyeria naval, ofereix al rei Lluís XV la seva col·lecció de reproduccions en miniatura de vaixells, amb la condició que aquesta fos accessible als especialistes que poguessin desitjar veure-la al Louvre on estaria conservada. Es presenta, llavors, en una sala de Marina al Louvre.
Aquest museu es creà per decisió del rei Carles X, presa el 27 de desembre del 1827. En haver acceptat el delfí Lluís Antoni de França de donar-li el seu nom, fou conegut llavors amb el nom de Musée Dauphin ("Museu Delfí"), a proposta del baró de la Bouillerie, intendent general de la llista civil del rei. El projecte fou estudiat per l'enginyer de la marina Pierre Zédé, el primer conservador del museu, que fou director de construccions navals. Aplega diferents objectes i models relacionats amb l'Armada, que estaven dispersos en alguns palaus reials, als ports o als arsenals.
D'entrada s'instal·là al primer pis i després al segon pis de l'ala nord del Pati Quadrat. Les col·leccions es col·loquen en vitrines decorades amb dofins de bronze daurat. Aquest departament tècnic col·locat en un museu que exhibeix obres d'art disgustà als conservadors del Louvre. Els reis Carles X i Lluís Felip I hi disposaren les curiositats que se'ls enviaven de totes les parts del món. El Ministeri de la Marina feia deixar-hi tots els objectes reunits durant els viatges de circumnavegació i descobriments que havia ordenat. S'afegeix un taller al museu per al manteniment i reparació de maquetes rebudes amb motiu de la seva obertura. El taller també va fer reproduccions en miniatura de vaixells antics. Després de Pierre Zédé és l'enginyer Apollinaire Lebas qui va assegurar la direcció del museu a partir del 1848. Durant la Segona República, el museu depèn de Jeanron, director dels museus nacionals. Jeanron vol reagrupar en aquest museu diferents objectes xinesos que es troben als magatzems del Louvre, als quals es van afegir els aplegats durant la missió comercial de Theodore Lagrène. El projecte fou dirigit pel comte de Nieuwerkerke, nou director el 1849.
- El Soleil Royal 
Reproducció feta al museu
- El Louis XV
Reproducció de l'època
- L'Artésien
Reproducció de l'època
- L'Océan
Reproducció de l'època
- El Valmy
Reproducció feta a Brest
- El Tage
Reproducció feta a Brest

Atès l'augment de peces etnogràfiques del museu al qual es van afegir els objectes xinesos, el seu conservador adjunt, Antoine Léon Morel-Fatio crea un annex del Louvre, el Museu Etnogràfic separat del Museu Naval. Es va convertir el 1852, en conservador del Museu de la Marina i d'Etnografia del Louvre.
L'almirall Pâris, director del museu entre el 1871 i el 1893, fa col·locar-hi els models a escala de trabaccolos, sampans, canoes polinèsies i altres vaixells poc habituals a partir dels plànols obtinguts en els viatges.
Quan el 1901, Destrem va ser nomenat director del Museu Naval, el director general de Belles Arts Roujon li va dir sense embuts: «Us hem nomenat perquè us desempallegueu del Museu de la Marina.»
En les dècades següents, els conservadors es neguen a empaquetar la col·lecció fins que no s'hagi trobat una nova llar.
Durant l'Exposition Internationale «Arts et Techniques dans la Vie moderne» del 1937 es preveia instal·lar el museu de la marina en una ala del Palau de Chaillot. El setembre del 1939, el museu comença a ocupar l'ala Passy. El 1943, la col·lecció s'instal·la sota la direcció del capità Jacques Vichot

##### Galeria Campana
El rei Carles X comprà el 1828 la col·lecció d'objectes d'art del pintor Pierre Révoil que s'afegí als gerros antics de les col·leccions Tochon i Durand. El rei va fer amanir nou sales que formarien una galeria en paral·lel al museu Carles X, de cara al Sena, obra de la qual s'encarregà l'arquitecte Pierre Fontaine a partir del 1819. Igual com havia fet amb el museu Carles X, va fer pintar els sostres sobre el tema de la història de França i les arts. Van ser inaugurades durant el Saló del 1833 i són les següents:
- sala 39 : Francesc I amb la seva germana, la reina de Navarra rebent les pintures i estàtues portades d'Itàlia per Primaticcio, d'Alexandre-Évariste Fragonard, 1827
- sala 40 : La Renaixença de les Arts a França, d'François-Joseph Heim, 1828
- sala 41 : Francesc I armat cavaller per Bayard, d'Alexandre-Évariste Fragonard, 1820
- sala 42 : Carlemany, rodejat dels seus principals oficials, rep Alcuí que li presenta manuscrits fets pels seus monjos, d'Victor Schnetz, 1833
- sala 42 : Lluís XII proclamat "Pare del Poble" als Estats Generals celebrats a Tours el 1506, de Michel Martin Drolling, 1833
- sala 44 : Expedició d'Egipte sota les ordres de Bonaparte, de Léon Cogniet, 1835
- sala 45 : Puget presentant la seva estàtua de Miló de Crotona a Lluís XIV, en els jardins de Versalles, d'Eugène Devéria, 1832
- sala 46 : La clemència d'Enric IV després de la batalla d'Ivry (1590), obra del baró Charles de Steuben, 1833
- sala 47 : Poussin procedent de Roma, és presentat a Lluís XIII pel cardenal Richelieu (1640), de Jean Alaux, 1832

La galeria pren el nom de Campana quan els gerros de la col·lecció de Giampietro Campana di Cavelli hi són instal·lats el 1863.
- Col·lecció Campana
Pintor de Damon
Lamentació d'Aquiles per Tetis i les Nereides
- Col·lecció Campana
Signada per Hieró, terrissaire
Aquiles i el cos d'Hèctor
- Col·lecció Canino, 1848
Pintor de Briseida
Home i noi jove
- Col·lecció Campana
Eufroni, pintor
Euxithéos, terrissaire
Lluita d'Hèracles i Anteu
- Col·lecció Durand
Grup de Haimon
Hèracles i el Toro de Creta
- Col·lecció Tochon
"Estil de Kertch"
Combat entre un arimaspe i un griu

##### Marbres d'Olímpia

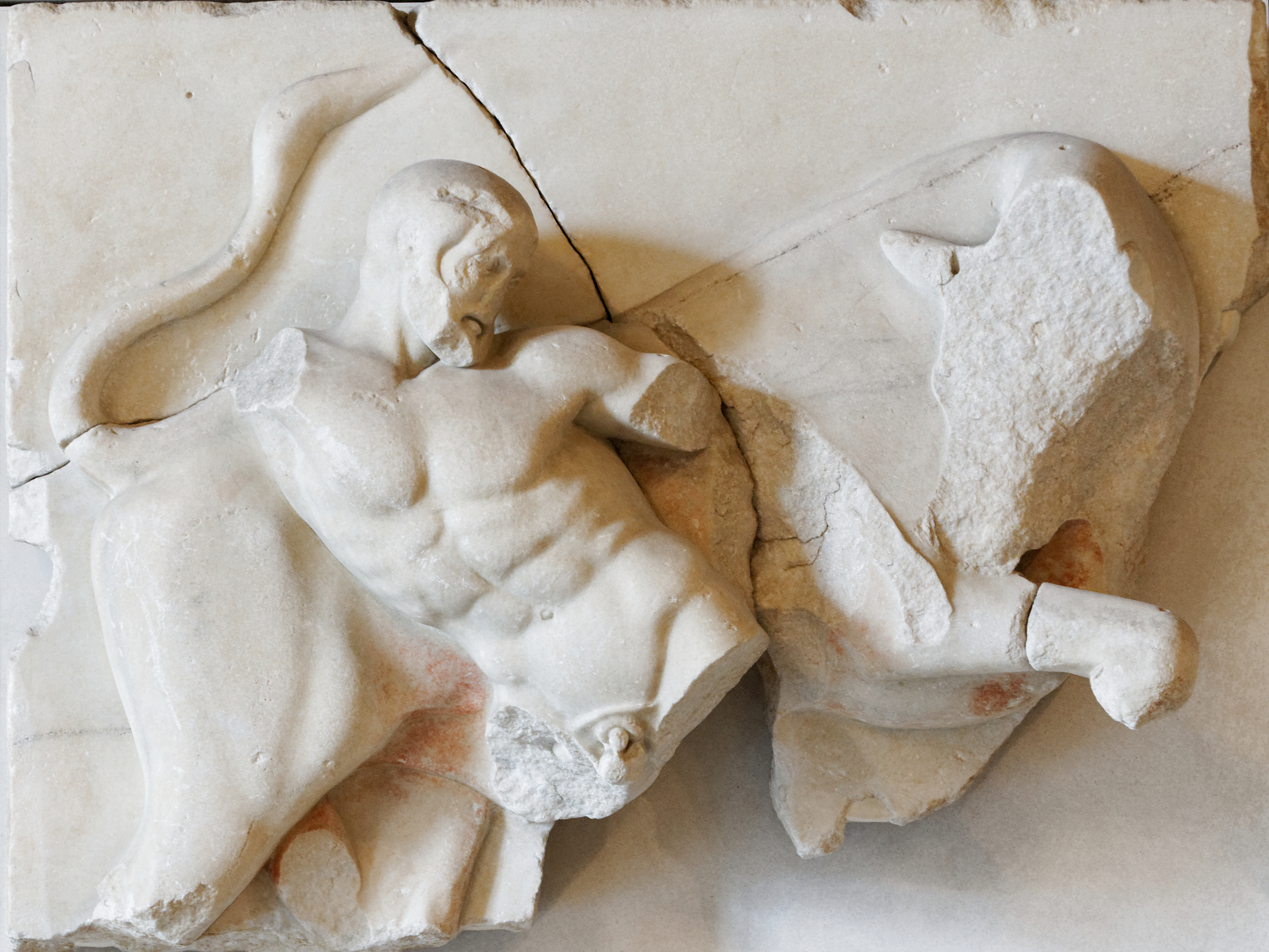
Part de la mètopa del
temple de Zeus a Olímpia

Per ajudar els independentistes grecs, el govern francès envia l'expedició de Morea el 1828. Inspirant-se en l'expedició científica de la campanya napoleònica d'Egipte i Síria del 1798, va decidir afegir a l'enviament de tropes una expedició científica a la Morea
El Senat grec reunit a Argos va fer donació a França dels elements de la mètopa del Temple de Zeus a Olímpia, el 1829.

#### El museu del Louvre sota Lluís-Felip I
L'enriquiment dels diferents departaments d'antiguitats del Museu del Louvre es farà a través d'adquisicions, donacions, però també mitjançant l'enviament de missions d'excavacions dels jaciments arqueològics i la compartició dels descobriments que s'hi van realitzar.
A Grècia, aquesta política d'excavacions de jaciments s'organitza a partir de l'Escola Francesa d'Atenes, fundada el 1846, a Delfos i Delos.
Les missions d'excavació es desenvolupen i creixen a l'Orient Mitjà, amb el descobriment de Khorsabad (que al principi es va pensar que era la vila de Nínive), a Egipte, Algèria i Turquia.
A partir de l'Escola Francesa d'Atenes, es van crear l'Escola Francesa de Roma i l'Institut Francès d'Arqueologia Oriental del Caire, i posteriorment la delegació arqueològica a Pèrsia, el 1883, per excavar el jaciment de Susa, i la Delegació Arqueològica Francesa a l'Afganistan, el 1922.
La majoria dels préstecs acordats durant el regnat de Lluís Felip va ser emprat per a les obres realitzades al palau de Versalles, dedicat a la «glòria dels grans homes de tots els temps». No obstant això, alguns quadres es van comprar, com ara El carregament de la Creu de Simone Martini, el 1834, Retrat de Chardin per ell mateix, el 1839, els Retrats d'artistes de Paolo Uccello, i el Díptic de Jean Carondelet de Jan Mabuse i Salomó al tresor del Temple de Frans Francken el Jove, el 1844.

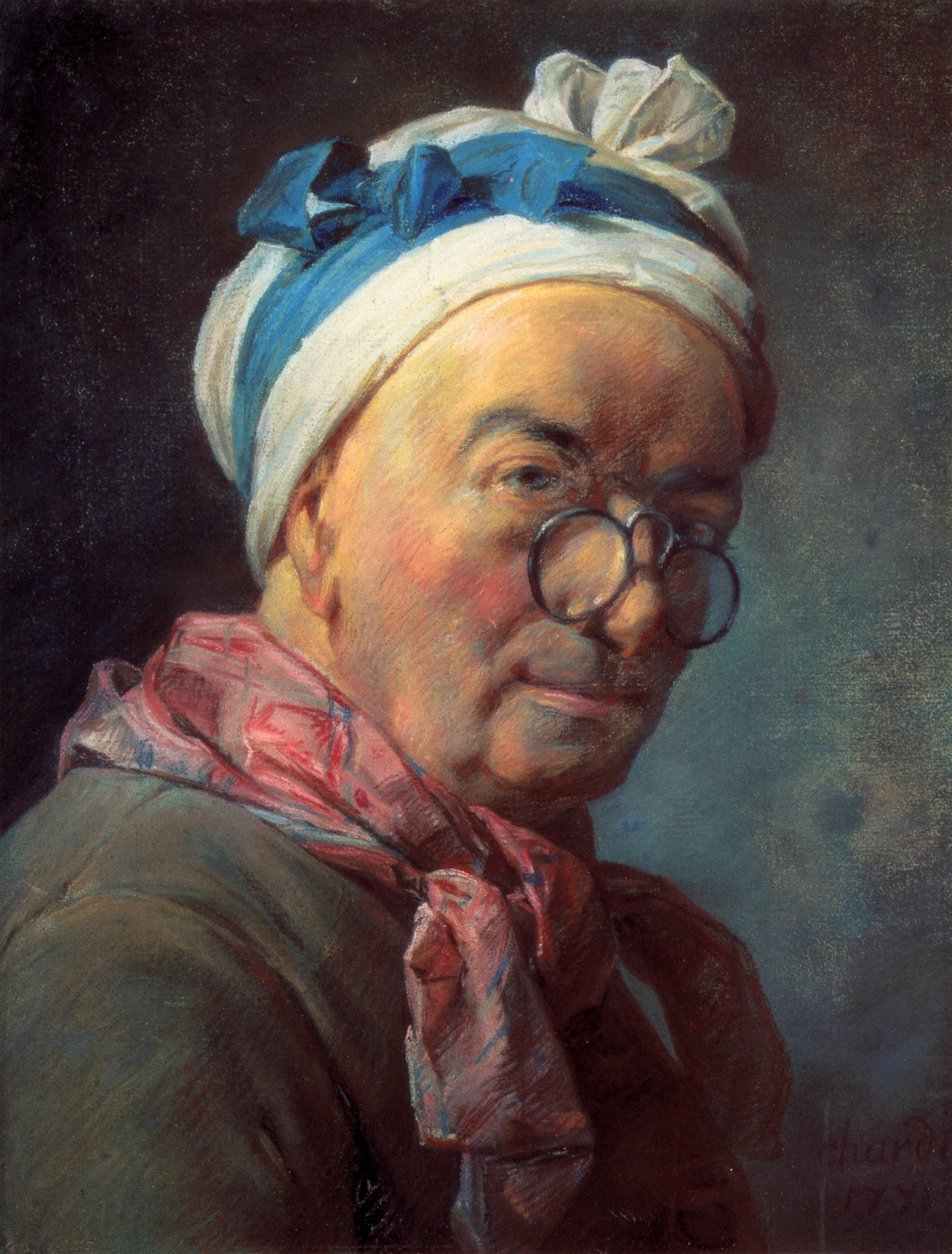
Jean Siméon Chardin Autoretrat (pastel)
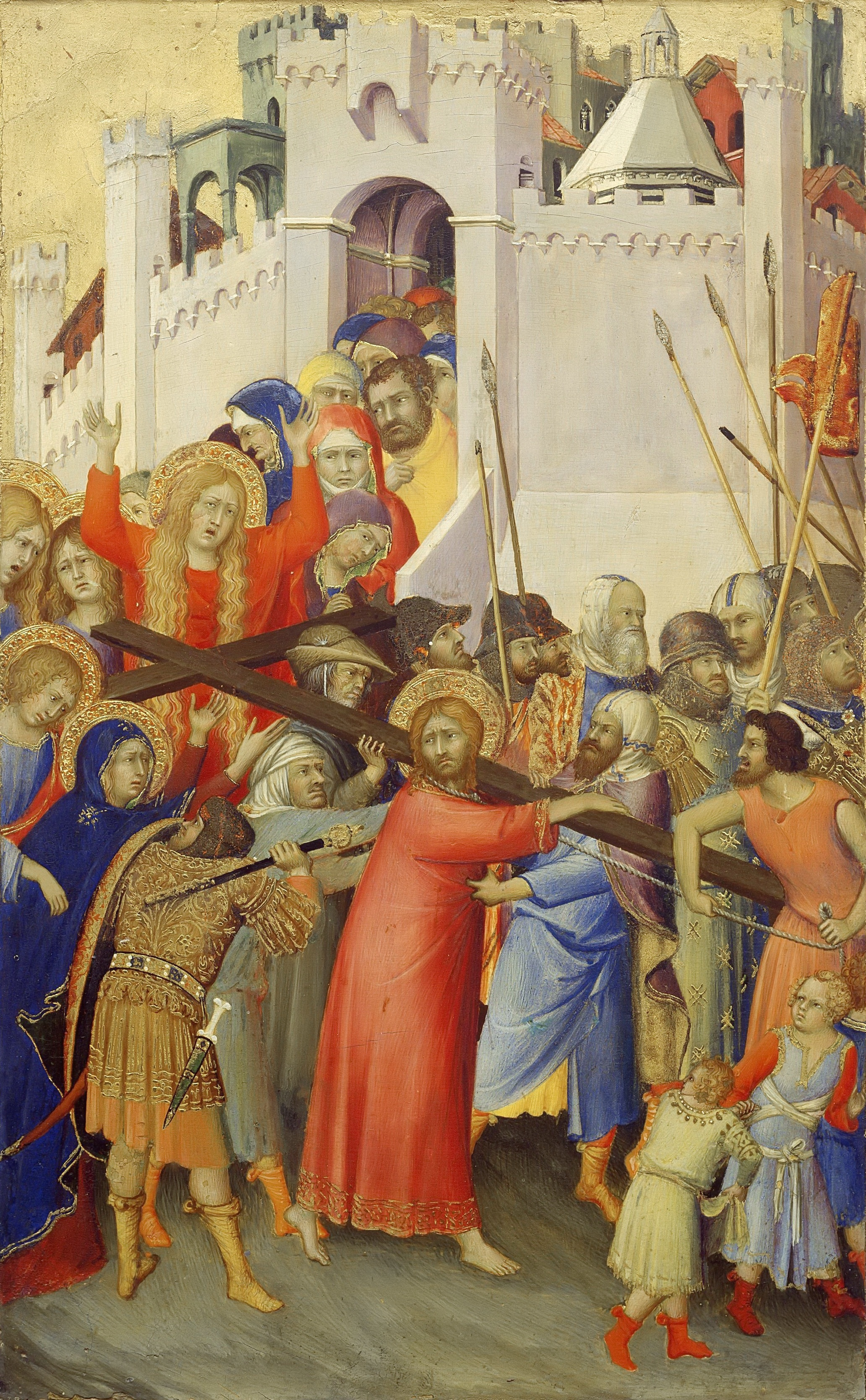
Simone Martini Carregament de la Creu
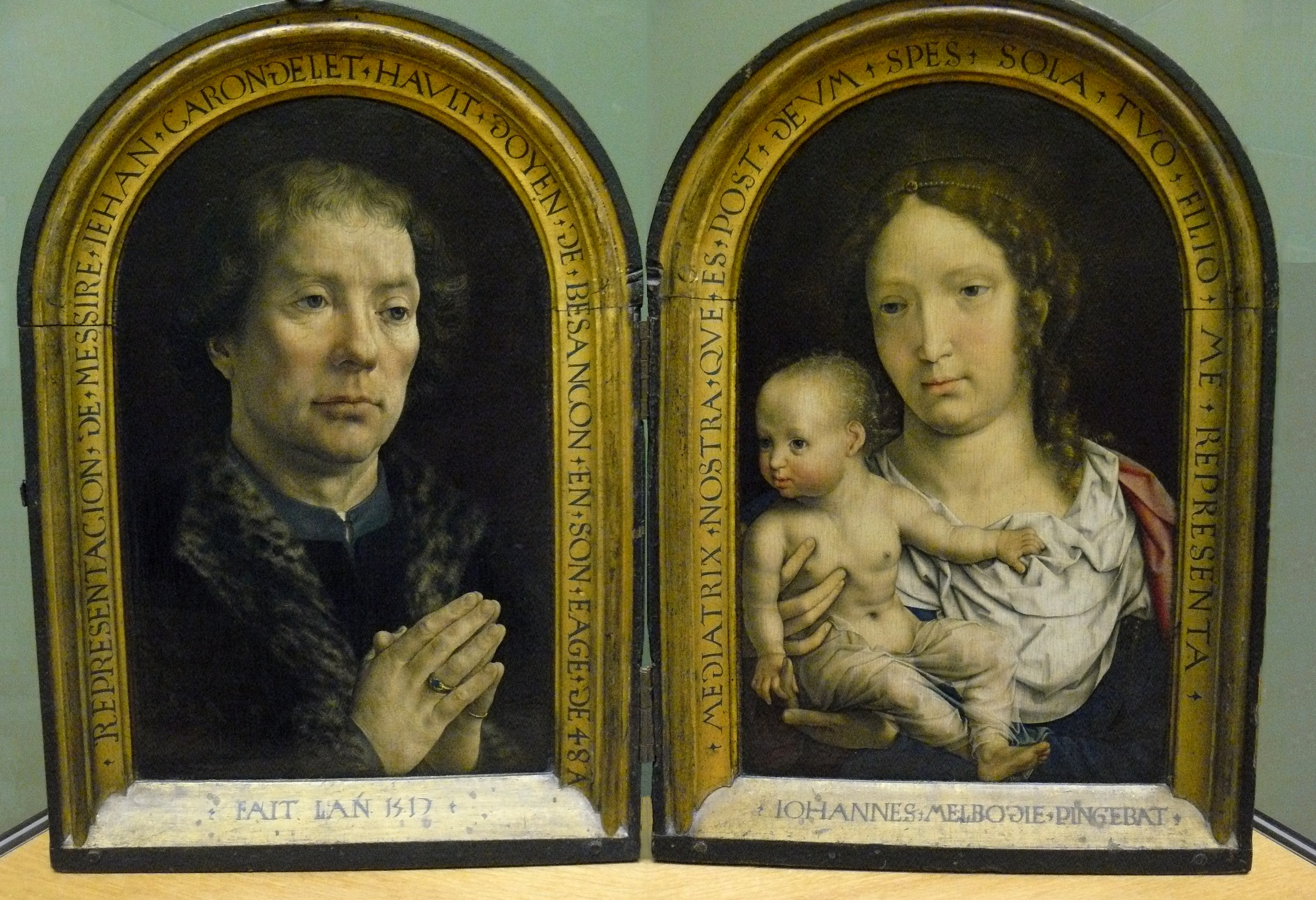
Jan Mabuse Díptic de Jean Carondelet
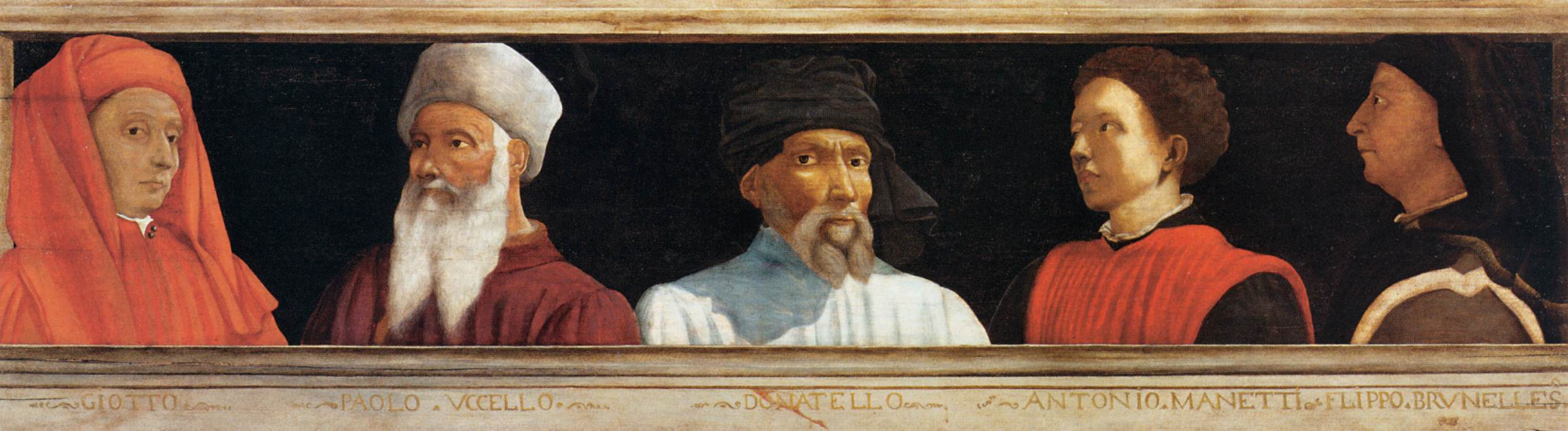
Paolo Uccello Cinc retrats d'artistes

L'agost del 1830, Lluís Felip I de França dissol l'Orde de l'Esperit Sant, fundada per Enric III el 31 de desembre del 1578. El tresor de l'orde que no es va perdre amb la Revolució fou dipositat al Louvre.

##### Galeria espanyola

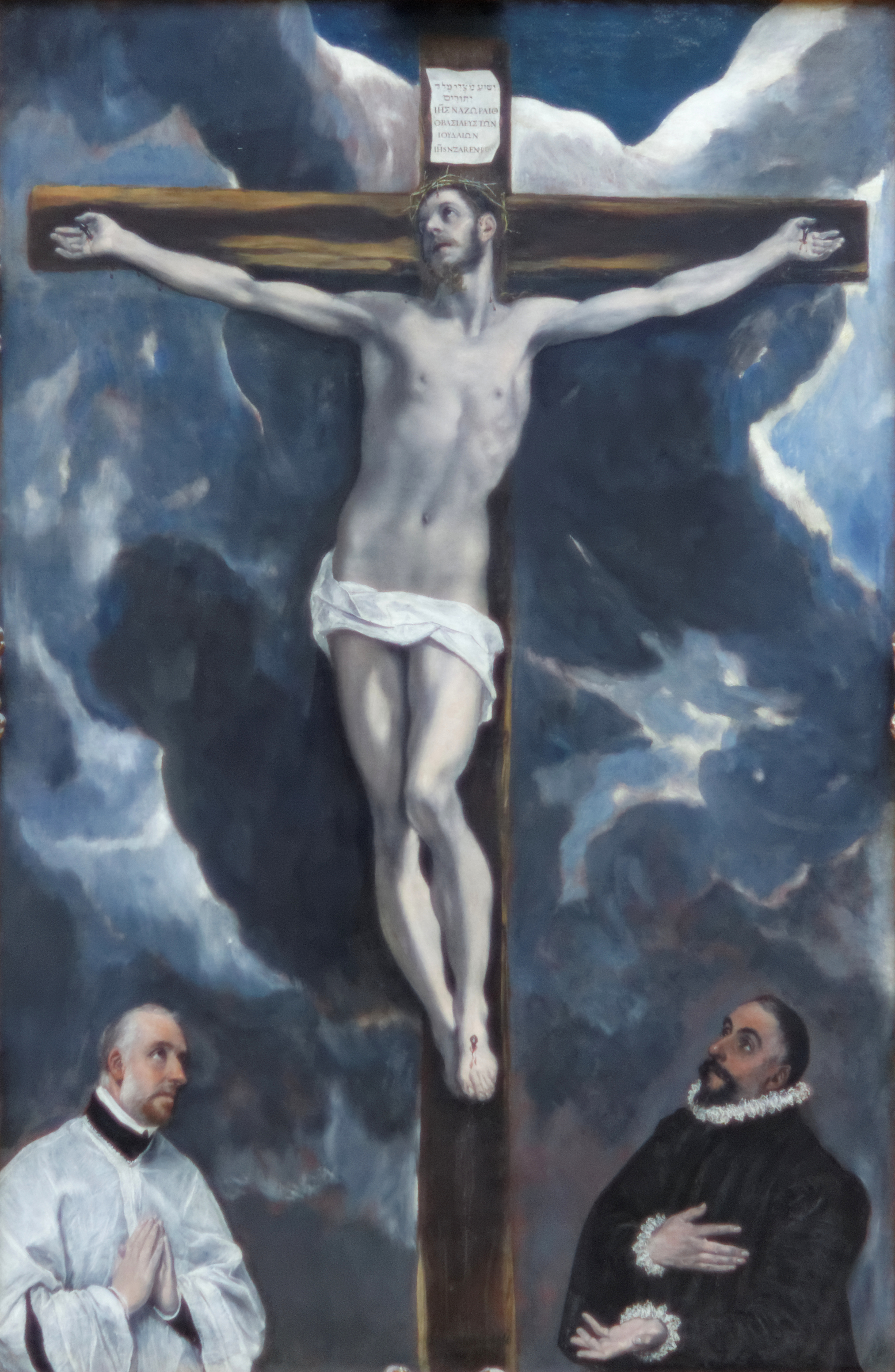
Galeria espanyola
El Greco
Crist a la creu adorat per dos donants

Lluís Felip I demanà, el 1833, al baró Taylor de comprar quadres espanyols pagant-los de la seva butxaca. Durant tres viatges (1833, 1835-1836, 1838) Taylor es va aprofitar de la guerra carlina, de l'anarquia a les províncies i de la supressió de la Companyia de Jesús i dels ordes religiosos, el 1835-1836, per aplegar una suma total d'1.327.000 francs per una col·lecció de 487 quadres que representaven un panorama complet d'aquesta escola, més 15 teles de les escoles del Nord i 26 de mestres italians. Els quadres traslladats al Louvre són presentats al públic per primer cop el 7 de gener del 1838. Dos anys més tard, aquesta col·lecció és completada amb els 244 quadres que Frank Hall Standish (1799-1840) ofereix al rei.
Després de la revolució del 1848, la família Orléans demana la restitució del conjunt de la galeria espanyola. Com que la Segona República no va voler negociar una indemnització, els quadres van ser restituïts entre el 1850 i el 1851. Els quadres van ser venuts a Londres el maig del 1853 per una suma total de 940.000 francs. El museu del Louvre no va participar en una venda que va enriquir les col·leccions de nombrosos museus europeus.
El descobriment de la pintura espanyola a través d'aquesta galeria va influir en molts artistes, incloent-hi Courbet, Millet, Manet…
Algunes teles foren revenudes a França. El Louvre va adquirir el 1908 Crist a la creu adorat per dos donants del Greco.
Per enriquir la seva col·lecció de quadres espanyols, el museu va participar en les diferents vendes de la col·lecció del mariscal Soult, duc de Dalmàcia, el 1852, el 1858 i el 1867.

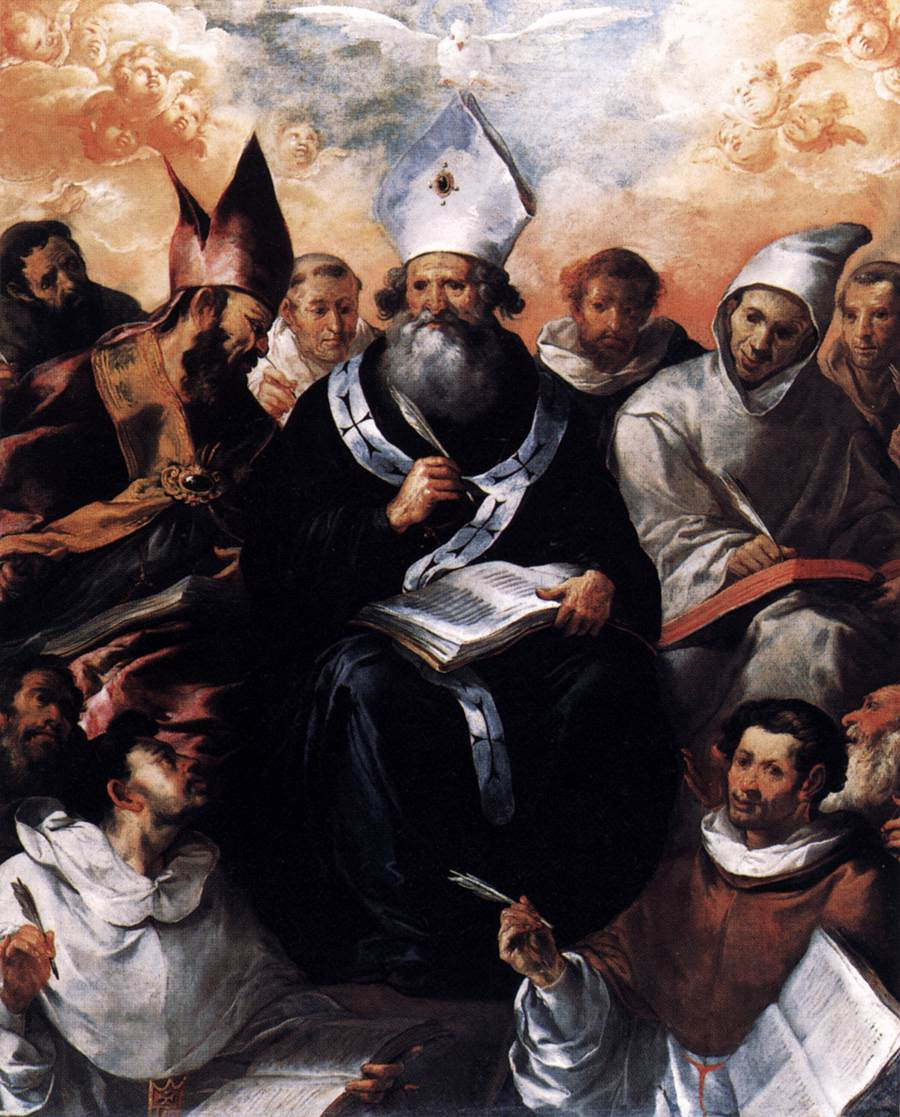
Francisco de Herrera Sant Basili dictant la seva doctrina
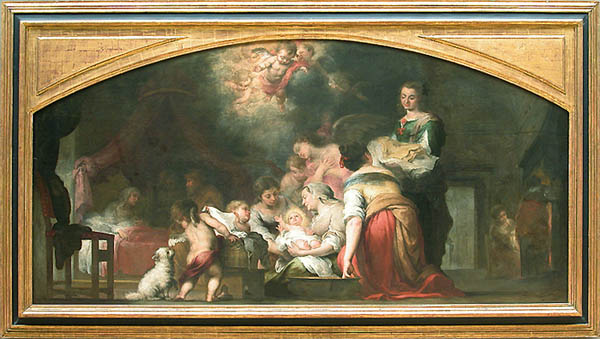
Bartolomé Esteban Murillo Naixement de la Verge
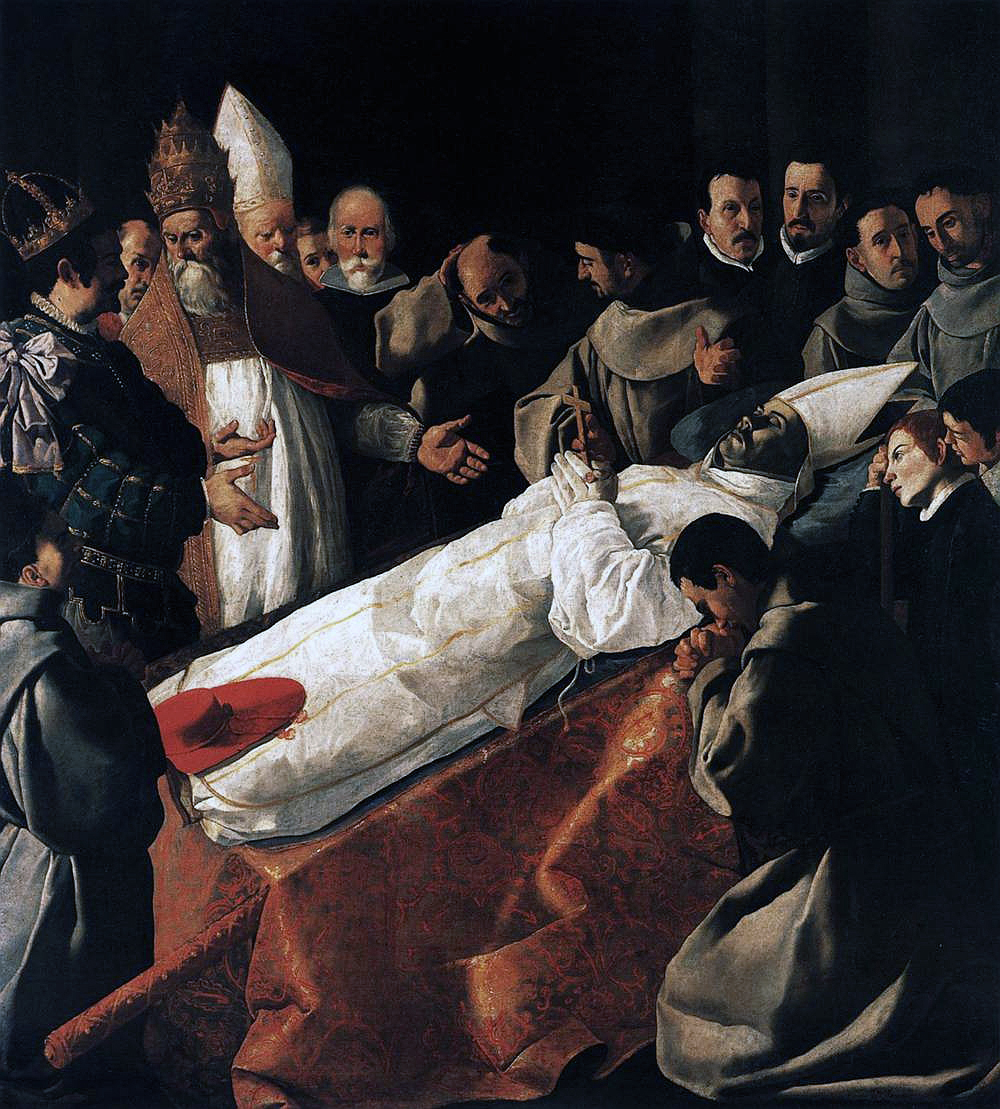
Francisco de Zurbarán L'exposició del cos de sant Bonaventura

##### Museu algerià del Louvre
Inspirada per l'anterior expedició a Egipte i l'expedició de Morea, es va dur a terme en paral·lel amb les operacions militars a Algèria una missió d'exploració científica del país. En un informe elaborat pels membres de l'Acadèmia d'Inscripcions i Belles Lletres proposen de reunir en un museu algerià a París col·leccions d'art i de ciències elaborades per la Comissió Científica d'Algèria. Les antiguitats trobades pel comitè es col·loquen al Louvre.
El rei Lluís Felip va inaugurar un museu algerià o galeria d'Alger el 1845, sota la columnata per presentar les antiguitats portades pel comandant Delamare, capità d'artilleria. Aquesta emplaçament fou elegit per trobar-se a continuació de la galeria dedicada a les antiguitats egípcies. El museu fou tancat durant el Segon Imperi per ser integrat en el Museu Africà del Louvre que mai no va funcionar, ja que mai no va estar obert al públic. El 1880, també alberga les restes procedents de les excavacions a Tunísia i al Marroc. Un inventari de les peces que van ser portades del nord d'Àfrica escrit per Antoine Heron Villefosse es va publicar el 1920.

##### Museu assiri

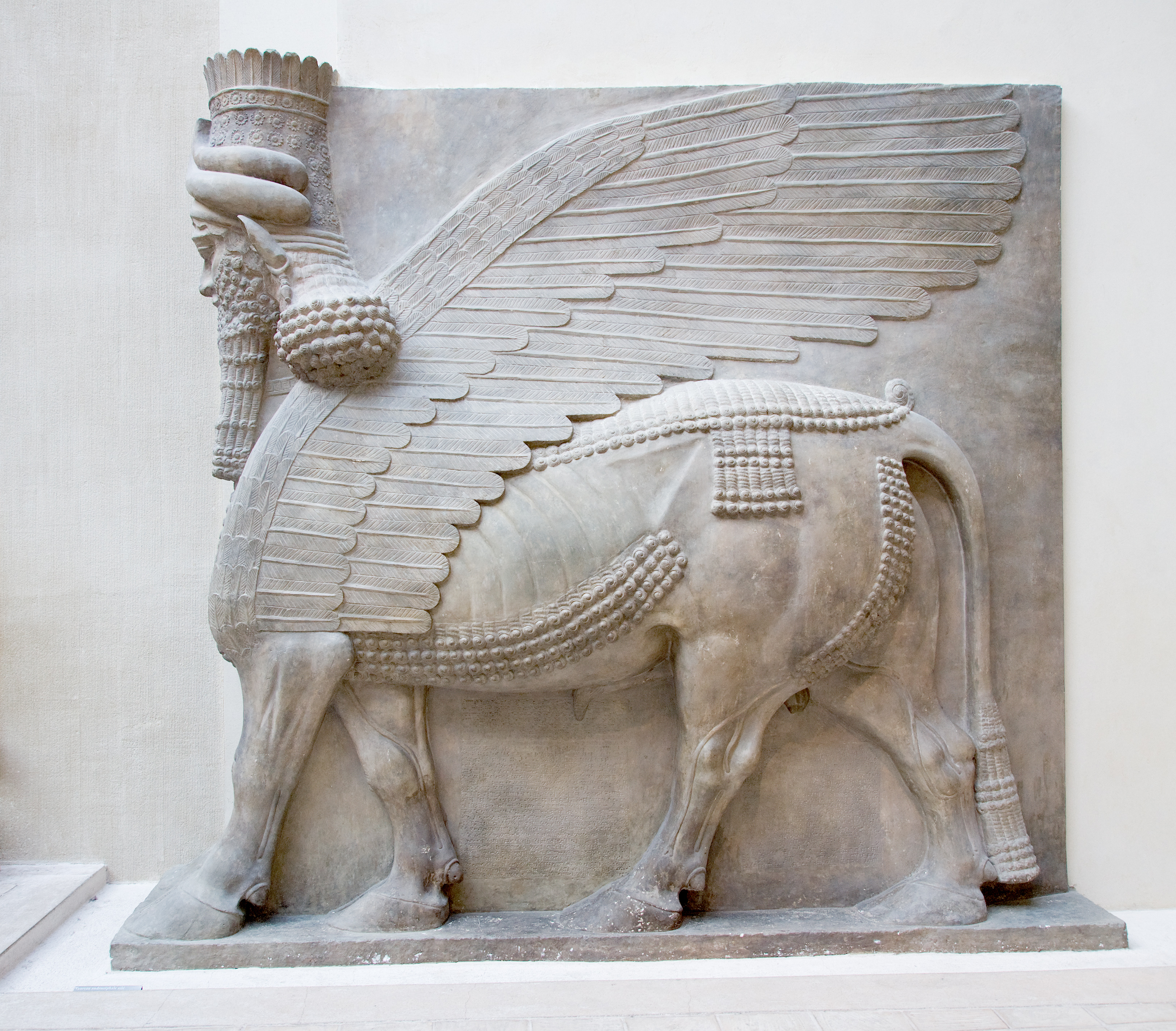
Toro alat del palau de Sargon

L'1 de maig del 1847 s'inaugura el primer museu assiri d'Europa. Hom hi pot veure els grans genis alats portats de les excavacions del palau de Sargon à Khorsabad, dutes a terme per Paul-Émile Botta cònsol de França a Mossul.
El document epigràfic més antic en escriptura cuneïforme, portat a Europa el 1786, és el còdol Michaux que es troba al Departament de Monedes, Medalles i Antiguitats de la Biblioteca Nacional de França.
Després del nomenament de Botta com a cònsol a Jerusalem, el 1848, les excavacions de Khorsabad no es van reprendre fins al 1852 pel nou cònsol de França, Victor Place (1818-1875), en companyia de Rawlinson. Estava assistit per l'epigrafista Jules Oppert i l'orientalista Fulgence Fresnel. Les excavacions van ser fotografiades per l'enginyer Gabriel Tranchand per il·lustrar l'informe enviat a l'Académie des inscriptions et belles-lettres. L'arquitecte Félix Thomas va fer els relleus del palau de Sargon que il·lustren el llibre de Victor Place, Ninive et l'Assyrie publicat el 1867.
Malauradament, la majoria de les obres que Victor Place volia portar a França es van perdre a Xatt al-Arab durant l'atac d'uns bandits àrabs el 1855. Només un toro alat de 30 tones va escapar del naufragi.

### El Museu del Louvre sota la Segona República

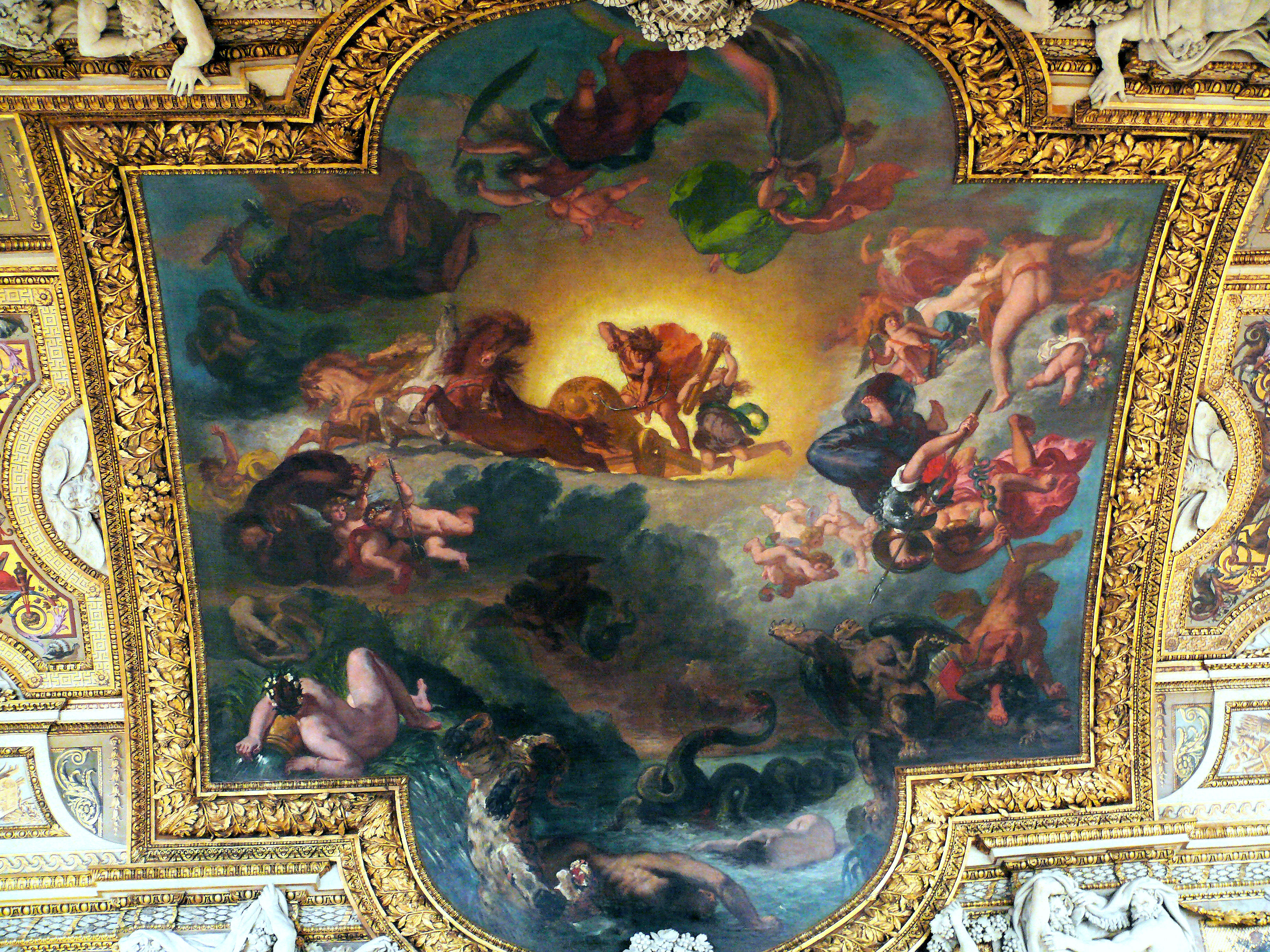
Galeria d'Apol·lo
Pintura d'Eugène Delacroix
Apol·lo matant la serp Pitó

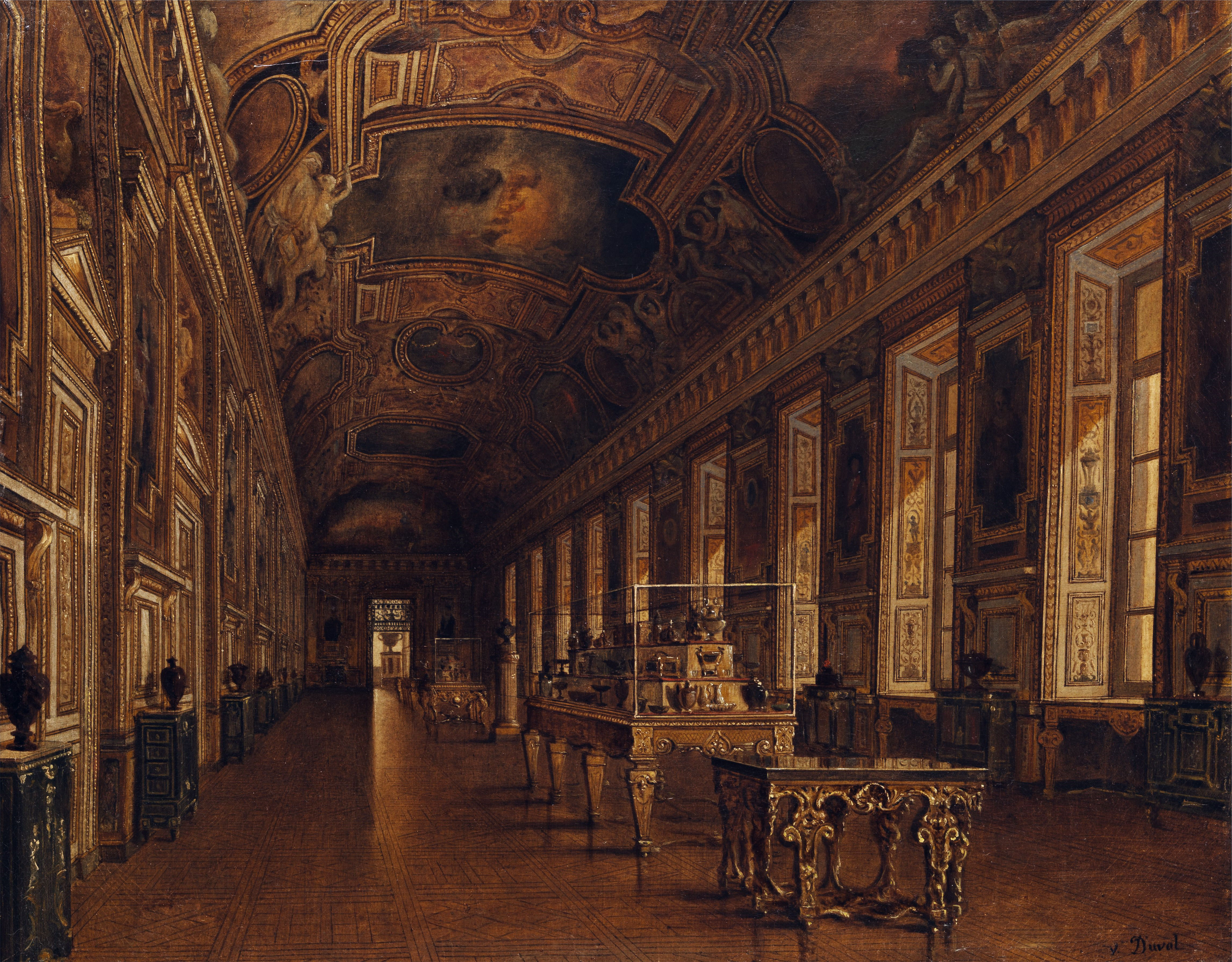
La Galeria d'Apol·lo després de la restauració al

La Segona República va iniciar un moviment d'engrandiment del palau del Louvre amb la represa del gran disseny i la reordenació del museu amb la represa del projecte exposat el 1765 per Diderot, que en feia el «palau del poble», dedicat a les arts i les ciències. S'hi volia instal·lar un museu ampliat, la Biblioteca Nacional i sales per a exposicions industrials.
Per dur a terme aquest projecte es nomena Félix Duban com a arquitecte del Louvre. A causa de la falta de fons, s'ha de limitar a la restauració de les façanes exteriors de la Galeria d'Apol·lo, de la Gran galeria i d'algunes sales del museu. Remet els sostres carregats d'ornaments al Saló Quadrat, i la sala de les Set Xemeneies decorades per Alexander Denuelle. La Galeria d'Apol·lo tenia un sostre pintat per Delacroix que representava Apol·lo matant la serp Pitó.
Philippe-Auguste Jeanron, pintor i republicà, va ser nomenat director dels museus de la República. Durant la seva breu administració (28 febrer del 1848 - 25 desembre del 1849), es durà a terme un treball de restauració, presentació d'obres per escoles i seguiment de la línia cronològica que va tenir una profunda influència en el museu. Va fer comprar 7 quadres, entre ells quatre de Géricault, per un import d'11.820 francs.
La galeria d'escultures modernes, oberta el 1824, depèn del Departament d'Antiguitats. Hi hagué poques adquisicions fins a la caiguda de la Monarquia de Juliol. El 1849, es porten de Versalles peces de recepció d'acadèmics, estàtues dels segles xvi i xvii, entre les quals estan el Miló de Crotona de Pierre Puget i l'Hèrcules gal del Palau de Luxembourg. S'obren noves sales a l'ala sud del Pati Quadrat per a les escultures del segle xvi. Al final de 1849 Jeanron ha de deixar el seu càrrec, que Napoleó III havia promès a Émilien de Nieuwerkerke.

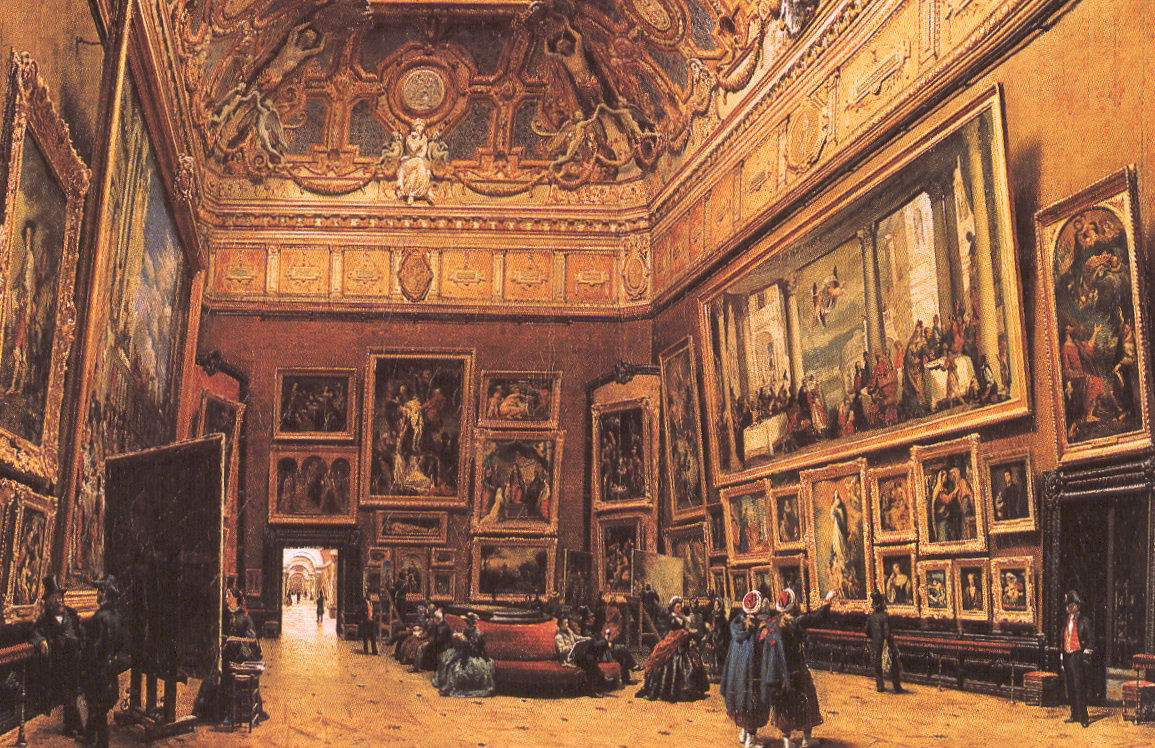
Giuseppe Castiglione
(Nàpols, 1829-París, 1908)
El Saló Quadrat al Museu del Louvre (1861)

El 1848, Frédéric Villot, pintor aficionat i amic de Delacroix, succeeix François Marius Granet en el càrrec de conservador de pintures al Louvre. Va començar a fer un catàleg de les pintures que anava acompanyat d'instruccions, més un quadre cronològic i una llista per ordre alfabètic de tots els artistes esmentats. Redistribueix els quadres. A la Gran Galeria, les pintures de les antigues escoles es classifiquen pels països, per escoles i per dates. A la sala de les Set Xemeneies, es presenten els quadres de l'Escola Imperial. A la manera de la Galleria degli Uffizi de Florència, col·loca al Saló Quadrat obres mestres de totes les escoles del museu. Aquesta nova disposició del museu és inaugurada pel príncep-president acompanyat de Nieuwerkerke el 5 juny del 1851.
Nieuwerkerke va ser secundat pel príncep-president, cosa que li va permetre adquirir per al museu deu importants pintures quan es va vendre la col·lecció del rei dels Països Baixos Guillem II que va tenir lloc del 12 al 20 d'agost del 1850, entre els quals hi havia un Rubens (Retrat del baró de Vicq), un Memling, un Perugino, un Hobbema i tres Géricault, per un import total de 135.460 francs.
Després de la venda de la col·lecció de Lluís Felip I, el 29 d'abril del 1851, a través d'una assignació especial aprovada per les cambres, el museu va comprar dues pintures de Théodore Géricault: El cuirasser ferit deixa el foc i Oficial de caçadors a la càrrega.
El museu va adquirir la seva primera escultura gòtica el 1850, La Verge i el Nen provinent de l'abadia premostratenca de Blanchelande. El 1851, les escultures que havien estat dipositades al museu dels monuments francesos són remeses al Louvre per l'Escola de Belles Arts, en particular el Khildebert de l'Abadia de Saint-Germain-des-Prés.

#### Museus mexicà i etnogràfic
La moda dels mons distants portarà l'obertura de diversos museus etnogràfics al Louvre. El 1850, per iniciativa d'Adrien Prévost de Longpérier, s'obre el Museu Mexicà, que esdevindrà el Museu Americà a la planta baixa del Pati Quadrat.
El 1850, sota la direcció d'Antoine Léon Morel-Fatio, s'obre també un museu etnogràfic al segon pis del pavelló de Beauvais, amb els objectes etnogràfics i xinesos que van ser dipositats prèviament al Museu de la Marina, antic Museu Dauphin, creat el 1827 al Louvre. Aquests museus etnogràfics s'agruparan en el Museu Etnogràfic del Trocadéro obert a l'Antic Palau del Trocadéro, el 1878.

### El museu sota Napoleó III

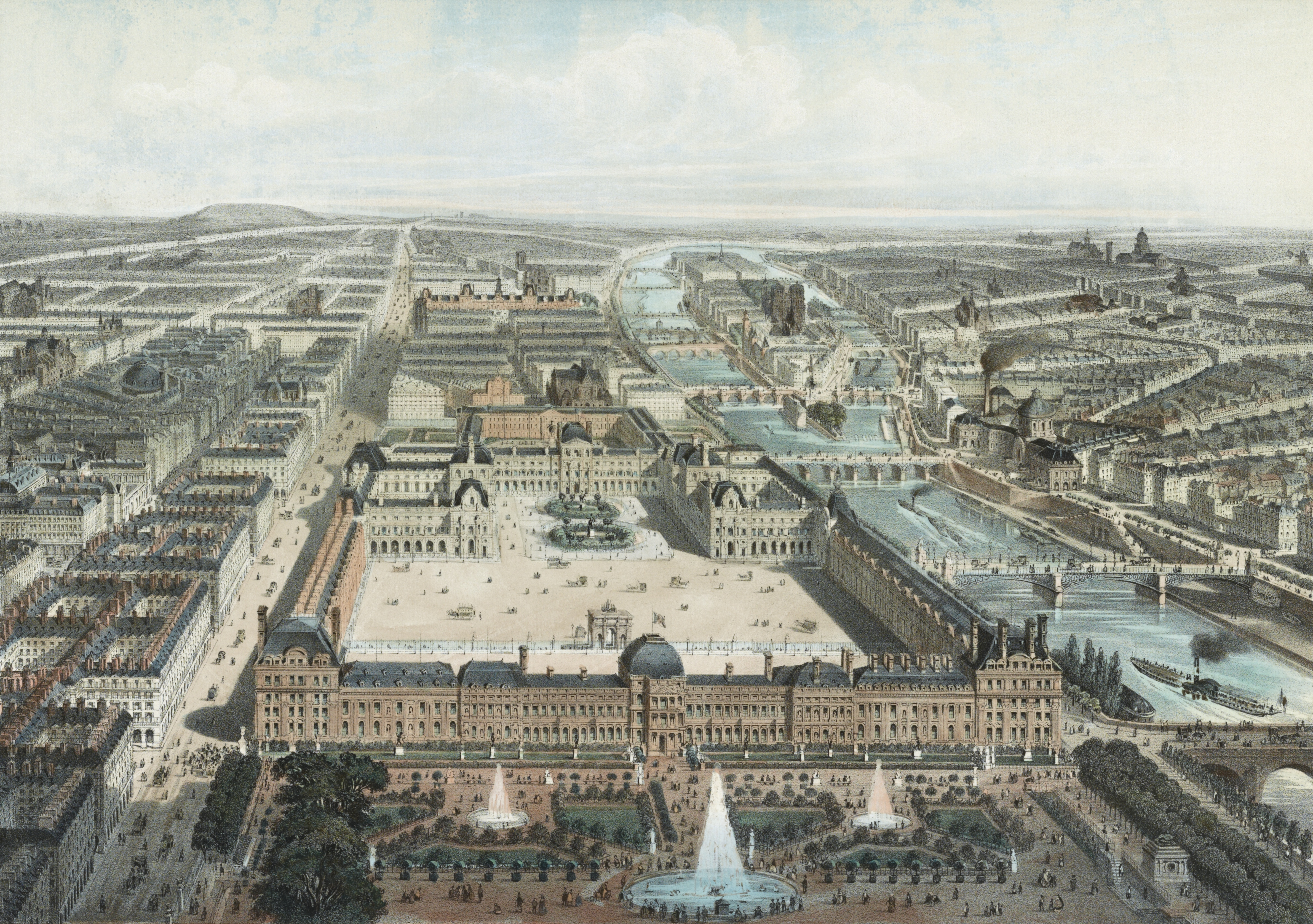
Les Teuleries i el Museu del Louvre de Napoleó III
per Charles Fichot

Les transformacions prossegueixen sota Napoleó III especialment amb la realització del grand dessein : La galeria nord que uneix el Louvre amb les Teuleries es completa amb l'addició dels edificis construïts per Hector Martin Lefuel (sobre els plànols de Louis Visconti). Altres també s'afegeixen al sud per assegurar la simetria en aquest gegantí conjunt arquitectònic. El museu farà aquest canvi mitjançant la introducció del pavelló Denon.
El decret del Senat de 2 de desembre del 1852 va fixar la llista civil de Napoleó III. Incloïa palaus a París i les províncies, tres museus —el Museu del Louvre, el Museu de Luxembourg i el Museu de Versalles— el Guardamobles i les manufactures de l'Estat —fàbriques de Sevres, dels Gobelins i Beauvais. La xifra de la dotació de la llista civil, es fixa en 25 milions de francs.
L'assignació per a l'adquisició d'obres d'art al Louvre era bastant baixa, entre 36.000 i 100.000 francs francesos, a més de la compra excepcional de la col·lecció Campana. Una altra operació especial va ser la creació del Museu dels Sobirans en el museu del Louvre. Tot i la falta de fons, el museu va ser capaç d'adquirir pintures de Poussin, Vermeer, Murillo ...
Malgrat l'afirmació de la manca d'interès de Napoleó III envers les arts, durant el seu regnat es va produir un augment de les col·leccions, principalment a través de la compra d'obres d'art fetes als Salons: 1300 Quadres i escultures modernes. Aquestes compres pagades per la llista civil van ser fetes pel comte Nieuwerkerke, que no sentia pas una gran atracció envers l'art contemporani. Això explica per què grans artistes com Corot o Courbet n'estan absents.
En la descripció que es va fer el 1854, el Louvre Imperial es presenta com una col·lecció de 13 museus:
- Museu dels quadres de les escoles francesa, italiana, alemanya, holandesa i flamenca, a la Gran Galeria i al Saló Quadrat
- Museu de l'Escola Francesa amb el saló de les Set Xemeneies. La guia assenyala que els quadres de l'escola francesa es troben una mica dispersos al Louvre,
- Museu o galeria de dibuixos, seguit de les sales de gravat,
- Museu d'esmalts, joies i altres objectes, exposats en dues sales, la Sala de les Joies i una sala contigua al Saló Quadrat,
- Museu d'Antiguitats Gregues i Egípcies a l'antic Museu Carles X
- Museu dels Sobirans sota la Columnata
- Museu Naval, compta amb 10 o 11 sales, amb el
- Museu Etnogràfic al final del Museu Naval,
- Museu d'Antiguitats, amb 800 estàtues i baixos relleus grecs i romans
- Museu de l'Escultura Egípcia,
- Museu d'Escultura de l'Edat Mitjana
- Museu de l'Escultura Moderna,
- Museu de Nínive en l'ala nord,
- Museu Mexicà.

El 1863, el Museu de Napoleó III, que incloïa la col·lecció Campana i els resultats de les excavacions realitzades a Grècia, Turquia i l'Orient Mitjà, a petició de Napoleó III després de la guerra de Crimea vingué a afegir-se a aquesta llista.
Quant a les antiguitats gregues, l'obra més important portada de les seves excavacions és la Victòria de Samotràcia, descoberta per Charles Champoiseau el 1863. Va caldre que arribés a París i que es muntessin de nou els seus 118 fragments per convèncer els conservadors del Louvre que es trobaven en presència d'una obra mestra. Després de l'ensamblatge dels 118 fragments, fou exposada el 1866 a la sala de les Cariàtides. La segona missió Champoiseau, el 1879, va permetre portar els 23 blocs de la base del monument. L'equip d'arqueòlegs austríacs liderat per Conze i l'arquitecte austríac Hauser va demostrar que aquesta escultura representava la part frontal d'una galera. Després de tornar a muntar tots els blocs, l'estàtua es col·locà a la part superior de l'escala Daru el 1883.
A partir del 1853, el Departament d'Antiguitats d'Egipte es va independitzar. Amb la col·lecció de Clot Bey, metge de Muhàmmad Alí Paixà, entren al Louvre 2.500 objectes. A continuació arribaran les esteles de les col·leccions Fould, l'Estàtua guaridora i l'estàtua de bronze del comte Michel Tyszkiewicz (1828-1897).
Entre el 1852 i el 1856, la divisió de les excavacions d'Auguste Mariette al Serapeum de Memfis fa entrar al Louvre 6.000 objectes entre els quals estan l'Escriba assegut, les Joies del príncep Khaemwese i el Brau Apis.
À partir del 1860, Ernest Renan s'embarcà cap a l'Orient Mitjà. D'aquest viatge portà la Vida de Jesús exposada el 1863 i el Sarcòfag d'Eixmunazar II, rei de Sidó, origen de la col·lecció del Llevant.

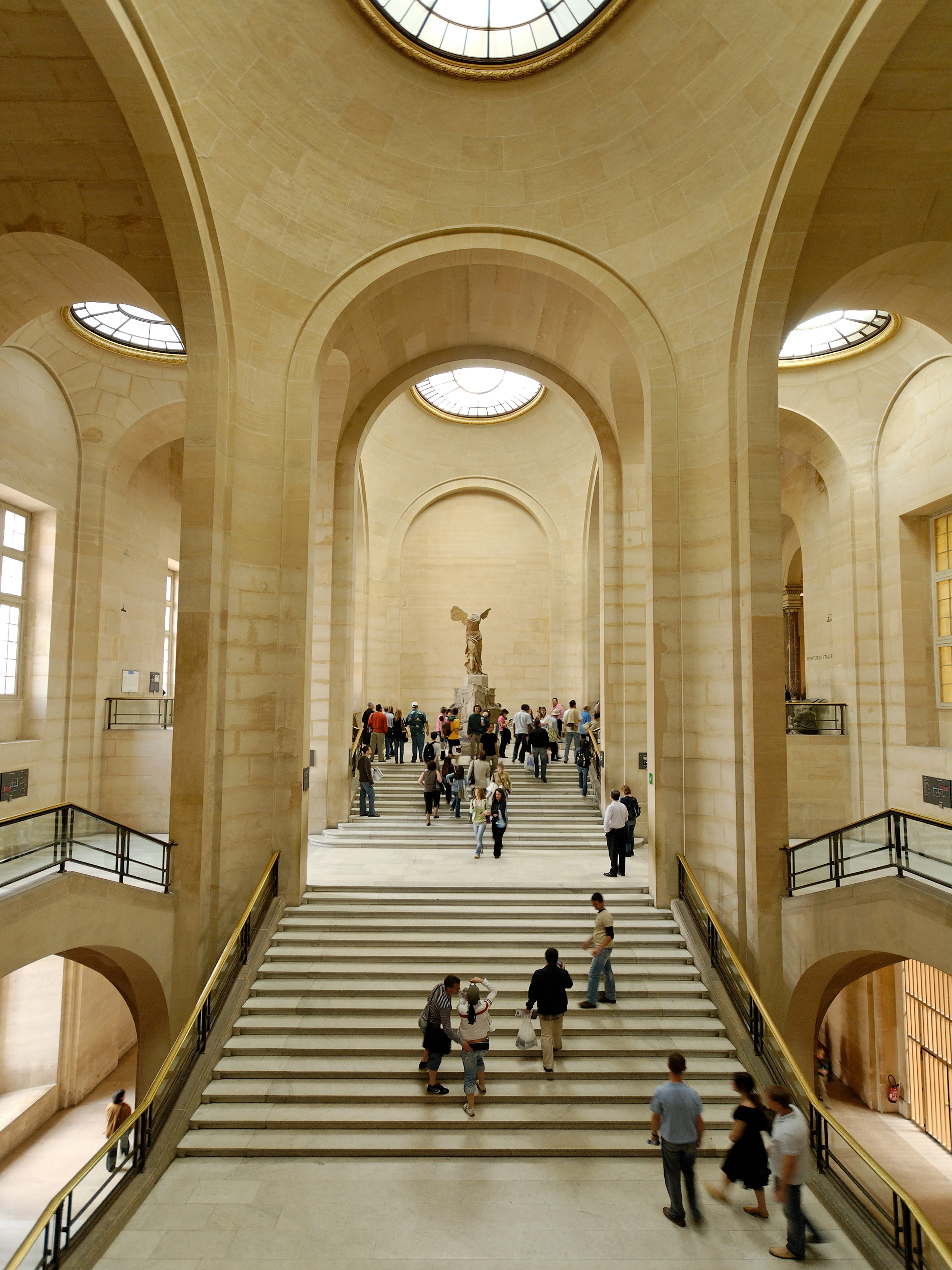
L'escala Daru i la Victòria de Samotràcia
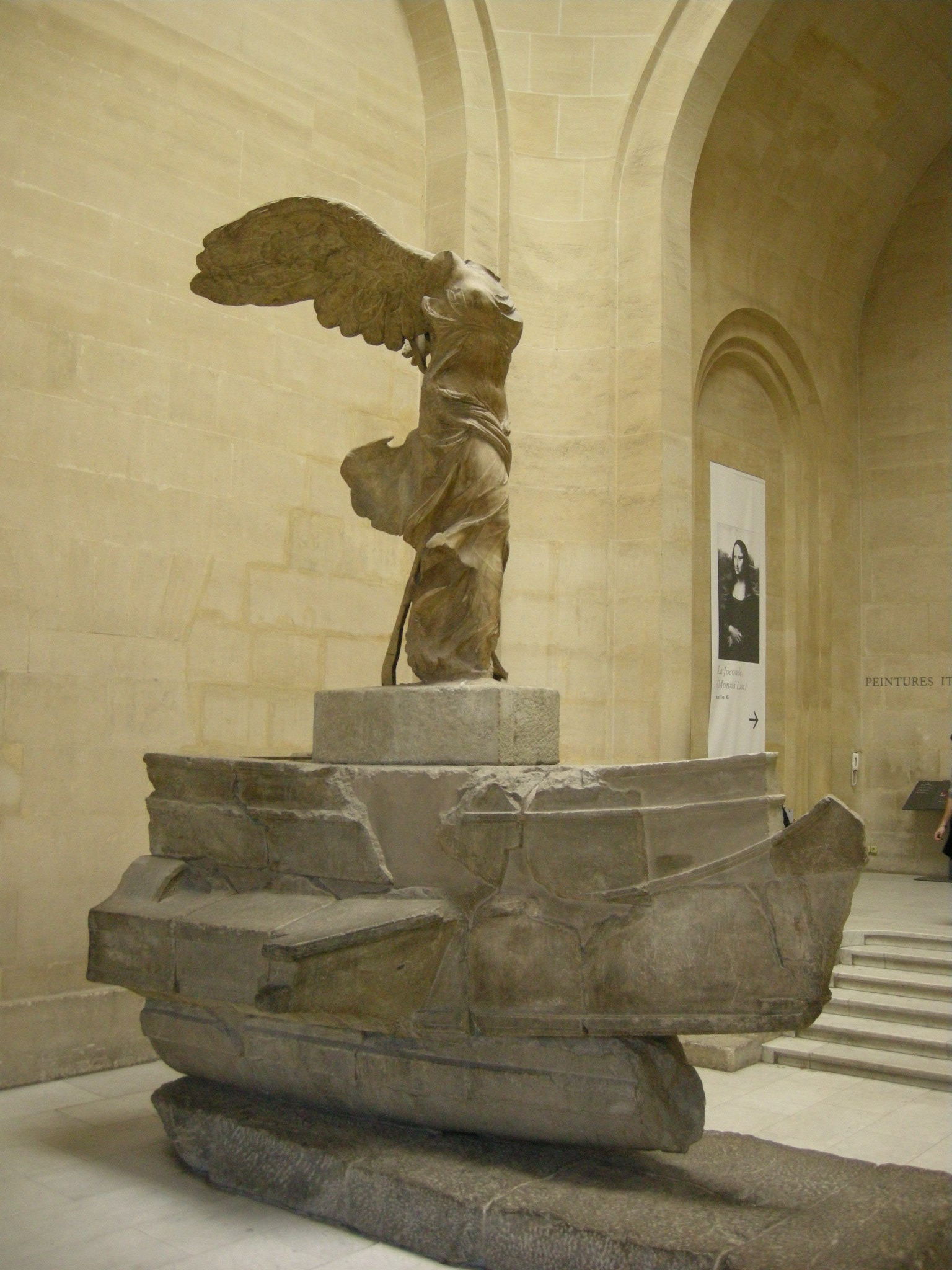
La Victòria de Samotràcia
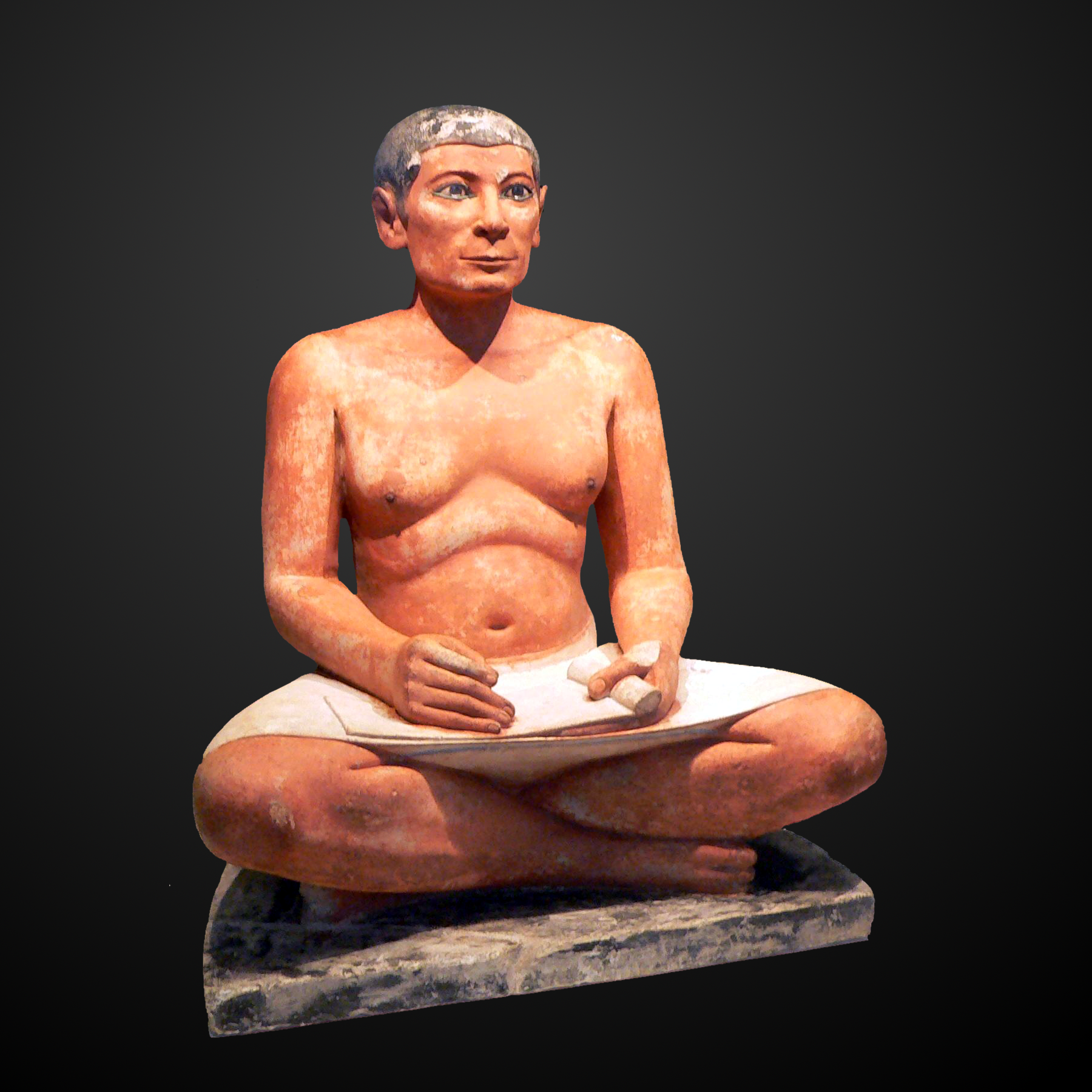
L'Escriba Assegut
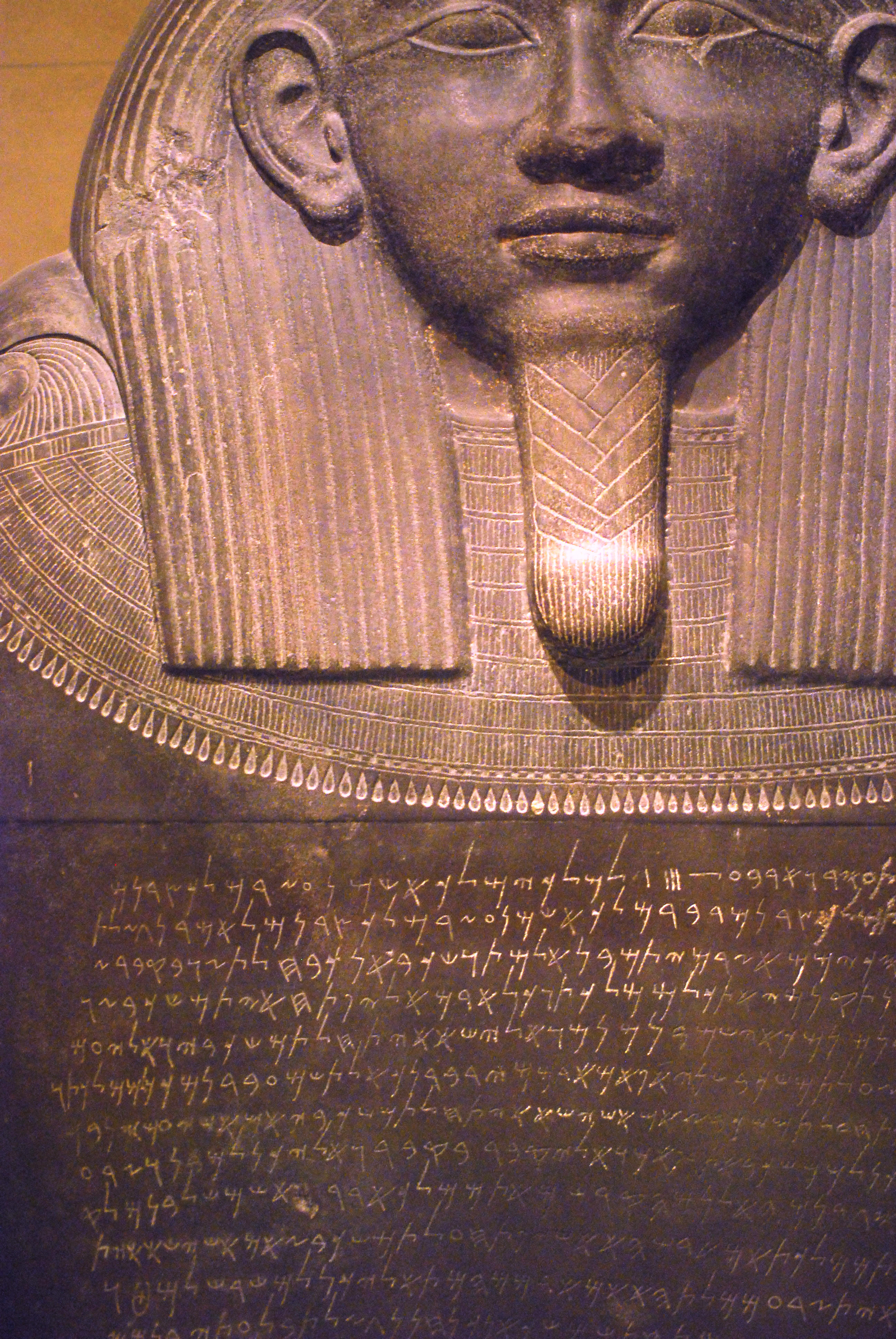
Sarcòfag d'Eixmunazar II

#### La col·lecció Campana entre el museu Napoleó-III i el museu del Louvre

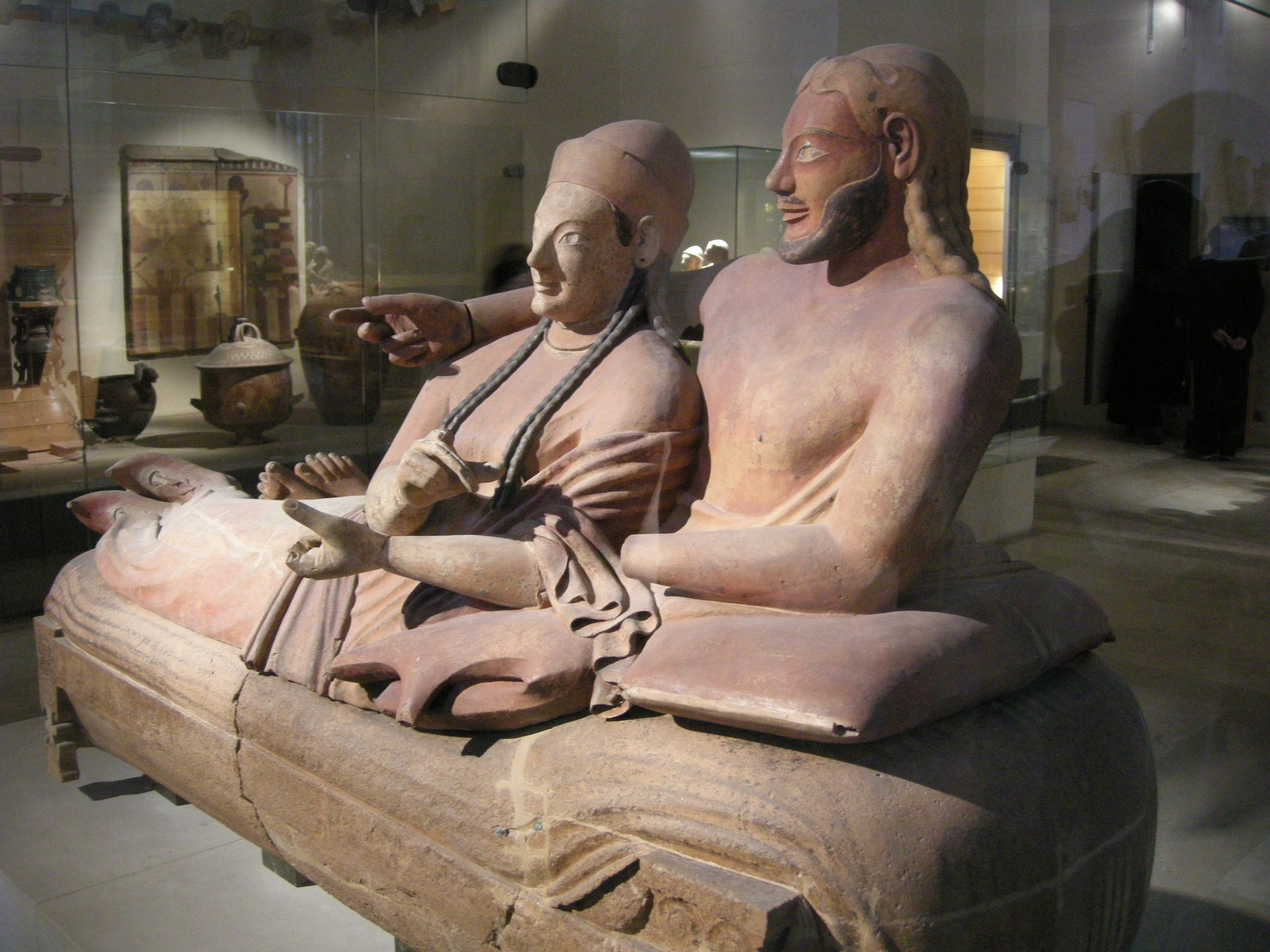
Sarcòfag dels esposos peça d'art etrusc

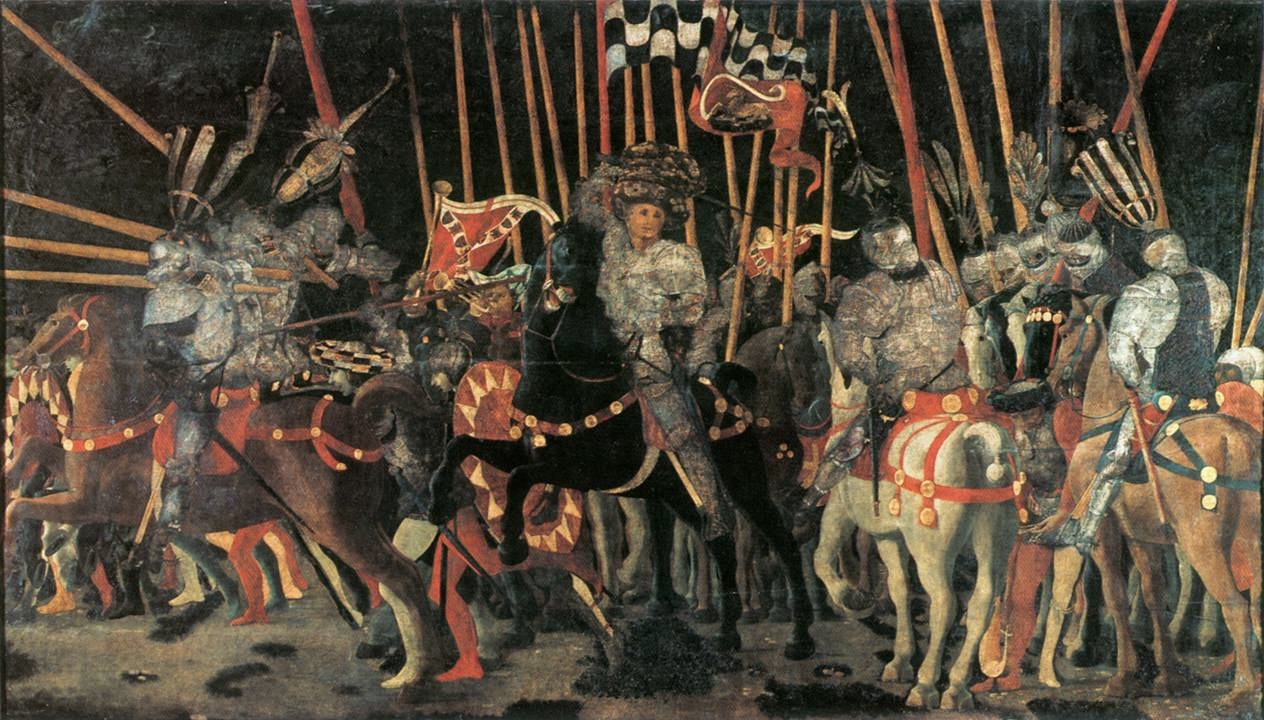
Batalla de San Romano de Paolo Uccello

La col·lecció Campana fou reunida pel marquès Giampietro Campana Di Cavelli. Era director del Mont de Pietat de Roma.
Es va enamorar dels nombrosos descobriments arqueològics de l'època realitzats a Itàlia i finançà excavacions, incloent-hi Cerveteri a l'indret on es trobava la ciutat etrusca de Caere. Serà una col·lecció molt important d'objectes d'art antic, però sobretot d'objectes procedents de les excavacions etrusques, romanes i gregues, però també moltes pintures i objectes d'orfebreria. Una part dels quadres venia de l'antiga col·lecció del cardenal Fesch venuda el 1843, una altra part es troba al Museu Fesch i als convents al centre d'Itàlia. No obstant això, per finançar aquestes importants compres va treure fons del Mont de Pietat.
Després del descobriment de la seva malversació, Campana fou detingut i la seva col·lecció fou confiscada pels Estats Pontificis el 1857. La col·lecció es va posar a la venda. Les llargues negociacions conduiran a una venda parcial del Museu Campana al tsar de Rússia el febrer del 1861. Informat de la venda parcial, Napoleó III va enviar el 22 de març a Roma Leon Renier i Sébastien Cornu per comprar la part més important. El contracte de compravenda es va signar el 20 maig del 1861 per un import de 4.364.000 francs. Aquesta opció ometia l'administració del Louvre i els museus imperials i, en particular, el comte de Nieuwerkerke, director general dels museus imperials.
Durant l'estiu del 1861, Hortense Cornu (1812-1875), esposa de Sébastien Cornu, filla de la infermera del príncep Lluís Napoleó i fillola de la reina Hortènsia, escrigué a Napoleó III per suggerir-li de reunir «en el local assignat en aquell moment al museu Napoleó III», les col·leccions Campana i els descobriments de les missions arqueològiques patrocinades per l'emperador a Síria, Macedònia i Àsia Menor missions arqueològiques per mostrar «tot el que l'emperador va fer l'any passat per la ciència i l'art». L'emperador va donar el seu vistiplau a aquesta idea. El museu va ser creat en el Palau de la Indústria que havia estat construït sobre els Camps Elisis per a l'Exposició Universal del 1855. Sébastion Cornu en fou l'administrador. El nom del Museu Napoleó III no apareix en cap text oficial. La Llei de 16 abril del 1862 anomenà el museu com a Museu Campana. El museu va obrir les portes dues setmanes després. Le Moniteur universel assenyala que «el veritable interès d'aquest museu únic… resideix en el conjunt que ofereixen les sèries; fins al punt que, si hom pensés a dividir-les, el valor tan especial d'aquesta col·lecció i fins i tot de cadascun dels objectes que la componen es veuria certament minvat».
Ràpidament aquest museu es considerà provisional. Un decret imperial d'11 de juliol del 1862 va decidir tancar el museu l'1 d'octubre, i d'aplegar amb les col·leccions de la Corona els objectes que constituïen el Museu Campana per construir un nou museu Napoleó III i situar als museus departamentals que no interessaven al Museu del Louvre. Es va encarregar a una comissió de reservar al Museu Imperial del Louvre «tots els objectes que faltaven a les col·leccions, tot allò que podria afegir-hi alguna particularitat interessant…» El 31 d'agost del 1862, el treball de la comissió s'havia completat. Alguns conservadors de museus pensaven que només les obres mestres eres mereixedores d'ocupar llur lloc al Louvre. Les sèries d'objectes es consideraven irrellevants. El baró Frédéric Reiset, conservador de pintures des del 1861, només retingué 97 quadres d'un total de 646 de què constava la col·lecció.

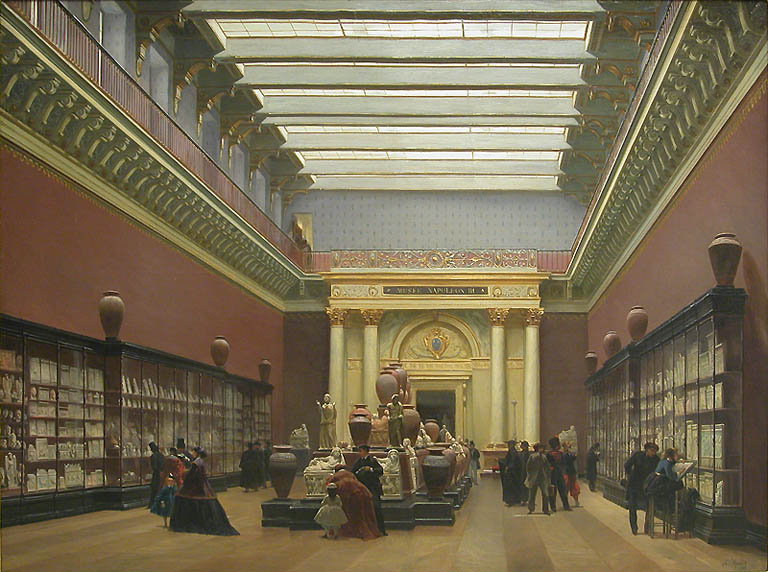
El museu Napoleó-III a l'actual sala dels bronzes antics abans de la seva transformació

Per evitar la controvèrsia sobre la selecció de la comissió, Napoleó III va demanar l'opinió de l'Acadèmia d'Inscripcions i Belles Lettres i l'Acadèmia de Belles Arts sobre el seu treball. Si bé l'Acadèmia d'Inscripcions i Belles Lletres no canvià res de la decisió de la comissió, l'Acadèmia de Belles Arts va afegir 39.206 escultures antigues i pintures, a més d'augmentar el nombre de quadres reservats al Louvre a 313; els altres estaven dispersos en 67 museus provincials. Els cercles literaris i artístics van expressar les seves protestes, entre ells el de Delacroix i Ingres, en contra de la dispersió de la col·lecció. Tots dos bàndols es van enfrontar: una part, com ara Reiset i Émile Louis Galichon volia un Louvre reservat per a obres mestres, i l'altra volia crear al Louvre un «museu Napoleó-III» autònom amb vocació de museu d'estudis pràctics o encoratjador de l'art industrial sobre el model del Victoria and Albert Museum a Londres.
Finalment, les 313 pintures s'exhibeixen a les sales de l'ala de la columnata i els objectes d'art antic en el que avui és la sala dels bronzes antics, abans de sortir d'aquesta sala gràcies a la donació de Louis La Caze el 1869.
Un cop la comissió hagué fet la tria dels objectes atribuïts al museu del Louvre, els objectes restants foren repartits entre els museus departamentals.
El baró Rieset no va admetre que algú li hagués imposat una llista de quadres més important que la seva. Com que no li agradava la col·lecció Campana, després de la caiguda de l'imperi, feu enviar als museus de província 141 peces el 1872, i després 38 peces els anys següents. El mètode que es va utilitzar per al repartiment dels quadres és discutible, car també va conduir a desmembrar els políptics i sovint sense que fos possible retrobar el rastre d'algunes obres. La creació del museu du Petit Palais a Avinyó va permetre de retre justícia a la col·lecció Campana i a les obres dels primitius italians que contenia.

#### El Museu dels Sobirans al Museu del Louvre
El museu va ser creat pel príncep-president Lluís Napoleó Bonaparte el 15 de febrer del 1852. Està dedicat als reis que van governar França. El museu es troba a una planta baixa de l'ala de la columnata, en cinc habitacions. L'elecció dels objectes i la seva implementació fou confiada pel comte de Nieuwerkerke a Horace de Viel-Castel, designat com a conservador. L'arquitecte Félix Duban realitzà els ajustaments necessaris. Les tres primeres sales van ser decorades amb panells de fustes antigues, i les dues següents amb pintures executades per Alexandre Denuelle.
Els objectes exposats procedeixen del Museu del Louvre, del Guardamobles, del Museu de l'Artilleria i de la Biblioteca Nacional. Aquesta última va protestar, perquè no es volia desprendre d'una part significativa del seu patrimoni. Les donacions d'objectes es van fer al museu.
- Tron de Dagobert
(Biblioteca Nacional de França)
- Espasa de Carlemany
- Evangeliari de Godescalc
(Biblioteca Nacional de França)
- Baptisteri de Sant Lluís
- Ceptre de Carles V
- Maça de l'agutzil de l'Orde de l'Esperit Sant

Tots els reis i reines estaven representats per dos o tres objectes. Es podia veure en les dues primeres sales les armadures dels reis de França, en la tercera estava restaurada la capella de l'Orde de l'Esperit Sant, la quarta presentava tots els reis de França, de Khilderic a Lluís Felip I, l'última a Napoleó I i al rei de Roma. El museu glorificava l'emperador i volia mostrar la continuïtat dels primers reis merovingis fins al primer Bonaparte. El 1863, el nou conservador Henry Barbet de Jouy, canvià el disseny del museu i optà per una presentació cronològica.
Alguns visitants feren crítiques al museu on manifestaven la seva sorpresa per la presència de la llitera de campanya de Napoleó I al Museu del Louvre.
Després de la caiguda de l'imperi, els béns van anar a parar a mans de dipositaris. El museu dels Sobirans fou suprimit el 1872 i els objectes que hi estaven exposats van ser retornats als seus propietaris.

#### Donació de Charles Sauvageot
El 1856, quan estava greument malalt, Charles Sauvageot va donar al Museu del Louvre la seva col·lecció d'objectes d'art per evitar la seva dispersió. Nomenat conservador honorari del Museu Imperial, va començar a organitzar la presentació en una sala del museu el 1858. Va morir el 29 de març del 1860 abans d'enllestir-se aquesta exposició. És gràcies a aquesta donació que el Louvre va adquirir el seu primer plat de ceràmica otomana, decorat amb quatre flors. La seva col·lecció incloïa moltes copes europees dels segles xvii i xviii.
Napoleó III comprà el quadre d'Arthur Henry Roberts i el donà a Charles Sauvageot, el qual l'adjuntà a la seva donació al Louvre.

#### Donació Louis La Caze
A aquestes adquisicions d'obres, basades en la llista civil de l'emperador, es van afegir les adquisicions per donacions. La major donació de pintures que mai s'ha fet per un particular al Louvre fou la donació de Louis La Caze, amb 583 quadres, el 1869. Aquesta donació va ser exposada per primera vegada a la mateixa sala dels bronzes antics. Per això va caldre desplaçar la col·lecció Campana que es va col·locar, d'una banda, a la galeria Campana paral·lela al museu de Carles X, i per a la resta, es repartí en diferents departaments del museu corresponent a les obres dipositades.

### El museu sota la Tercera República

#### El museu del Louvre i la Comuna de París

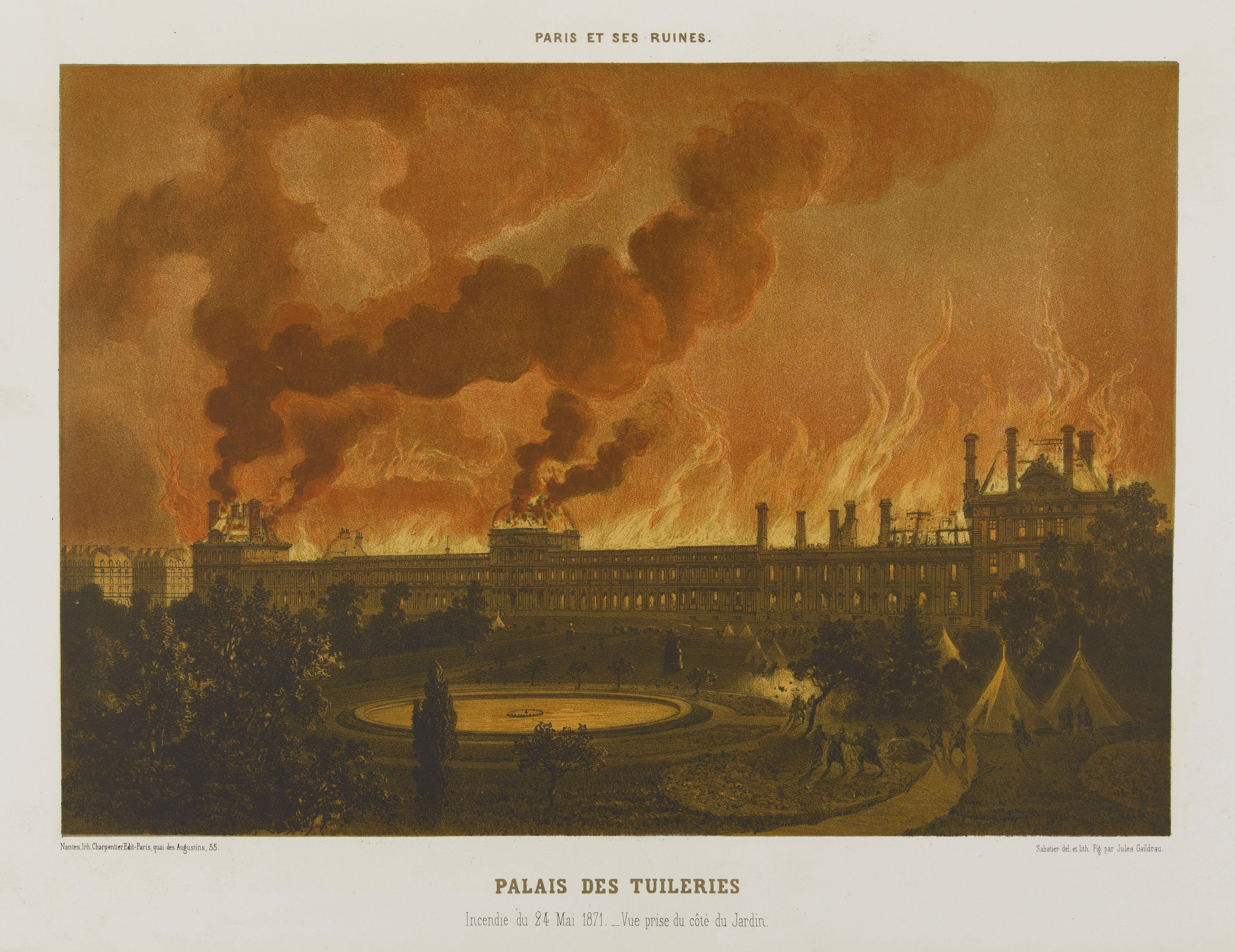
L'incendi del Palau de les Teuleries, pavellons de Flore i Marsan, el 24 de maig del 1871

Després de la caiguda de l'imperi, el comte Nieuwerkerke renuncia, llavors s'encarregarà de la conservació i administració un grup d'artistes, entre els què hi ha: Courbet, Daumier, Bracquemond. A causa de la guerra una part dels quadres fou evacuada a Brest i les estàtues antigues van ser protegides.
El bombardeig prussià de París va començar el 27 de desembre del 1870 i durar tot el mes de gener. Pocs obusos van tocar el centre de París. El Louvre no va patir cap dany.
L'abril del 1871, l'administració del museu nega el rumor que els quadres del Louvre es vendrien a Londres. Afirma que les col·leccions estan intactes i que estaven protegides dels perills de la guerra.
Durant la Comuna de París, els comuners havien col·locat explosius al soterrani i van abocar petroli sobre les parets dels edificis del Nou Louvre fins al pavelló de Marsan i el Palau de les Teuleries que van ser incendiats i destruïts.
El Louvre no va patir massa explosions i incendis dels edificis pròxims. Durant els combats, la Galeria d'Apol·lo va ser tocada pels projectils, la façana de la Columnata també va ser tocada, així com una estàtua de Jean Goujon sobre la façana de l'ala Lescot. El dany va ser reparat ràpidament. L'incendi de la biblioteca del Louvre, situada a la part nord del Nou Louvre, entre el pavelló Richelieu i el pavelló de la Biblioteca davant del Palais-Royal, en la nit del 23 al 24 de maig, es va reduir a cendres els seus 80.000 volums. La intervenció d'una companyia de sapadors, sota la direcció del Comandant Bernardy de Sigoyer, i una companyia d'enginyers, va impedir la seva propagació.
Barbet de Jouy va fer que els guàrdies posessin cadenes a les entrades del museu per bloquejar-les.
L'arquitecte Lefuel va haver de reconstruir el pavelló de Marsan amb l'ala del Nou Louvre al llarg de la rue de Rivoli que li doblava la llargada, entre el 1873 i el 1875, quan fou destinada al Tribunal de Comptes.
Es construeix la façana nord del pavelló de la Flora. La prefectura de París s'hi instal·la abans de ser reemplaçada ràpidament pel Ministeri de Finances.
Les sales de les Teuleries mai serien reconstruïdes, i després de diversos anys de deliberacions, les ruïnes finalment es van enderrocar el 1882.

#### Mitjans d'enriquiment de les col·leccions

##### Creació de la Reunió dels Museus Nacionals
El pressupost de l'Estat destinat a la compra d'obres d'art només preveia un crèdit de 162.000 francs que no permetia la compra d'un quadre de gran qualitat. Per fer front a aquest problema, una llei del 1895 va crear la Réunion des musées nationaux ("Reunió dels museus nacionals", abreujadament RMN), un organisme amb personalitat civil i moral, que posseeix un pressupost autònom, la Caisse des musées nationaux ("Caixa dels museus nacionals"), gestionat per un consell d'administració. La Caixa dels museus nacionals rep una assignació de l'Estat i té els seus propis recursos, ingressos, llegats vendes d'objectes...
Quan, el 1910, es posa a la venda el retaule de l'Adoració dels Reis Mags d'Hugo van der Goes descobert a Monforte de Lemos, Galícia, es troben representants dels museus de Berlín, Brussel·les, Dublín i París. Serà el museu de Berlín el que s'emporti el quadre per un preu d'1.180.000 milions de francs or, una suma considerable.
L'ús de fons dels museus nacionals per a la Caisse serà criticat com a resultat de la compra de la Tiara de Saitafernès que seria una obra d'art oferta pels habitants de la colònia grega d'Olbia al rei dels escites Saitafarnès, al voltant del 200 aC. Després d'haver estat rebutjat pel Museu de Viena, es proposa al Louvre el març del 1896, i aquest el compra. El maig del 1896, el professor Wesselowsky de la Universitat de Sant Petersburg, diu que es tracta d'una tiara falsa. El 1903, un artista de Montmartre diu que ell és l'autor de la tiara. La premsa es fa ressò del fet i obliga els conservadors del Louvre a demanar un peritatge a Charles Clermont-Ganneau. Va arribar a la conclusió que l'objecte era fals. La tiara ha de ser retirada del Louvre. Això donarà lloc a la desqualificació dels empleats del Louvre, Antoine Heron Villefosse és a la llista negra, el director dels Museus Nacionals, Albert Kaempfen, és destituït i reemplaçat per Théophile Homolle. El diari La Liberté publica el 1904 que «les compres al Louvre es van fer sense el control d'experts seriosos, es van basar en (les opinions de) simples aficionats». Aquest cas farà que s'instal·li un clima de sospita sobre les compres realitzades per la RMN.
El 1910, el museu compra a la ciutat de Guiparsa el quadre Martiri de sant Sebastià d'Andrea Mantegna que és probablement la primera pintura del Renaixement italià que va arribar a França, encarregada per la família Gonzaga amb ocasió del casament de Chiara Gonzaga amb Gilbert de Borbó, comte de Montpensier, el 1481.
- Estela del Rei Serp
Col·lecció Amelineau
Compra 1904
- Andrea Mantegna
Martiri de Sant Sebastià
Compra 1910
- Geertgen tot Sint Jans
Resurrecció de Llàtzer
Compra 1913
- Rogier van der Weyden
Tríptic Braque
Compra 1913
- Eugène Delacroix
La mort de Sardanàpal
Compra 1921
- Albrecht Dürer
Autoretrat
Compra 1922

##### La Societat dels amics del Louvre
Per pal·liar aquesta manca de fons i per permetre la compra d'obres d'art per part del museu del Louvre, es crea el 1897 la Societat dels amics del Louvre.
- Enguerrand Charonton
La Pietà de Vilanova d'Avinyó (don : 1905)
- Jean Auguste Dominique Ingres
El bany turc (donació: 1911)
- Gustave Courbet
El taller del pintor
Compra del Louvre amb els amics del Louvre, el 1919

##### El mecenatge, els llegats i les donacions
El mecenatge i les donacions ajudaran a enriquir el museu:
- donació Thiers,[65] feta per Élise Thiers, el 1881,
- donació Jean Charles Davillier, el 1883,
- donació del tresor de Boscoreale del baró Edmond de Rothschild, el 1895,
- donació Adolph Carl von Rothschild, el 1900,
- donació Alphonse de Rothschild, el 1901,
- donació Moreau-Nélaton, el 1906,
- donació Tomy-Thierry (1823-1902), el 1903,
- donació Alfred Chauchard, el 1910,
- donació Isaac de Camondo, el 1911,
- donació de la marquesa Arconati-Visconti, el 1914,
- llegats del baró Basile de Schlichting, el 1914
- donació de la baronessa Salomon de Rothschild, el 1922,
- donació Corroyer feta per la vídua d'Édouard Corroyer, el 1923,
- donació Ernest May, el 1926,
- donació Caillebotte, el 1929,
- donació de la princesa Louis de Croÿ, nascuda Eugénie de l'Espine, el 1930,
- donació Edmond de Rothschild al departament d'Arts gràfiques, el 1935,
- donació Carlos de Beistegui,[66] feta el 1942 amb usdefruit, entrada al museu el 1953,
- llegats de la princesa Edmond de Polignac, nascuda Winnaretta Singer, el 1944,
- donació David David-Weill, el 1956
- donació Hélène i Victor Lyon, el 1961 i el 1977
- donació de René Grog (1896-1981) i de la seva esposa, Carmen de Tommaso, Madame Carven (1909-), el 1973

A aquestes donacions importants, caldria afegir-hi les menys importants efectuades per nombrosos donants que van permetre d'omplir les mancances de les col·leccions. La germana de Courbet, Juliette Courbet, dona l'Enterrament a Ornans, el 1883, els afeccionats ofereixen la Remesa dels cérvols que va comprar a la venda Secretan el 1889. Madame Pommery de Reims dona Les espigolaires de Millet adquirides en la mateixa venda.
El marxant anglès sir Joseph Duveen, ofereix el 1923 el quadre de Joachim Patinir, Sant Jeroni al desert. El coronel Friedsam, president del Metropolitan Museum of Art de Nova York ofereix el 1927 al museu un paisatge després d'una obra d'Adriaen Brouwer, sir Percy Moore Turner dona, el 1948, el quadre de Georges de La Tour Sanat Josep el fuster que completa, el 1952, amb el quadre de John Constable, Salisbury vista des dels camps.
- Gustave Courbet
Un enterrament a Ornans
Donació Juliette Courbet
- Jean-François Millet
Les espigolaires
Donació Madame Pommery
- Joachim Patinir
Sant Jeroni al desert
Donació de sir Joseph Duveen
- Després una obra d'Adriaen Brouwer
Paisatge
Donació Colonel Friedsam
- Georges de La Tour
Sant Josep el fuster
Donació Percy Moore Turner
- John Constable
Salisbury vista dels camps
Donació Percy Moore Turner

Els salons estaven tancats als petits pintors romàntics de l'Escola de Barbizon, l'elecció dels acadèmics de Belles Arts estava tancada a les noves tendències en l'art, fet que havia impedit que l'Estat comprés llurs pintures per al Museu del Palau de Luxembourg. Els donants van ajudar a compensar l'escassetat que n'havia resultat. Però la majoria d'aquests quadres van anar a afegir-se als cimacis del Museu d'Orsay.

##### La transferència al museu del Louvre de les obres del Museu del Luxembourg
Una part important de l'enriquiment de la col·lecció de pintures de l'escola francesa moderna prové de transferir els quadres que es trobaven al Museu del Luxemburg. Aquesta transferència s'havia de fer algun temps després de la mort de l'artista. Les obres d'Ingres i Delacroix que es trobaven al Museu del Luxemburg, es van instal·lar al Louvre al començament de la Tercera República, en la primera sala dels Estats construïda per Napoleó III. La sala fou decorada a continuació amb un estuc al sostre. La sala va ser inaugurada el 27 d'octubre del 1886.

##### Els descobriments durant les excavacions arqueològiques
El museu va seguir ampliant la seva col·lecció d'antiguitats gràcies als descobriments realitzats en les excavacions i al fet que les van compartir amb el país d'origen.
- Antiguitats egípcies
Les excavacions dutes a terme per Émile Amélineau prop d'Abidos van permetre descobrir els vestigis del període tinita, les primeres dinasties faraòniques. La major part de les peces de l'època tinita que es van descobrir foren adquirides pel museu el 1904. Aquesta adquisició se suma a la de la Paleta del bou donada per Tigrane Paixà el 1886.
La participació en les excavacions de les excavacions d'Assiut van fer entrar l'estàtua de Nakhti, i el vaixell de Nakhti, el 1903.
La participació en les excavacions d'Abu Rawash, el 1907, amb el Cap de rei Djedefre.
La participació en les excavacions de Nag al-Madamud, el 1927, fa entrar l'estàtua fragmentada de Sesostris III ancià i l'estàtua de Sesostris III, sota l'aparença d'un home jove.
La participació en les excavacions de Tufium, on es va trobar el Tresor de Tod, el 1936.
- Antiguitats gregues
Les excavacions dirigides per l'Escola Francesa d'Atenes continuen, en particular a Tanagra, on es troben estatuetes de terracota, a la necròpolis de Mirina.
- Antiguitats orientals
  - Sumer
El 1877, Ernest de Sarzec, vicecònsol de França a Bàssora, rep un missatge de Guillotti, director de Correus i Telègrafs a Bagdad, el qual, en tornar d'una inspecció de les línies va veure unes estàtues que cobrien les ribes del Shatt al-Hayy prop de Lagaix. Sarzec es llança a fer excavacions, en les quals es va descobrir un poble oblidat, els sumeris. Les estàtues són les de Gudea, príncep sumeri de l'Estat de Lagaix, vers el 2130 aC. Les peces trobades per Sarzec es complementen amb donacions del govern otomà el 1888, i el sultà Abdul Hamid el 1896. Les col·leccions es completen amb els descobriments de les excavacions dirigides el 1929-1931 per Henri de Genouillac.
Les excavacions de Mari, a Síria, són dirigides a partir del 1934 per André Parrot.
  - Elam, Iran i Pèrsia
El 1884, l'enginyer Marcel Dieulafoy i la seva esposa, Jane, s'atansen al jaciment de Susa. Busquen en els nivells superiors, on surten a la llum les restes de construccions perses aquemènides. Dieulafoy hi va descobrir el 1883 el Fris dels arquers del palau de Darios I el Gran. Va portar el capitell de l'Apadana, el 1886.
  - Accad
Seran les excavacions realitzades per l'enginyer Jacques de Morgan i la delegació arqueològica a Pèrsia, a Susa, en els nivells més antics, després de les de Marcel Dieulafoy, que van permetre de trobar les peces més importants dels sobirans d'Accad que es troben al Louvre. Allà van ser enviades com a botí per un sobirà d'Elam. Es tracta de l'Estela de la victòria de Naram Sin, el codi de lleis d'Hammurabi i d'un Cap reial, tal vegada el d'Hammurabi.
  - Llevant, Palestina, Cartago
Les excavacions a Ugarit, sobre el litoral sirià, dutes a terme per Claude Schaeffer i R. Dussaud, a partir del 1929, van enriquir les col·leccions del Louvre. André Parrot comença el 1933 les excavacions de Mari.
S'endeguen excavacions a Cartago, antiga colònia fenícia de Tir, en particular per part dels Missioners d'Àfrica, els descobriments dels quals es troben al Museu Nacional de Cartago, en particular el pare Delattre, fundador del futur Museu del Bardo a Tunísia. Els descobriments realitzats per la missió Pricot de Sainte-Marie es trobaven a bord del vaixell insígnia de la flota Magenta quan explota al port de Toulon, el 31 d'octubre del 1875. El vaixell es va enfonsar amb la seva càrrega de 2.080 esteles púniques provinents del Tofet de Salambó i una estàtua de l'emperadriu Sabina. La seva càrrega es va recuperar en part, però va caldre esperar a les recerques fetes entre el 1995 i el 1998 per retrobar el vaixell i muntar moltes peces, com el cap que mancava de l'emperadriu.
El 1850, Félicien de Saulcy visita Palestina. Va tornar a Palestina poc després per fer excavacions. Va ser durant la campanya del 1863-1864 que descobreix el que ell creu ser la Tomba dels Reis. Hi troba el sarcòfag inviolat de la reina Saddan que donarà al museu. El monument va ser adquirit pels germans Pereire que la donen a França. Durant les seves campanyes, Saulcy és acompanyat pel fotògraf Auguste Salzmann que va reportar el primer testimoni fotogràfic de Terra Santa.

- Lagaix
Estela dels voltors
- Lagaix
Gudea
- Accad
Codi d'Hammurabi
- Mari
Lleó
- Babilònia
Lleó caminant
- Susa
Fris dels arquers

##### Transferència del fons egipci de la Biblioteca Nacional
El 1922, el fons egipci de la Biblioteca nacional es transfereix al museu del Louvre. Entren al museu el Zodíac de Dendera i la Cambra dels avantpassats de Karnak portat a França per Émile Prisse d'Avesnes.

##### Dipòsit del Mobiliari Nacional
El mobiliari nacional és l'hereu del Guardamobles de la Corona. El Louvre posseeix pocs objectes d'art mobiliari posteriors al Renaixement. És després del 1871 quan els mobiliaris del Castell de Saint-Cloud i el Palau de les Teuleries, que havien estat evacuats es dipositen al Museu del Louvre. El mobiliari nacional feu una segona transferència al Louvre, el 1901, de peces d'ebenisteria dels segles xvii i XVIII que havien sortit dels tallers de Boulle, Riesener i Carlin. El Departament d'Escultura i d'Objectes d'art es va independitzar del d'Antiguitats el 1872. El 1893, és el departament d'escultures el que se separa del d'objectes d'art.

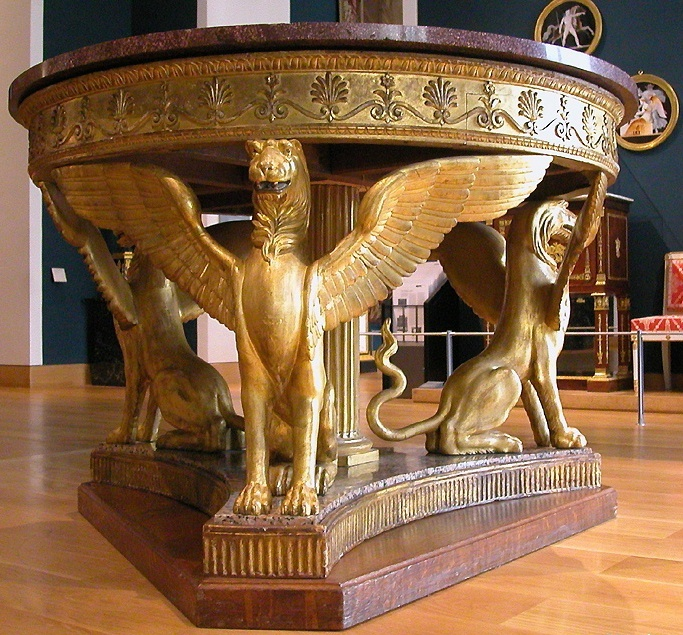
Taula Imperi
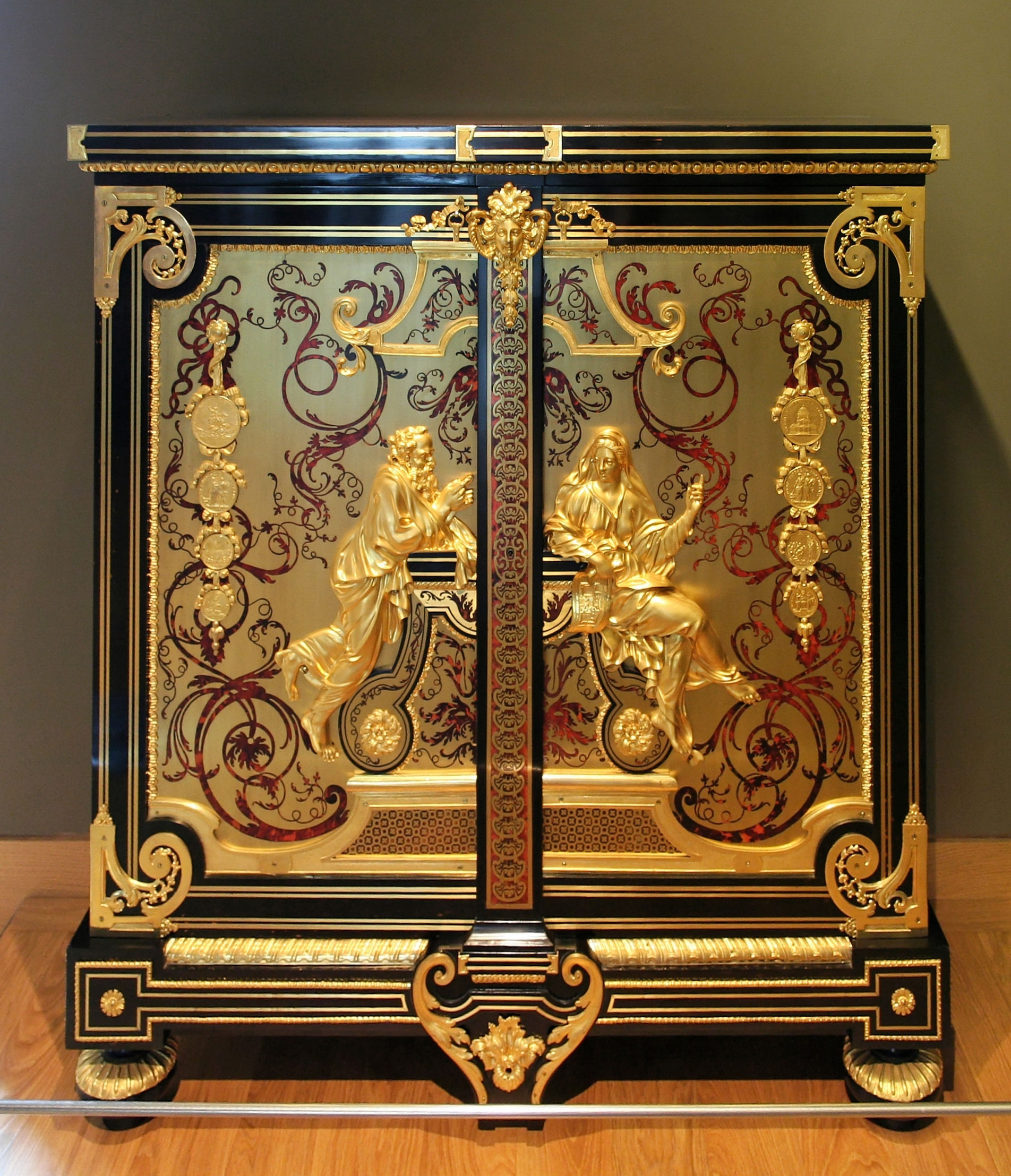
Palau de les Teuleries Armari de Jacob-Desmalter

#### Reorganització del museu
Napoleó III havia fet reconstruir a l'arquitecte Lefuel part de la Gran Galeria, que estava en ruïnes des de les portes del Louvre, fins al pavelló de la Flora, amb l'ala de Flora, entre el 1861 i el 1866. Per acostar la Sala dels Estats de la seva residència al Palau de les Teuleries, l'emperador va demanar la construcció d'una nova sala dels Estats al primer pis del Pavelló de les Sessions. L'última sala dels Estats mai es va utilitzar. El 1900, aquesta sala va ser reconstruïda per acomodar els quadres de la Galeria Mèdici de Rubens.
El 1910, la crescuda del Sena no va tenir conseqüències per a les col·leccions.
no va causar danys al museu. La primera guerra mundial tampoc va malmetre res.
A partir del 1927, el director del Museu Nacional i del Museu del Louvre, Henri Verne (1880-1949), decideix redistribuir les col·leccions d'acord amb un pla racional. Des de l'inici del museu, aquest havia vist canviar el seu disseny a mesura que es feien noves adquisicions, sovint a l'atzar de les possibilitats d'ocupació de les sales del palau.
Després de la declaració de guerra de França a Alemanya el setembre del 1939, es va construir un refugi sota el jardí de la Infanta, que podia encabir el personal del museu.

### Creació del Laboratori del museu del Louvre

Plànol del Louvre, cliqueu per engrandir

El 1927, Henri Verne demana la col·laboració del laboratori d'assajos del Conservatoire national des arts et métiers ("Conservatori Nacional d'Arts i Oficis") per fer tasques d'investigació per autenticar les pintures. Les proves realitzades en dues habitacions al soterrani del Pavelló de Flore naixerà, el 1932, el laboratori del Louvre, que esdevingué el Centre d'Investigació i Restauració dels Museus de França. Aquest laboratori va ser creat a l'Ala de Flore gràcies a dos mecenes argentins, Fernando Perez (1863-1935) i Carlos Mainini (1879-1943), conegut d'entrada com la "Fundació Mainini", Institut per a l'Estudi Científic de la pintura i laboratori d'anàlisis. Fins al 1939 aquest laboratori només va servir per a l'estudi dels quadres. A partir de la seva reobertura, el 1946, el seu camp d'actuació es va ampliar a l'estudi i conservació dels objectes arqueològics. Des del 1956 es publica periòdicament un butlletí que informa de les últimes investigacions i estudis científics, com a complement a la Revista del Louvre.

### El Louvre durant la Segona Guerra Mundial

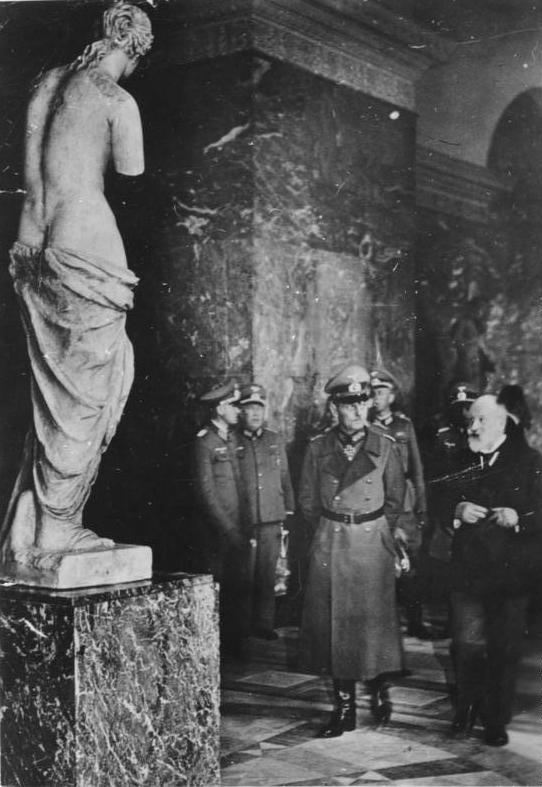
El Generalfeldmarschall Gerd von Rundstedt davant la Venus de Milo, quan va visitar el Louvre acompanyat del conservador Alfred Merlin, el 7 d'octubre del 1940.

Durant la Segona Guerra Mundial, obres mestres del museu són evacuades segons un pla concebut des del 1938 pel director dels Museus Nacionals de l'època, Jacques Jaujard, que es basa en una llista compilada des del 1936 que assenyala les obres que es troben en diversos museus de França i en altres llocs d'emmagatzematge potencial.
En efecte, des del 4 d'octubre del 1932, Henri Verne, director dels museus nacionals demana a Paul Vitry una llista d'obres a evacuar en cas de conflicte.
Havent ja transferit ell mateix vers Suïssa, via França, les obres mestres del museu del Prado durant la guerra civil espanyola començada el 1936, es va dissenyar un pla en cas que París fos bombardejat. No obstant això, com assenyala l'autor Hector Feliciano, cal tenir en compte també el fet que 
| « | Hitler esperava la signatura d'un tractat de pau oficial amb França per obtenir, com a reparació de guerra, les millors obres del Museu del Louvre. | » |

Des del 27 de setembre del 1938, dos combois d'art surten del Louvre cap al Castell de Chambord, amb cinquanta obres. Se'n despengen 3691 pintures. Jacques Jaujard té la col·laboració dels conservadors Germain Bazin, André Chamson i René Huyghe. Els llocs de destinació, que òbviament es van mantenir en secret, són els castells de Chambord (Loira i Cher), Louvigny (Sarthe), Pau, etc. La ubicació perifèrica d'aquests amagatalls es fa generalment amb l'ajut dels gestors locals i fins i tot dels castlans: van tenir lloc 200 viatges, se'n van desplaçar 5.446 caixes. L'estàtua de la Victòria de Samotràcia va anar a parar al Castell de Valençay mentre que La Gioconda, 
| « | embolcallada amb una tapisseria de vellut vermell, i després encabida en una caixa, que es col·loca en un cofre amb doble paret d'àlber [… i] porta el número de registre NLP núm 0, així com tres punts vermells – signes distintius del seu gran valor. | » |

Es desenvolupen altres transferències però l'avanç de la guerra comporta que se sigui més prudent (ocupació de la zona lliure, desembarcaments, etc.), tot i que els alemanys acabaran per descobrir la localització exacta dels llocs d'emmagatzematge, sobre els quals farà els ulls grossos el responsable de la comissió alemanya de protecció de les obres d'art (la Kunstschutz), el comte Franz Graf Wolff Metternich, que declara simplement que cal 
| « | transmetre [les obres mestres] a les generacions venidores. | » |

Les autoritats alemanyes fan reobrir el museu el 29 setembre del 1940. L'entrada és gratuïta per als nazis que estan decebuts perquè les principals obres mestres havien estat evacuades (les parets del primer pis estan buides) i les escultures s'havien portat al soterrani. Malgrat les ordres dels alemanys, no es retorna cap obra mestra.
Durant l'ocupació, els alemanys, sota l'administració del «Personal especial per a l'art pictòric» (Sonderstab Bildende Kunst) de l'Institut del Reichsleiter Rosenberg per als territoris ocupats (Einsatzstab Reichsleiter Rosenberg für die Besetzen Gebiete o ERR), va començar per França un saqueig sistemàtic d'obres de museus i col·leccions privades, principalment les pertanyents a jueus expulsats o que havien fugit. El 30 de juny de 1940, Adolf Hitler havia ordenat a l'ambaixador del Reich a París, Otto Abetz, de «posar sota custòdia» les col·leccions dels museus de França. Sis sales del Departament d'Antiguitats Orientals fan llavors del Louvre, buidat en part, un magatzem on transiten les obres robades als jueus rics i on el mateix Reichsmarschall Hermann Göring arriba justament el 3 de maig del 1941 per triar les peces que adornaran les seves residències; algunes obres surten cap a Linz en previsió del projecte del Führermuseum. El 27 de juny del 1944, Heinrich Himmler ordena de transferir el Tapís de Bayeux del Castell de Sourches al Louvre. La Galeria Nacional del Joc de Palma esdevé un annex per a l'emmagatzematge. Emmagatzemats en caixes marcades amb les inicials dels seus antics propietaris, els objectes d'art robats pels serveis de l'Einsatzstab Reichsleiters Rosenberg (ERR) (i els que es troben emmagatzemats llavors a l'ambaixada alemanya) s'enumeren en secret per Rose Valland (la conservadora del museu del Joc de Palma), el que permetrà després de la guerra de retornar les antiguitats a llurs legítims propietaris. El museu del Louvre recuperarà, després d'un viatge invers, la quasi totalitat de les seves obres mestres gràcies a la Comissió de recuperació artística (CRA), formada entre d'altres per Rose Valland, Jacques Jaujard i René Huyghe.

### Reorganització de les col·leccions nacionals
Després de la transferència de les col·leccions del Museu Etnogràfic del Louvre el 1878, i del Museu de la Marina el 1943, la reorganització de les col·leccions nacionals prossegueix al final de la segona guerra mundial

#### El museu Guimet i el museu del Louvre
El 1879, Émile Guimet va crear un Museu de les Religions a Lió. El 1889, va vendre la seva col·lecció a l'Estat quan s'inaugura el Museu de les religions a París, plaça de Iéna. El 1920, dos anys després de la mort del seu creador, el museu es va reorientar envers l'art asiàtic en lloc de les religions. El museu es va convertir en un museu nacional el 1927.
El 1945, es va decidir redistribuir les col·leccions nacionals. Les obres clàssiques i egípcies s'atribuïren al Louvre que transfereix al Museu Guimet les seves peces de l'Extrem Orient per convertir-lo en un dels més grans museus d'art asiàtic a Europa.

#### Els impressionistes entre el Museu del Joc de Palma i el Museu d'Orsay
El 1947, les col·leccions del Museu d'Escoles estrangeres contemporànies són reagrupades amb les del Museu del Luxembourg per formar el Museu nacional d'art modern al Palau de Tòquio. L'engrandiment de la col·lecció de quadres impressionistes del museu del Louvre farà necessari de trobar-li un lloc d'exposicions més important. Es transferirà al museu del Joc de Palma, que esdevé l'annex del Museu del Louvre, les pintures de l'escola impressonista. Aquesta part del museu del Louvre s'anomenarà també "museu dels donants" car la major part de les seves obres provenen de donacions.
La col·lecció resta al Joc de Palma fins als 1986, data en la qual s'unirà als edificis de l'estació d'Orsay, transformats en Museu d'Orsay amb altres obres procedents del Louvre per cobrir l'art occidental entre el 1848 i el 1914.

#### Els primitius italians al museu del Petit Palais d'Avinyó
El 1976 s'inaugura el museu del Petit Palais, a Avinyó, dedicat als pintors primitius italians. Les obres procedeixen dels quadres de reserva al Louvre i altres museus de la província. La majoria de les pintures van ser adquirides amb la col·lecció Campana.

### ElGrand Louvre
Durant el primer mandat de François Mitterrand, es pren la decisió de restaurar al museu l'ala Richelieu que alberga el Ministeri de Finances (que es traslladarà a un nou edifici a Bercy). Es duen a terme importants obres sota la direcció de Ieoh Ming Pei (arquitecte d'origen xinès i de nacionalitat estatunidenca), el museu és redissenyat i ampliat en gran manera. La construcció d'una nova entrada en forma de piràmide transforma l'aspecte exterior del museu.

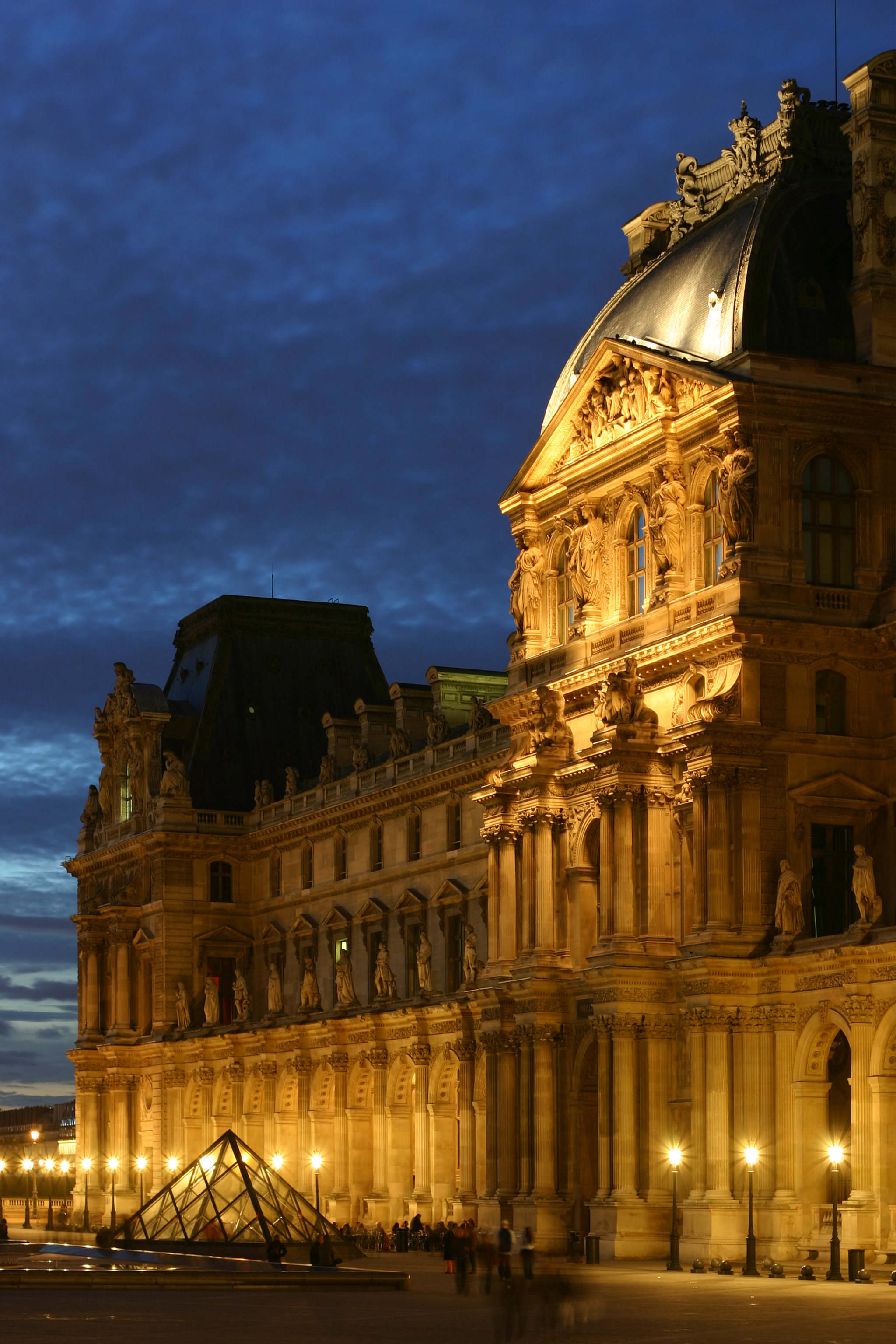
Ala Richelieu del Louvre, a la nit

## Actualitat
El març del 2004 es va anunciar una nova ampliació del museu que es dedicaria a l'art islàmic. Per al seu disseny es va convocar un concurs internacional el 2005. Per al projecte s'hi van invertir 50 milions d'euros.
El 2010 va rebre, juntament amb altres museus europeus, la condecoració de l'Orden de las Artes y las Letras de España, del Ministeri de Cultura Espanyol, en reconeixement de la tasca de protecció del patrimoni que va fer dins del Comitè Internacional de Salvament dels Tresors Espanyols el febrer del 1939, protegint les obres a les seves instal·lacions.

## Les diferents col·leccions
El Louvre compta actualment amb diferents col·leccions, molt riques en obres d'art provinents de civilitzacions, de cultures i d'èpoques diverses. Hi ha un total aproximat de 445.000 peces (140.000 obres gràfiques), de les quals 35.000 estan exposades. És impossible mostrar els dibuixos durant més de tres mesos consecutius per motius de conservació. La resta es compon d'obres secundàries en mal estat, o sèries arqueològiques.

### Antiguitats orientals
El departament d'Antiguitats orientals conserva objectes que provenen d'una regió situada en tre l'actual Índia i la mar Mediterrània (Turquia, Síria, l'Iraq, el Líban, Israel, Jordània, Aràbia Saudita, Iran, Afganistan ...).
El museu assiri del Louvre, fundat el 1847 i unit llavors al departament d'antiguitats, és el primer en el món dedicat a les antiguitats orientals. En els seus inicis, va exposar 37 baixos relleus portats des de Khorsabad pel cònsol francès a Mossul, Paul-Émile Botta. El Departament d'Antiguitats Orientals en sentit estricte fou creat el 1881. Al llarg de tot el segle xix i de la primera meitat del segle xx, les col·leccions s'enriquiren gràcies a les troballes endegades pels arqueòlegs francesos al llarg del tot el Pròxim i Mitjà Orient, especialment als jaciments de Khorsabad, Susa, Mari i Ugarit. Les adquisicions i donacions vingueren a completar també les sèries arqueològiques del departament. En l'actualitat, les col·leccions s'expandeixen principalment a través d'acords d'associació signats amb els països on es troben els jaciments excavats i prenen la forma de dipòsits.
Des del Neolític, moltes civilitzacions han anat i vingut en aquesta zona, on es va contemplar l'aparició d'una administració política, militar i religiosa. És també el bressol de l'escriptura, que fa la seva aparició vers el 3300 aC a Uruk, en Mesopotàmia.
El museu del Louvre té tres col·leccions dins d'aquest departament, que es divideixen per grups geogràfics i culturals:
- Mesopotàmia (Sumer, Babilònia, Assur, Anatòlia…) ;
- Iran (Susa, Imperi Aquemènida) ;
- Els països del Xam (costat sirià-palestí, Xipre).

Entre les principals exposicions s'inclouen l'estela dels voltors, l'estàtua de l'intendent Ebih-Il, l'estàtua del príncep Gudea, un penjoll en forma d'un gos provinent de Susa, un bon exemple del mestratge de les tècniques de l'orfebreria a la fi del quart mil·lenni abans de Crist, el Codi d'Hammurabi, l'Estela de Moab del segle ix aC, els toros alats (Lammasu) i els baixos relleus monumentals del palau de Sargon II a Khorsabad, el lleó de coure provinent de Mari, el Fris dels Arquers i el Fris dels Lleons provinent del palau de Darios I a Susa.

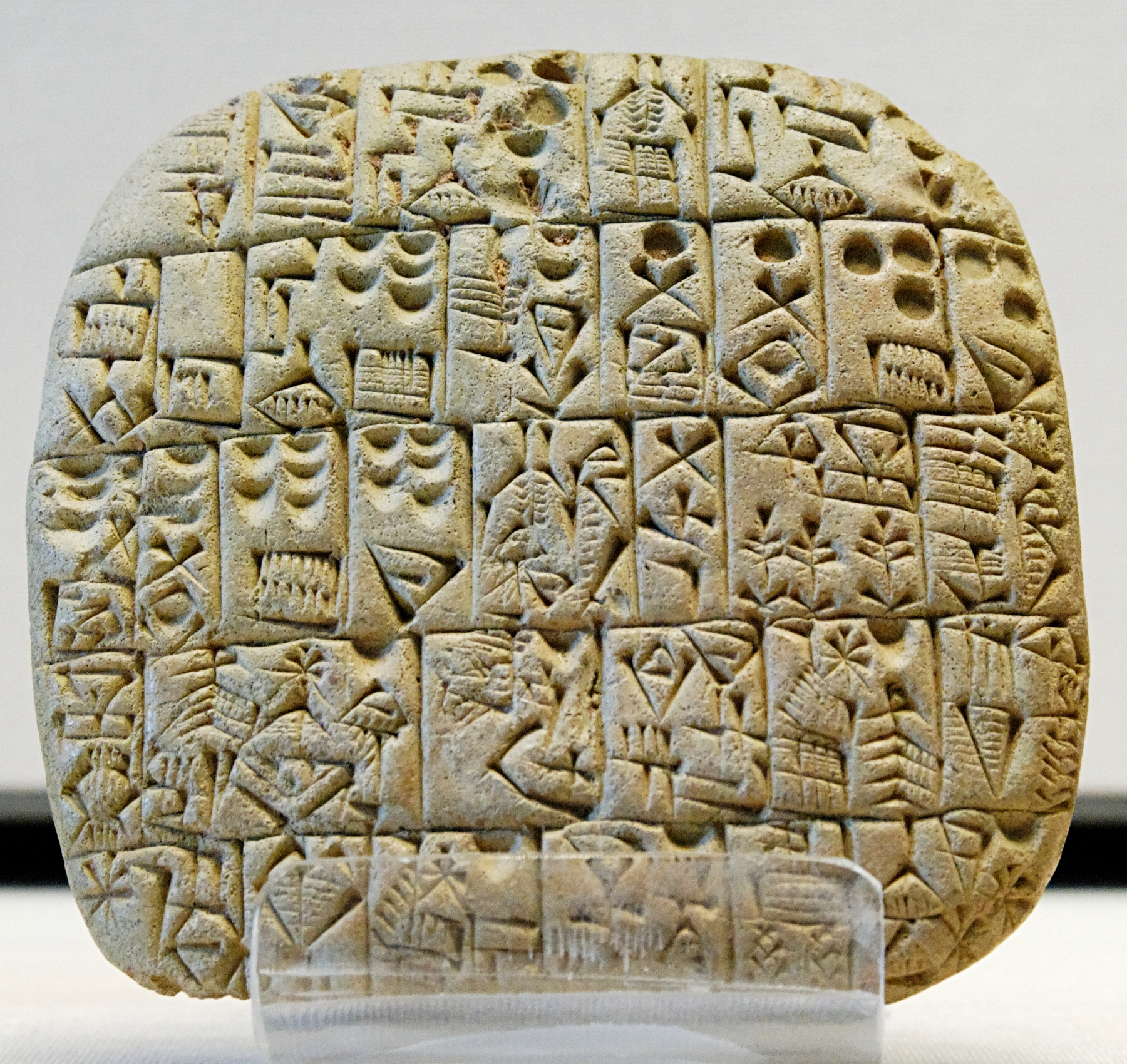
Contracte arcaic sumeri
«Princesa de Bactriana»
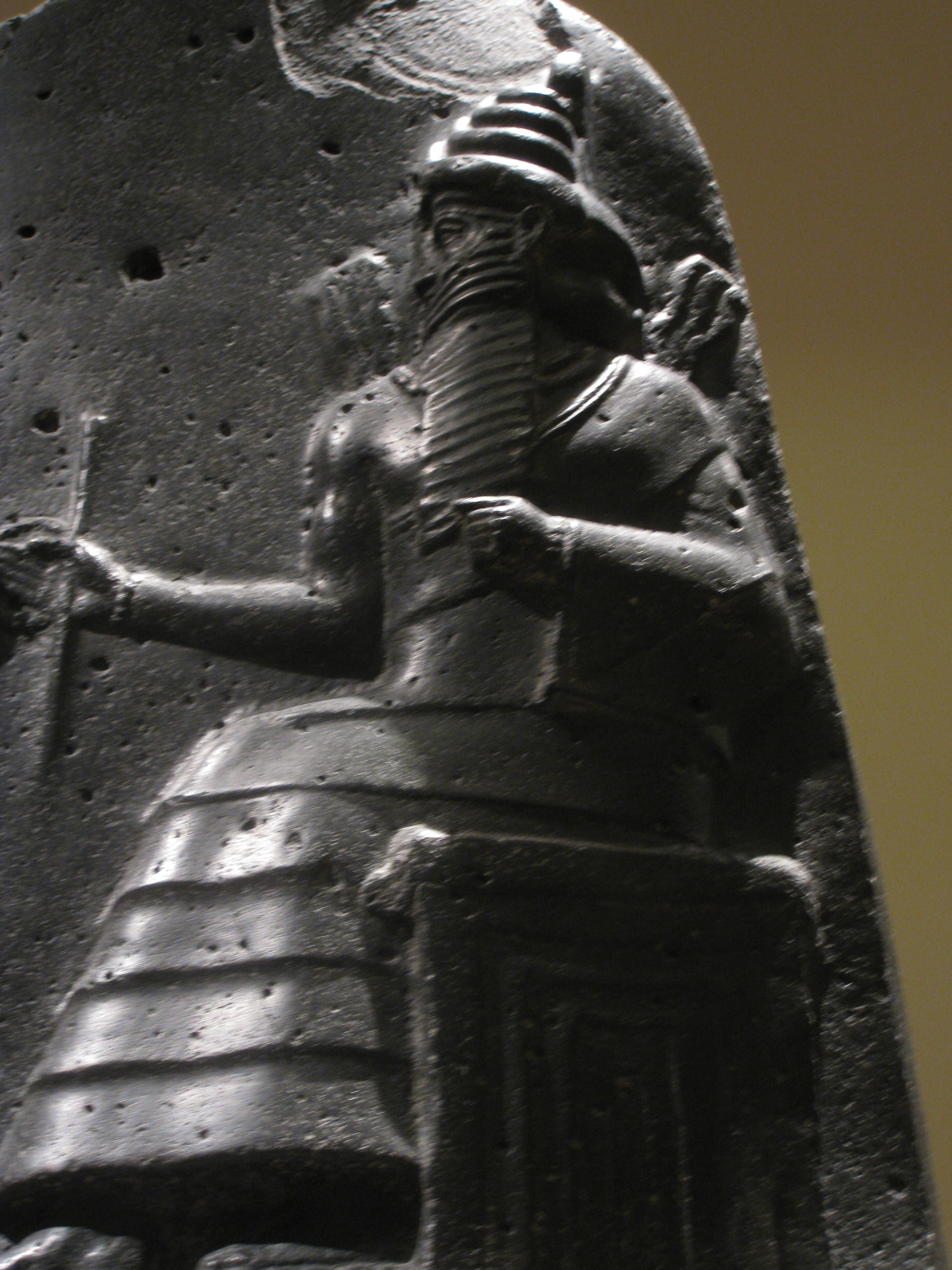
Xamaix, déu de la justícia, detall del codi d'Hammurabi
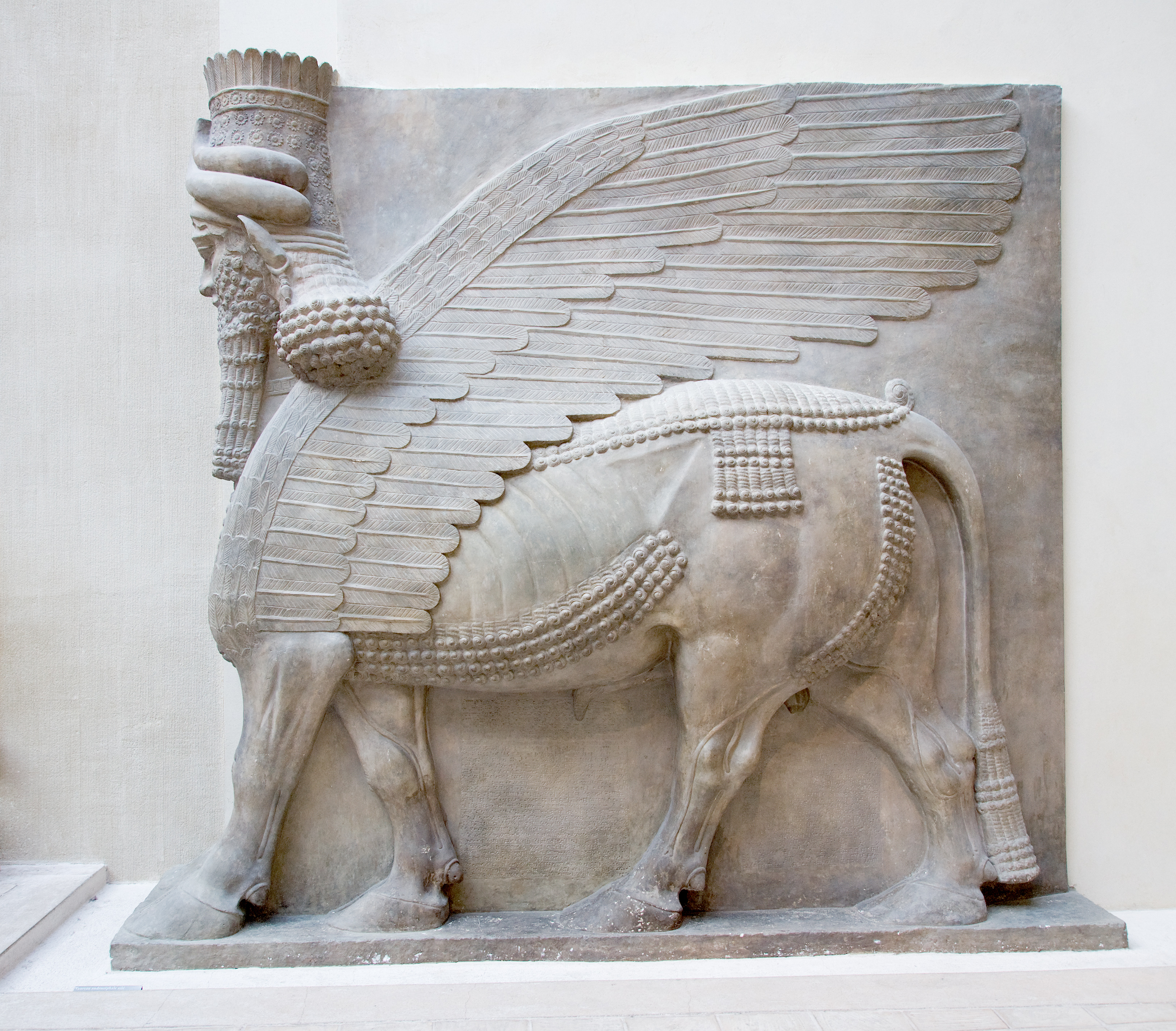
Lammasu del palau de Sargon a Khorsabad
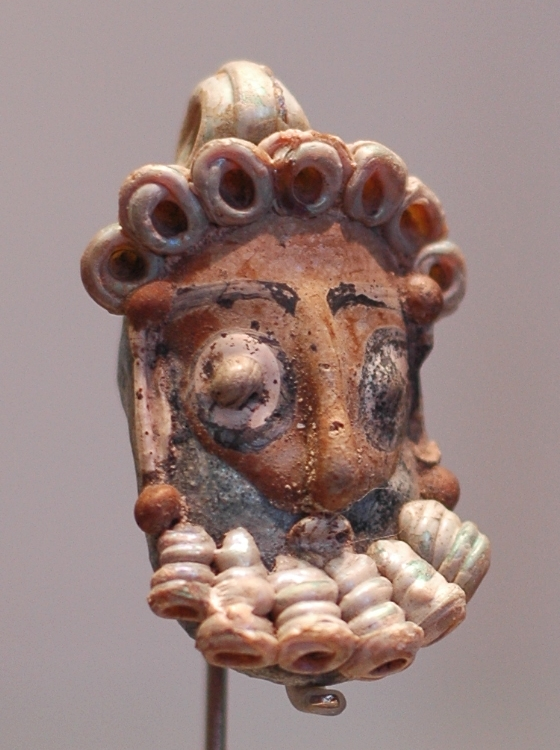
Cap de l'home en vidre fos, Cartago
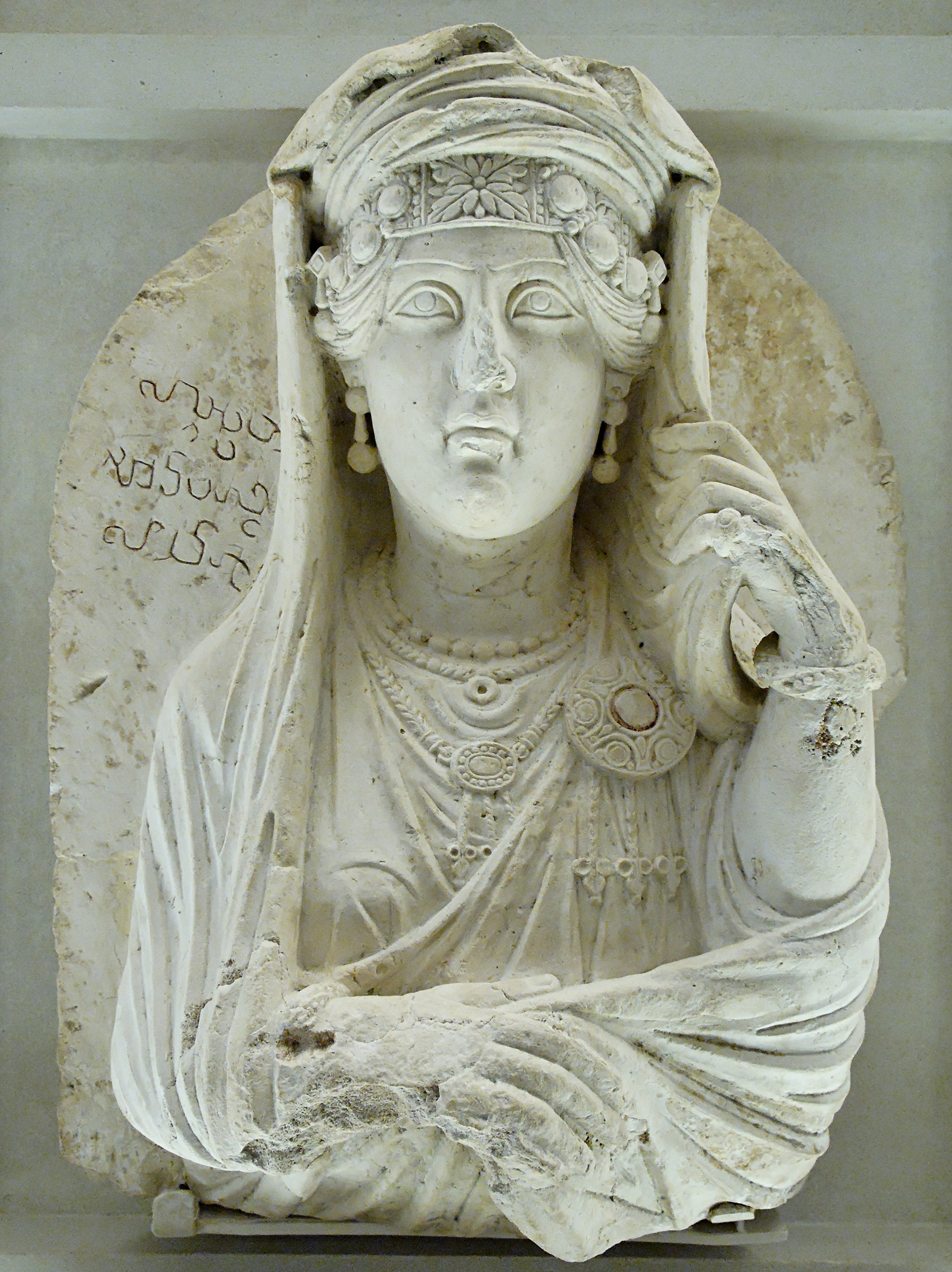
Relleu funerari de Palmira
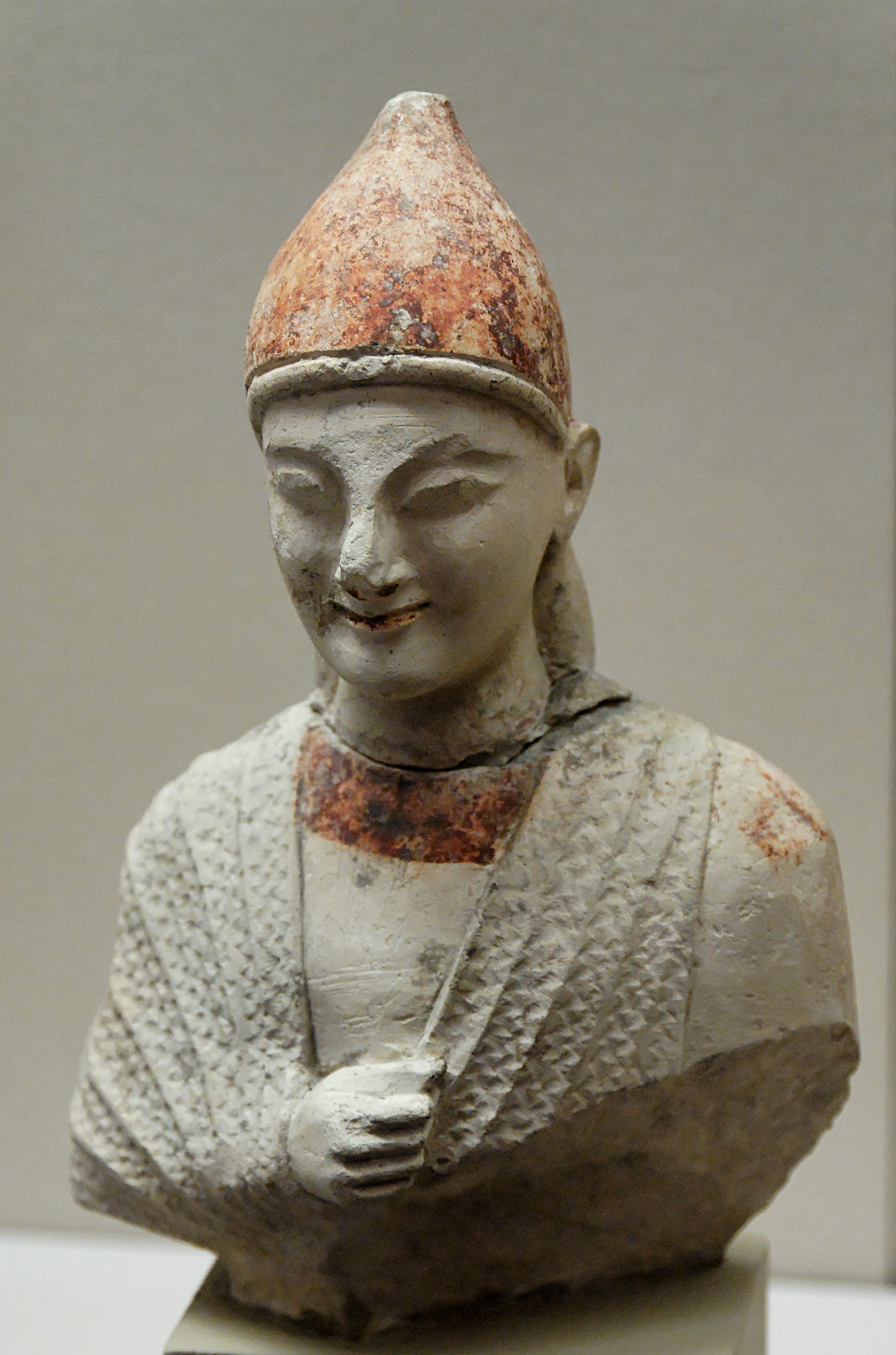
Estatueta de terracota xipriota
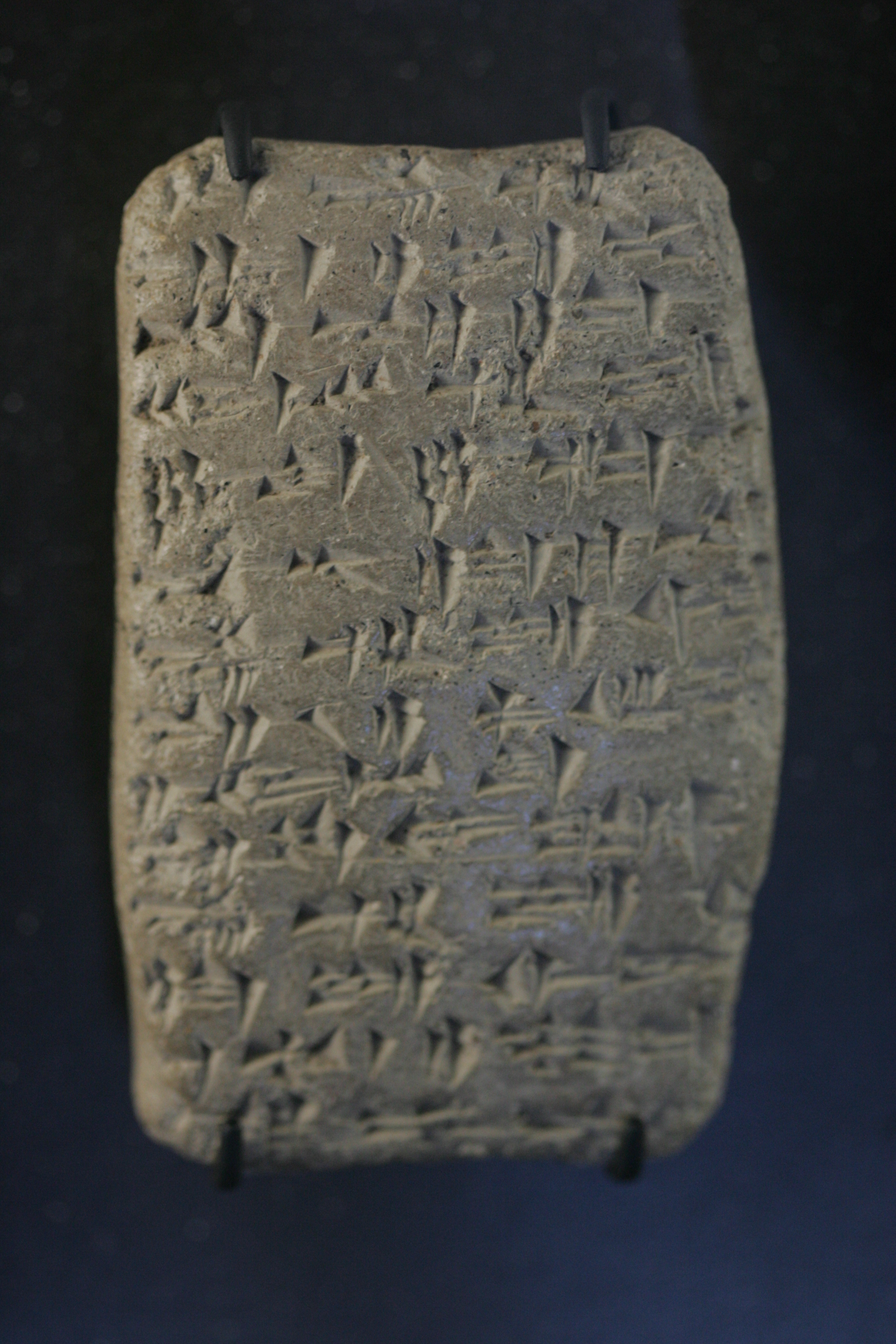
Una de les cartes d'Amarna

### Art de l'Islam
Aquest departament, creat l'agost del 2003, aplega les col·leccions que provenen d'una àrea situada entre la península Ibèrica i l'Índia. Els seus objectes daten des dels orígens de la civilització islàmica (622) fins al segle xix.
Aquest departament inclou diverses joies de l'art islàmic: la píxide d'al-Mughira, una capsa d'ivori provinent de la península Ibèrica, datada l'any 968, el plat del paó, una important ceràmica otomana, i sobretot el Baptisteri de Sant Lluís, una de les peces més famoses i les més enigmàtiques de tot l'art islàmic, creada per Muhàmmad ibn al-Zayn a principis del segle xiv. També és notable per l'important material de les excavacions de Susa (Iran), en les quals va participar el museu.
El juliol del 2010, el Louvre va presentar el projecte de creació d'un nou espai de 3.000 m² dedicat a l'Islam, que reemplaçaria l'antic departament de l'ala Richelieu, obert el 1993 i tres cops més petit. Aquest espai permetrà l'exposició de 3.000 obres, provinents de les col·leccions del Louvre, però també del musée des arts décoratifs. El pati Visconti està recobert amb un voile format per un vitrall de 1.600 triangles, superposat a dues capes d'alumini de gruix diferent. Aquest nou departament de les arts de l'Islam va obrir les portes el 22 de setembre del 2012.

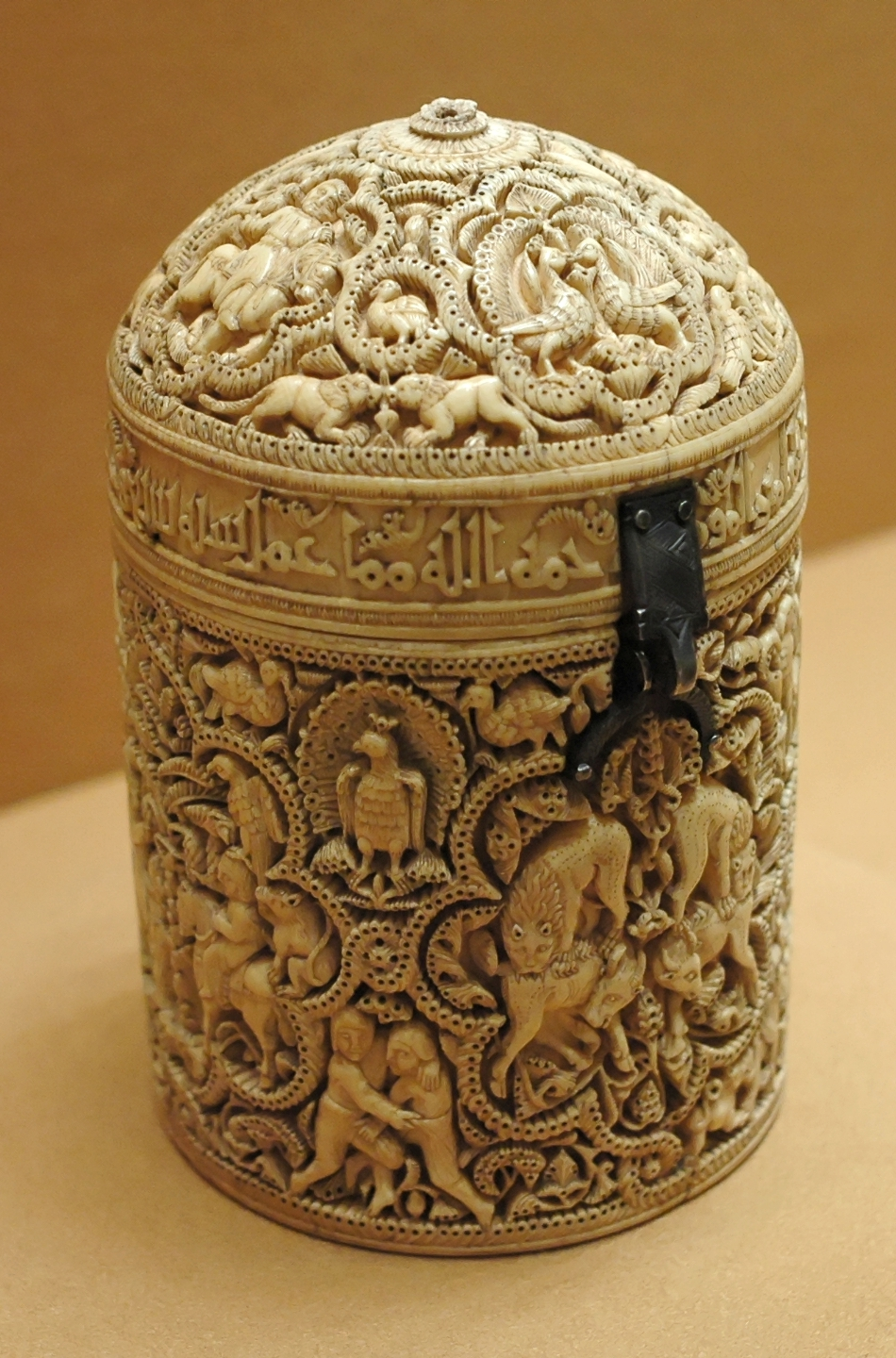
Píxide d'al-Mughira, art omeia
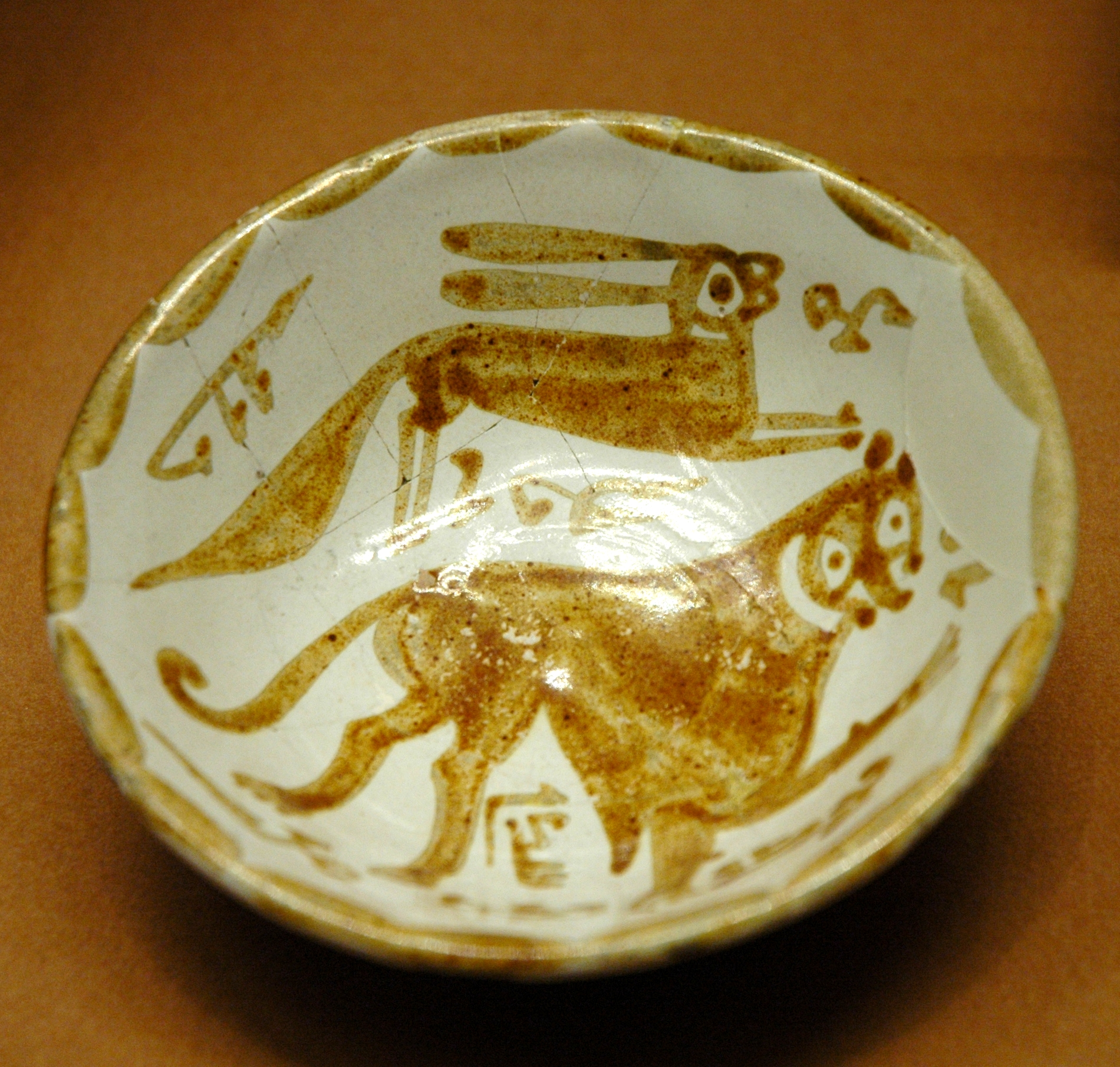
Plat de la llebre, art abbàssida
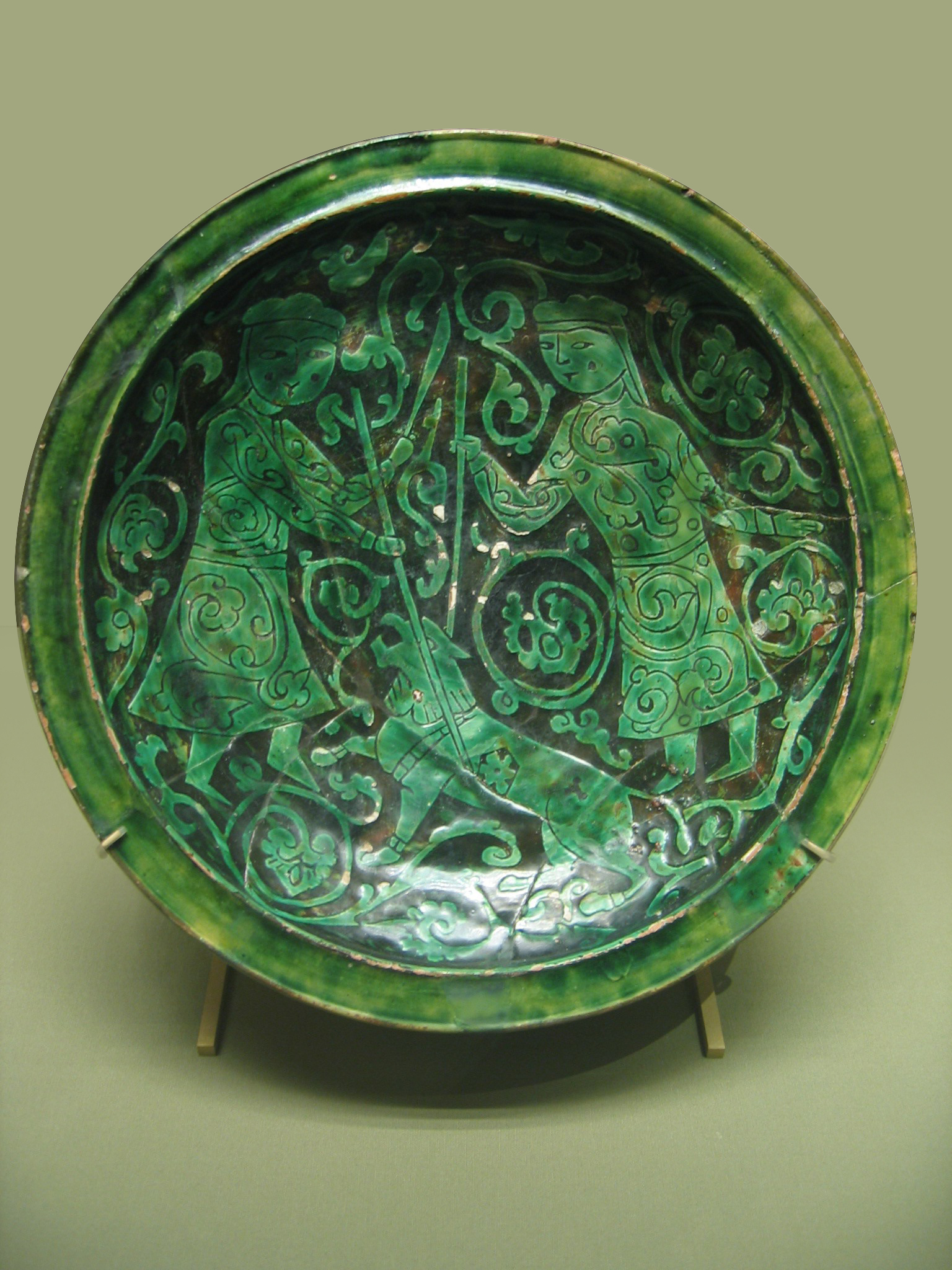
Plat dels caçadors, art dels seljúcides de l'Iran
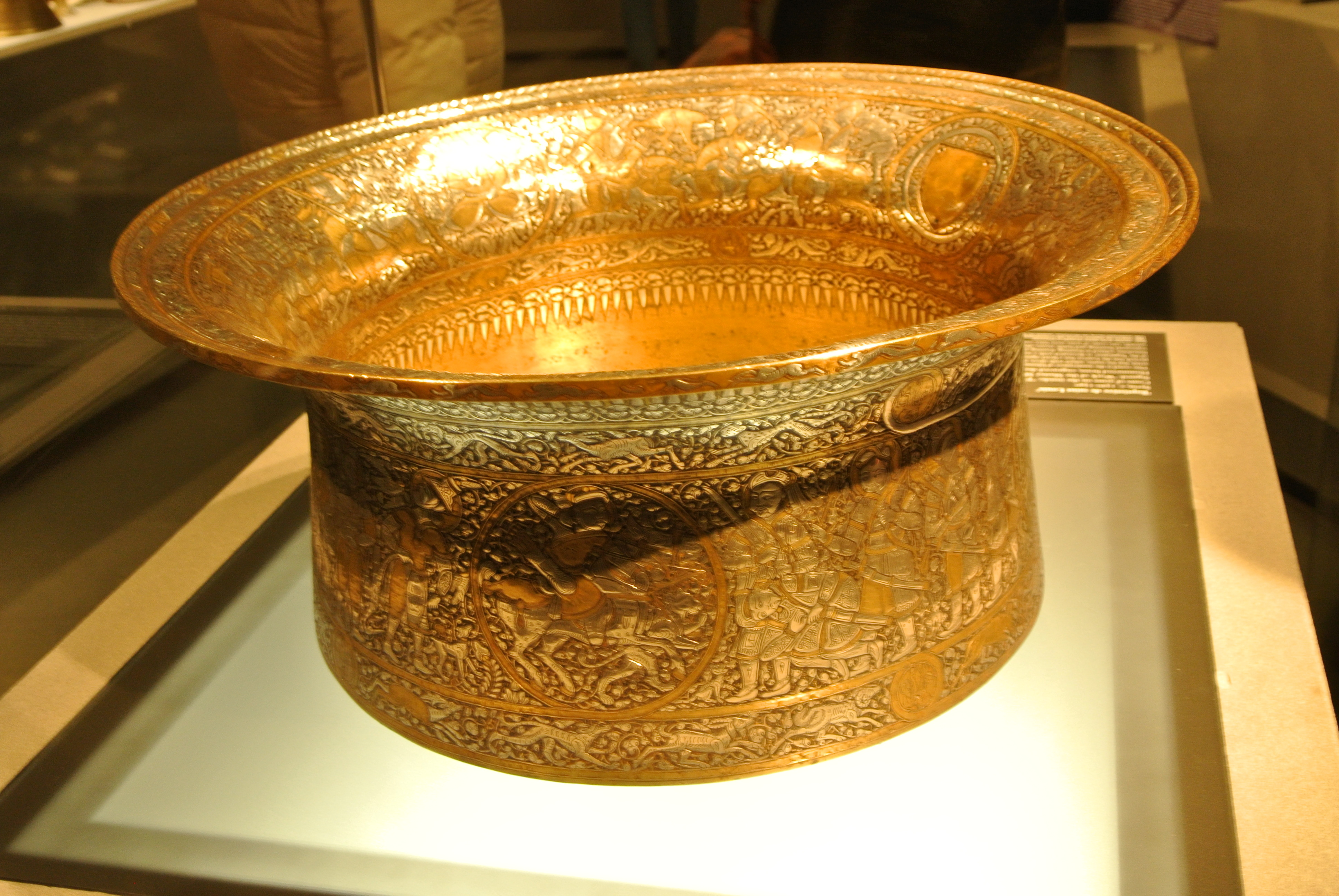
Baptisteri de Sant Lluís, art mameluc
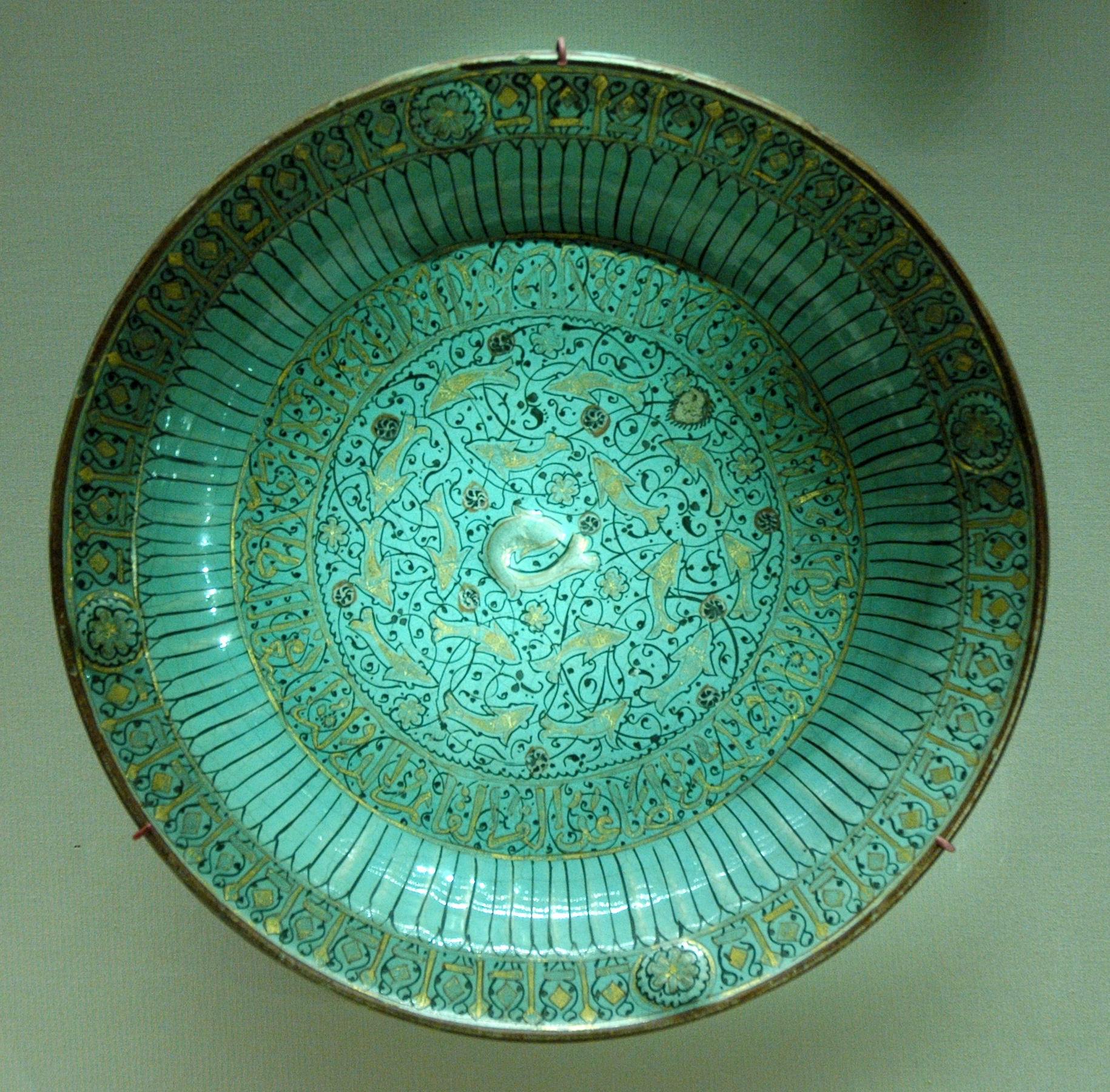
Plat dels peixos en rotllana, art de l'Iran mongol
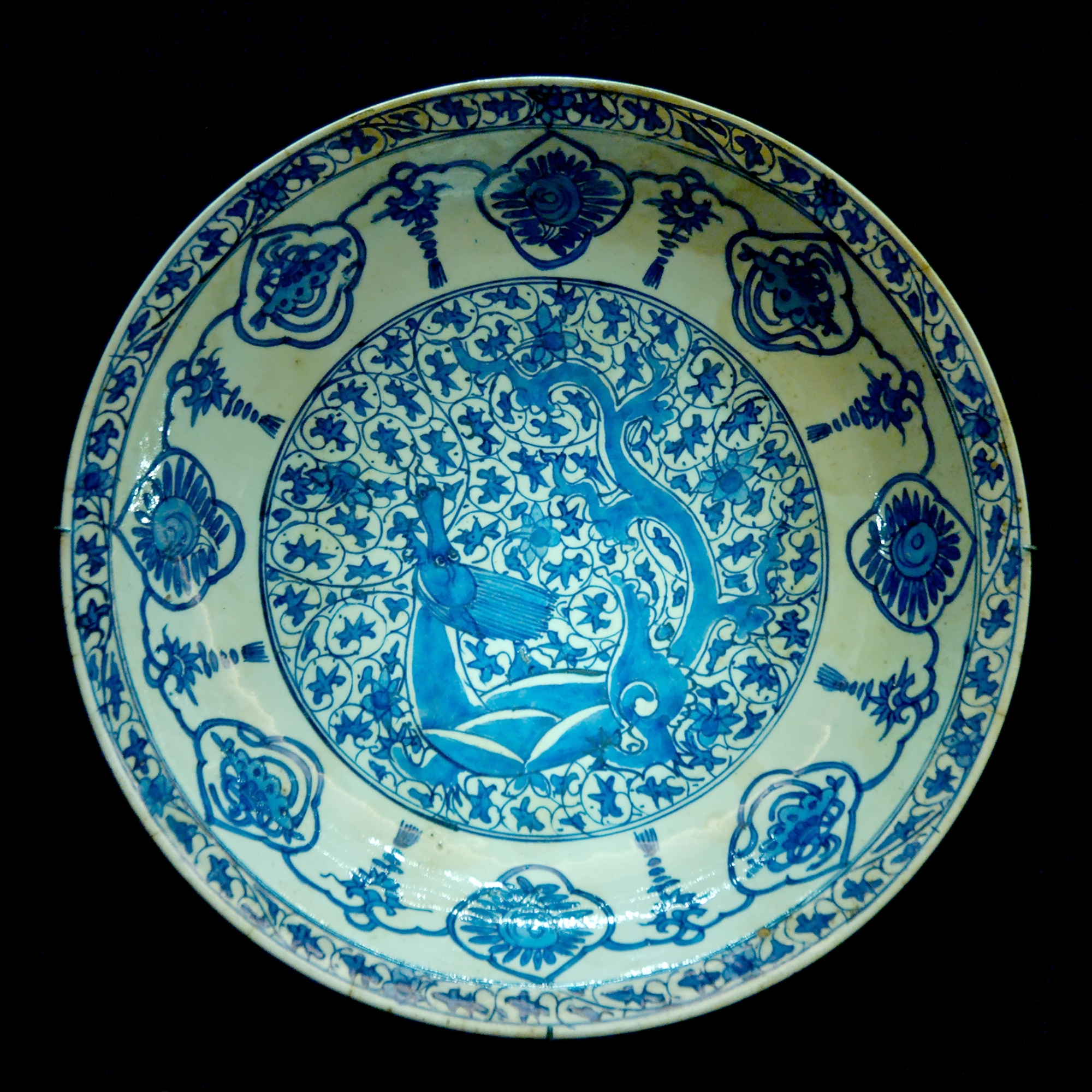
Plat del drac, art safàvida
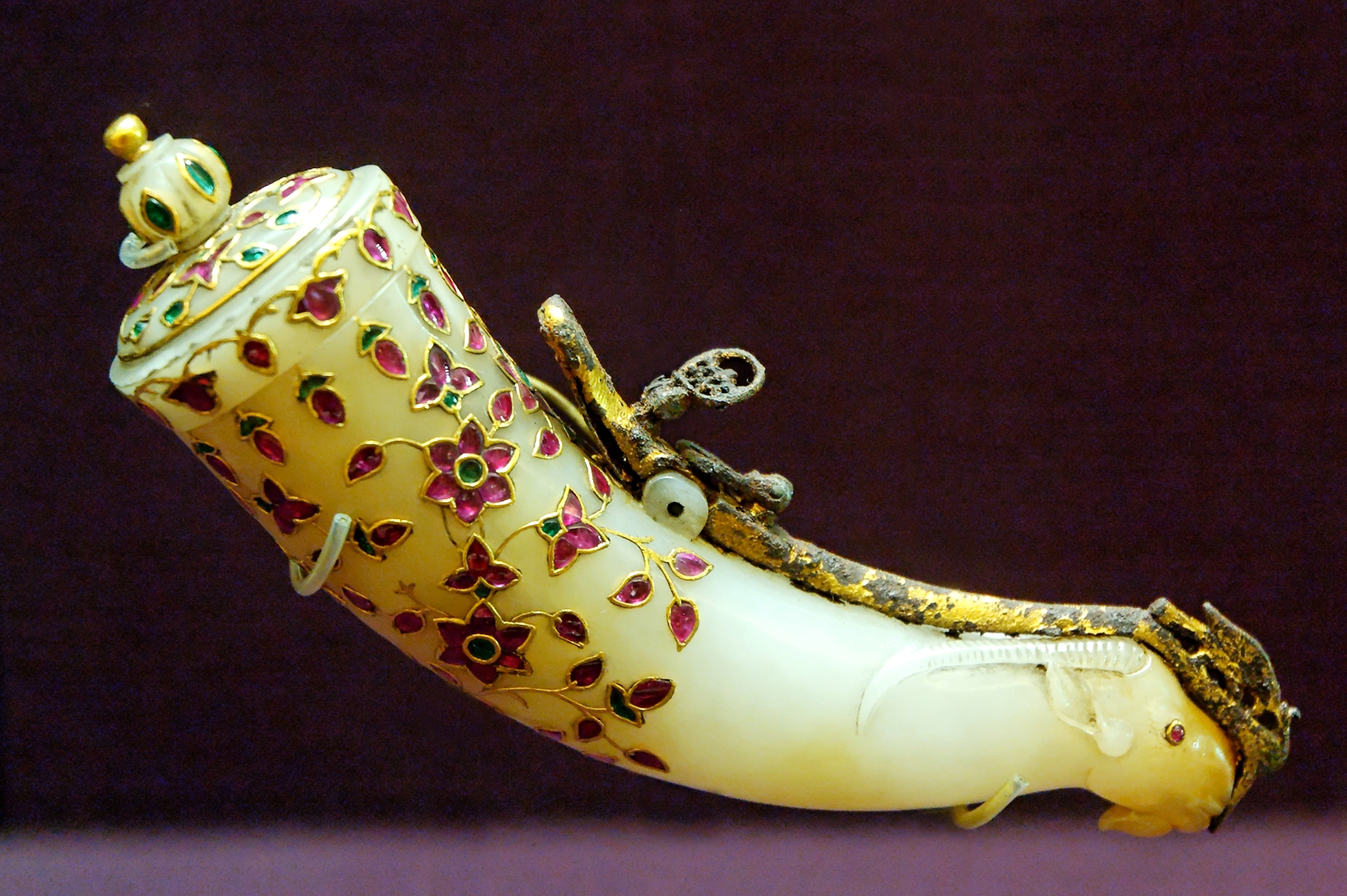
Corn de pólvora fet de jade, art mogol
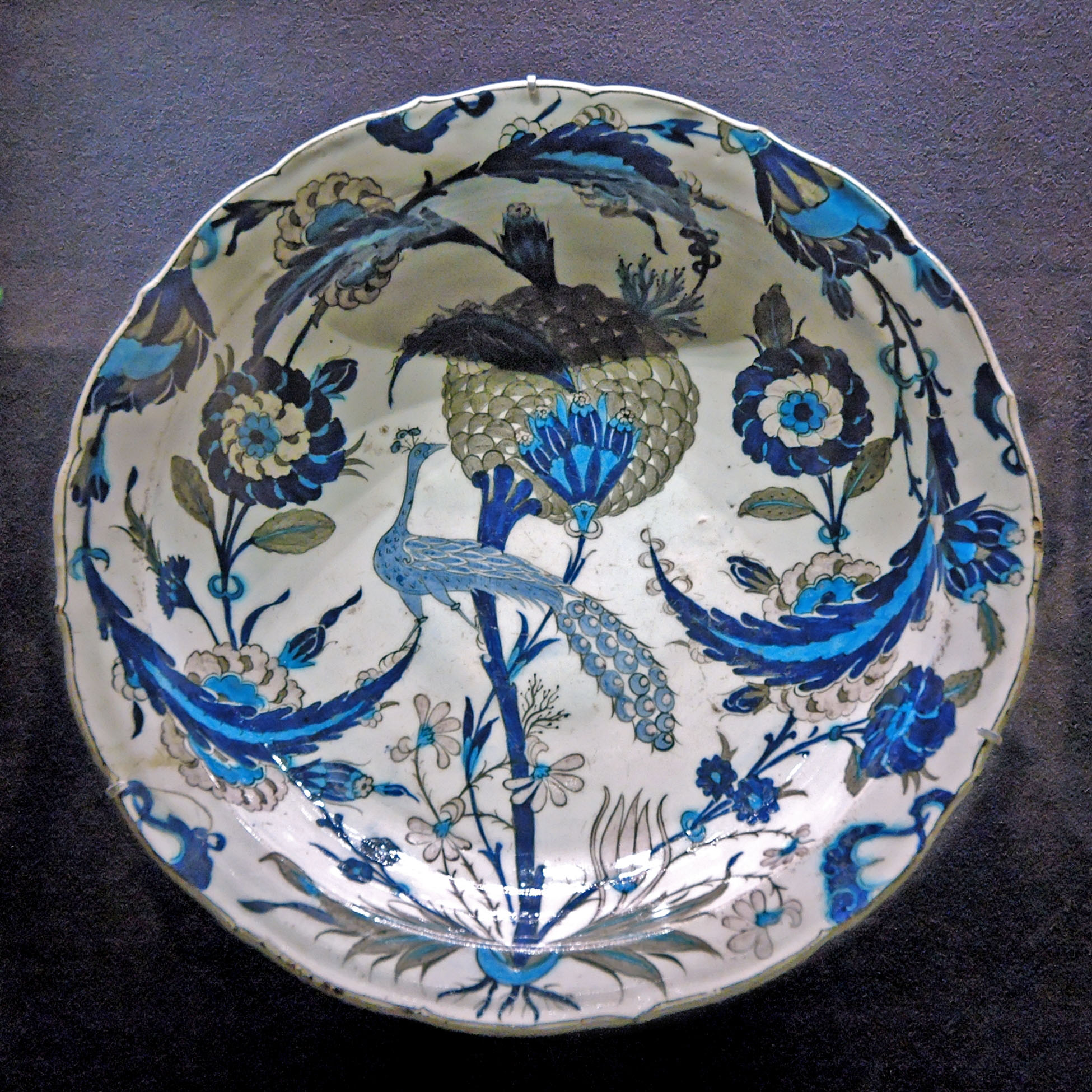
Plat del paó, art otomà

### Antiguitats egípcies

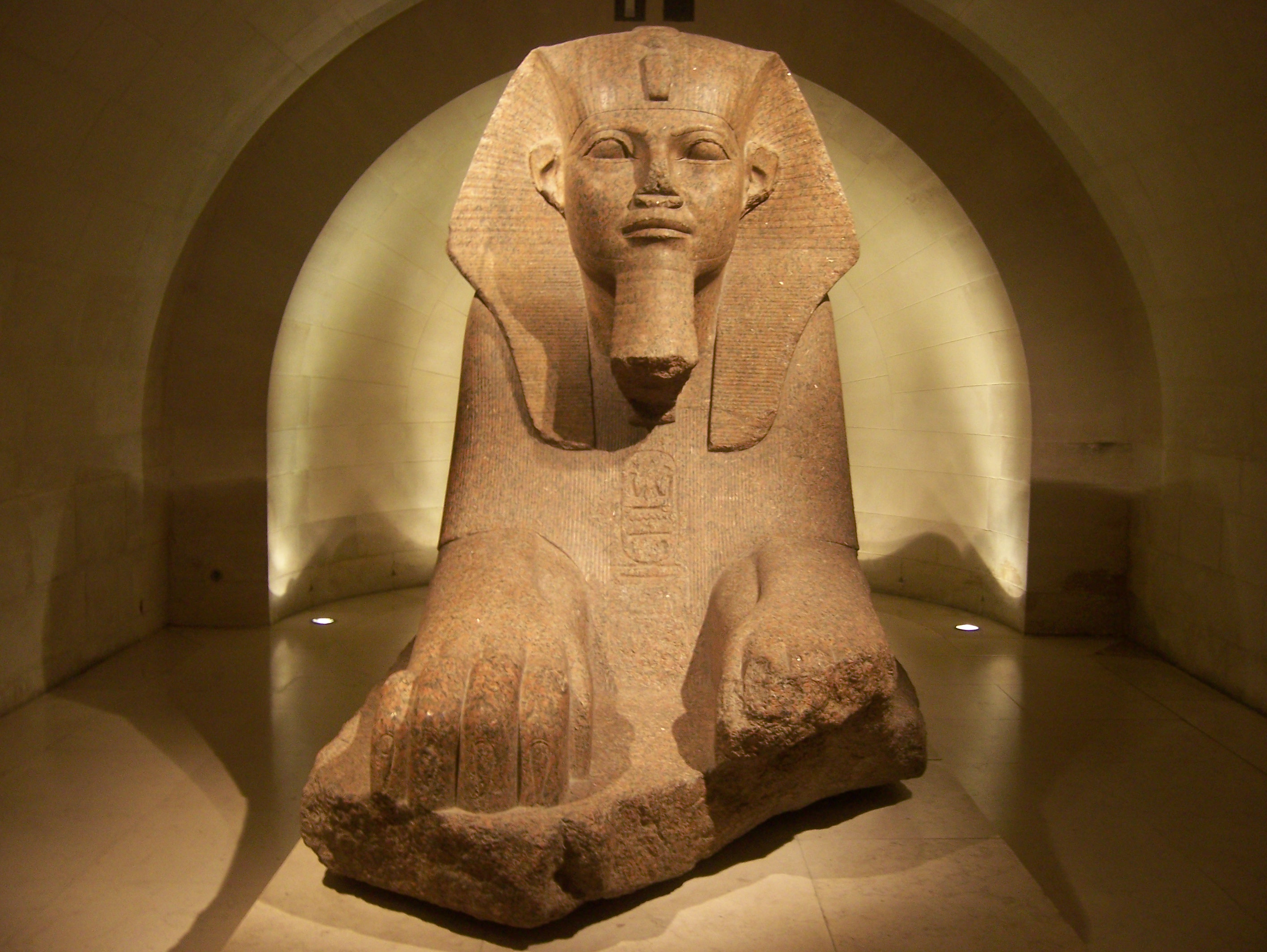
Esfinx d'Amenemhat II.

El Departament d'Antiguitats Egípcies fou creat el 15 de maig del 1826 per ordenança reial de Carles X. Feu de Jean-François Champollion, que acabava d'adquirir la col·lecció del cònsol britànic Salt (4.000 peces), el conservador del que es deia llavors el Museu Egipci. Es va instal·lar a l'ala sud de la Sala Quadrada i fou construït amb l'ajut de l'arquitecte Fontaine. Les pintures del sostre són obra de François-Édouard Picot (L'Estudi i el Geni de les arts revelen Egipte a Grècia) i Abel de Pujol (Egipte salvat per Josep).
La col·lecció va ser considerablement ampliada per Mariette, amb més de 6.000 objectes trobats a les excavacions del Serapeu de Saqqara a Memfis. Els altres objectes provenen d'excavacions dutes a terme per l'Institut Francès del Caire, d'un fons del Museu Guimet (1948) i de diverses compres.
Actualment, les antiguitats egípcies es troben repartides en tres plantes: a l'entresol, l'Egipte romà i l'Egipte copte (època romana d'Orient); a nivell de carrer i al primer pis, l'Egipte faraònic.
Entre les peces més cèlebres exposades es poden trobar, quant a l'època de Naqada el Ganivet de Gebel el-Arak així com un dels tres fragments de la Paleta dels Caçadors. La major peça il·lustrativa de l'art d'època tinita és l'estela del rei Serp.
L'art de l'Imperi Antic també inclou peces centrals, com ara les tres estàtues de Sepa i de la seva dona Nesa, que daten de la dinastia III, el cèlebre Escriba assegut, que data probablement de la dinastia IV, l'estatueta de pedra calcària que representa Raherka i la seva dona Merseankh. La capella de la Mastaba d'Akhethotep, desmuntada del seu emplaçament original a Saqqara i reconstruïda en una de les sales de la planta baixa, és un exemple d'arquitectura funerària que data de la dinastia V.
De l'Imperi Mitjà, hom troba la gran estàtua de fusta del canceller Nakhti i el seu sarcòfag, un bell portador d'ofrenes de fusta estucat i pintat, una gran llinda de porta fet de pedra calcària esculpida en relleu a la creu i provinent del Temple de Montu a Medamud, l'esfinx d'Amenemhet II (obres que daten totes de la dinastia XII).
De l'Imperi Nou, cal fer notar el bust d'Akhenaton que data de la dinastia XVIII, així com l'estatueta policroma que el representa a ell i a la seva dona Nefertiti, obres que il·lustren les particularitats de l'Art d'Amarna; hi ha també moltes obres majors de les dinasties XIX i XX (dels faraons Ramèssides) amb especial esment al relleu pintat que representa Athor acollint Seti I i provinent de la tomba del faraó (KV17) a la Vall dels Reis, l'anell amb cavalls i el contenidor del sarcòfag de Ramsès III. Del Període Tardà i de l'època ptolemaica, el museu exhibeix especialment el penjoll amb el nom d'Osorkon II, obra mestra de l'orfebreria antiga, l'estatueta de Taharqa i del déu Hemen (bronze, grauvaca i or), l'estatueta de bronze amb incrustacions que representa la divina adoratriu d'Amon Karomama, una estàtua de bronze d'Horus, el cèlebre Zodíac de Dendera i també diversos Retrats del Faium, d'època romana.

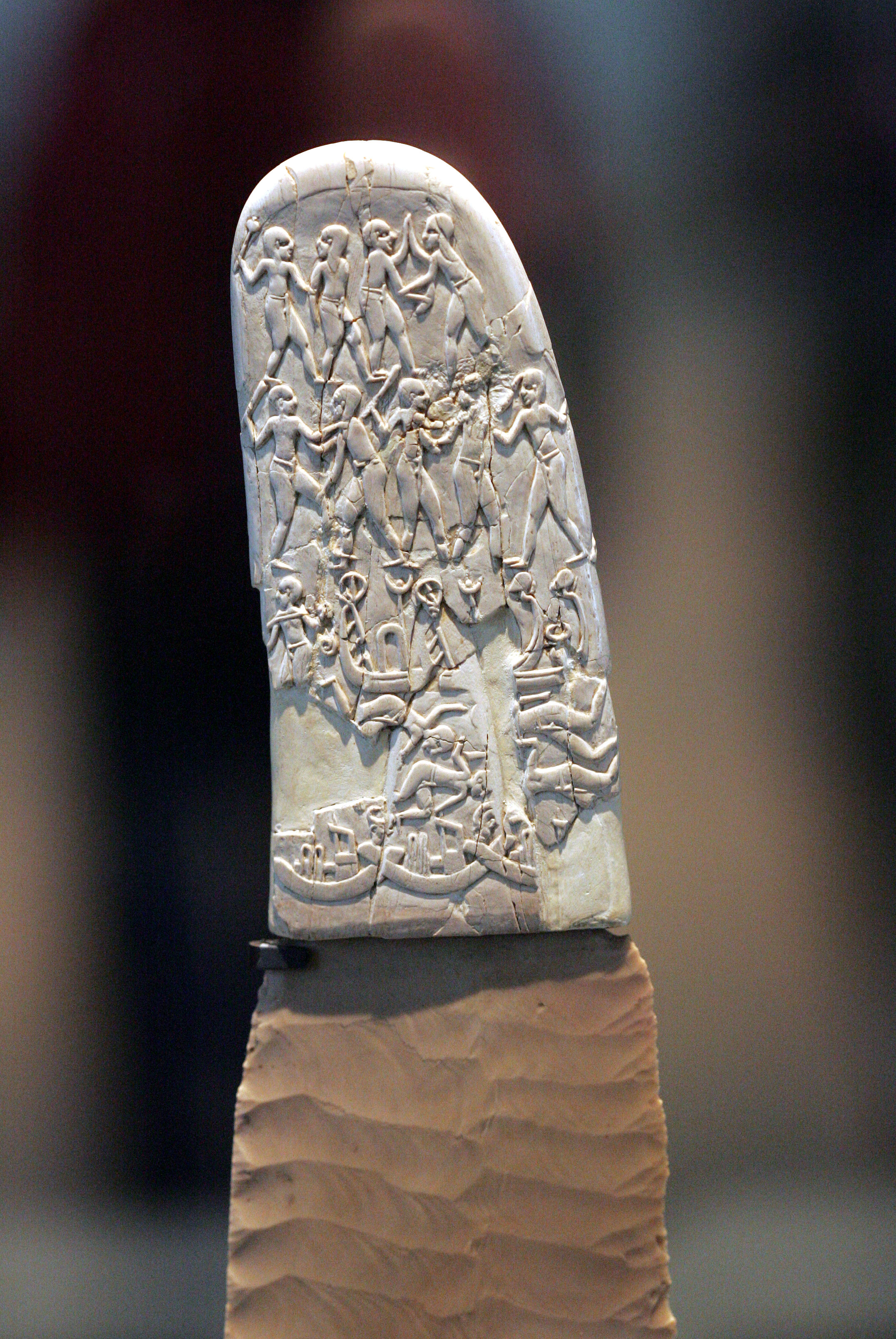
Ganivet de Gebel el-Arak (detall)
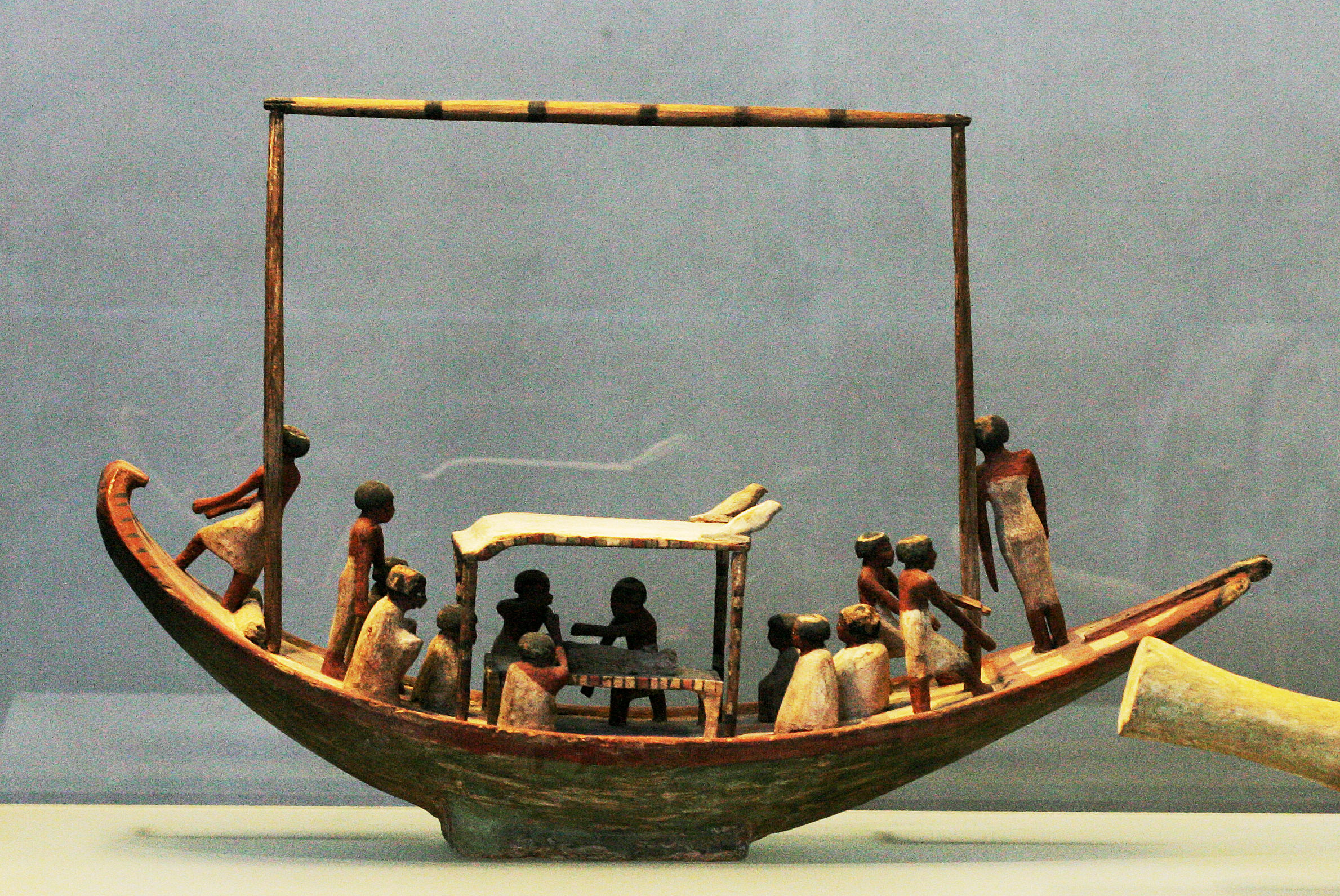
Maqueta de vaixell, Imperi Mitjà
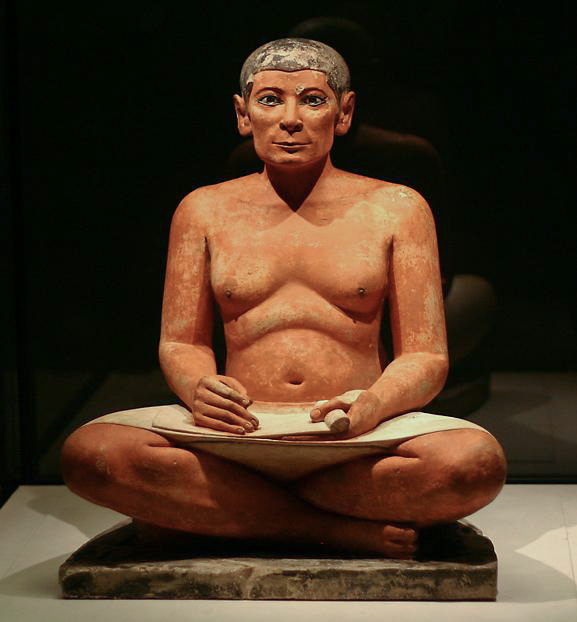
Escriba assegut, dinastia IV o V
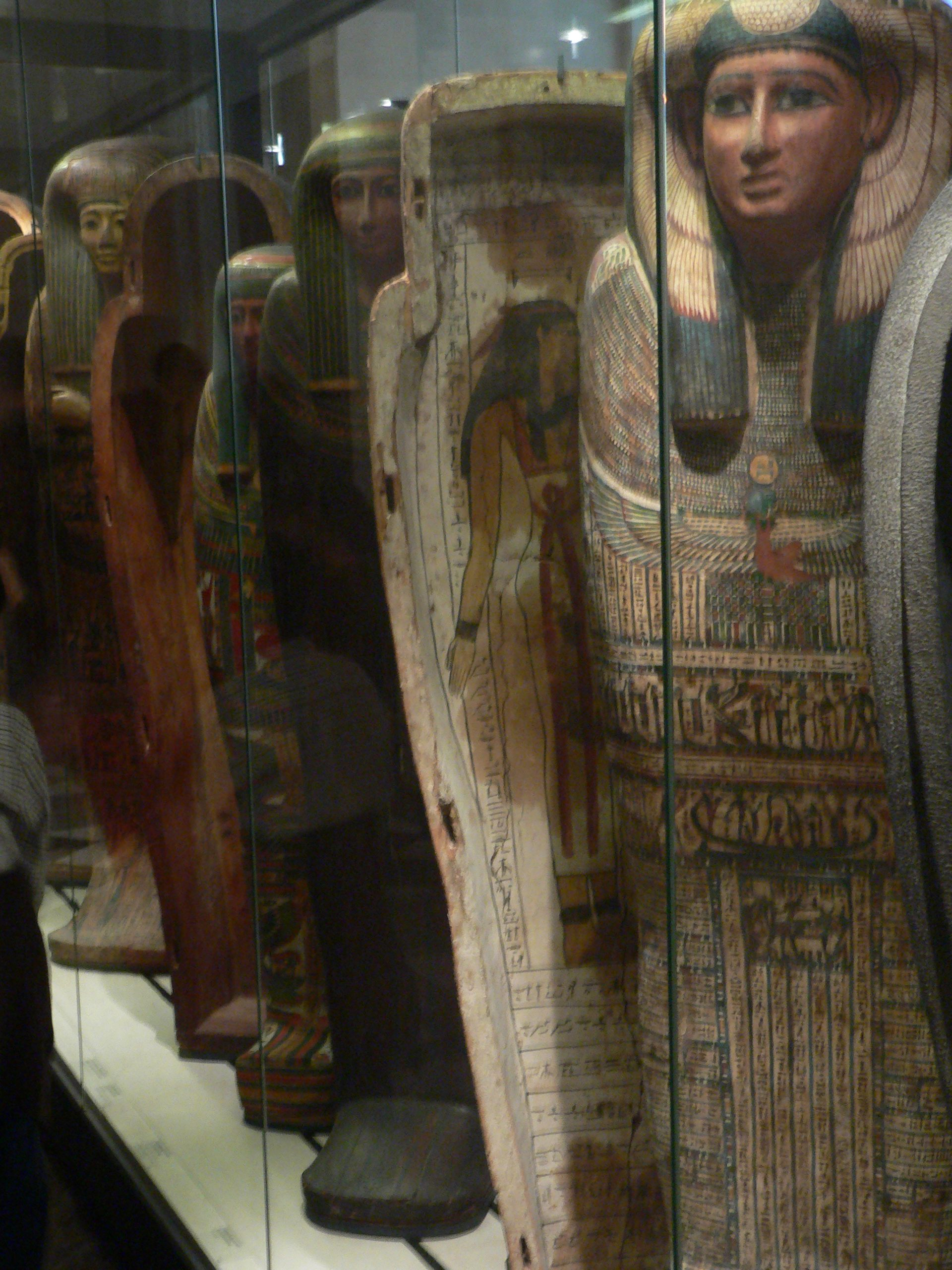
Sarcòfags
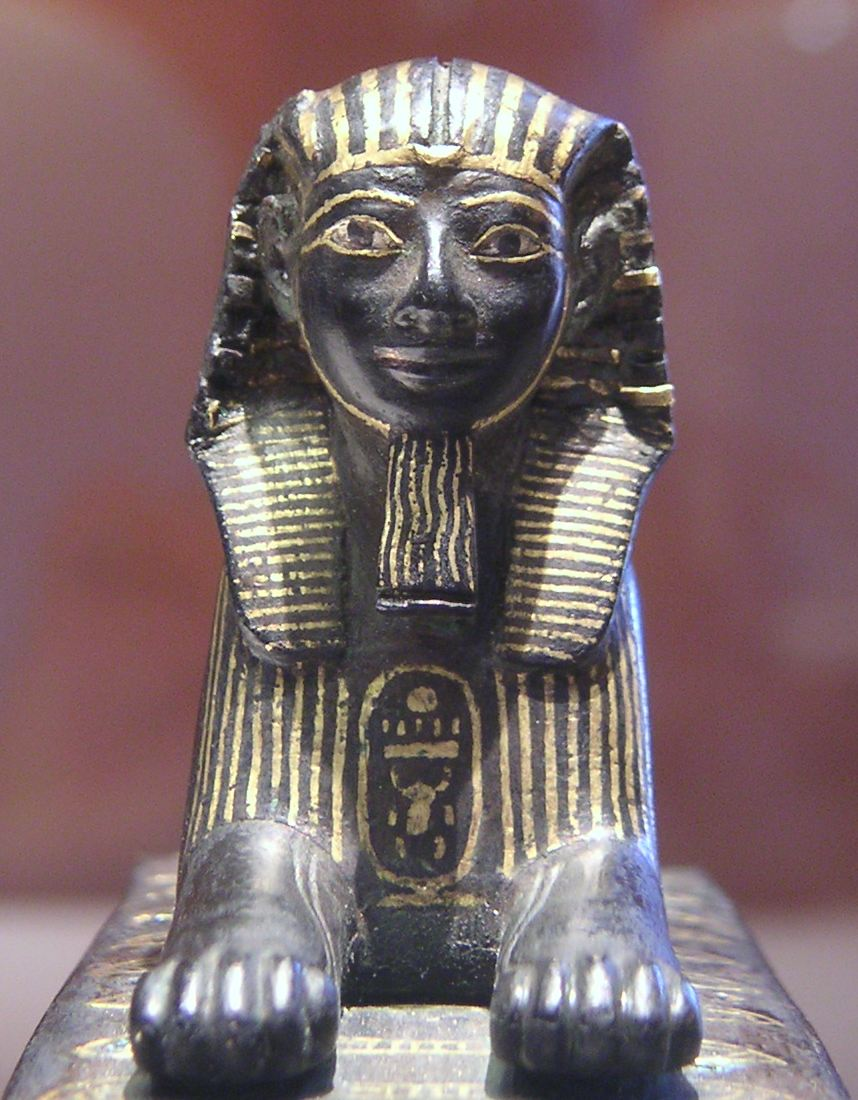
Estatueta del faraó Tuthmosis III, dinastia XVIII
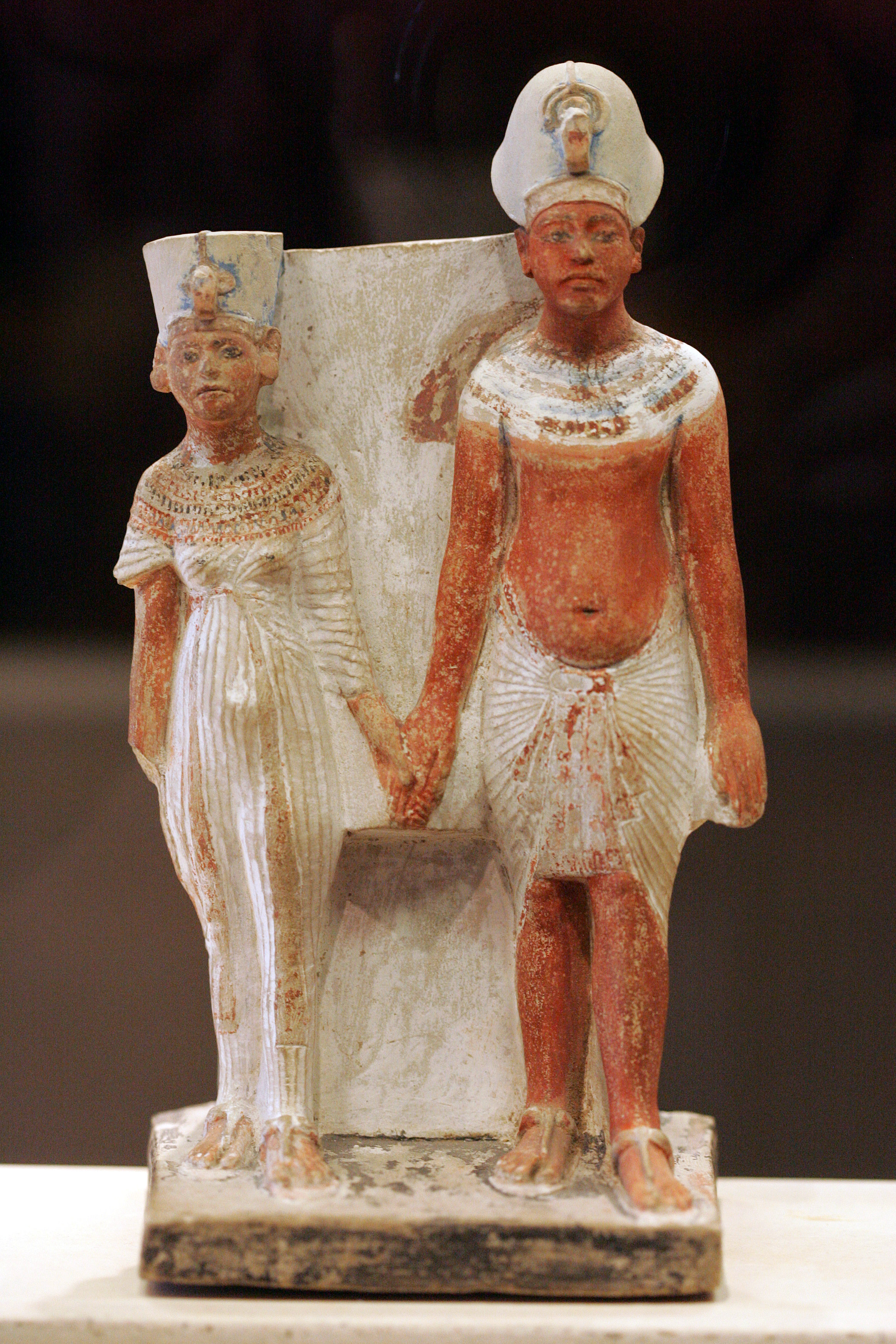
Estatueta d'Akhenaton i Nefertiti
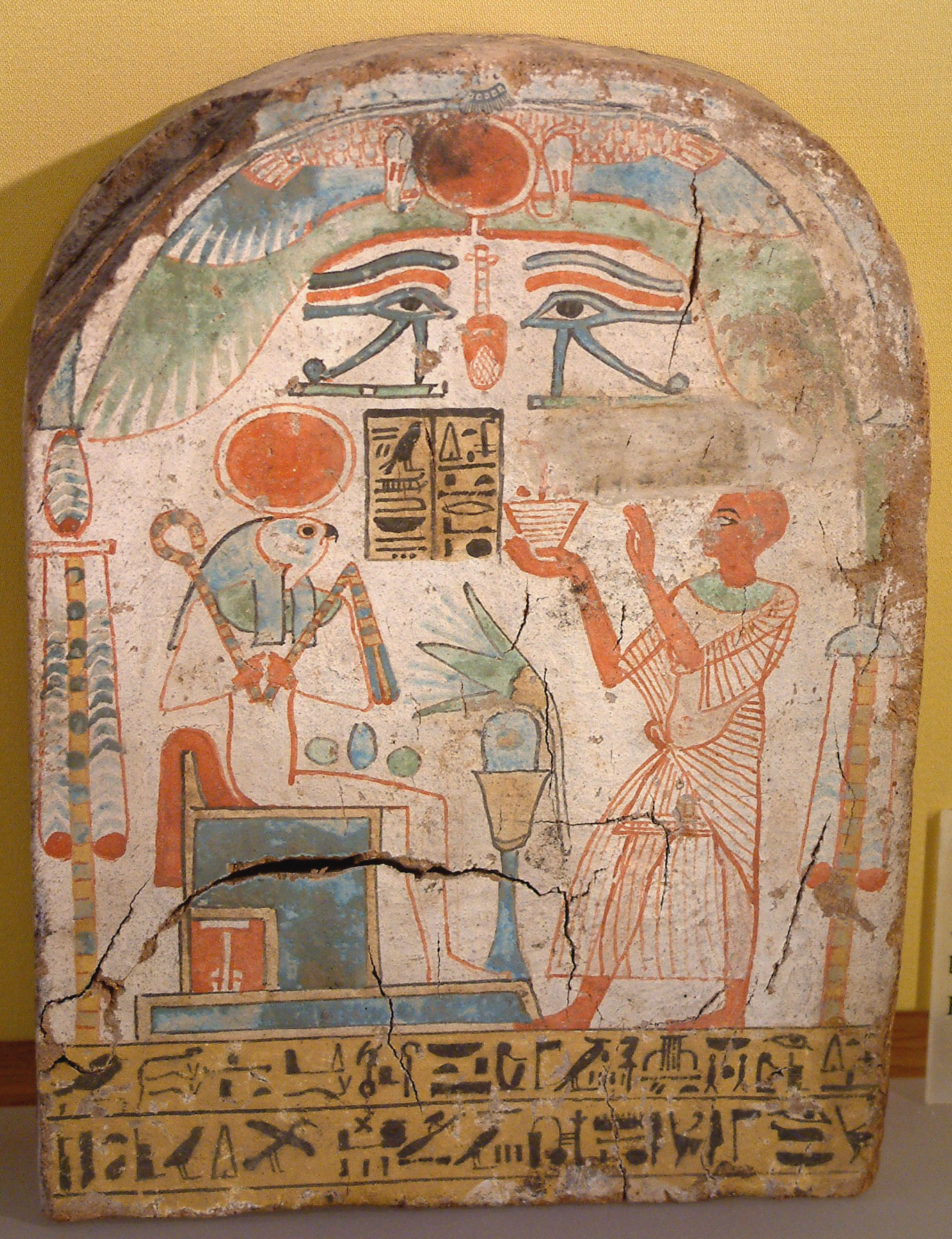
Estela, ofrena a Ra-Horakhty-Atum, Dinastia XXII d'Egipte
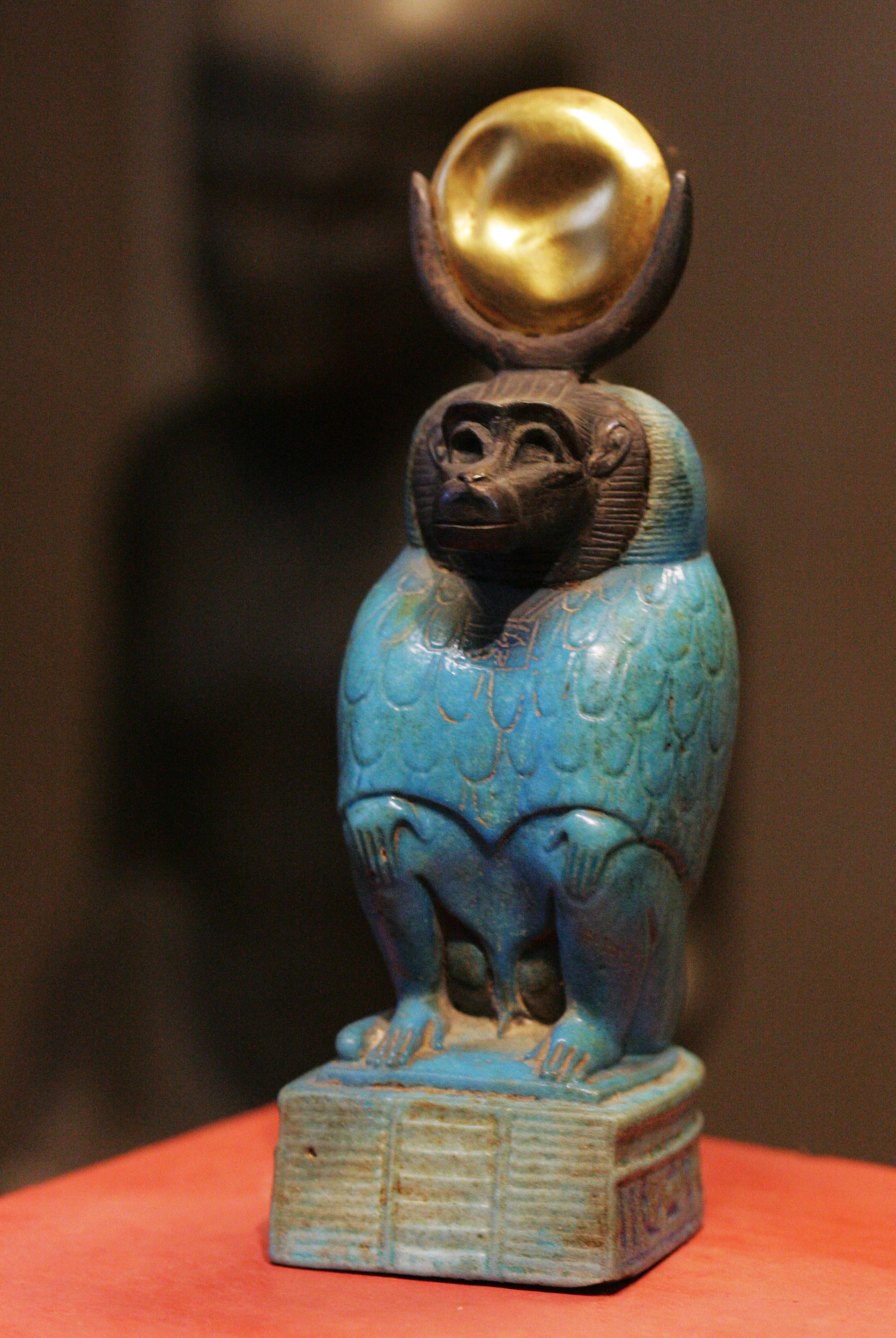
Thot representat com un papió, època ptolemaica
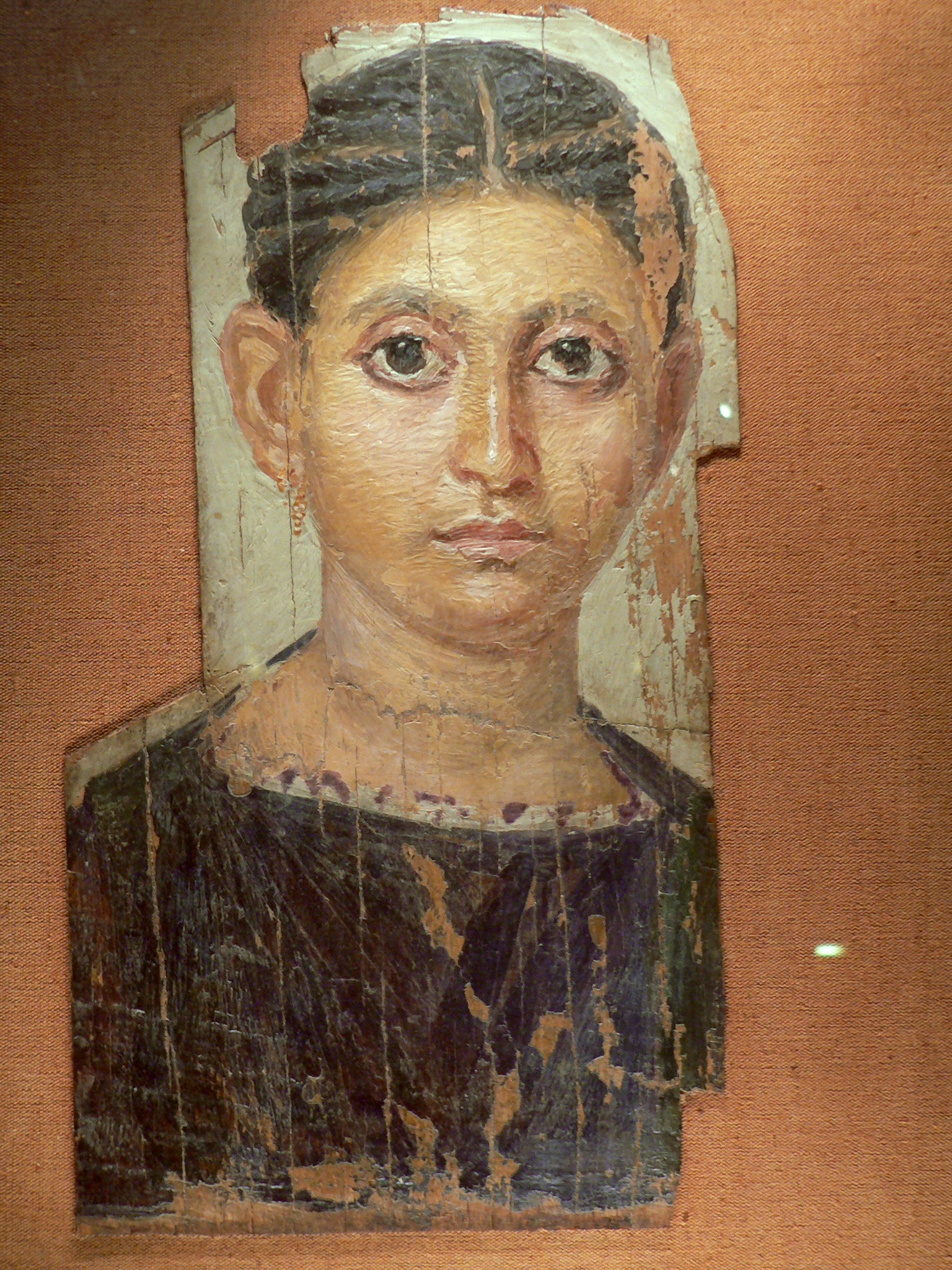
Retrat d'Al-Faium, Egipte romà

### Antiguitats gregues, etrusques i romanes
El departament es dividia en tres plantes: a l'entresòl, la Grècia preclàssica; a la planta baixa la Grècia clàssica i hel·lenística més les antiguitats etrusques i romanes; al primer pis, al qual s'accedeix per les escales on Daru hom troba la Victòria de Samotràcia, les ceràmiques gregues exposades a la Galeria Campana, les figuretes de terracota, els bronzes i els objectes preciosos.
El 7 de juliol del 2010 després d'una profunda remodelació, el Museu del Louvre va obrir al públic les noves galeries dedicades a l'art grec clàssic i hel·lenístic (450-30 aC).
Després d'aquestes obres, la Venus de Milo, una de les obres més famoses del museu està a la planta baixa de la cantonada sud-oest de la Sala Quadrada (ala Sully).
Entre les obres més cèlebres exposades al departament es poden citar, de Grècia, la Dama d'Auxerre, el cavaller Rampin, el Dinos del Pintor de la Gòrgona, les mètopes del Temple de Zeus a Olímpia, la Venus de Milo, la Victòria de Samotràcia, nombroses còpies romanes dels originals grecs perduts, com l'Apol·lo sauròcton de Praxíteles, la Venus d'Arle, l'Ares Borghese, la Diana caçadora, anomenada Diana de Versalles o fins i tot el Gladiador Borghese. En ceràmica, cal fer esment especialment d'importants gerros signats pels pintors Exèquies i Eufroni. De l'art etrusc, les peces més importants són: la fíbula d'or i els canops de Chiusi, el Sarcòfag dels esposos de Cerveteri i les pinakès pintades, anomenades rajoles Campana. Quant a l'art romà, es poden esmentar l'Altar de Domici Enobarbo, l'Apol·lo de Piombino, el Gerro Borghese, l'estàtua funerària de Marcel en Hermès, el retrat d'Agrippa del tipus de Gabii, nombrosos retrats d'emperadors, especialment d'August, Trajà, Adrià i Septimi Sever, el sarcòfag de Tessalònica i el tresor de Boscoreale.

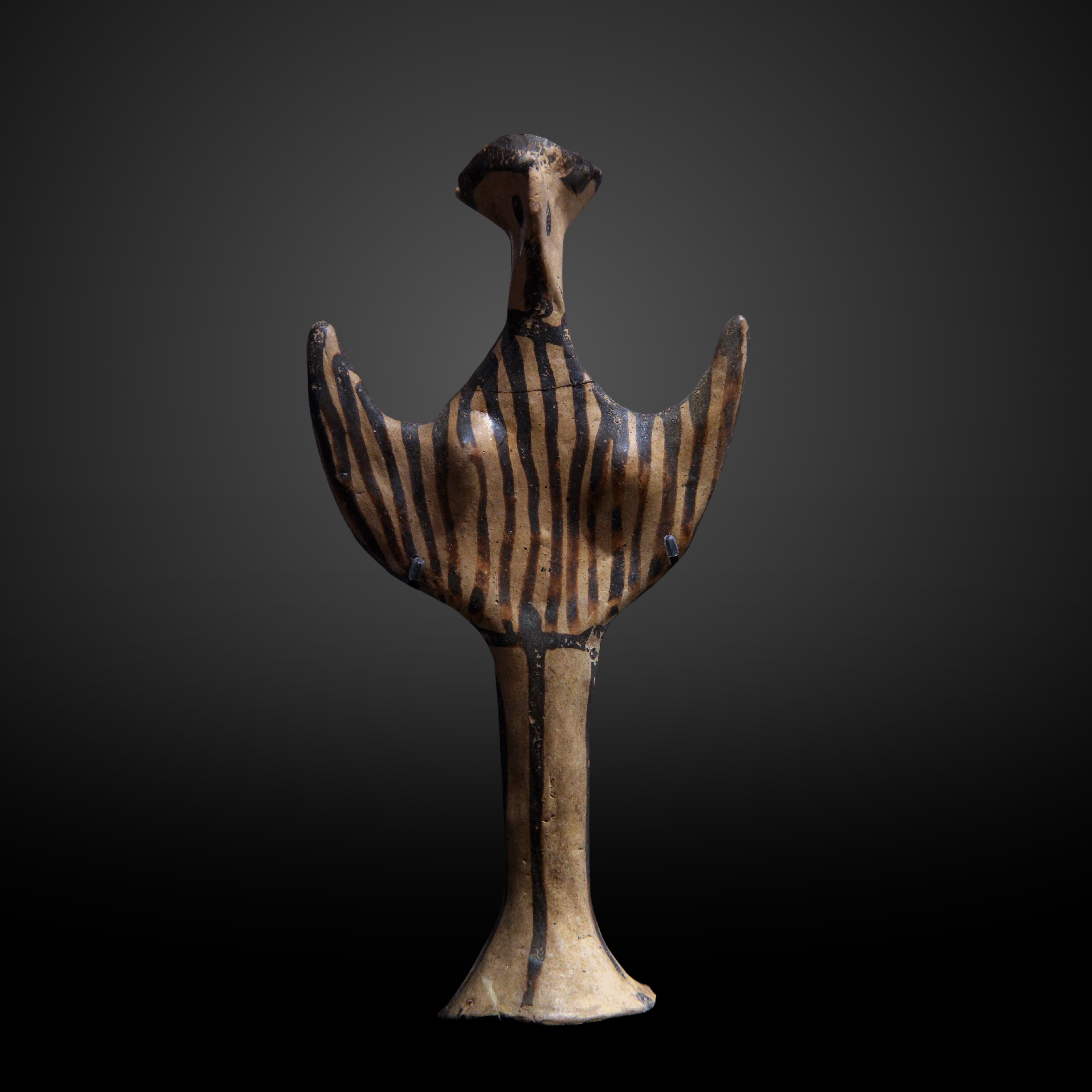
Figureta en forma de psi, època micènica
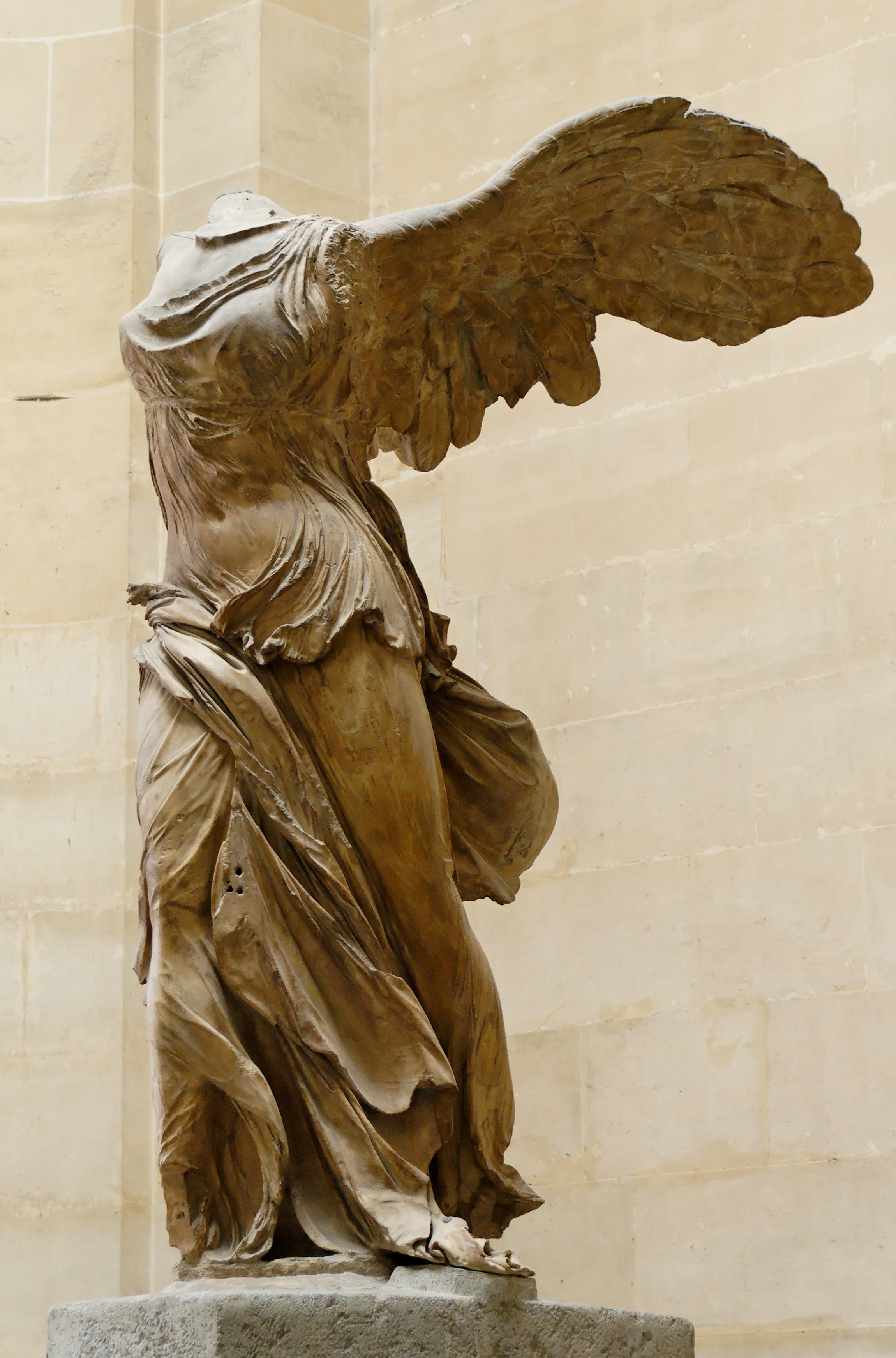
Victòria de Samotràcia, època hel·lenística.
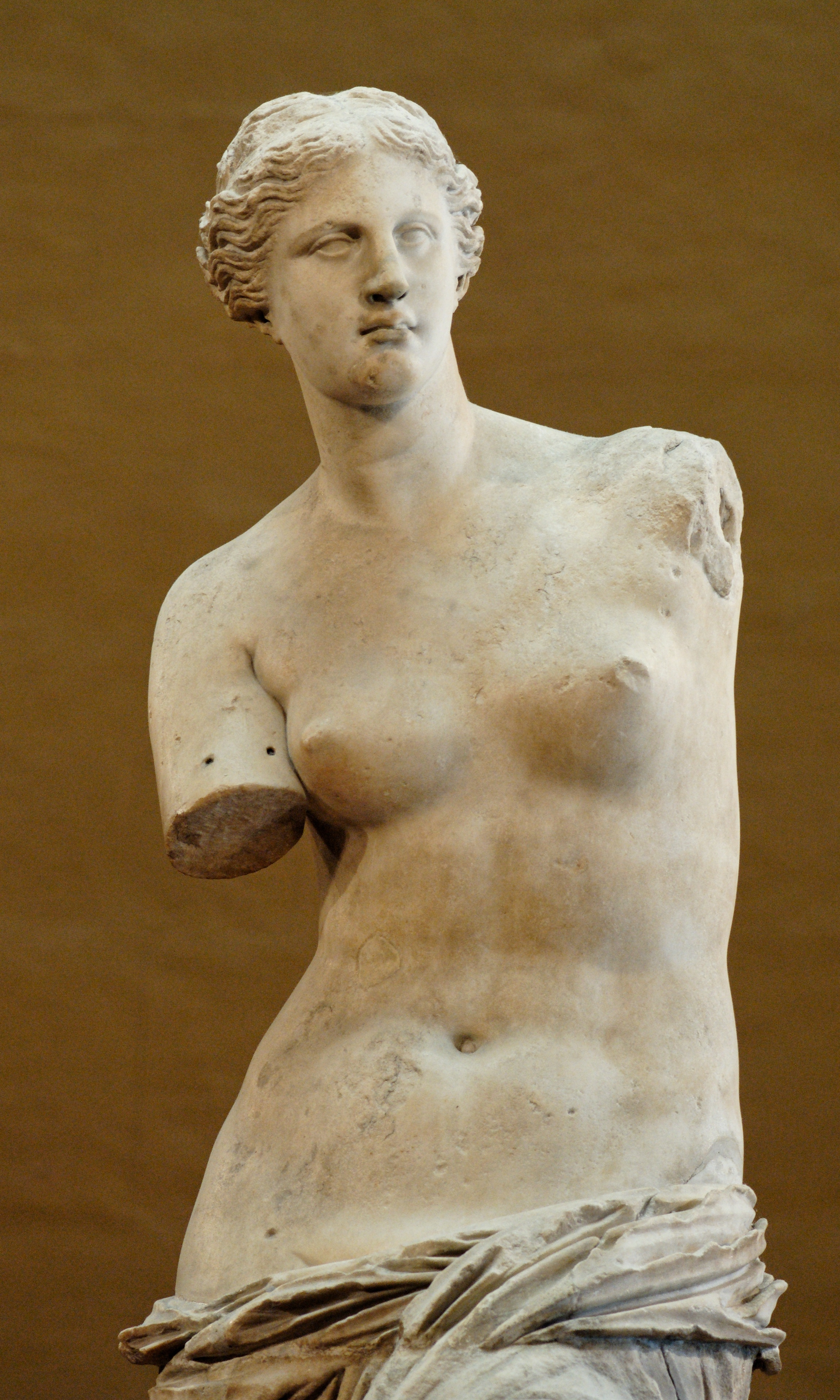
La Venus de Milo.
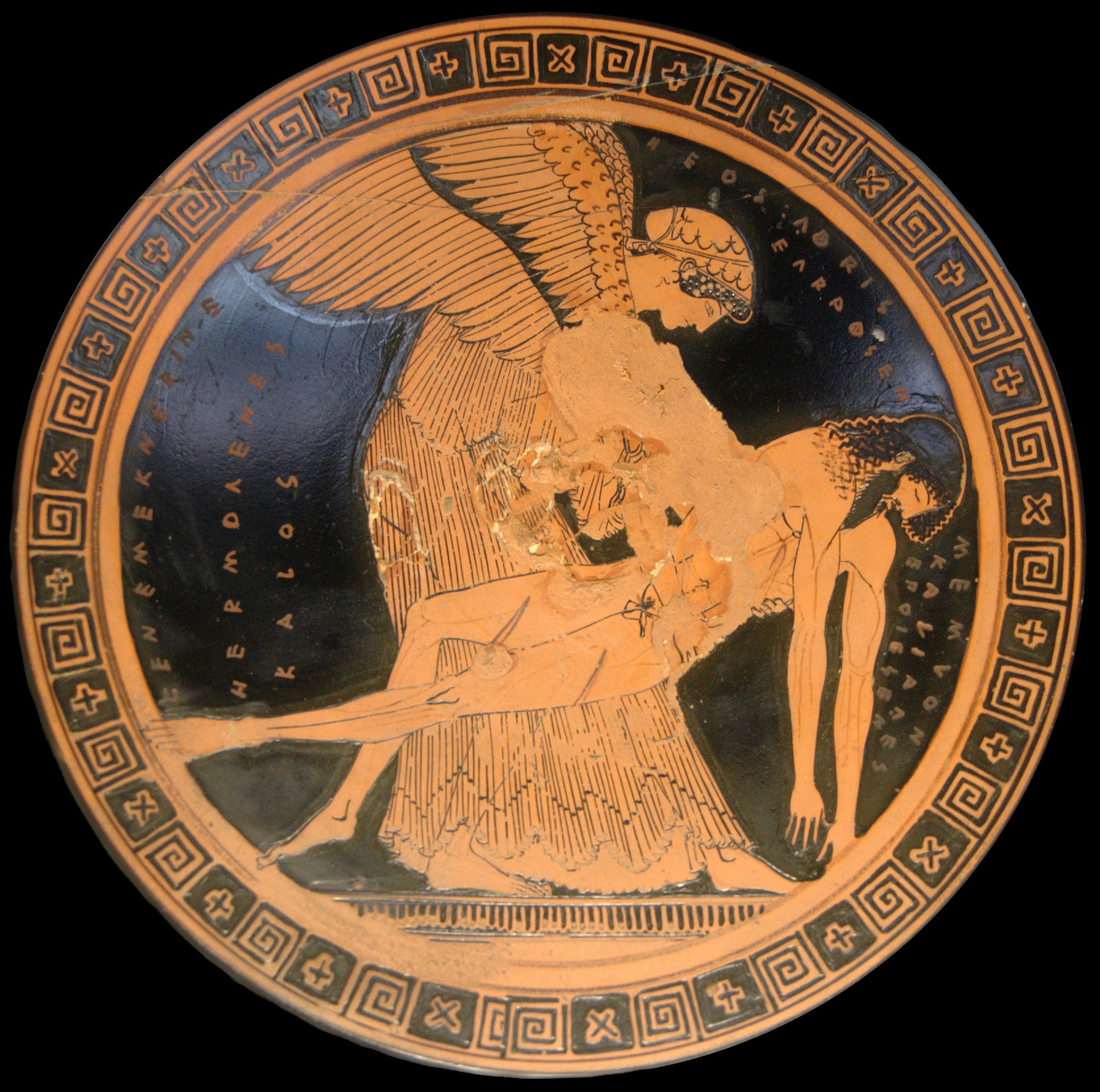
La «pièta» de Mèmnon per Duris.
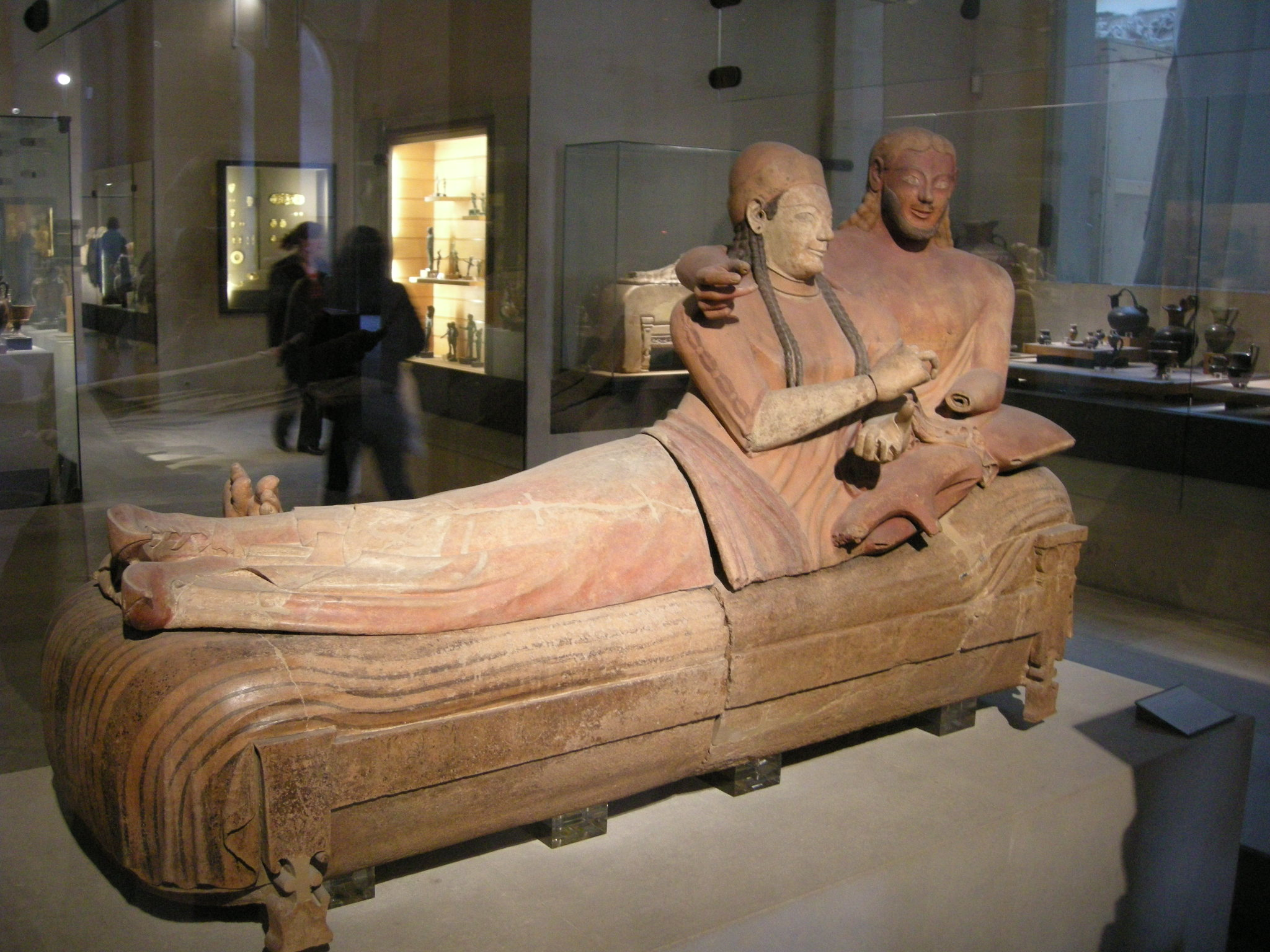
El Sarcòfag dels esposos, urna funerària etrusca.
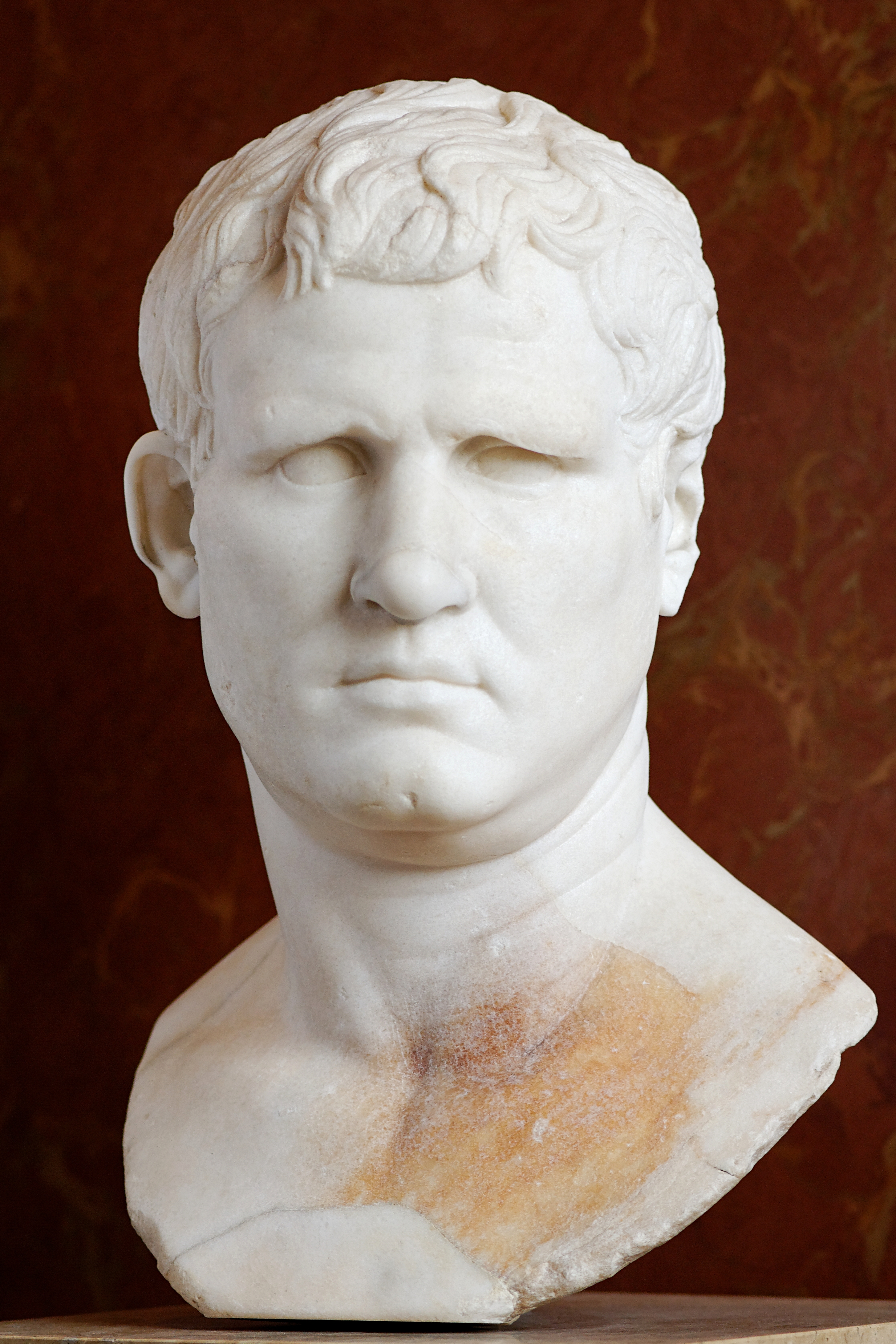
Bust de Marc Vipsani Agripa del tipus de Gabii.
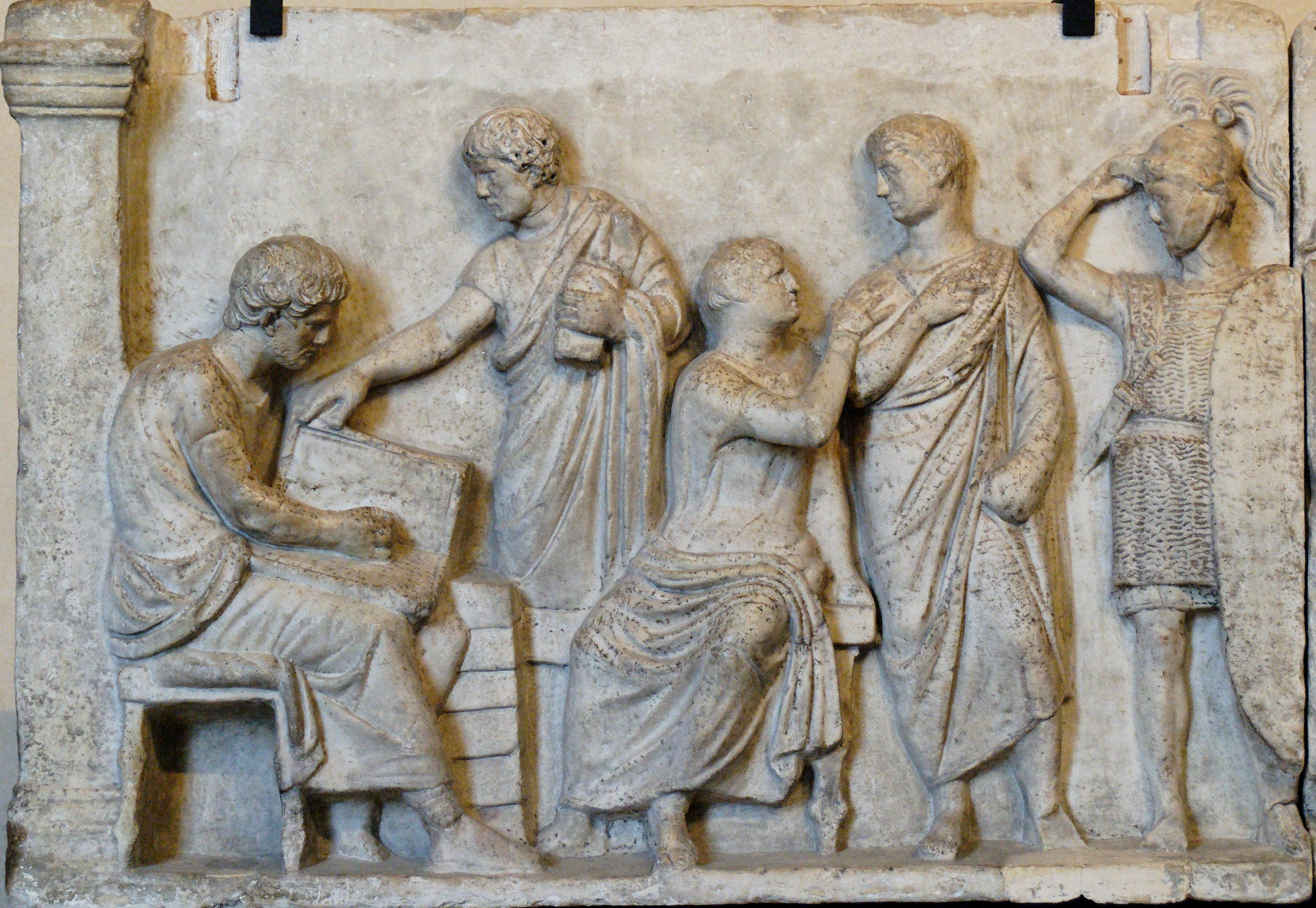
Escena del sarcòfag de Domici Aenobarb, segle ii aC
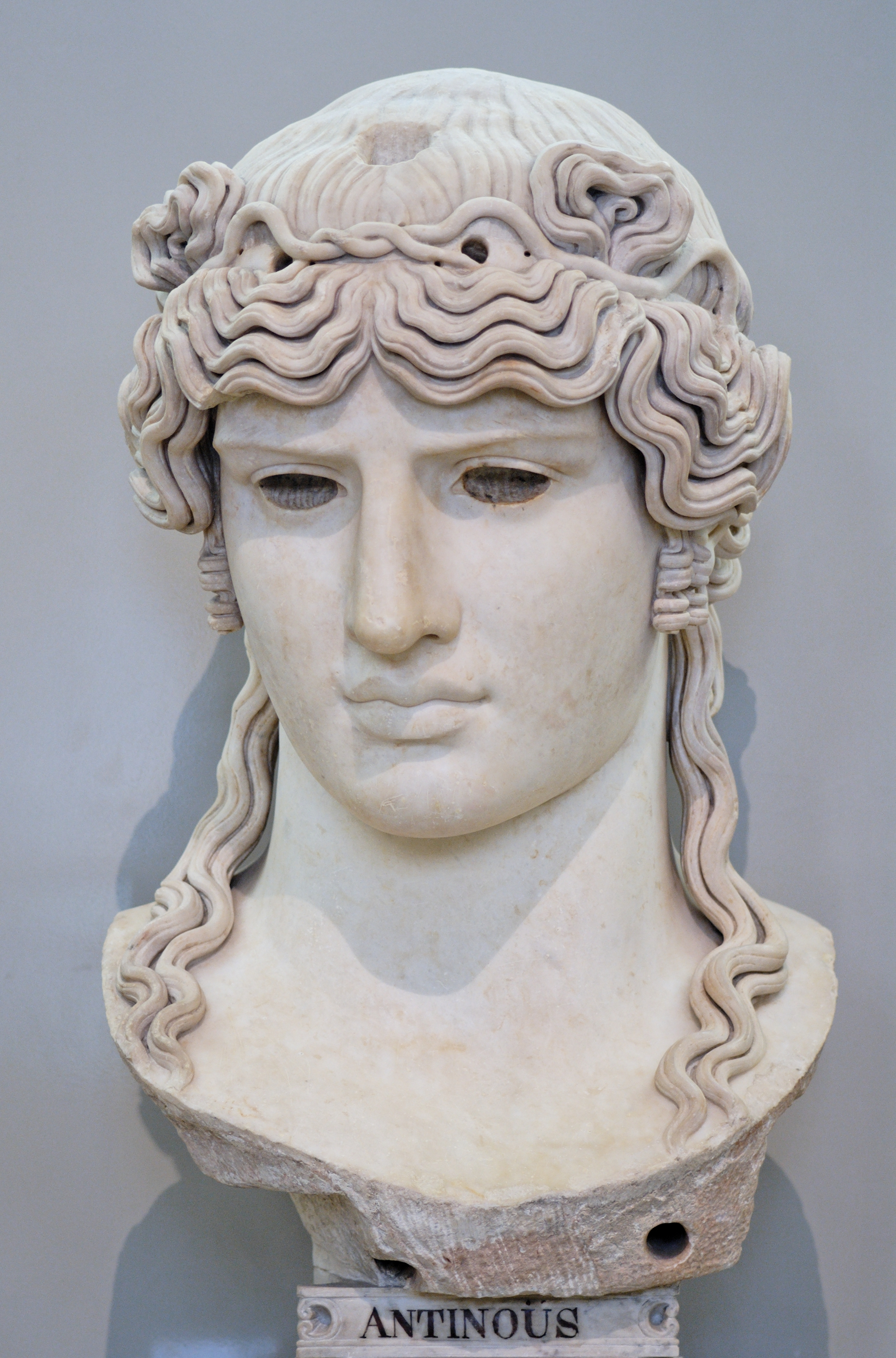
Antínous Mondragone.

### Escultures
En els seus inicis, el museu només exhibia escultures antigues; les úniques excepcions eren les dues estàtues d'esclaves de Miquel Àngel. Cal esperar al 1824 perquè sigui oberta la galeria d'Angulema, amb cinc sales dedicades a obres que van del Renaixement al segle xviii. A partir de 1850 s'hi afegeix l'escultura medieval, però no serà fins al 1893 que el departament d'escultures esdevé autònom i deixa d'estar lligat al d'Antiguitats.
Entre els canvis recents, cal destacar la consolidació de totes les estàtues creades pel parc del castell de Marly, en particular les grans estàtues eqüestres, obres d'Antoine Coysevox i Guillaume Coustou.
L'escultura francesa, repartida en diverses sales al voltant de dos patis coberts, es troba en l'ala Richelieu, mentre que l'escultura italiana, espanyola, i la de les escoles del nord, s'exhibeix a l'ala Denon, en la planta baixa. Entre els artistes exposats, ultra els molts nombrosos anònims (especialment pel que fa a l'edat mitjana), cal destacar Jean Goujon, Germain Pilon, Pierre Puget, Jean-Antoine Houdon, François Rude, Donatello, Francesco Laurana, Andrea della Robbia, Miquel Àngel, Giambologna, Gian Lorenzo Bernini i Antonio Canova.

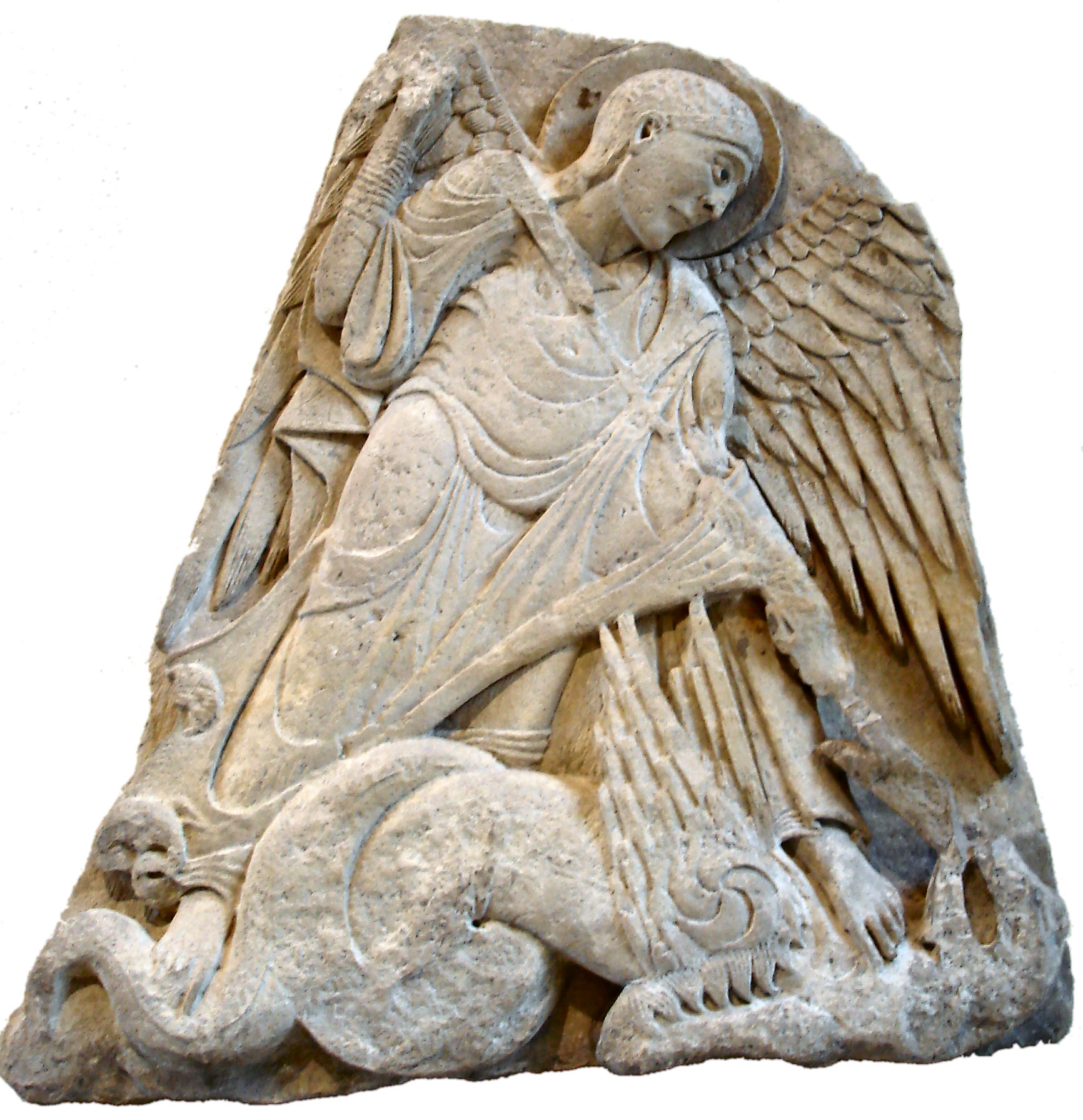
Sant Miquel matant el drac, Borgonya, final de segle xii
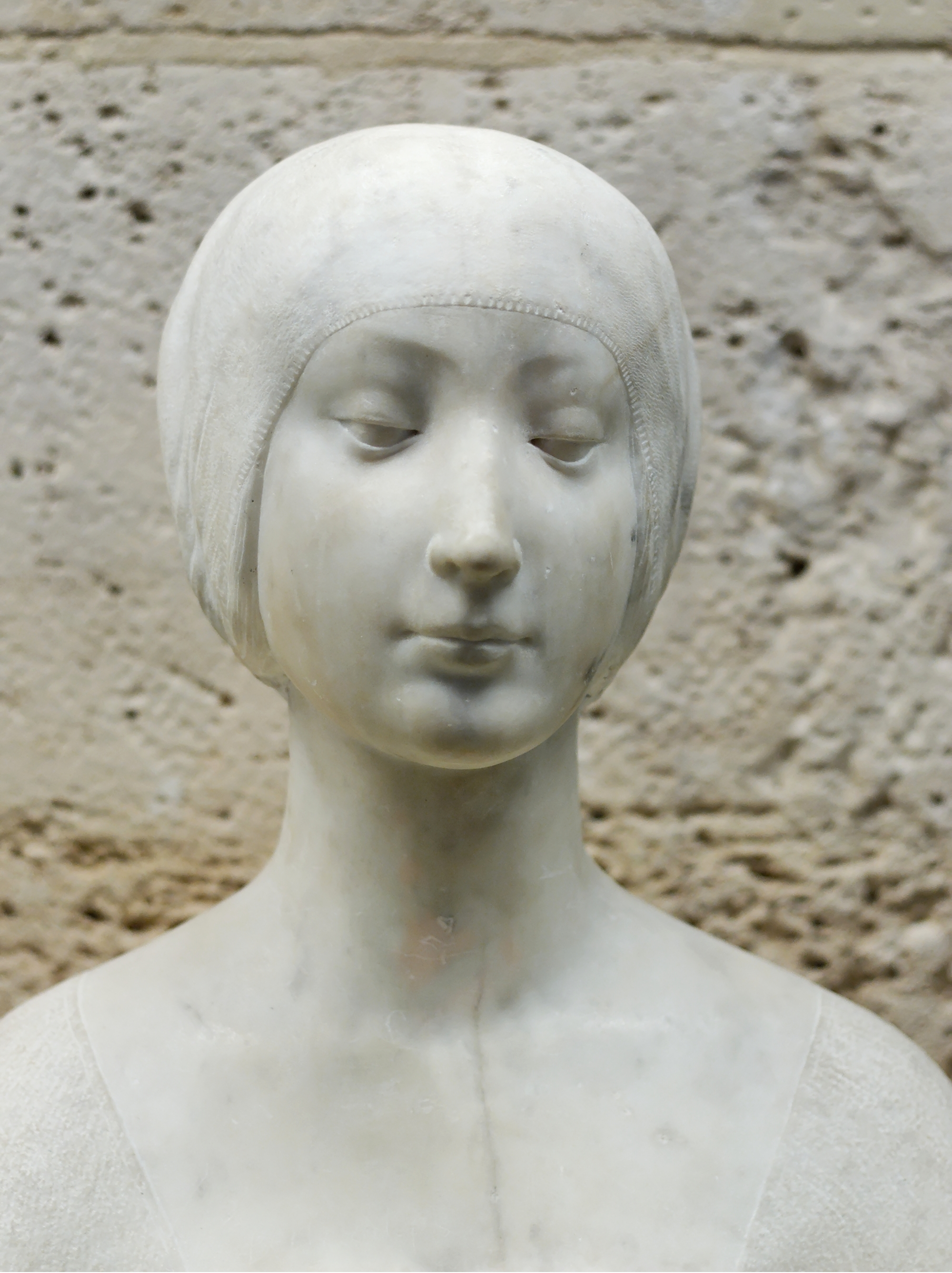
Bust d'una princesa, obra de Francesco Laurana, vers 1471
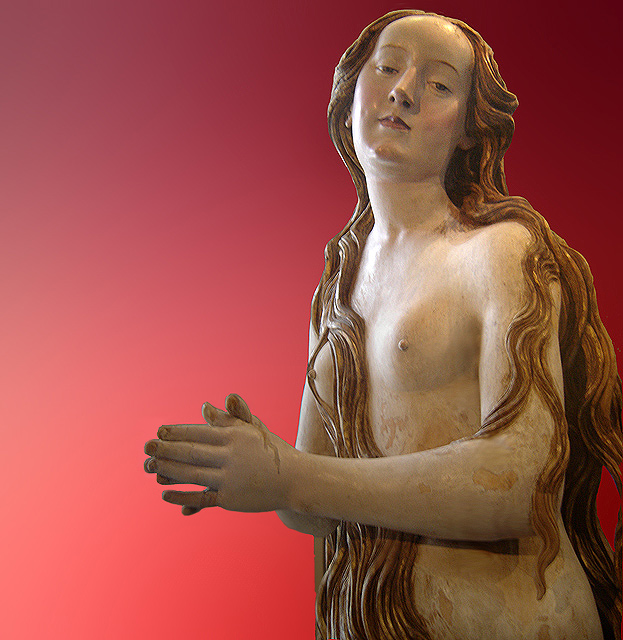
Maria Magdalena de Gregor Erhart segle xvi
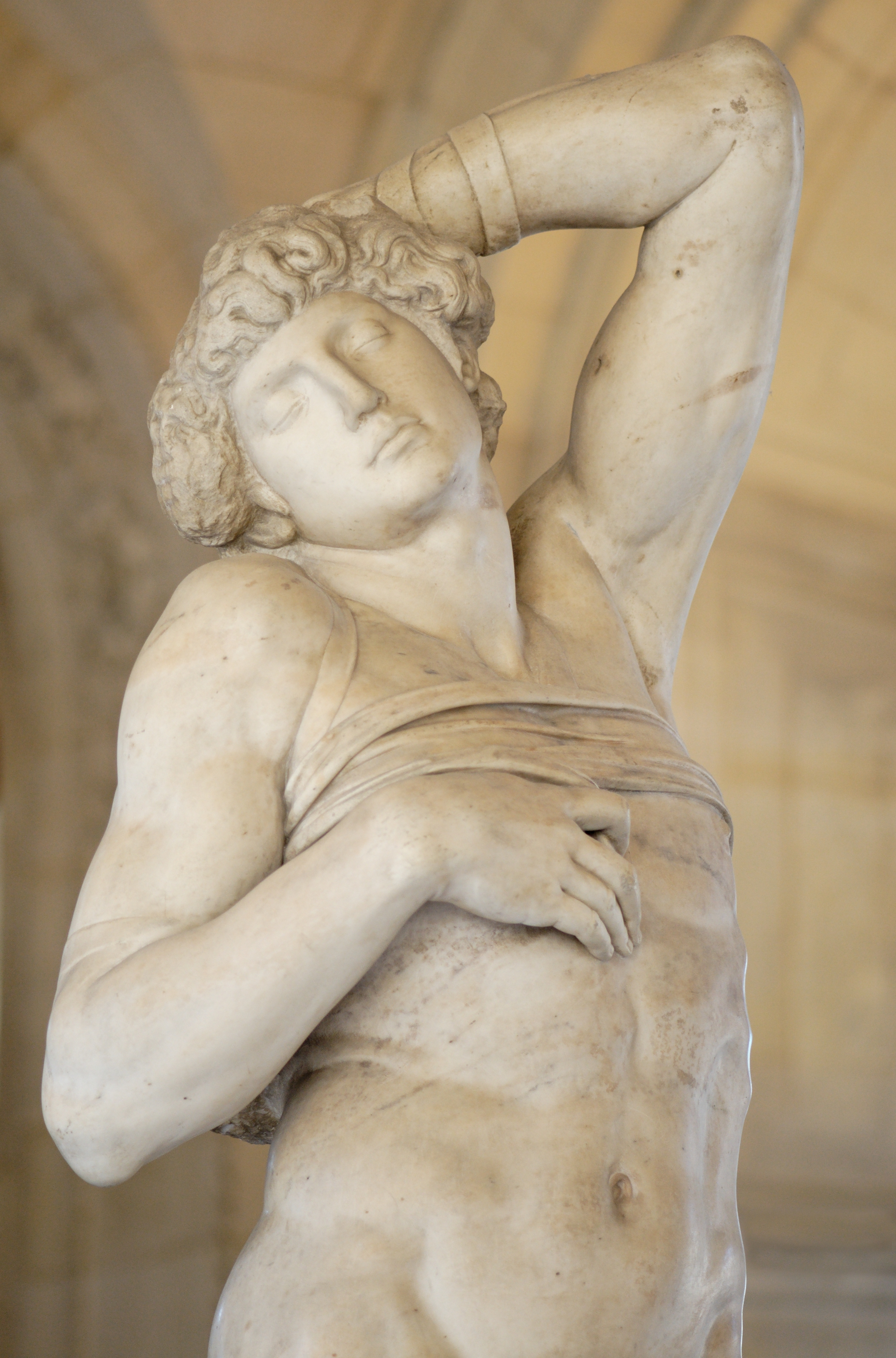
L'esclau moribund de Miquel Àngel, 1513-1515
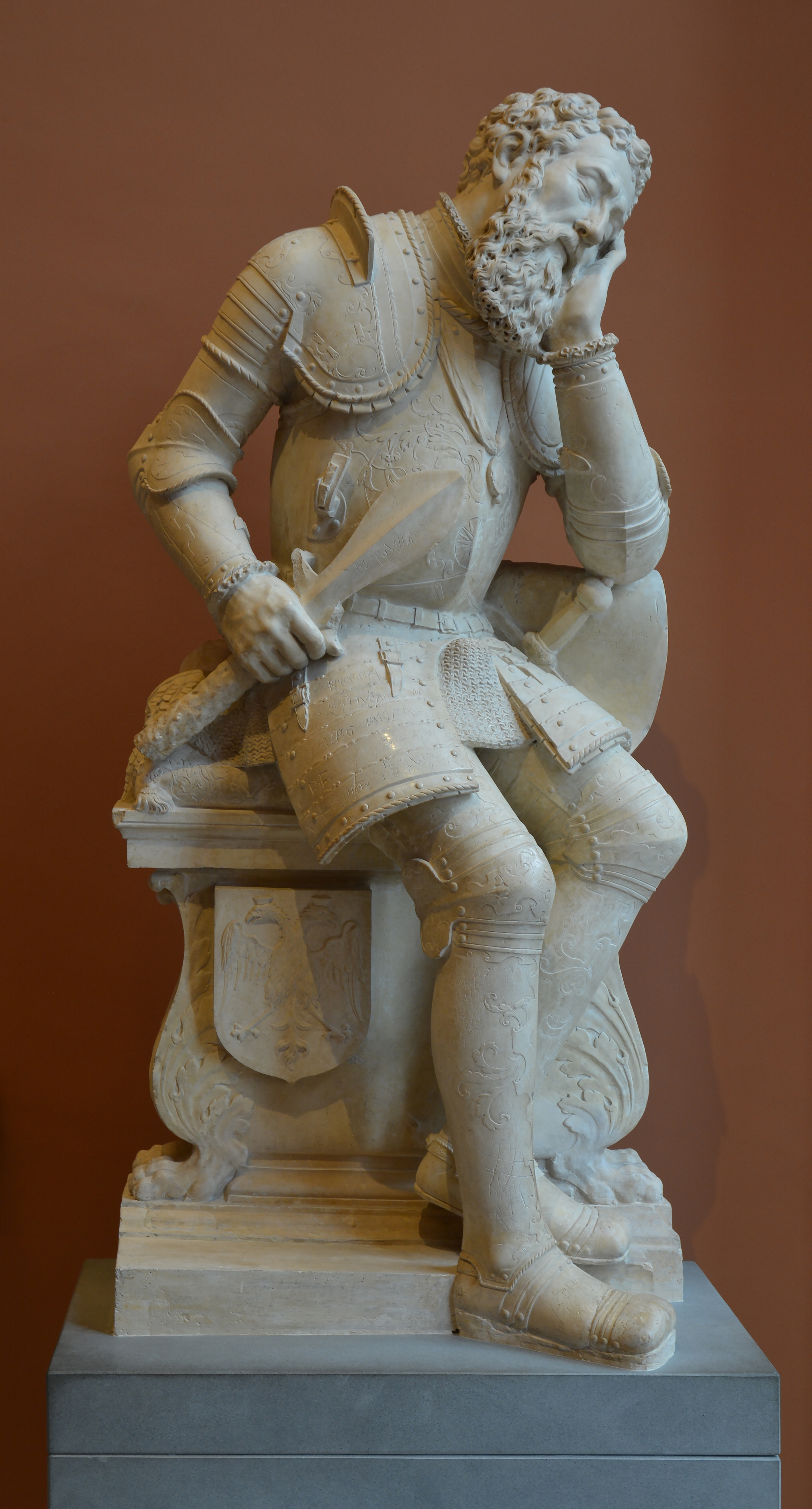
Tomba de Pierre de Maigny, obra de Pierre Bontemps, vers 1556
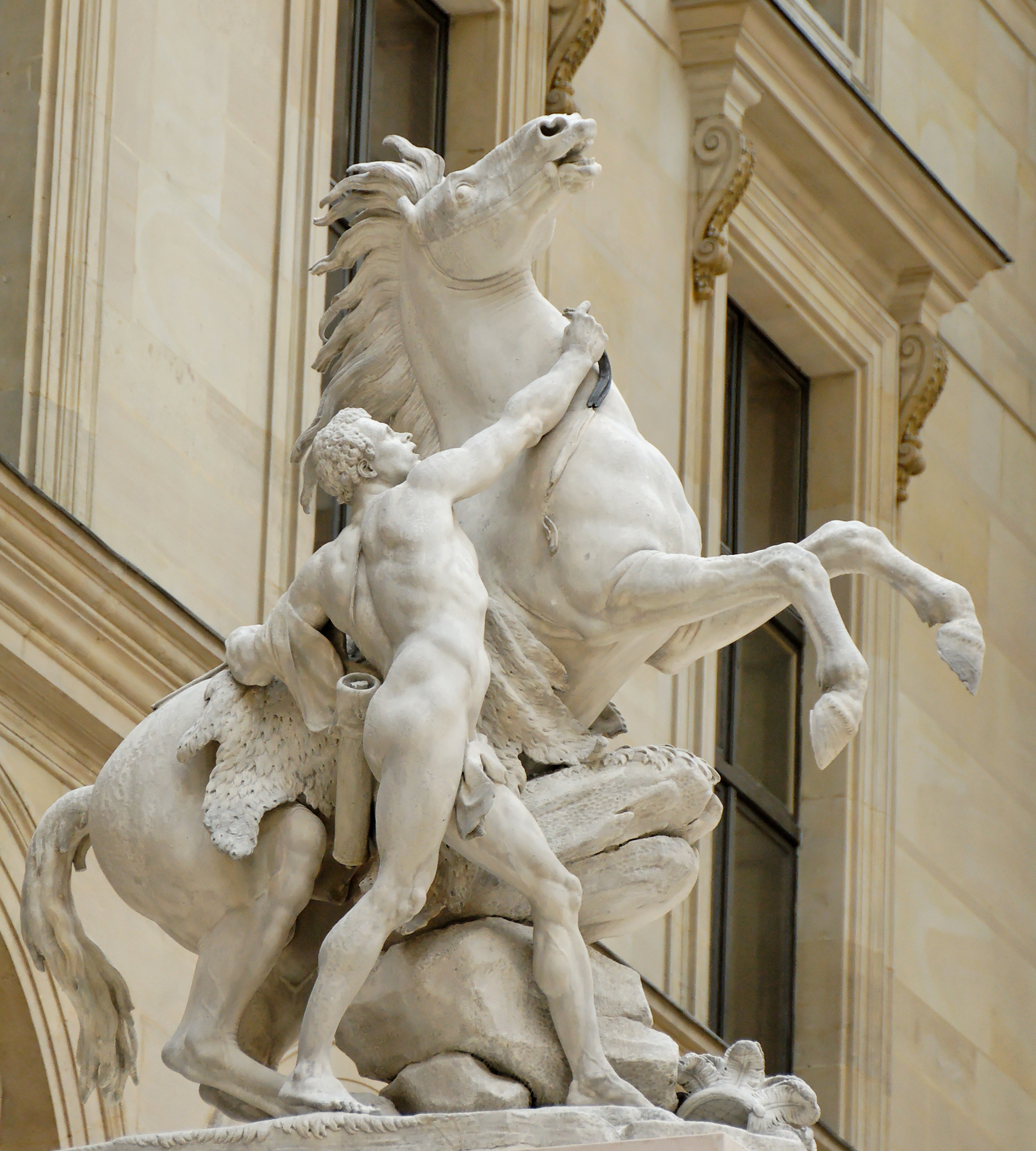
Un dels cavalls de Marly de Guillaume Coustou el Vell 1739-1745
Psique reanimada pel petó de l'Amor d'Antonio Canova, 1793
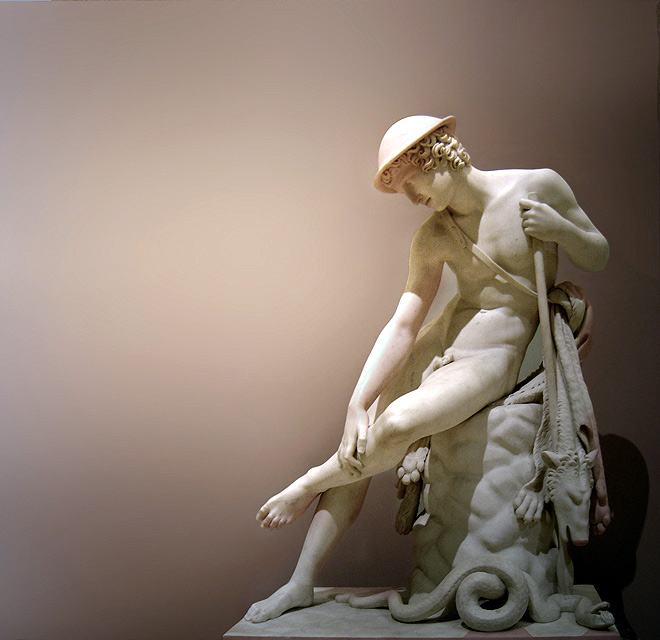
Jove caçador ferit de Louis Petitot, 1827

### Objectes d'art
És un dels departaments més rics del museu, constantment ampliat gràcies a les donacions i compres. Hi ha joies, estatuetes i adorns, però també mobles i tapissos. Els objectes van des de l'edat mitjana fins a mitjan segle xix.

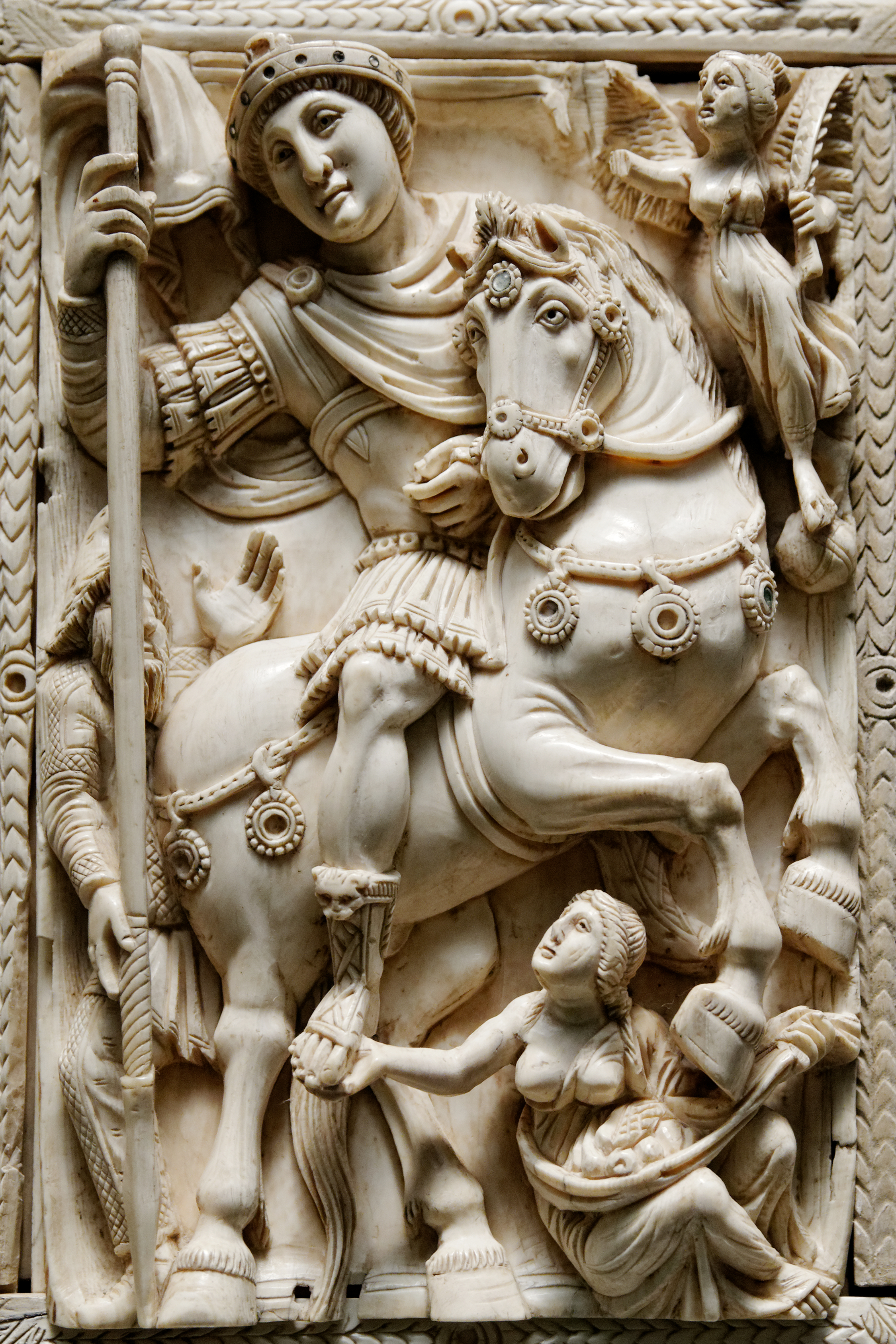
Panell central de l'Ivori Barberini
Tapa d'enquadernació en esmalt de Llemotges
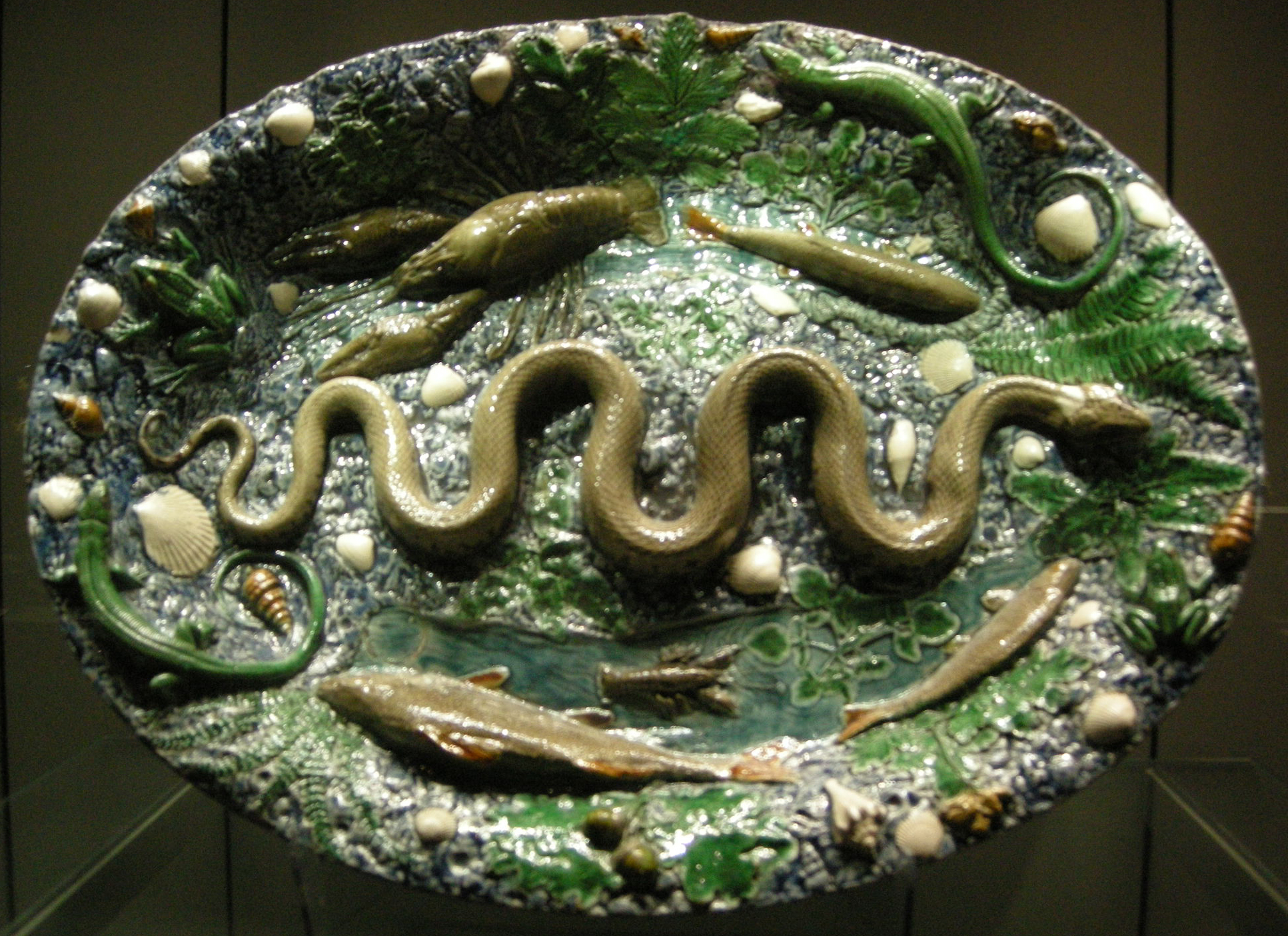
Safata "rústica" atribuïda a Bernard Palissy
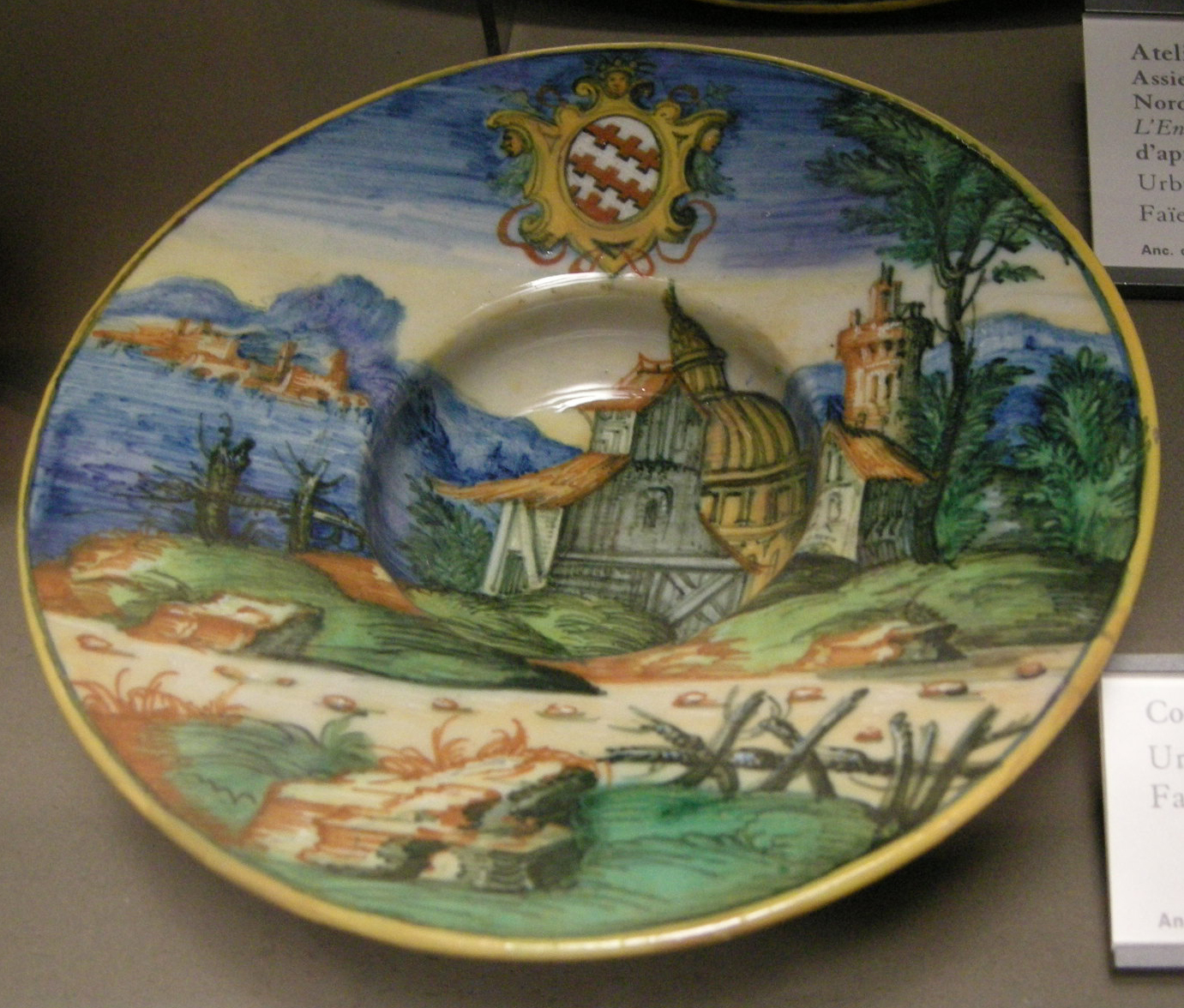
Plat amb l'escut d'armes de Salviati, vers 1550
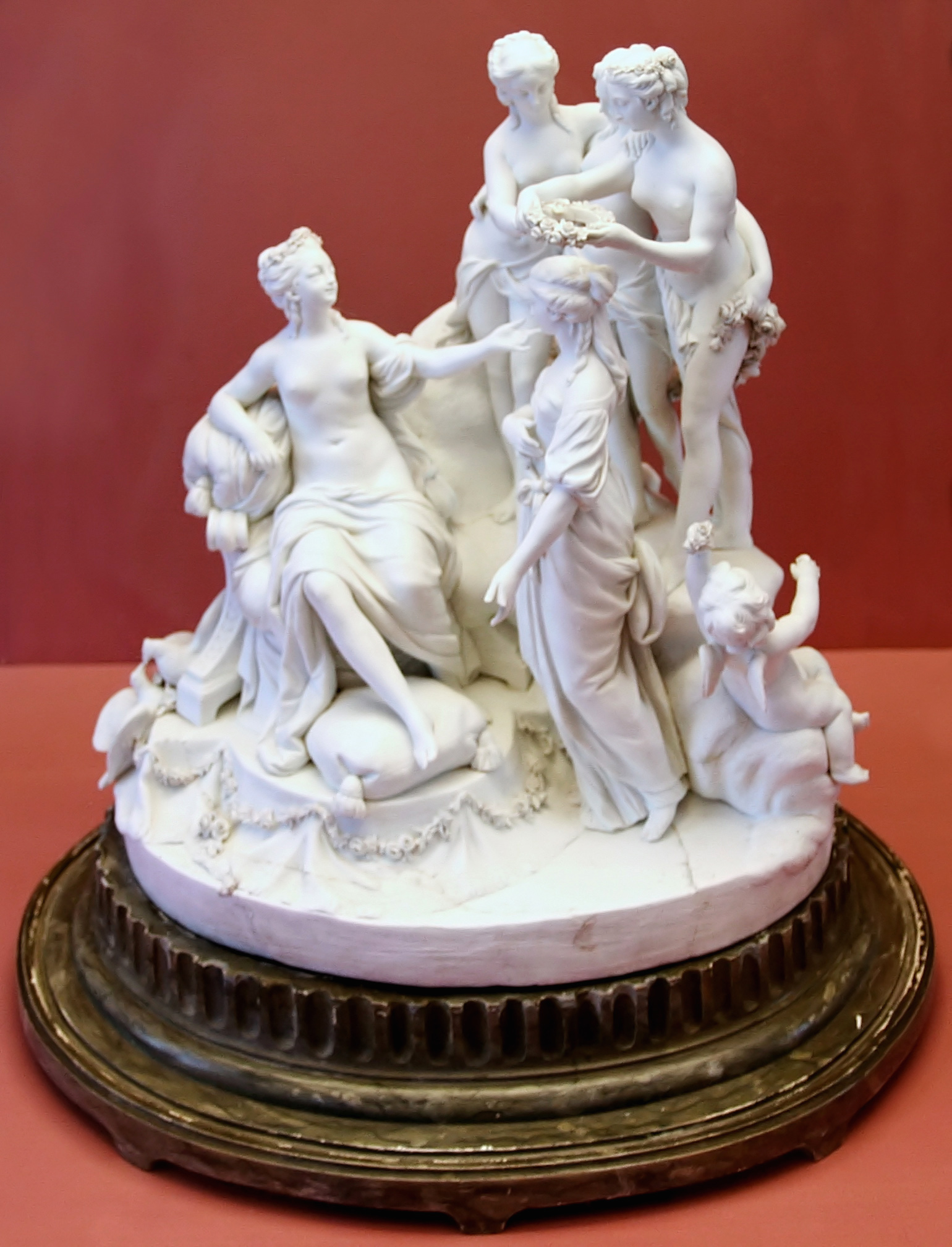
Venus fent coronar la bellesa, porcellana de Sèvres, darreria del segle xviii
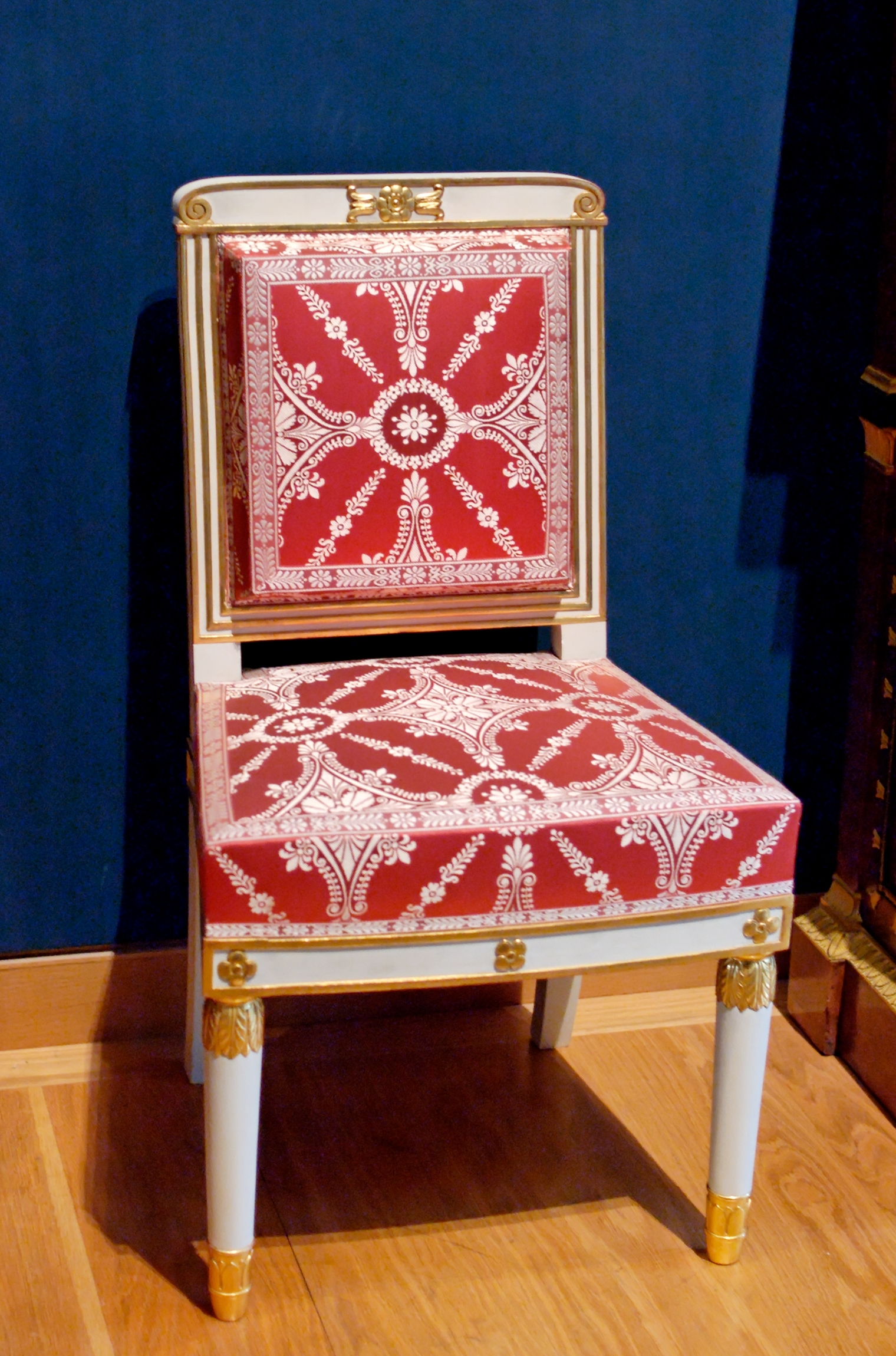
Cadira d'Estil Imperi
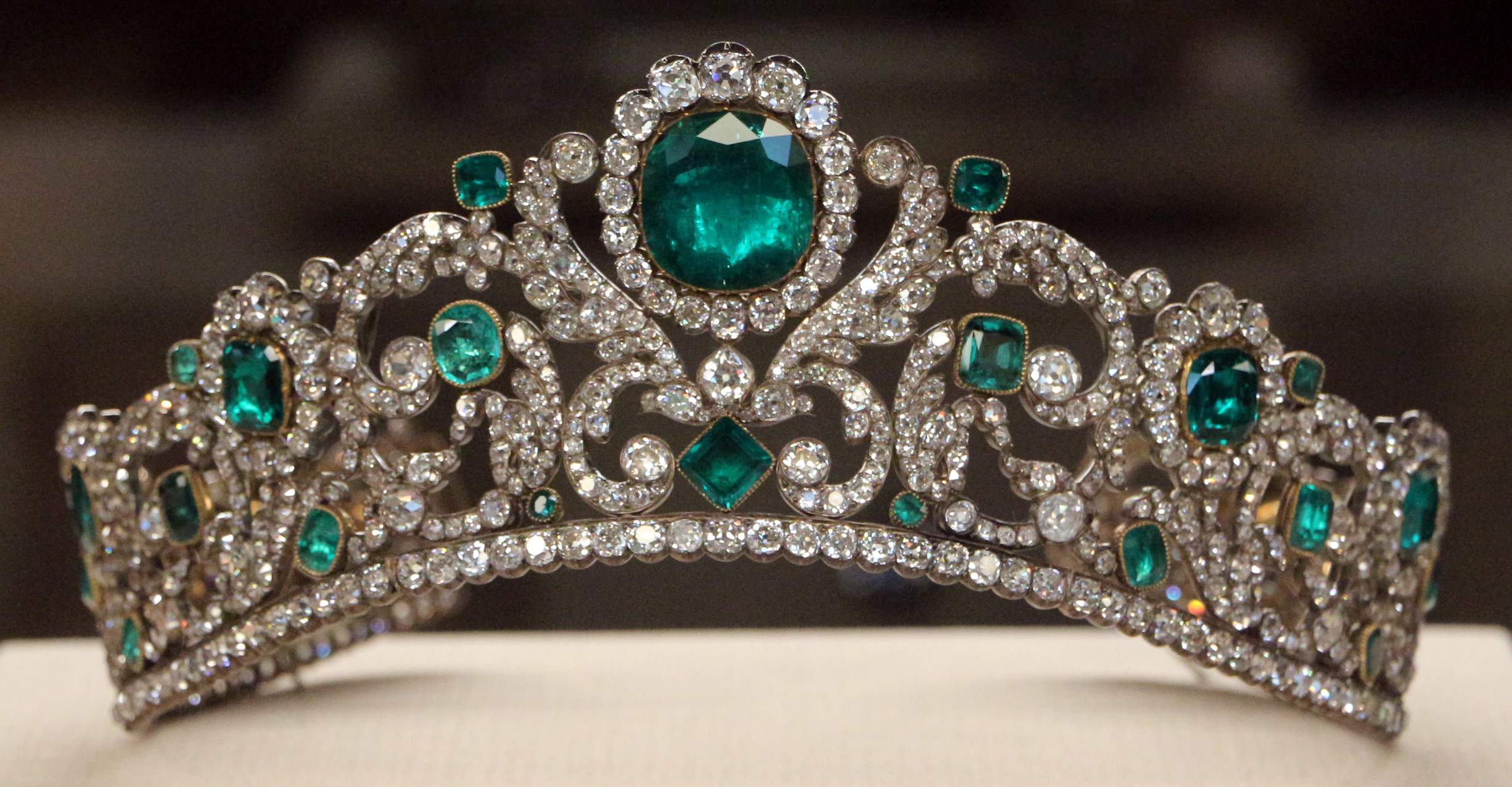
Diadema de la duquessa d'Angulema, 1819-1820
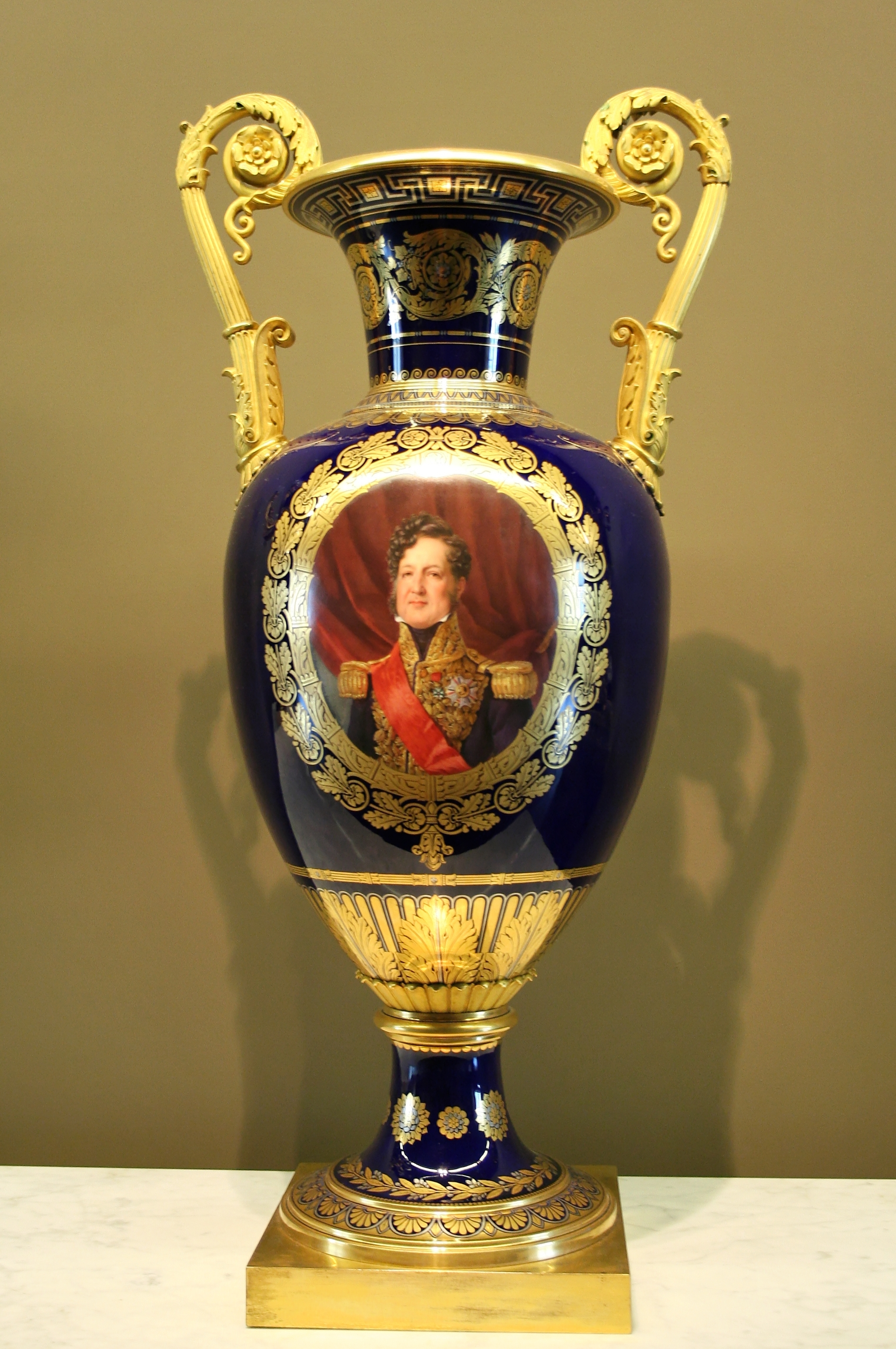
Gerro de forma ovoide amb el retrat de Lluís Felip I de França

### Pintures

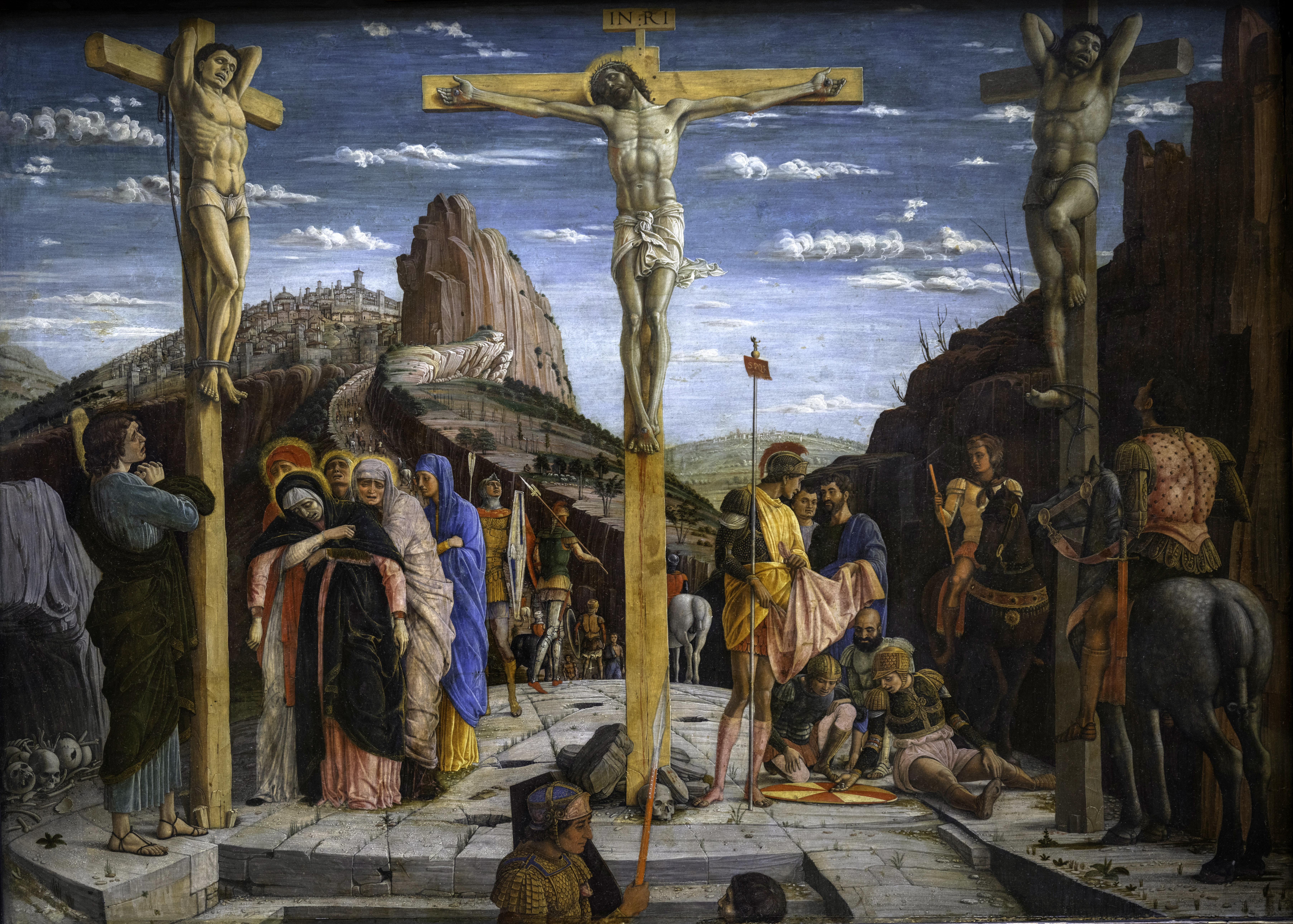
La Crucifixió (1457-1459) d'Andrea Mantegna (1431-1506), tremp d'ou sobre fusta

El Departament de Pintures comptabilitza fins ara al voltant de 7.500 quadres dels quals 3.400 són exposats, i abasta un període des de l'edat mitjana fins al 1848 (data del començament de la Segona República Francesa). Amb rares excepcions, les obres posteriors van ser transferides al Musée d'Orsay en els seus inicis (1986). La col·lecció estava composta primer d'obres pertanyents a la col·lecció reial i més tard es va ampliar a través d'adquisicions (molt importants sota el Segon Imperi Francès i la Tercera República Francesa), llegats i també gràcies a les adquisicions de Napoleó Bonaparte (que en el seu moment també havia rebatejat el museu amb el seu nom). Des del 1794, la col·lecció fou repartida per escoles nacionals, i aquesta organització de col·leccions tenia els seus detractors. Així els primitius italians són al primer pis, a prop dels principals quadres francesos de l'escola romàntica, mentre que els primitius francesos són al segon pis, just al costat de la pintura holandesa del segle xvii. Però siguin quines siguin les reserves que es puguin fer, és una sèrie d'obres mestres que desfilen davant els ulls dels visitants.

#### Escola francesa
Una gran part de les pintures conservades al museu són obres de pintors francesos, la qual cosa fa del Louvre una mena de temple de la pintura francesa fins al segle xix: cada segle està representat per obres majors i ben sovint úniques. És el cas, per exemple, del Retrat de Joan II el Bo, de mitjan segle xiv, el retrat independent més antic conservat des de l'antiguitat. Del segle xv, cal destacar que el museu conserva la Pietà d'Avinyó d'Enguerrand Quarton i el Retrat de Carles VII de Jean Fouquet, primer retrat on el subjecte està pintat de cara i no de perfil. Per al segle xvi, l'Escola de Fontainebleau, que llavors domina el panorama artístic, es troba molt ben representat, especialment amb una sèrie de retrats i miniatures de Jean i François Clouet, entre els quals el cèlebre Retrat de Francesc I. El segle xvii, el Gran Segle, període de desenvolupament i emancipació de la pintura francesa, presenta una immensa col·lecció marcada per diverses obres mestres, entre les quals El rapte de les sabines i Et in Arcadia ego de Poussin (del qual es presenten quaranta obres), El trampós amb l'as de diamants de Georges de La Tour o també el Retrat de Lluís XIV per Jacint Rigau-Ros i Serra. Ultra aquests pintors, es troben també representats Simon Vouet, Valentin de Boulogne, els Germans Le Nain, Philippe de Champaigne, Claude Lorrain, Eustache Le Sueur, Laurent de La Hyre, Sébastien Bourdon i Charles Le Brun. Del segle xviii, el museu no conserva menys de tretze obres d'Antoine Watteau entre ells el Gilles i la Peregrinació a l'illa de Cítera, vint-i-cinc quadres de Fragonard (entre ells El pany), trenta de Chardin (entre ells La ratlla), vint-i-dos de François Boucher o fins i tot vint-i-sis teles d'Hubert Robert. Cal esmentar també, per a aquest període, nombroses obres de Nicolas de Largillière, Nicolas Lancret, Jean-Baptiste Oudry, Jean-Marc Nattier, Claude Joseph Vernet, Jean-Baptiste Greuze, Élisabeth Louise Vigée Le Brun i Pierre-Henri de Valenciennes. Finalment, el període napoleònic i la primera meitat del segle xix constitueixen l'última joia de la col·lecció: per a aquests períodes es troben obres mestres com El rai de la Medusa de Géricault, La llibertat guiant el poble de Delacroix, La gran odalisca d'Ingres o fins i tot La coronació de Napoleó de David. Tots aquests pintors es troben representats per un gran nombre d'altes obres majors: es poden citar, de David El jurament dels Horacis o també Les Sabines, d'Ingres El bany turc i La banyista, de Delacroix La mort de Sardanàpal i La massacre de Quios, i de Géricault Oficial de caçadors a la càrrega i El derbi d'Epsom. El museu conserva igualment obres de Pierre-Paul Prud'hon, Girodet-Trioson, François Gérard, Antoine-Jean Gros, Louis Léopold Boilly, Alexandre Gabriel Decamps, Eugène Isabey, Théodore Chassériau, Hippolyte Flandrin, Théodore Rousseau, Jean-François Millet i la major col·lecció mundial de pintures de Camille Corot amb uns 81 quadres.

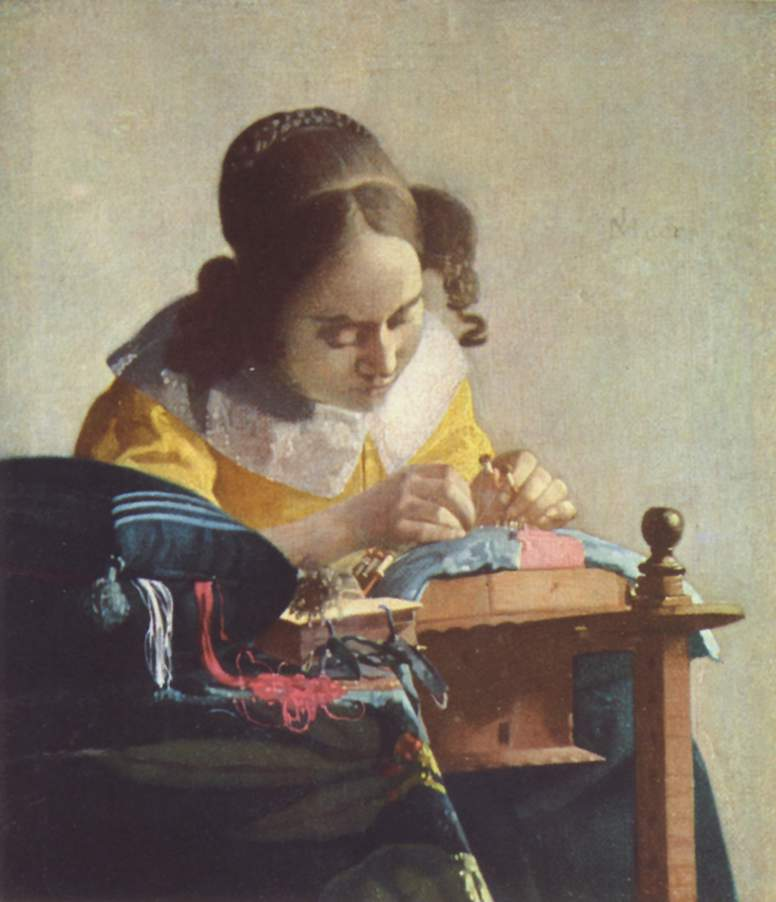
La puntaire de Johannes Vermeer, oli sobre llenç encolat sobre fusta, vers 1669-1670.

#### Escoles del nord (Flandes, Països Baixos, Alemanya)
El Louvre també té una de les més grans col·leccions de pintures del nord d'Europa, amb 1.130 quadres procedents de Flandes, Països Baixos, Alemanya. Les escoles flamenca i holandesa són les que estan més ben representades. Per als primitius flamencs, cal remarcar obres de destacada importància com La Mare de Déu del canceller Rolin de Jan van Eyck, el Tríptic de la família Braque de Rogier van der Weyden, La nau dels bojos de Hieronymus Bosch, Les noces de Canà de Gerard David i El canvista i la seva muller de Quentin Metsys. Es conserven igualment obres de Dirk Bouts, diversos Hans Memling, Joos van Cleve, Joachim Patinir, Bernard van Orley, Jan Gossaert anomenat Mabuse, Lucas van Leyden i Pieter Brueghel el Vell. El segle d'or holandès i flamenc (segle xvii) s'il·lustra amb quinze quadres de Rembrandt entre els quals destaquen Betsabé amb la carta de David i El sopar d'Emaús, diversos Frans Hals (La gitana i El músic de llaüt), dinou de Van Dyck, cinquanta-un de Rubens, entre els quals els vint-i-un quadres del Cicle de Maria de Mèdici, més dues teles pintades per Vermeer, La puntaire i L'astrònom. El paisatge formiguejant de personatges de Jan Brueghel el Vell, les escenes intimistes de Pieter de Hooch i Gerard ter Borch, les pintures d'interiors d'esglésies de Pieter Saenredam, les escenes de gènere de Jan Steen i David Teniers el Jove i els paisatges de Jacob Van Ruysdael també estan representats. Pel que fa a la pintura alemanya, hi ha obres del segle xv com la Pietà de Saint-Germain-des-Prés, quadres d'Albrecht Dürer (Autoretrat amb un card, el primer dels seus autoretrats), de Lucas Cranach el Vell o també diversos retrats de Hans Holbein el Jove (entre ells un d'Erasme de Rotterdam), i del segle xix, pintures del romàntic Caspar David Friedrich. Finalment, una sala exposa pintures barroques austríaques del segle xviii mentre que una altra exposa pintures escandinaves de la primera meitat del segle xix, incloent-hi paisatges tractats amb una vena romàntica.

#### Escola italiana
Per descomptat, la pintura italiana també està abundantment representada, amb prop de 1.100 obres, incloent-n'hi 600 permanentment exposades. S'hi troben moltes obres mestres dels grans pintors, incloent-n'hi una que és probablement la pintura més famosa del món, La Gioconda de Leonardo da Vinci. El Louvre també té altres quatre obres de la mà del gran mestre del Renaixement, especialment el seu Sant Joan Baptista i La Mare de Déu i l'Infant amb santa Anna. Més àmpliament, la col·lecció de Primitius i la pintura del Renaixement italià amb obres de Cimabue (Maestà), Giotto di Bondone, Fra Angelico, Paolo Uccello, Piero della Francesca, Pisanello, Filippo Lippi, Sandro Botticelli (especialment els frescos de la Vil·la Lemmi), Giambattista Pittoni (especialment els Jesucrist donant les claus del paradís a sant Pere, La continença d'Escipió, Susanna i els vells, Bacchus i Ariadna, Mart i Venus), Luca Signorelli, Antonello da Messina (especialment El condottiero), Vittore Carpaccio, Giovanni Bellini, Domenico Ghirlandaio, Andrea Mantegna, set quadres de Perugino, deu de Raffaello Sanzio, entre ells el Retrat de Baldassare Castiglione, catorze de Ticià, entre ells El concert campestre, unes quinze pintures de Paolo Veronese, entre les quals està Noces de Canà, d'altres de Tintoretto (entre elles el seu Autoretrat), de Sebastiano del Piombo, Andrea del Sarto, Lorenzo Lotto, Antonio da Correggio, Pontormo, Agnolo Bronzino, Parmigianino, Arcimboldo o fins i tot Federico Barocci. Del segle xvii, es troben obres dels principals pintors, començant per Caravaggio, del qual es conserven tres quadres al museu (La bonaventura, La mort de la Mare de Déu i el Retrat d'Alof de Wignacourt), molts d'Annibale Carracci, i també de Guido Reni, Guercino, Domenico Zampieri, Pietro da Cortona, Salvator Rosa i Luca Giordano. El segle xviii italià també està ben representat en la seva diversitat, amb un fort enfocament en les escoles romanes i venecianes. La secció inclou obres de pintors com Sebastiano Ricci, Francesco Solimena, Giovanni Paolo Pannini, uns vedute de Canaletto i Francesco Guardi, Giambattista Pittoni, pintures de Giambattista Tiepolo i del seu fill Giandomenico.

#### Altres escoles
La col·lecció espanyola (uns seixanta quadres exposats), més reduïda que les anteriors, presenta nogensmenys una tria d'obres interessant amb alguns noms rars. Però hom hi troba sobretot tot els grans artistes del Segle d'or com El Greco, Velázquez, Murillo, Ribera o Zurbarán. A més, el Louvre té diversos quadres de Goya.
La col·lecció de pintures britàniques (aproximadament un centenar d'obres), es compon d'obres significatives dels mestres dels segles xviii i xix com William Hogarth, Thomas Gainsborough, Joshua Reynolds, Joseph Wright de Derby, John Constable, Richard Parkes Bonington i J.M.W. Turner.
Les pintures de les escoles escandinaves, russes i gregues també són presents tot i ser una col·lecció reduïda.

La Gioconda de Leonardo da Vinci, oli sobre panell de fusta, 1503-1506.
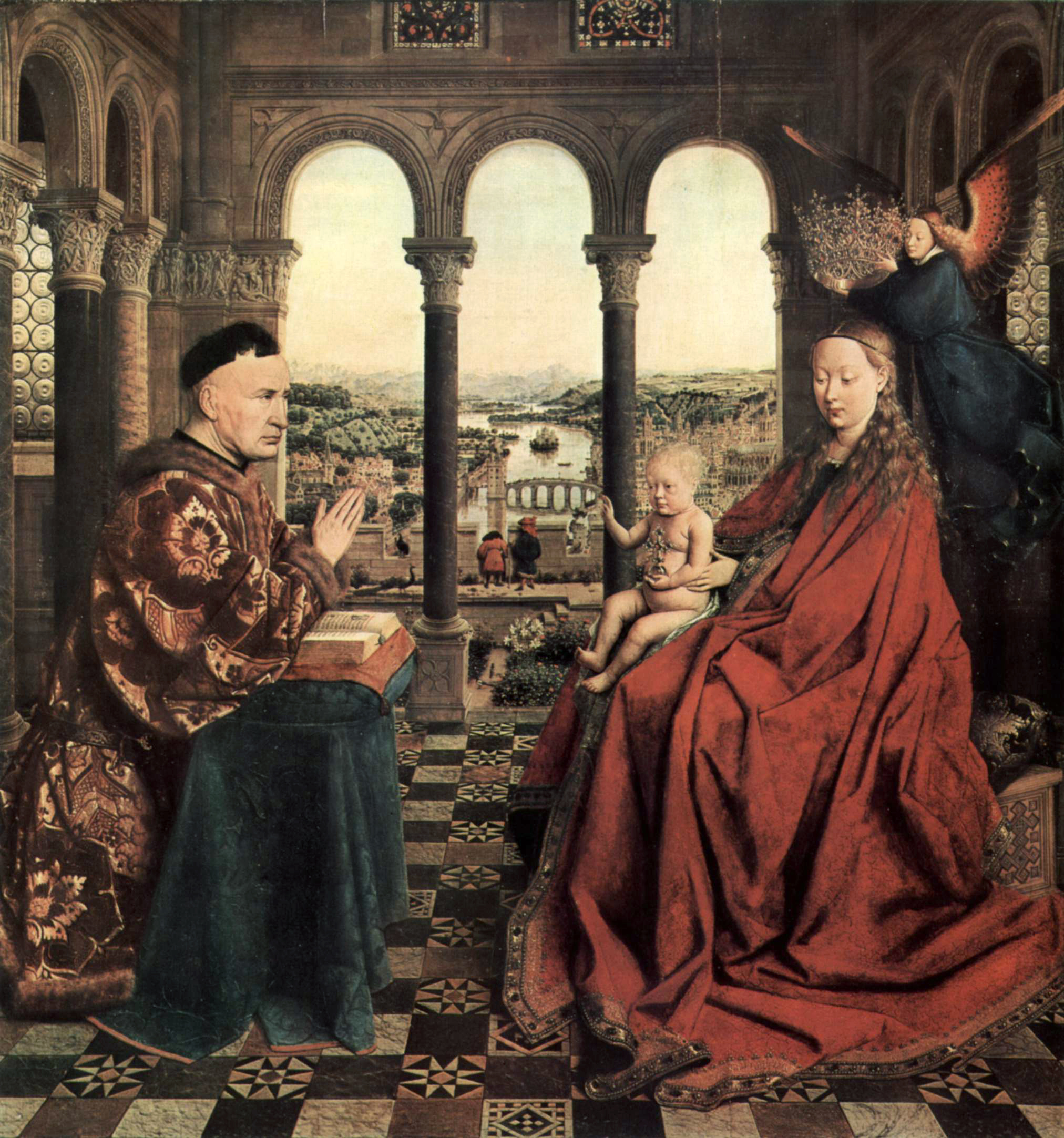
La Mare de Déu del canceller Rolin de Jan van Eyck, oli sobre panell de fusta, vers 1435.
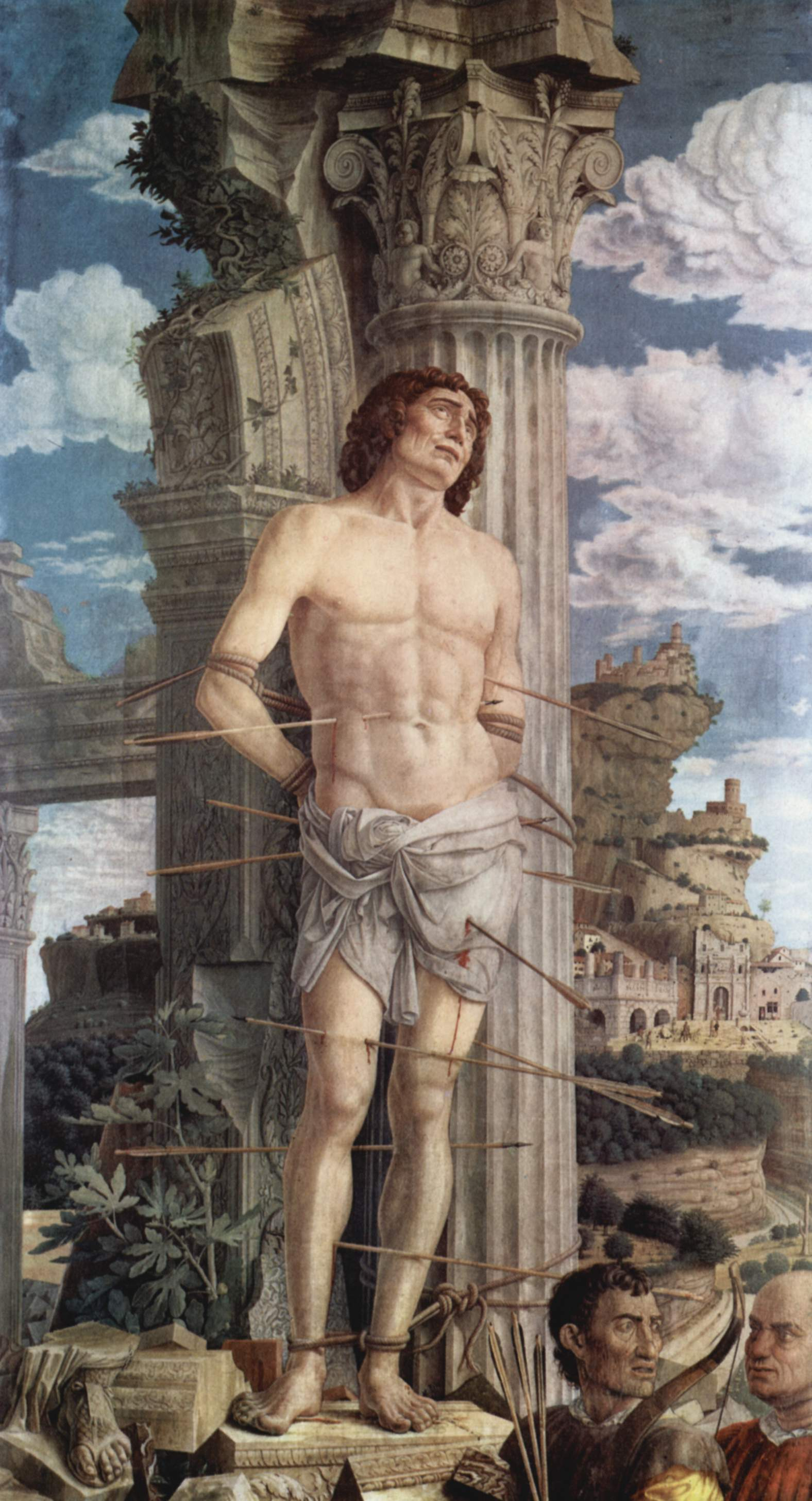
Sant Sebastià d'Andrea Mantegna, oli sobre llenç, 1480.
Retrat de Baldassare Castiglione de Raffaello Sanzio, oli sobre llenç, 1514-1515.
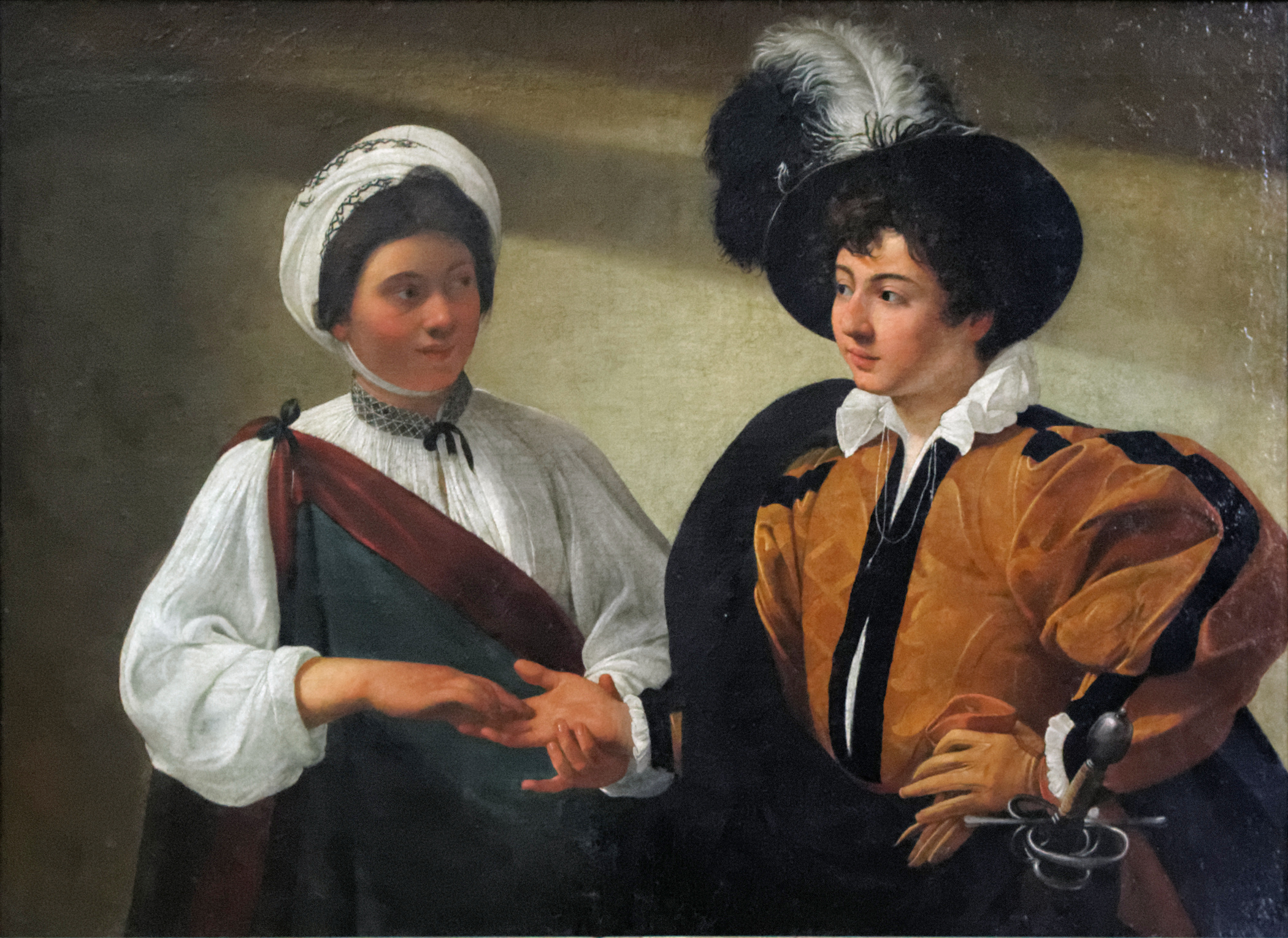
La bonaventura de Caravaggio, oli sobre llenç 1596-1597.
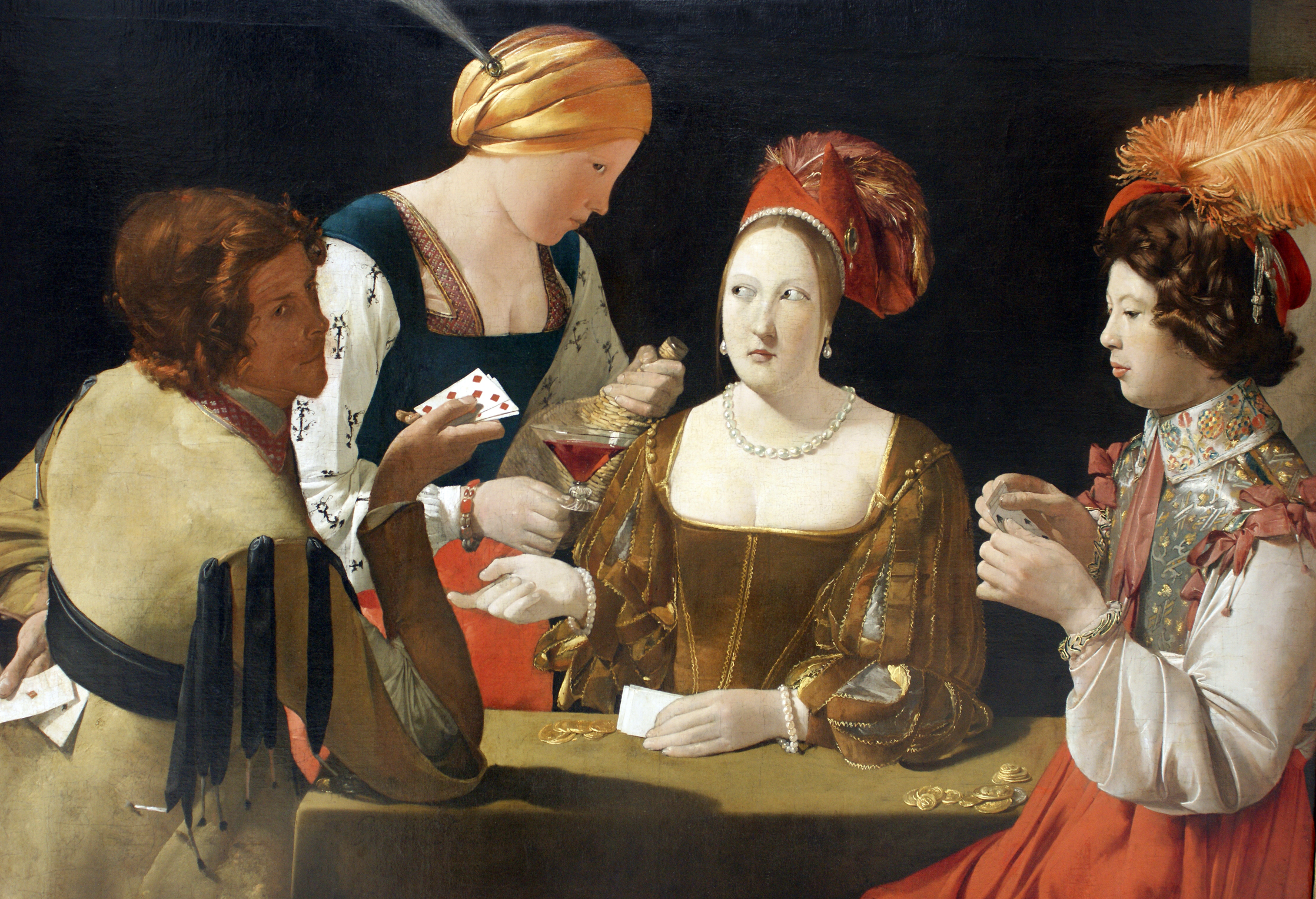
El trampós amb l'as de diamants de Georges de La Tour, oli sobre llenç, 1633-1639.
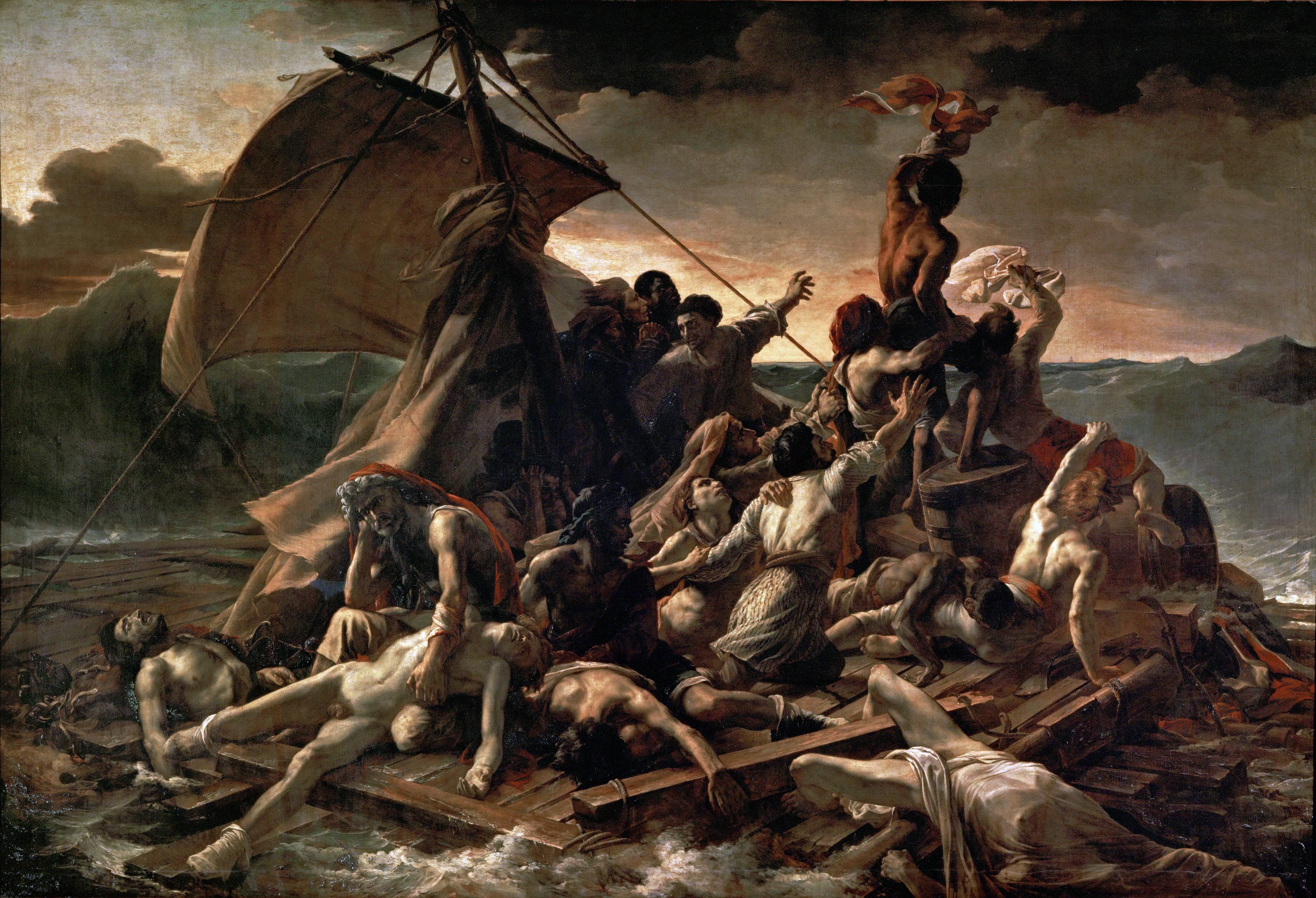
El rai de la Medusa de Théodore Géricault, oli sobre llenç, 1819.
La llibertat guiant el poble d'Eugène Delacroix, oli sobre llenç, 1830. (Prestat exposat al Louvre-Lens des de desembre del 2012).

### Arts gràfiques

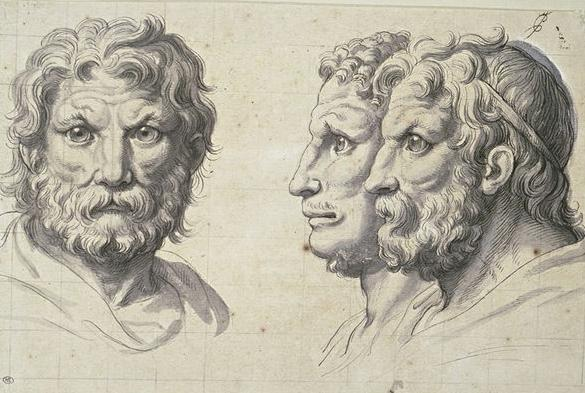
Tres caps dels homes en relació amb el lleó, Charles Le Brun, llapis negre, ploma i tinta negre, 1671.

El departament d'arts gràfiques ara té més de 140.000 peces. Conserva dibuixos, pastels, miniatures, gravats, llibres, manuscrits, autògrafs,i també gravats de fusta, coure i pedres litogràfiques. Aplega tres fons diferents:
- el Gabinet dels dibuixos, constituït en origen per l'antiga col·lecció dels reis de França, constantment ampliada posteriorment a través de confiscacions i donacions;
- la col·lecció Edmond de Rothschild, oferta al Louvre el 1936, amb prop de 40.000 gravats, 3.000 dibuixos i 500 llibres il·lustrats ;
- la Calcografia, que conserva uns 14.000 gravats de coure, en particular els que provenen del gabinet de planxes gravades del rei. Les impressions de paper a partir de l'original de coure es poden demanar d'unes 600 planxes.

Donat el nombre de peces i la fragilitat del paper a la llum, és impossible exposar de forma permanent tot el document. Aquests es poden veure sia en exposicions temporals (que no duren més de tres mesos per evitar el debilitament de les obres), sia a la sala de lectura del Departament. Nogensmenys, una tria de pastels i de tapíssos, menys fràgil, està exposada al departament de pintures. Aquests darrers anys s'ha dut a terme un gran esforç de digitalització en la base de dades del departament, que a hores d'ara ja compta amb més 140.000 fitxes d'obres i 4.500 fitxes d'artistes.
- Cinc gaigs, Pisanello, aquarel·la, ploma i tinta marró, segle xv.
- Estudi d'un bust d'un jove amb el cap afaitat, Gerard David, mina d'argent, segle xv.
- Vista d'Arco, Albrecht Dürer,Leonardo da Vinci aquarel·la sobre paper, 1495.
- Isabel d'Este, Leonardo da Vinci, pedra negra, sang i difuminat, guix ocre, vers 1500.
- Estudi d'home nu, Michelangelo Buonarroti, guix, primera meitat del segle xvi.
- La lluita per l'estendard de la batalla d'Anghiari, anònim segons Leonardo da Vinci, reelaborat i ampliat per Peter Paul Rubens, diverses tècniques abans de 1550 (reelaborat en 1603).
- Tres estudis de jove negre, Antoine Watteau, pedra negra, sang, difuminat i pintura aiguada, abans de 1727.
- Fantasia àrab, Eugène Delacroix, aquarel·la sobre paper, 1832.

### Història del Louvre i Louvre Medieval
Diverses sales estan dedicades a la història del Louvre. Estan situades a l'entresòl (ala Sully).

### Arts i civilitzacions d'Àfrica, Àsia, Oceania i les Amèriques
Presentada des de l'any 2000, la col·lecció inclou un centenar d'obres d'art, principalment escultures, seleccionades per Jacques Kerchache. Exposades a Pavelló de Sessions pretenen ser una ambaixada permanent al Louvre del Museu del Moll Branly, inaugurat el juny de 2006.
- Escultura yombé, part superior del ceptre, segle xix
- Escultura del regne de Benín, darreria del segle xv, mitjan segle xvi
- Estatueta del poble igorot (Filipines), segle XV
- Pilar de casa cerimonial, Illes Salomó, segle xvii
- Figureta provinent de Teotihuacan (Mèxic) (s. II - segle V).
- Màscara de Xipe Totec de l'estat d'Oaxaca (Mèxic), objecte fals

## Curiositats
L'any 1856, Charles Sauvageot (1781-1860), es guanyà l'allotjament en el Museu amb la donació de diverses obres del Renaixement que aquest havia col·leccionat amb penes i treballs.